# Manierismo

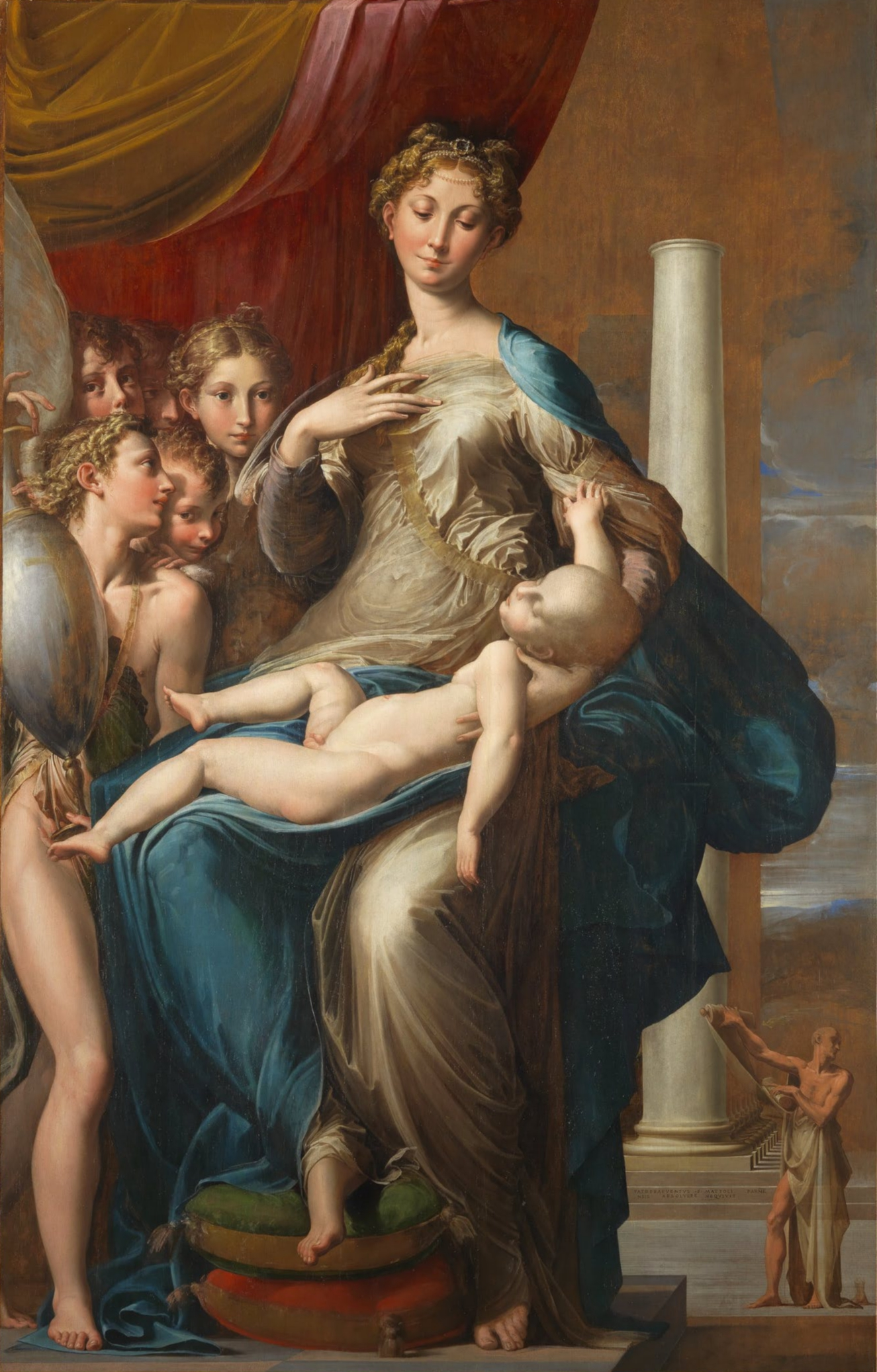
Virgen del cuello largo (1534-1540), de Parmigianino.

El término manierismo es la denominación historiográfica del periodo y estilo artístico que se sitúa convencionalmente en las décadas centrales y finales del siglo XVI (cinquecento, en italiano), como parte última del Renacimiento (es decir, un Bajo Renacimiento). Su caracterización es problemática, pues aunque inicialmente se definió como la imitación de la manera de los grandes maestros del Alto Renacimiento (por ejemplo, el propio Tintoretto pretendía dibujar como Miguel Ángel y colorear como Tiziano), posteriormente se entendió como una reacción contra el ideal de belleza clasicista y una complicación laberíntica tanto en lo formal (línea serpentinata, anamorfosis, exageración de los movimientos, los escorzos, las texturas, los almohadillados, alteración del orden en los elementos arquitectónicos) como en lo conceptual (forzando el decorum y el equilibrio altorrenacentistas, una "violación de la figura"), que prefigura el "exceso" característico del Barroco. Por otro lado, también se identifica el Manierismo con un arte intelectualizado y elitista, opuesto al Barroco, que será un arte sensorial y popular. Considerado como una mera prolongación del genio creativo de los grandes genios del Alto Renacimiento (Leonardo, Rafael, Miguel Ángel, Tiziano) por sus epígonos (como los leonardeschi), el manierismo fue generalmente infravalorado por la crítica y la historiografía del arte como un estilo extravagante, decadente y degenerativo; un refinamiento erótico y una "afectación artificiosa" cuya elegancia y grazia no fue apreciada plenamente hasta su revalorización en el siglo XX, que comenzó a ver de forma positiva incluso su condición de autorreferencia del arte en sí mismo.
El manierismo se distingue por varias características distintivas. Los artistas manieristas a menudo han exagerado las proporciones y posturas de figuras, creando composiciones artificiales y dramáticas. Los colores brillantes y contrastantes, las líneas sinuosas y las perspectivas distorsionadas también son elementos típicos del manierismo.
Los temas abordados por los artistas manieristas fueron variados y complejos. Los sujetos religiosos y mitológicos eran comunes, pero los artistas también exploraban temas alegóricos y filosóficos. Las obras manieristas estaban cargadas de simbolismo y referencias intelectuales, reflejando el aprendizaje y la sofisticación de los artistas y sus clientes.
El manierismo es considerado subjetivo e inestable. Los artistas se dejan llevar por sus gustos, alejándose de lo verosímil, tendiendo a la irrealidad y a la abstracción. Se prefiere, en escultura sobre todo, la línea o figura serpentinata, en que las figuras se disponen en sentido helicoidal ascendente. Cuando los elementos principales del Renacimiento empezaban a entrar en crisis, el manierismo significó un progresivo abandono de la proporción de las figuras, de la perspectiva espacial, del uso de líneas claras y definidas y de las expresiones mesuradas y dulces de los personajes renacentistas. El concepto de maniera significaba un saber hacer, y además sin esforzarse demasiado por hacerlo. Una sofisticación, por así decirlo, pues se trata de un arte exclusivo de la corte.

## Etimología
El origen del término "manierista" proviene del uso de la palabra italiana maniera en ciertos escritores del siglo XVI, como Giorgio Vasari (Le vite de' piú eccellenti architetti, pittori, et scultori italiani, da Cimabue insino a' tempi nostri, 1550 y 1568), para quien significa "personalidad artística", es decir, "estilo" en el más amplio sentido de la palabra, entre otras diversas acepciones ("en la teoría de Vasari, el concepto que representa el elemento individual del arte es la maniera"); representando áreas estilísticas y fases temporales (la maniera greca -"manera griega", la pintura de influencia bizantina-, la maniera vecchia -"manera vieja"- y la terza maniera che noi vogliamo chiamare la moderna -"tercera manera que queremos llamar la moderna"-). Por último, se calificó de manieristi ("manieristas") a los artistas contemporáneos de Vasari, que pintaban alla maniera di... ("a la manera de..."), es decir, siguiendo la línea de Leonardo (maniera leonardesca -los leonardeschi-), Rafael (maniera rafaelesca) o Miguel Ángel (maniera michelangelesca o maniera grande), pero manteniendo, en principio, una clara personalidad artística. El uso peyorativo del término comenzó más adelante, con los clasicistas académicos del siglo XVII, para quienes esa maniera se entendía como una fría técnica imitativa de los grandes maestros, como un ejercicio artístico rebuscado, en clichés reducibles a una serie de fórmulas.

## Contexto histórico
Como sugiere John Shearman, el manierismo fue en gran medida una corriente artística que se originó en Italia y que posteriormente fue adoptado en el resto de Europa, siempre a partir de los estándares italianos. Algunos de los factores que permitieron la difusión del manierismo fuera de Roma y de la península itálica, fueron los viajes de artistas, en gran parte forzados por la plaga de 1522 que azotó la llamada Ciudad Eterna, el pontificado de Adriano VI, quien a diferencia de sus antecesores no fue un gran benefactor de las artes, y el Saco de Roma que tuvo lugar en 1527. Este evento en particular marcó las conciencias y la vida de los ciudadanos y artistas romanos tras la invasión a manos de un ejército constituido principalmente de españoles, italianos y mercenarios alemanes conocidos también como lansquenetes. A partir del 6 de mayo de 1527 inició el asalto a la ciudad, seguido por días de saqueo a manos de las tropas contrarias a la Santa Sede. Esta primera fase de ocupación terminó alrededor de julio del mismo año, una vez que fueron pagadas las indeminizaciones al ejército del Sacro Imperio, pero también en razón de los brotes de peste que surgían en una ciudad en la cual no se enterraban los cadáveres. Una segunda fase de ocupación se dio a partir del mes de septiembre y terminó solamente hacia febrero de 1528.
Tales eventos obligaron a un gran número de artistas activos en la escena romana a instalarse en otras ciudades, como fue el caso de Perino del Vaga, alumno de Rafael de Urbino, quien se instalará después del saco en Génova, Giulio Romano quien viajó a Mantua, Polidoro da Caravaggio en Nápoles. Algunos otros artistas italianos continuaron su trabajo en diferentes países europeos, como fue el caso de Rosso Fiorentino y Francesco Primaticcio, quienes estuvieron activos en la Escuela de Fontainebleau en Francia. Este fue también el caso de Giuseppe Arcimboldo, quien realizó durante la segunda mitad del siglo XVI gran parte de su producción artística en las cortes de Viena al servicio de Maximiliano II de Habsburgo y posteriormente en Praga para Rodolfo II de Habsburgo. 
Otro factor que permitió la rápida diseminación del manierismo en el resto de Europa fue la difusión de grabados elaborados por artistas como Parmigianino o a partir de sus pinturas. Dichos grabado volvieron accesibles las obras manieristas en el resto del continente. Por mencionar algunos ejemplos de la influencia de dicha corriente en otras disciplinas artísticas, podemos observar en Francia hacia 1540 algunos trabajos de Jean Goujon, Philibert de l’Orme, Germain Pilon y Jacques Androuet du Cerceau. En el caso de los Países Bajos, podemos encontrar también las influencias manieristas en los grabados y dibujos de Martin van Heemskerck y Hendrick Goltzius.

## Artes plásticas
En el arte italiano se considera que el inicio del manierismo parte de un violento acontecimiento histórico: el Saco de Roma de 1527, que puso fin a la centralidad que la ciudad papal tuvo en las primeras décadas del siglo, dispersando a los artistas que hasta entonces habían trabajado en ella por otros centros artísticos (como la escuela veneciana, la escuela parmesana o la escuela veronesa); mientras que algunos de los más importantes que había reunido Julio II en su pontificado (de 1503 a 1513) habían ya muerto (Donato Bramante en 1514, Rafael Sanzio en 1520) y uno de los supervivientes, el longevo Miguel Ángel, evolucionó profundamente en su arte en las décadas que transcurrieron hasta su muerte (1564). En el asedio que mantuvo a Clemente VII dentro de la fortaleza del Castillo de Sant'Angelo estuvo luchando el artista Benvenuto Cellini, uno de los máximos exponentes del nuevo estilo. También en 1527 el poeta Pietro Aretino y los Sansovino (el arquitecto Jacopo Sansovino y su hijo Francesco Sansovino) se establecen en Venecia, donde contactan con Tiziano, a quien introducen en las novedades del gusto de la Italia central, el "manierismo brutal" de Giulio Romano y el impactante cartón de Rafael (Conversión de San Pablo, no conservado), que conoce por un cartón propiedad del cardenal Grimani.

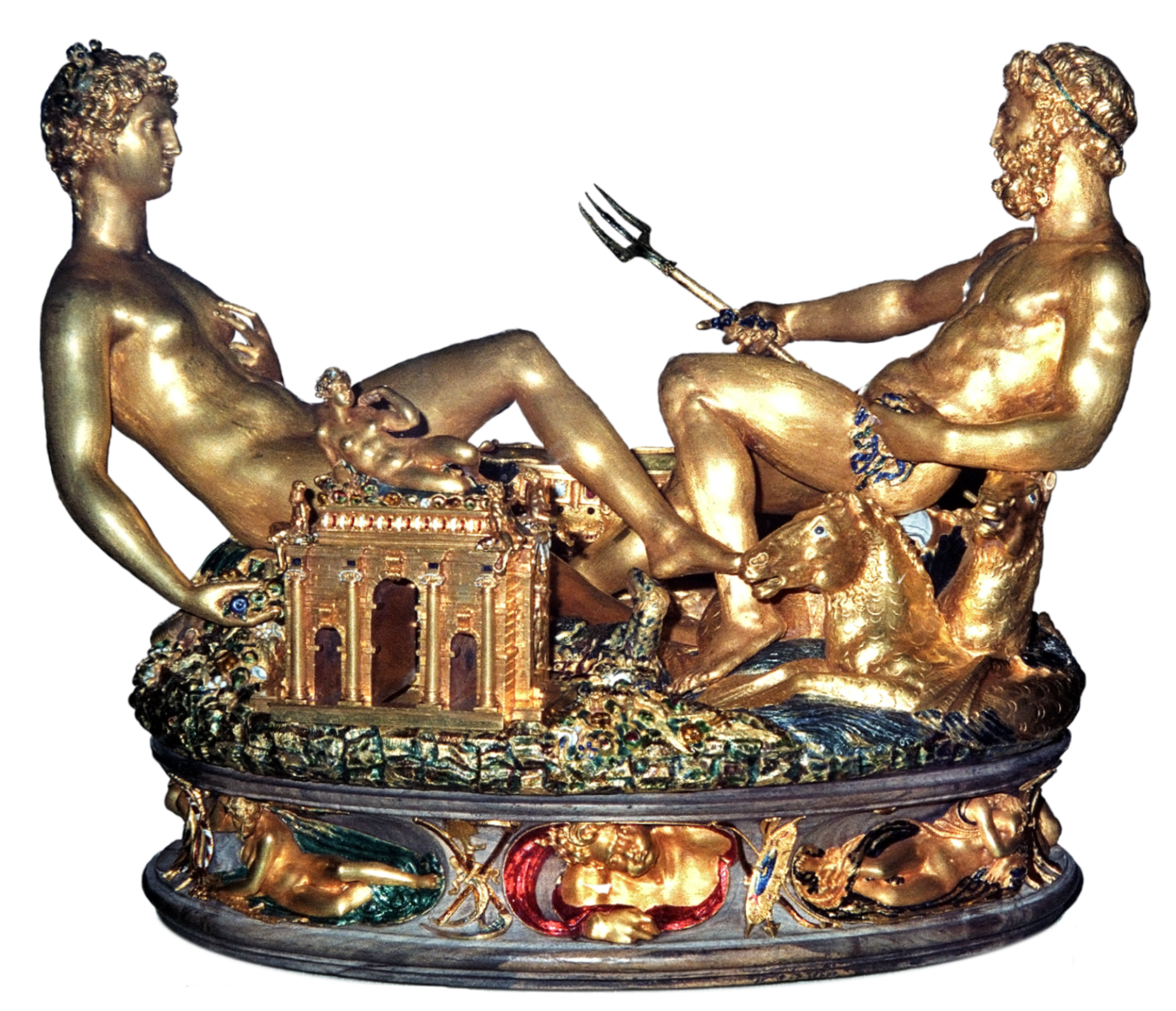
Salero de Francisco I de Francia, de Benvenuto Cellini (1539-1543).

La época coincide con la extensión de la influencia del Renacimiento italiano por toda Europa occidental, de modo que el Renacimiento español o el Renacimiento nórdico se solapan temporalmente con el manierismo español y el manierismo nórdico.
Como reacción al manierismo, surgió en Italia la contramaniera a mediados del siglo XVI; y en el cambio de siglo el caravaggismo.

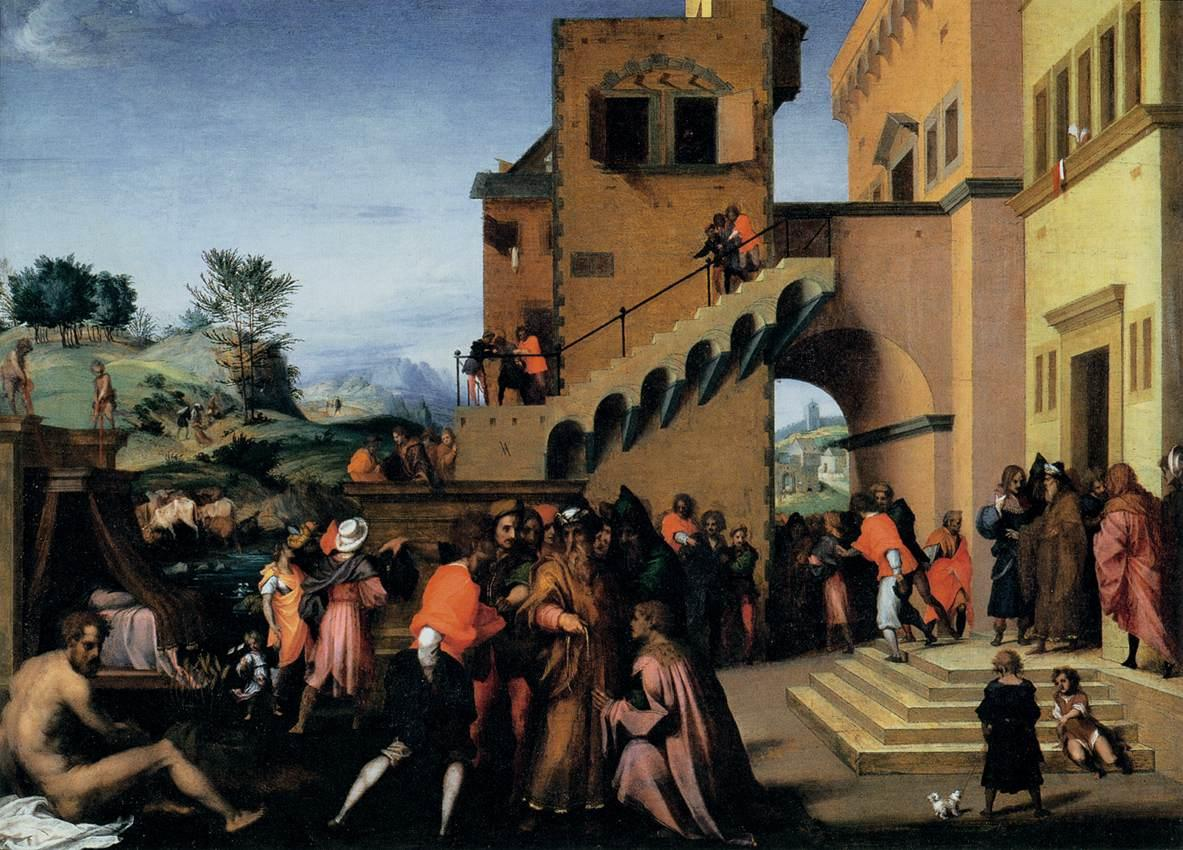
José interpreta el sueño del faraón
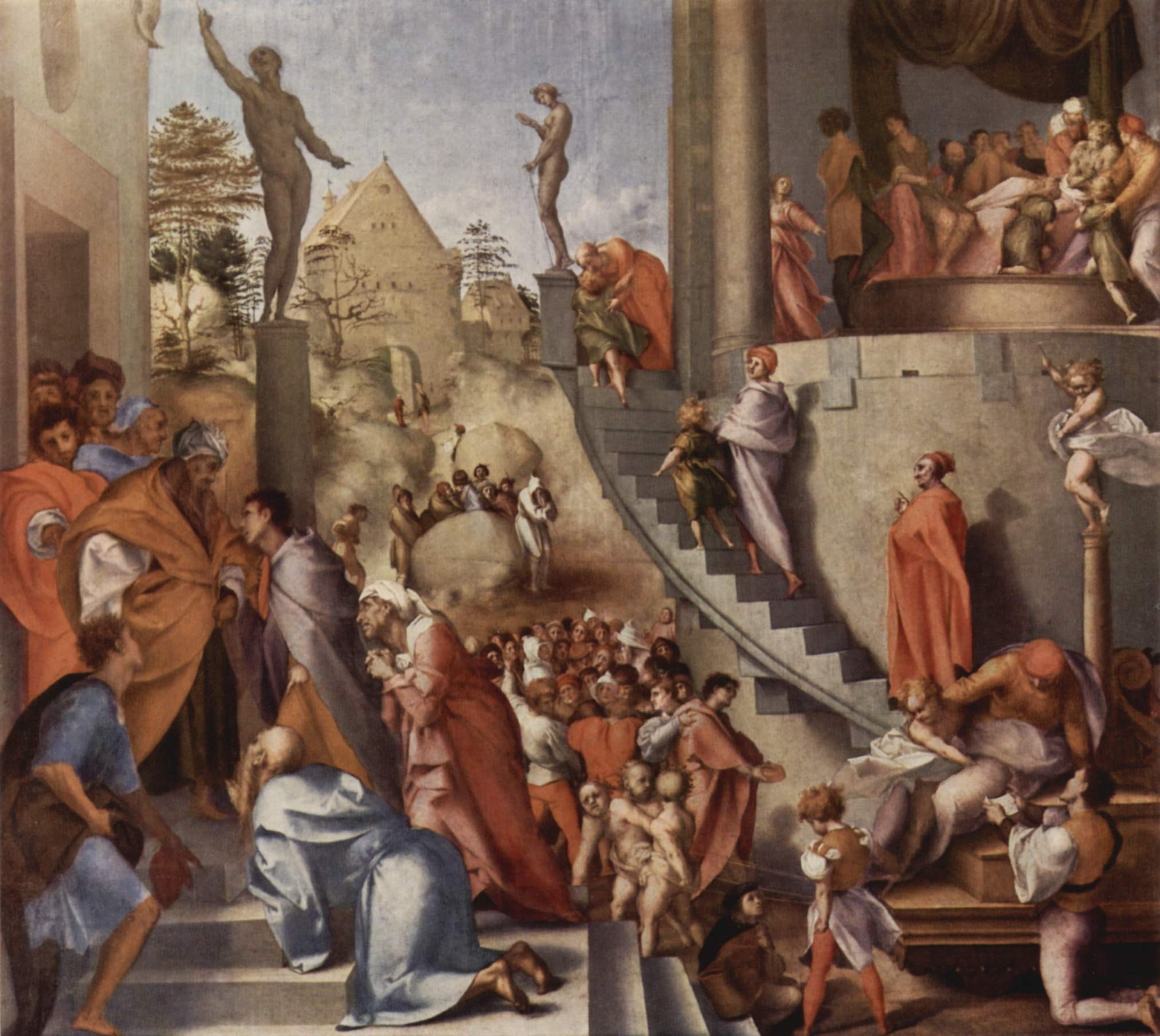
José en Egipto
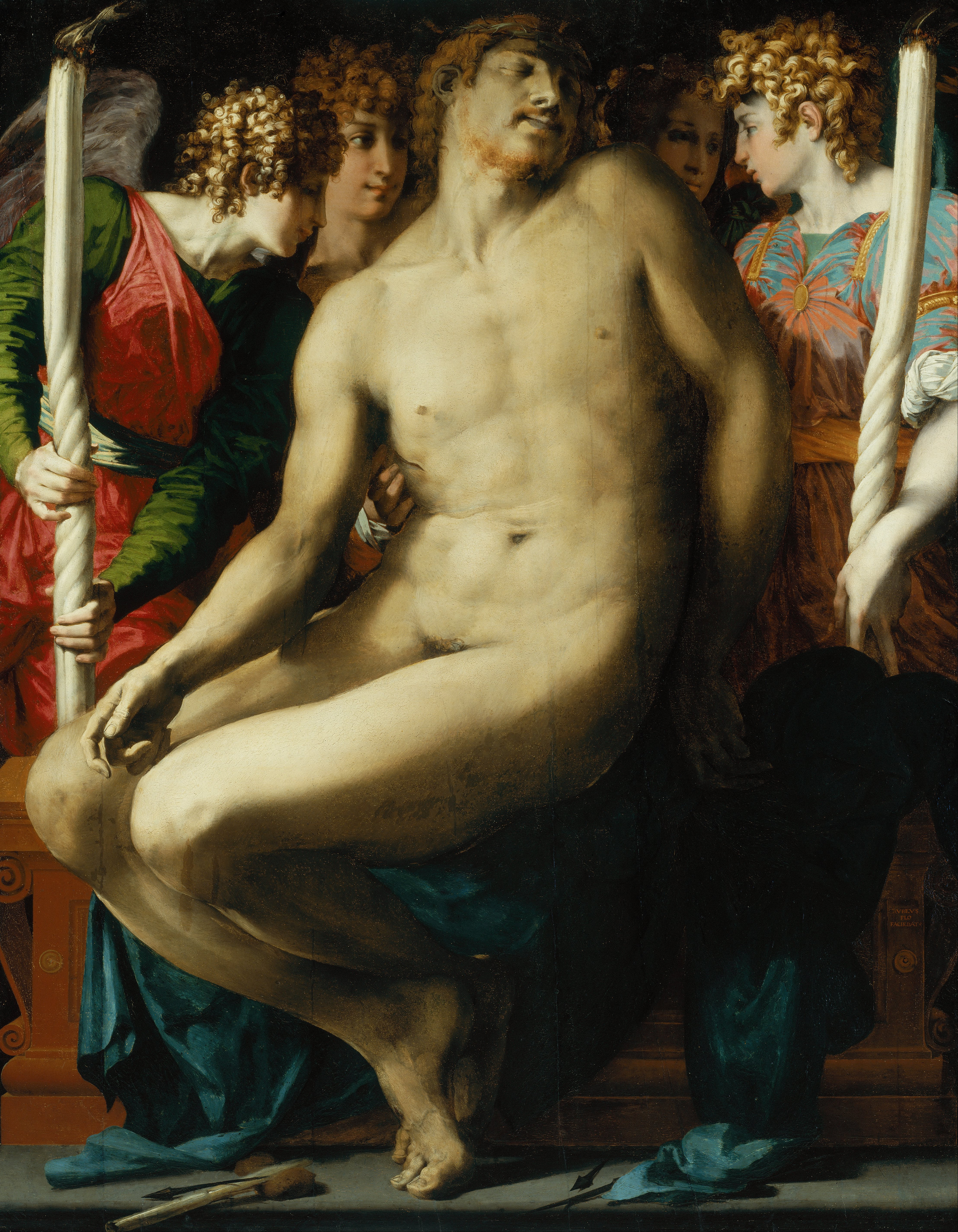
Cristo muerto con ángeles, de Rosso Fiorentino, ca. 1524-1527.
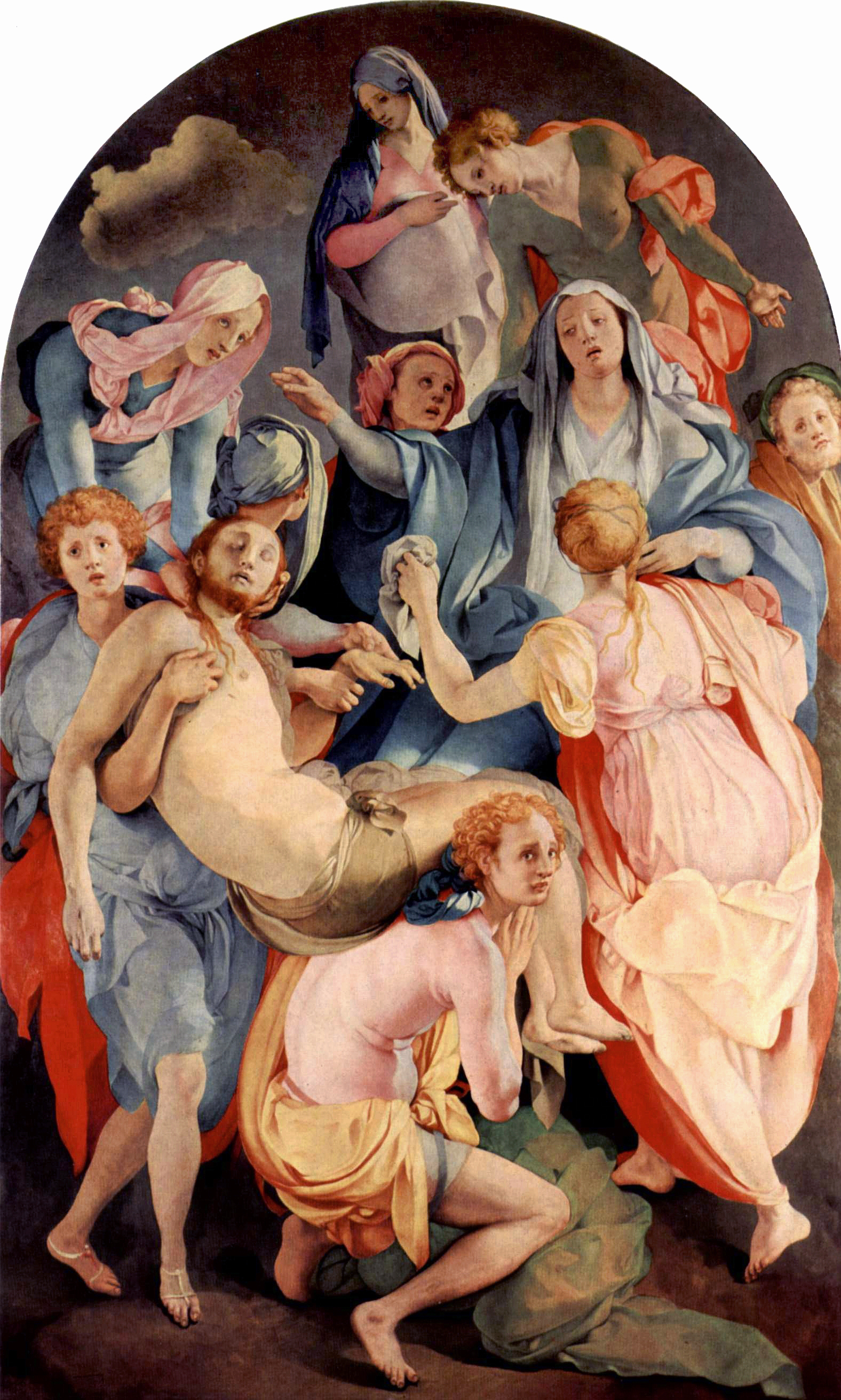
Il Trasporto, de Pontormo, ca. 1526-1528.
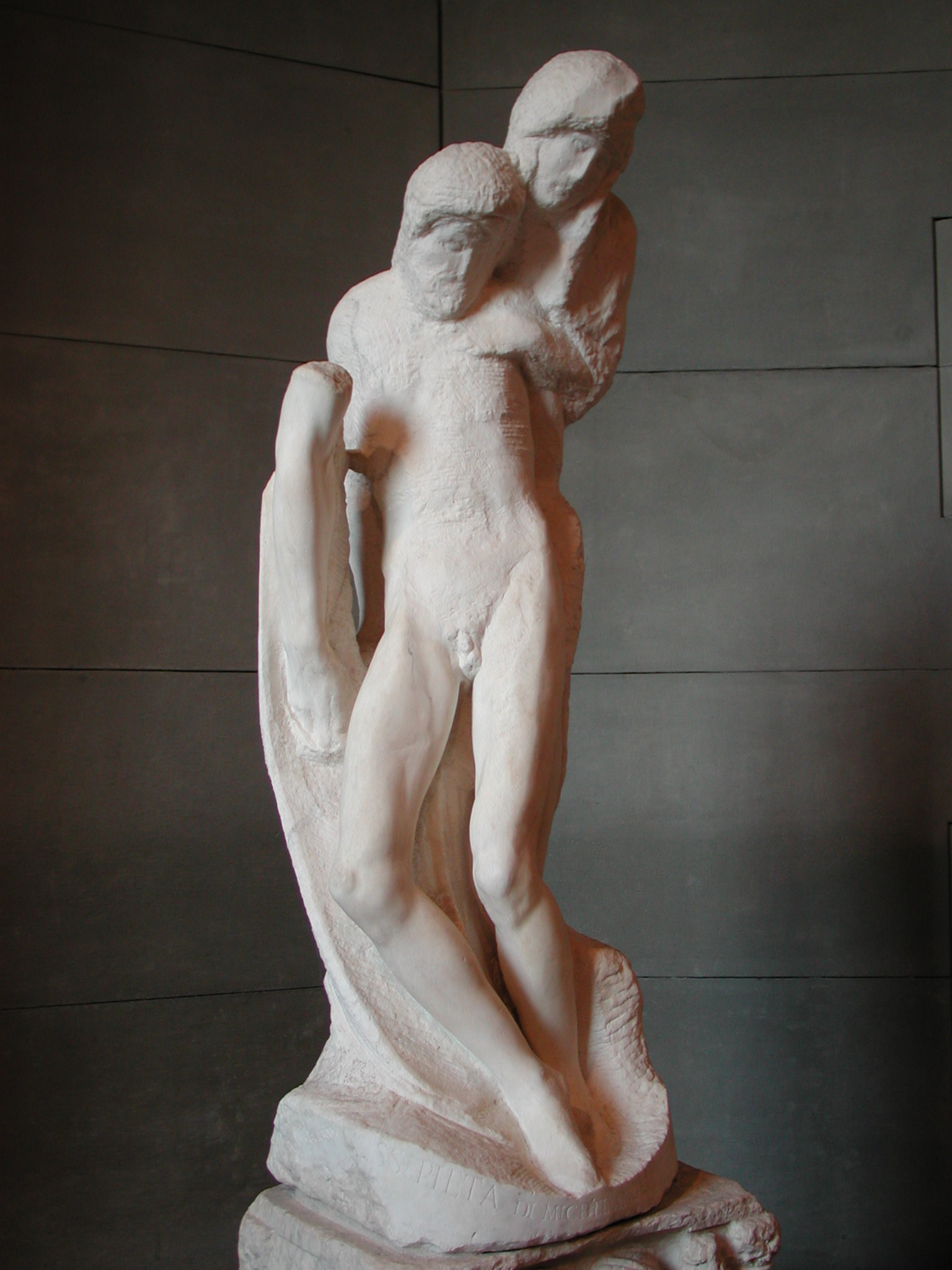
Pietà Rondanini, de Miguel Ángel, 1564.

El manierismo se preocupaba por solucionar problemas artísticos intrincados tanto en el contenido (alegorías y simbolismos) como en la forma. El cuerpo humano, tanto vestido como desnudo se representa en toda clase de complicadas posturas, difíciles y artificiosas, de una extraña gracia y elegancia. Las extremidades son raramente alargadas, las cabezas aparecen pequeñas y el semblante estilizado. Los colores no remiten a la naturaleza, sino que son extraños, fríos, artificiales, violentamente enfrentados entre sí, en vez de apoyarse en gamas. El propio Miguel Ángel o el académico Rafael experimentaron en sus últimas obras el placer de la transgresión, desdibujando sus figuras o dejando inacabadas sus obras. La escultura manierista busca "la multiplicidad de las vistas", superando no solo las concepciones altorenacentistas (Leonardo reducía la estatuaria a la "combinación de dos relieves"), sino también la "vista principal ... completa y definitiva" que caracteriza la obra escultórica de Miguel Ángel. Para Cellini "la escultura se empieza todavía con una sola vista, después se empieza a desarrollar poco a poco ... y así se va haciendo esta grandísima fatiga con cien vistas o más, a las que he debido despojar de aquel bellísimo aspecto que tenía la primera vista".

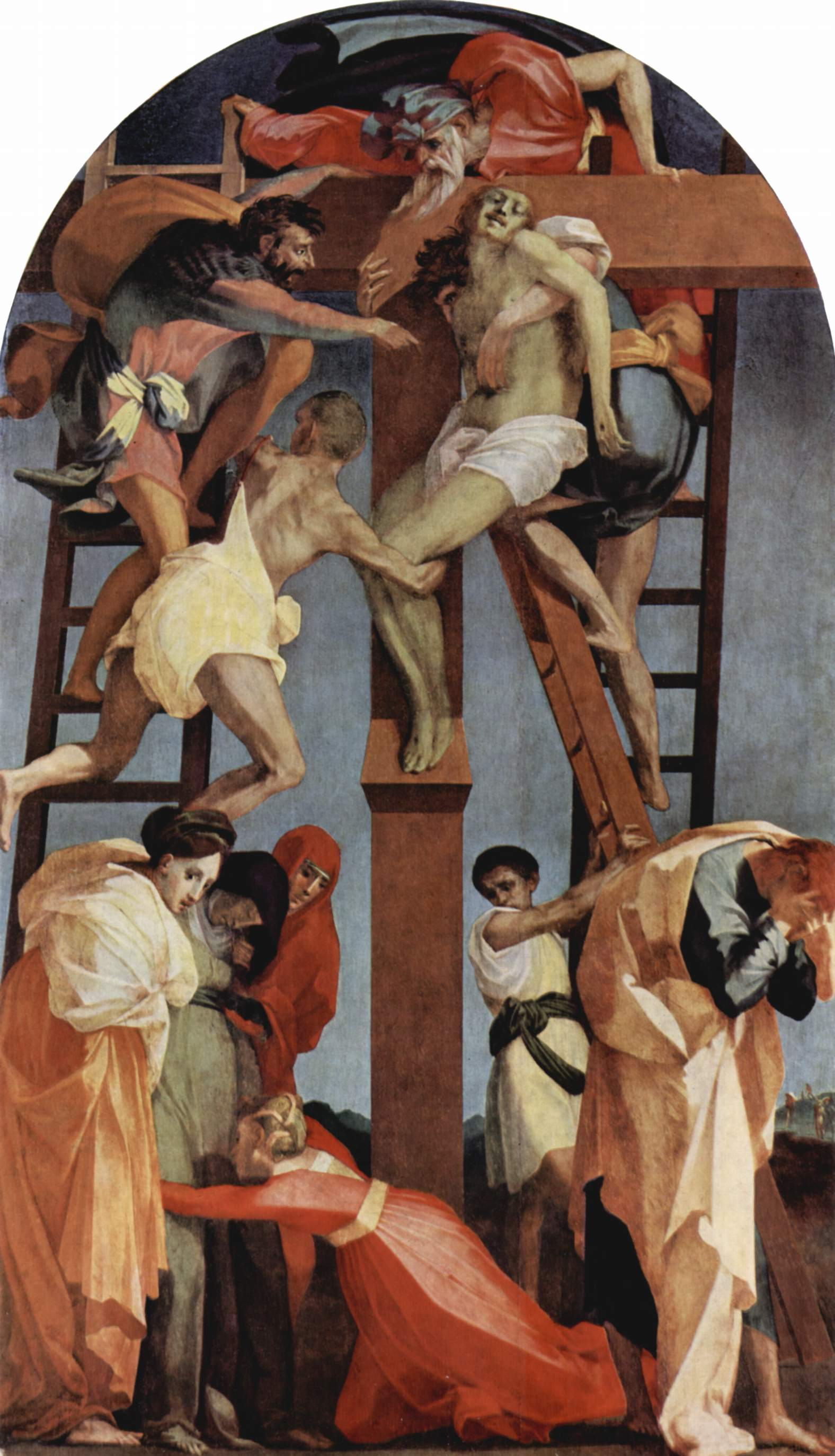
Descendimiento de la Cruz (Rosso Fiorentino 1521, Pinacoteca Comunal, Volterra)
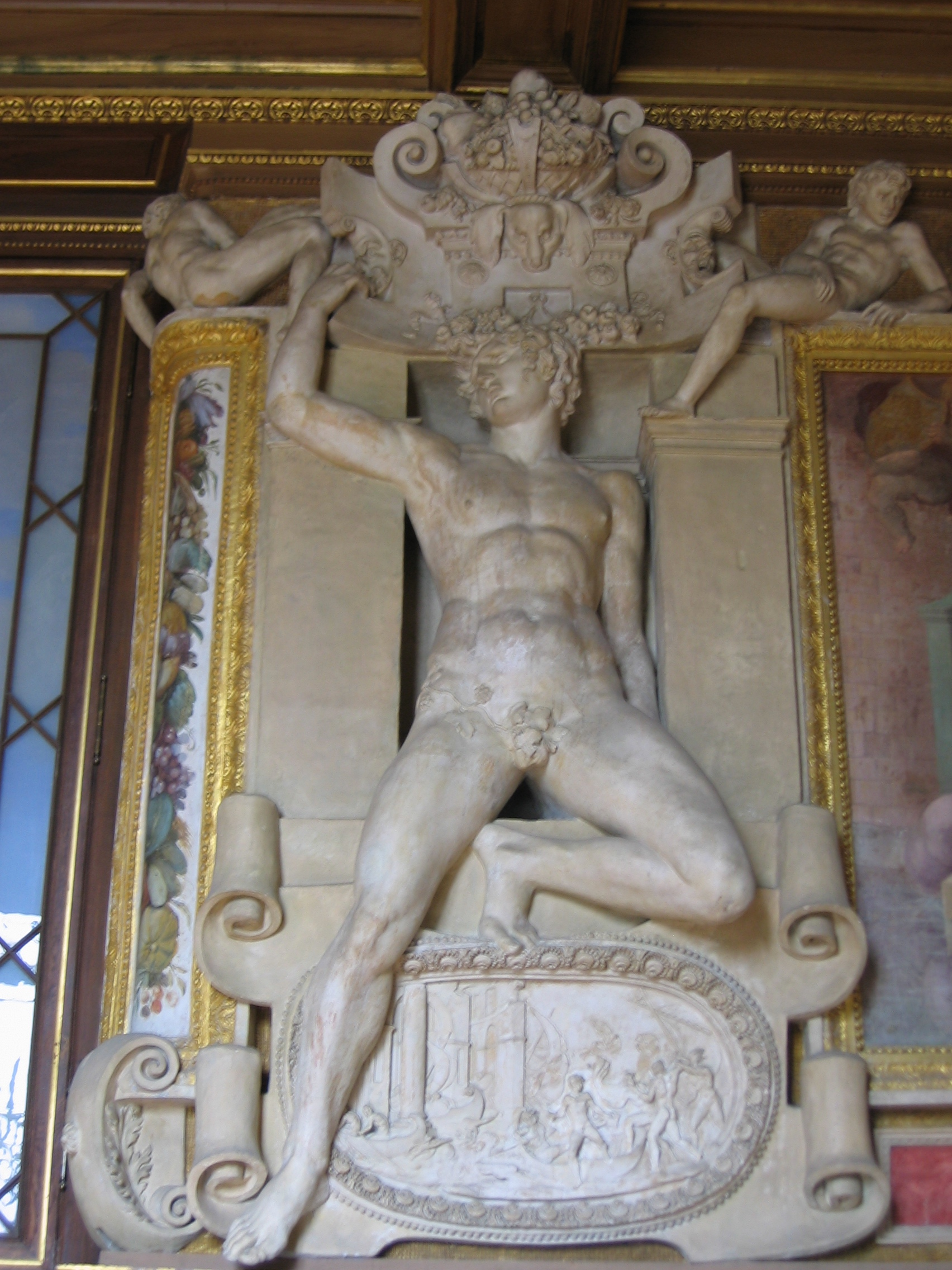
Estucos de la Galería Francisco I del Palacio de Fontainebleau (Rosso Fiorentino y Le Primatice, 1535-1537).
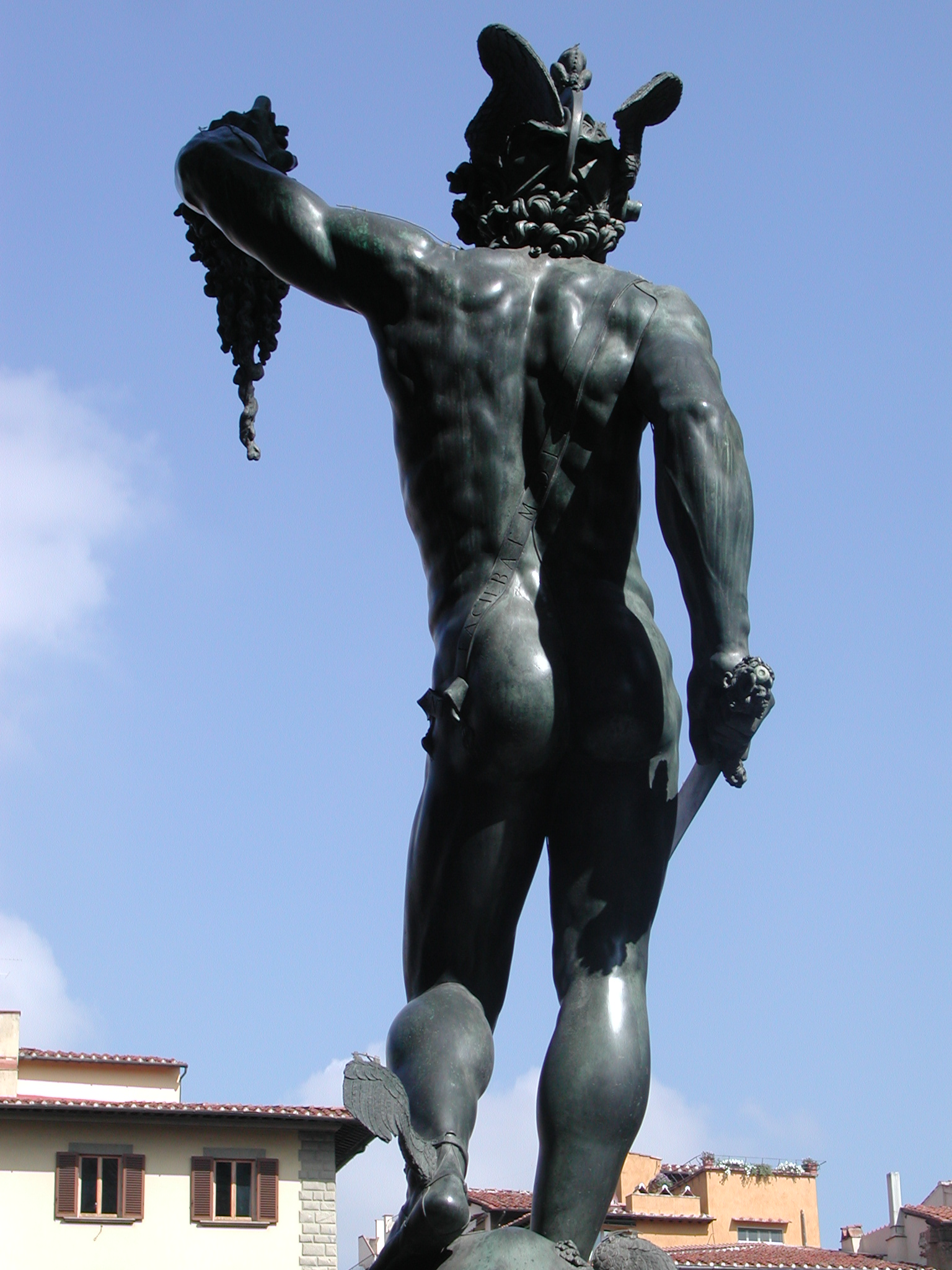
Perseo con la cabeza de Medusa (Benvenuto Cellini 1554, Loggia dei Lanzi, Florencia)
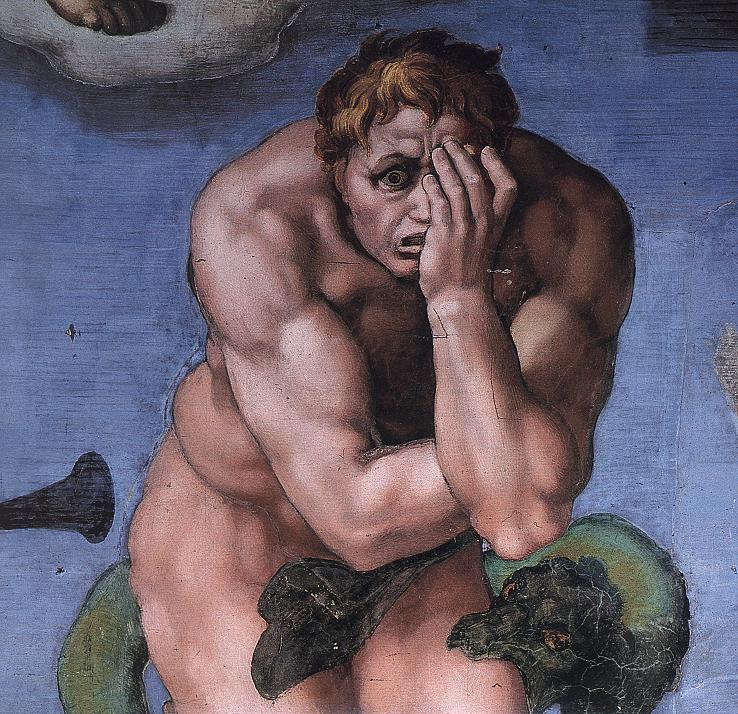
Detalle de El Juicio Final (Miguel Ángel 1536-1541, Capilla Sixtina)
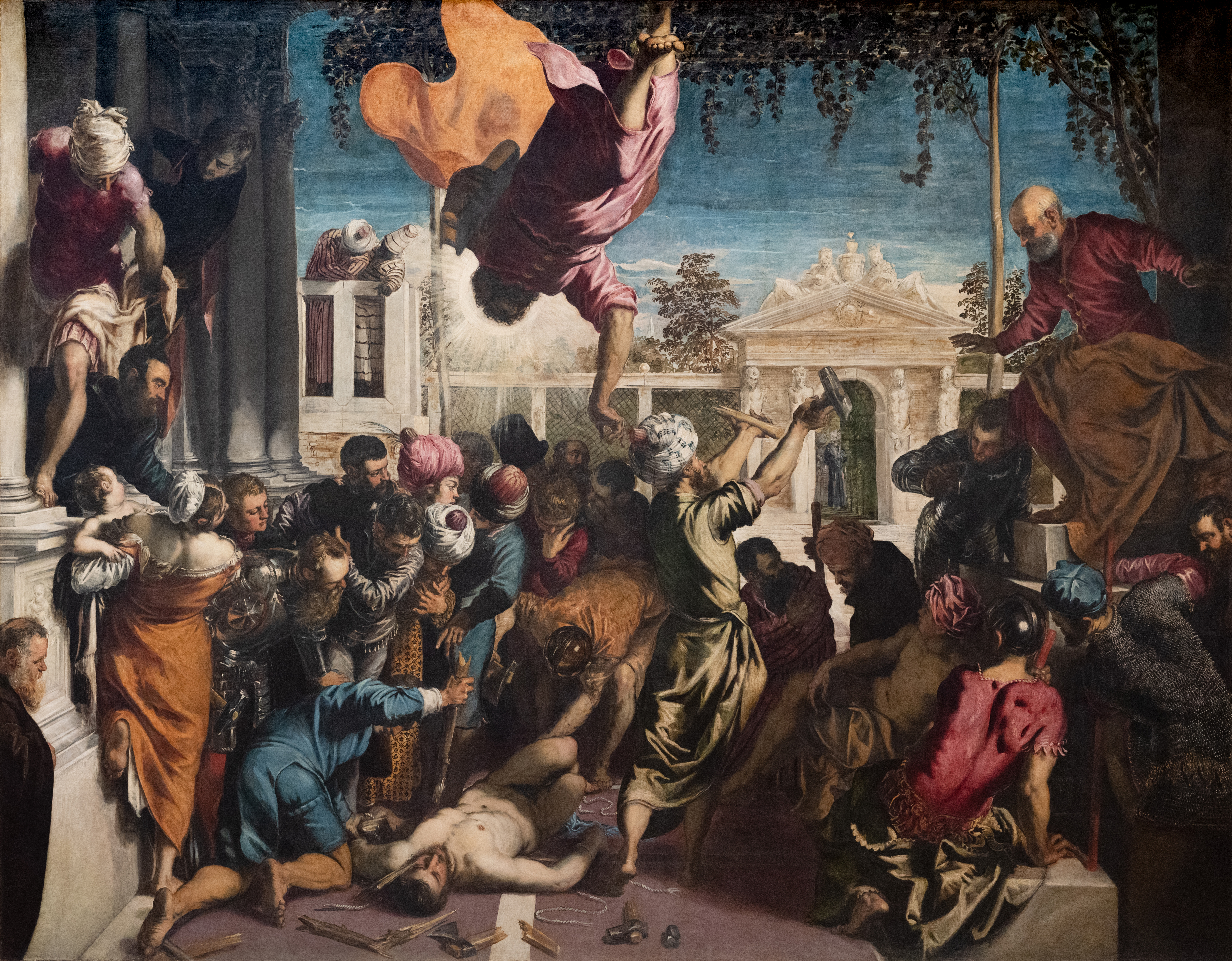
San Marcos liberando al esclavo (Tintoretto, 1548).

Entre los artistas de esta época y estilo sigue habiendo artistas completos ("humanistas" que destacan en múltiples ámbitos del arte), como los citados Benvenuto Cellini o Giorgio Vasari; pintores como Andrea del Sarto, Beccafumi, Correggio, Rosso Fiorentino, Pontormo, Bronzino, Parmigianino, Bassano, Tintoretto, Arcimboldo, Veronés, Federico Zuccaro o los Carracci; escultores como Jacopo Sansovino, Baccio Bandinelli, Juan de Bolonia (Giambologna) o los Leoni; y arquitectos (casi todos ellos también escultores o pintores) como Giulio Romano, Sebastiano Serlio, Jacopo Vignola, Bartolomeo Ammannati, Andrea Palladio, Pellegrino Tibaldi, Giacomo della Porta o Bernardo Buontalenti. Al norte de los Alpes destacaron Karel van Mander (llamado "el Vasari del norte"), los Cranach, Hans Holbein el Joven, Mabuse, Pieter Coecke van Aelst, Pieter Brueghel el Viejo, Hans von Aachen o el escultor Adrian de Vries. En Francia se desarrolló la escuela de Fontainebleau, en la que a partir de maestros italianos surgieron artistas locales, como el pintor François Clouet, los escultores Jean Goujon, Germain Pilon y Pierre Franqueville (Pietro Francavilla) o los arquitectos Pierre Lescot, Jean Bullant y Salomon de Brosse. La influencia italiana en Inglaterra llegó más tarde, desarrollándose en las primeras décadas del siglo XVII (Íñigo Jones). En la España de las décadas centrales y finales del siglo XVI se dieron los estilos denominados príncipe Felipe (también llamado purismo o fase serliana) y herreriano, desarrollándose el ambicioso programa artístico del El Escorial, y se contó con figuras de la talla de Pedro Machuca, Alonso Berruguete, Diego de Siloé, Juan de Juni, Gaspar Becerra, Luis de Morales, Navarrete "el mudo", Juan de Herrera, los Vandelvira o El Greco.

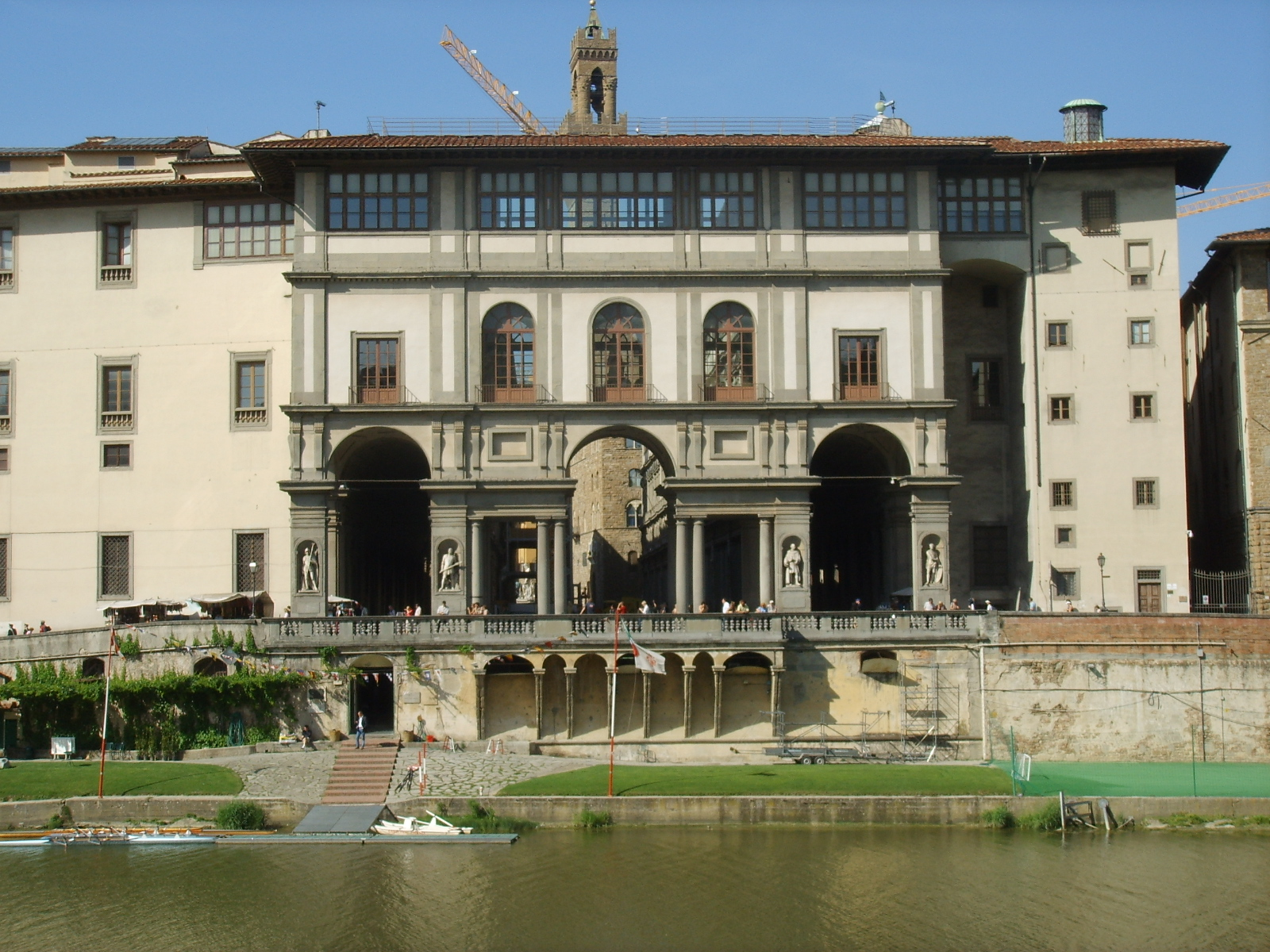
Serliana de la Galleria degli Uffizi, Florencia, de Vignola (1560-1574).
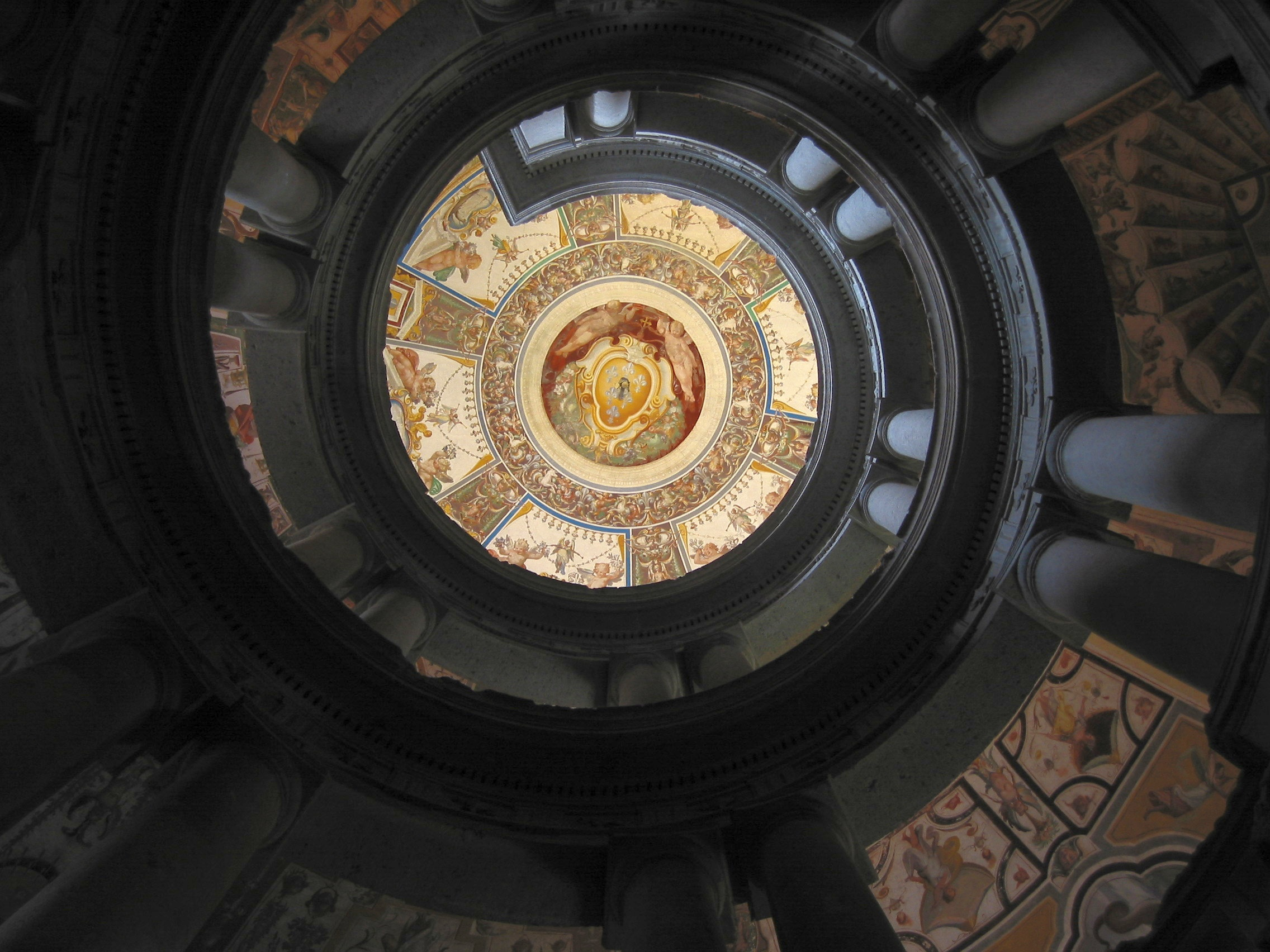
Escalera del Palazzo Farnese, Caprarola, de Vignola.
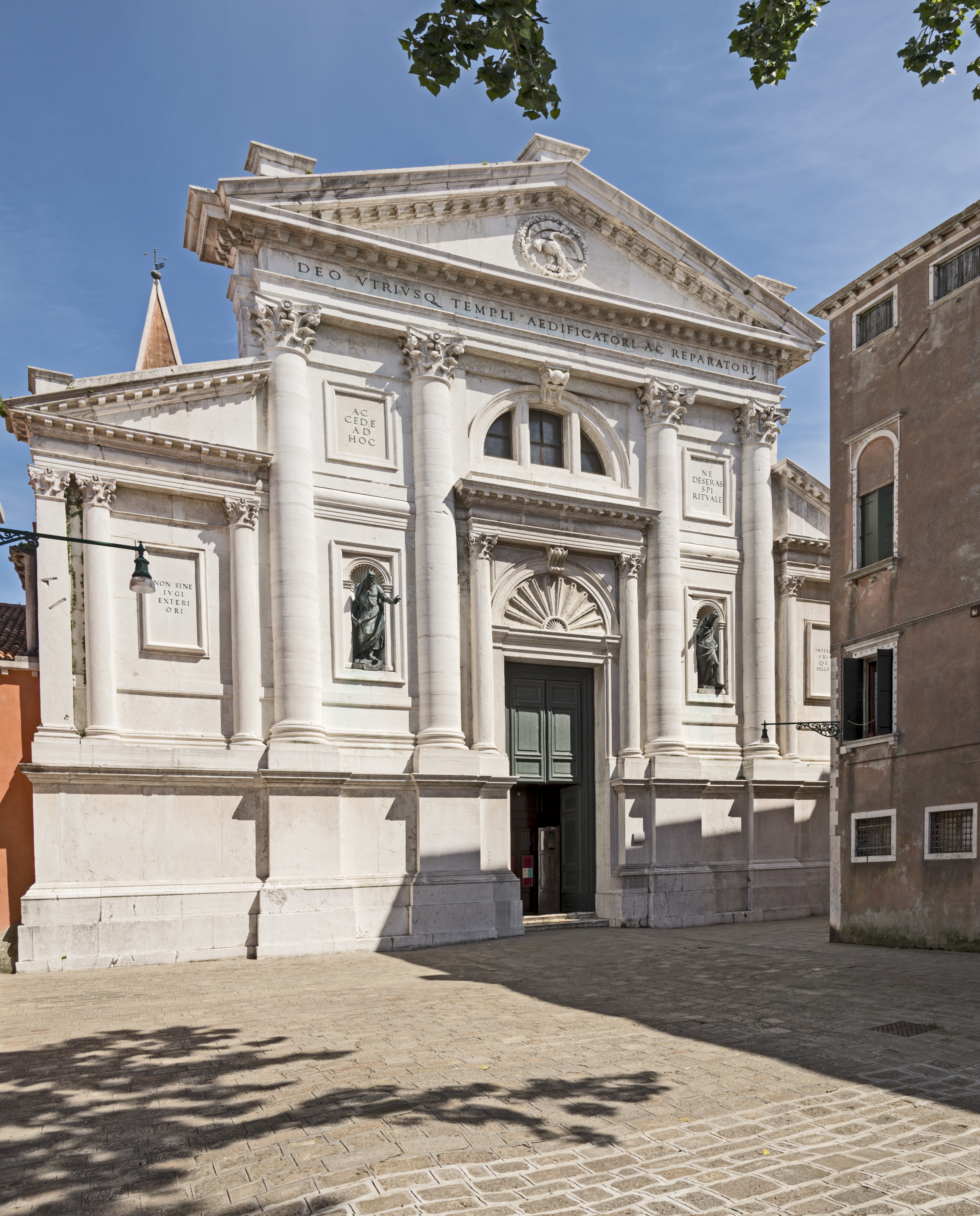
Fachada de la Iglesia de San Francesco della Vigna, Venecia, de Palladio (1564).

El disegno ("dibujo") se estableció como algo más que una mera función subsidiaria para las obras pictóricas, escultóricas y arquitectónicas. A mediados del siglo XVI ya era considerado un arte con categoría autónoma y los dibujos obras de arte con valor propio, resultado acabado de la tarea de artistas como Pontormo, Parmigianino o Tintoretto. Su importancia en el mercado de arte fue creciendo, aunque todavía no llegaba a la cotización que alcanzó al siglo siguiente. El grabado tuvo una evolución semejante. Incluso sin genios como habían sido años atrás Durero o Mantegna, o posteriormente Ribera o Rembrandt, el oficio se asentó a través de la actividad de figuras menores, que se dedicaban más bien a la copia y reproducción de pinturas que a la creación. Se desarrolló una técnica impecable y una gran sensibilidad en la resolución de las serias dificultades inherentes al género de la copia. Este fue un periodo de extraordinaria actividad grabadora, solamente comparable a los siglos de la Edad Contemporánea. En Italia y los Países Bajos había talleres (los de los Sadeler, los Wierix, los Van de Passe) que eran verdaderas empresas industriales de reproducción de grabados a gran escala, que desarrollaron innovaciones técnicas. Entre los principales "maestros del trazo" estuvieron Jacques Bellange, Jean Duvet, Bartholomeus Spranger, Hendrick Goltzius, Maarten van Heemskerck, Ugo da Carpi, Battista Franco Veneziano, Giorgio Ghisi, Daniel Hopfer, Sebald Beham o Jacob Matham, entre muchos otros.

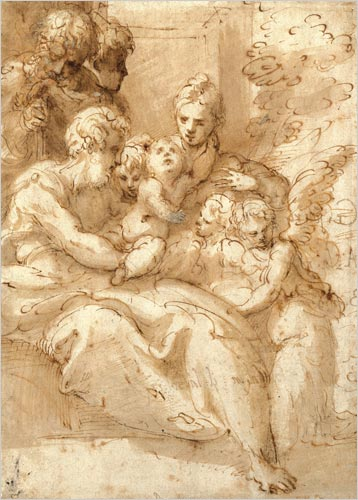
Sagrada Familia con pastores y ángeles, de Parmigianino.
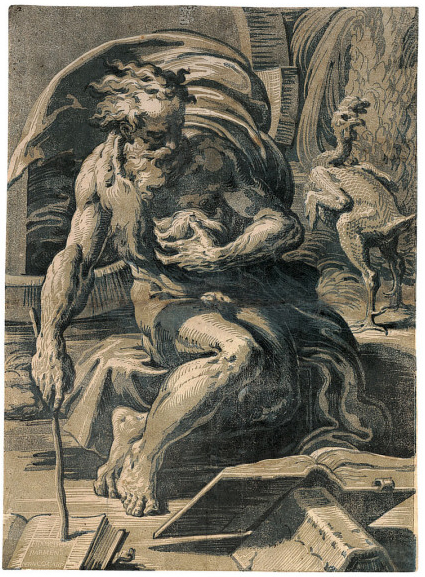
Diógenes, grabado de Ugo da Carpi a partir de un original de Parmigianino, ca. 1524-1529.
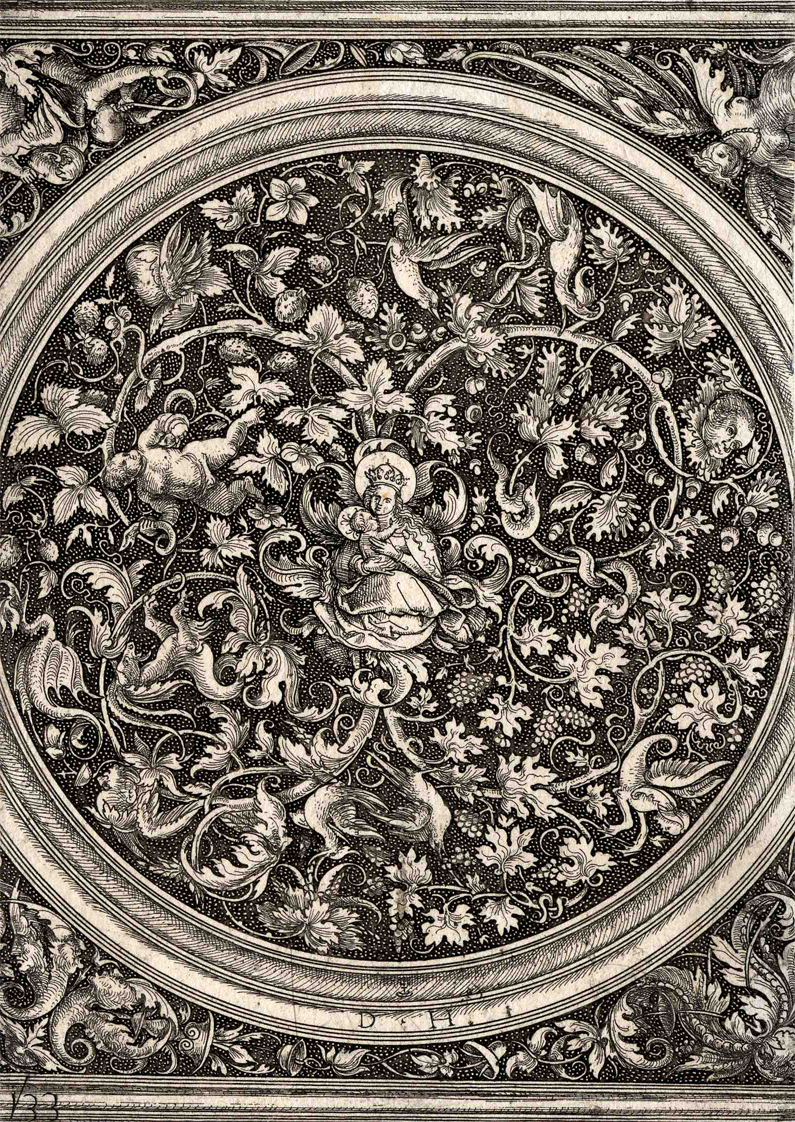
La Virgen con el Niño, de Daniel Hopfer.
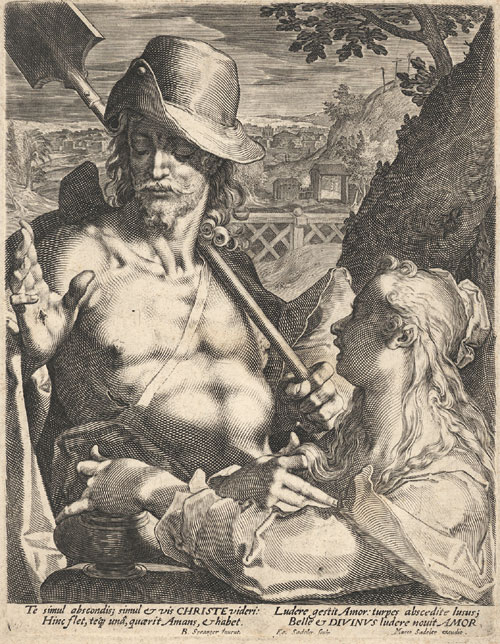
Cristo, como jardinero, con la Magdalena (Noli me tangere), grabado de Egidius Sadeler a partir de un dibujo de Bartholomäus Spranger.
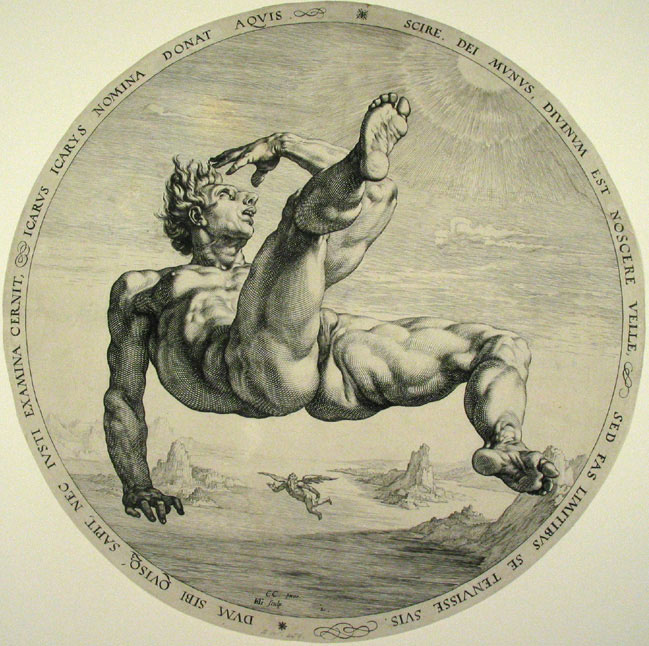
Ícaro (Goltzius, 1588).

El manierismo se ha intentado periodizar, aunque no hay un consenso para determinar en cuántas partes y con qué duraciones. Cuando se establecen tres periodos, se habla de: un manierismo inicial o fase anticlásica (1515-1530 o 1550), con un nítido contraste frente al clasicismo del Alto Renacimiento o frente a la tradición tardo-gótica (fuera de Italia, donde se desarrollaron estilos híbridos locales); un alto manierismo en las décadas centrales del siglo XVI, ya consolidado como estilo dominante (aunque no único) en toda Europa, que acentúa el intelectualismo y el virtuosismo, desatando la originalidad y la maniera personal de cada artista para las búsquedas más extravagantes, y acogiendo las drásticas alteraciones que el Concilio de Trento supuso para las obras sacras; y por último un manierismo final (en Italia desde 1580 o 1590, y prolongado, sobre todo en el resto de Europa, hasta muy avanzado el siglo XVII), en el que se recuperan los valores del clasicismo naturalista rafaelesco (como en la obra de Annibale Carracci y en los inicios de Caravaggio) y gradualmente se termina confundiendo con el Barroco y extinguiéndose.

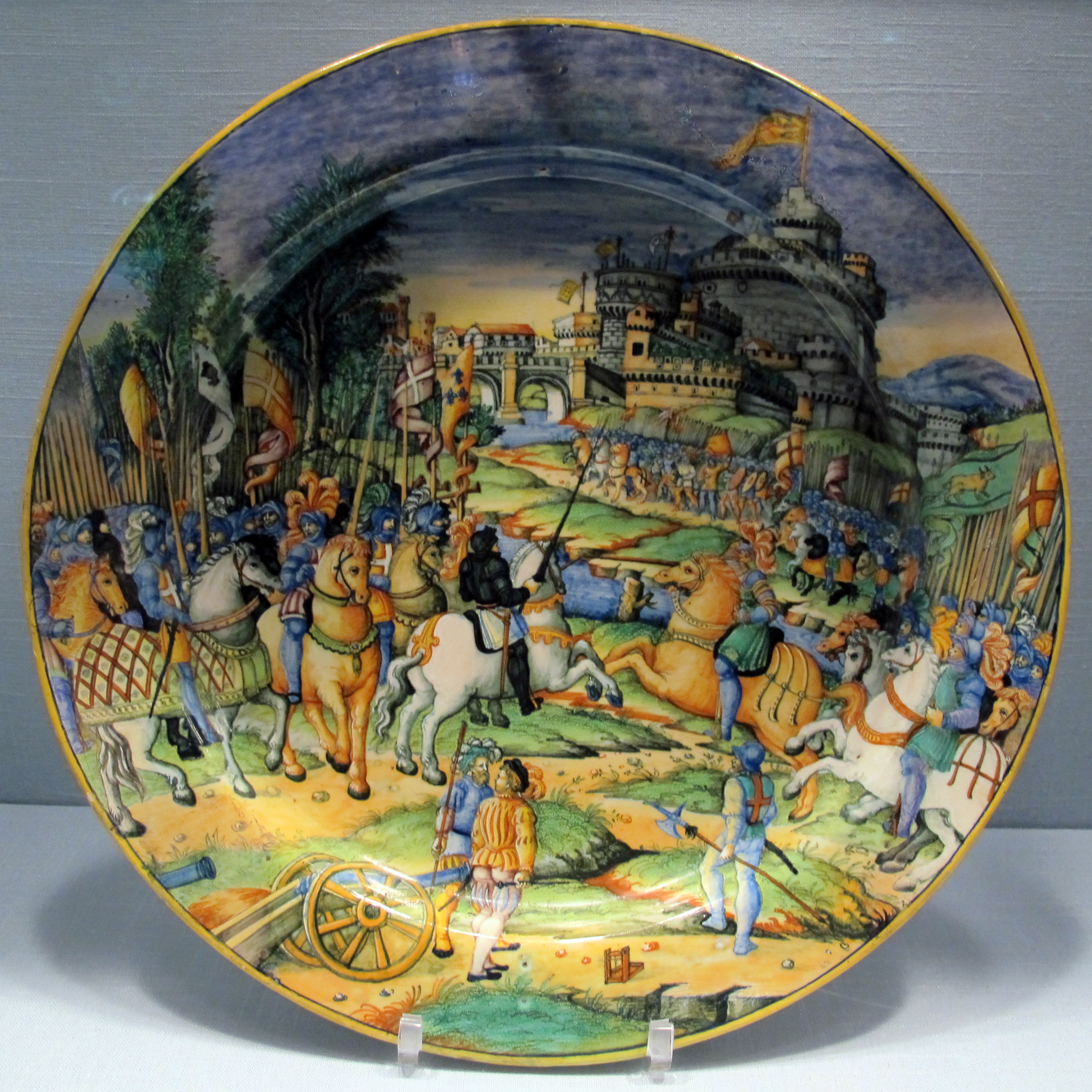
El saco de Roma, plato de mayólica de Urbino, Guido Durantino (ca. 1540).
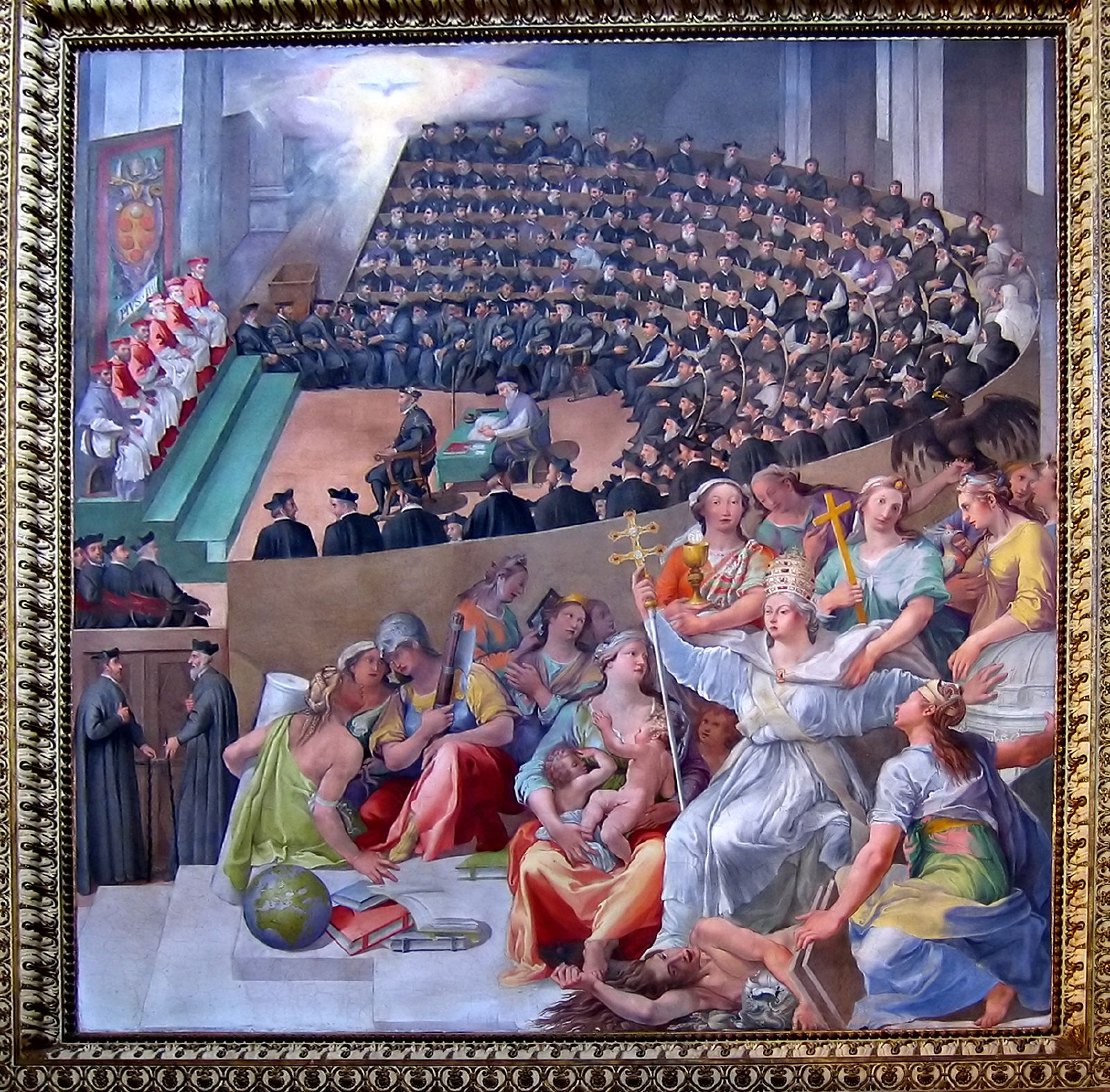
El Concilio de Trento, por Pasquali Cati (1588).

## Manierismo en literatura
En historia de la literatura, la literatura manierista se interpreta como un proceso evolutivo que afecta a las formas y a la actitud de los poetas. El cambio que afecta a las formas, por influencia de las artes.
Tanto por época como por ciertos rasgos estilísticos, autores de la talla de Torquato Tasso, Camões, Shakespeare y Cervantes serían manieristas. También ha sido calificada de manierista la Pléyade francesa de mediados del siglo XVI, la poesía metafísica inglesa de comienzos del siglo XVII y la poesía italiana de Giovanni della Casa o Giambattista Marino.
Las características formales y conceptuales de la literatura de este grupo de autores muestra el paso de la atmósfera renacentista humanista, idílica y clasicista, a otra que puede calificarse de "manierista" por su melancolía, desencanto, complejidad y pathos, que apunta ya a los contrastes de la literatura del Barroco. Se acrecienta una nueva dimensión trágica en los héroes, cuya victoria moral se da muchas veces en virtud de su derrota, en una visión sobre el destino que diverge de la clásica. En términos formales, los dramas de Shakespeare y la prosa de Cervantes se realizan con quiebras de continuidad, con un tratamiento libre y desigual de espacio y tiempo (unidades aristotélicas), negando la economía, el orden y la linealidad clásicos, en una continua y extravagante expansión y variación de su material, en la caracterización psicológica inconsistente, ambigua e imprevisible de sus personajes, en la yuxtaposición de recursos altamente formalistas y convencionales con otros sacados de lo prosaico, lo improvisado y lo vulgar. También es un típico recurso manierista valerse de metáforas oscuras y sobrecargadas, de lo mágico y lo fantástico, de antítesis, asonancias y paronomasias, de lo intrincado y lo enigmático, poner en cruda evidencia las debilidades de los héroes, que pueden ser muchas y profundas (antihéroe), y que por eso mismo les hacen, a los ojos modernos, tan reales, vivos y verdaderos.

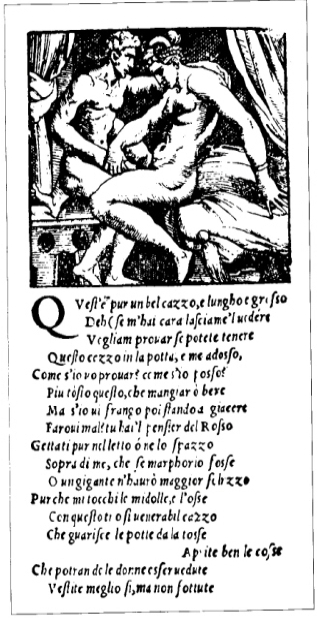
Soneto de Pietro Aretino, con ilustración erótica, ca. 1527.
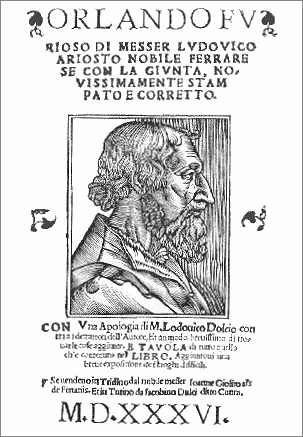
Orlando furioso, de Ludovico Ariosto, 1536.
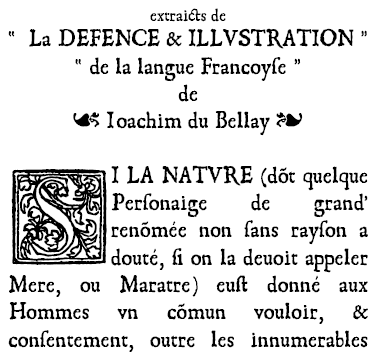
Defensa e ilustración de la lengua francesa, de Joachim du Bellay, 1549 (el manifiesto del grupo de poetas denominado la Pléyade).
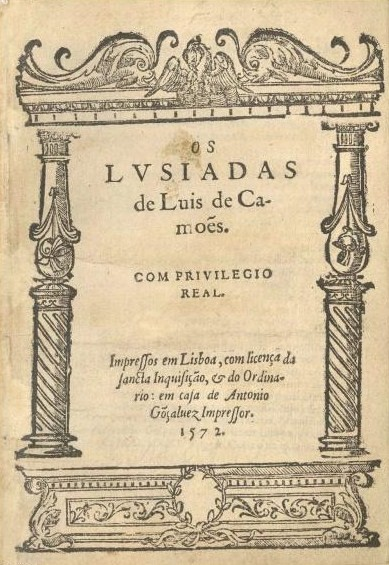
Os Lusiadas, de Luís de Camões, 1572.
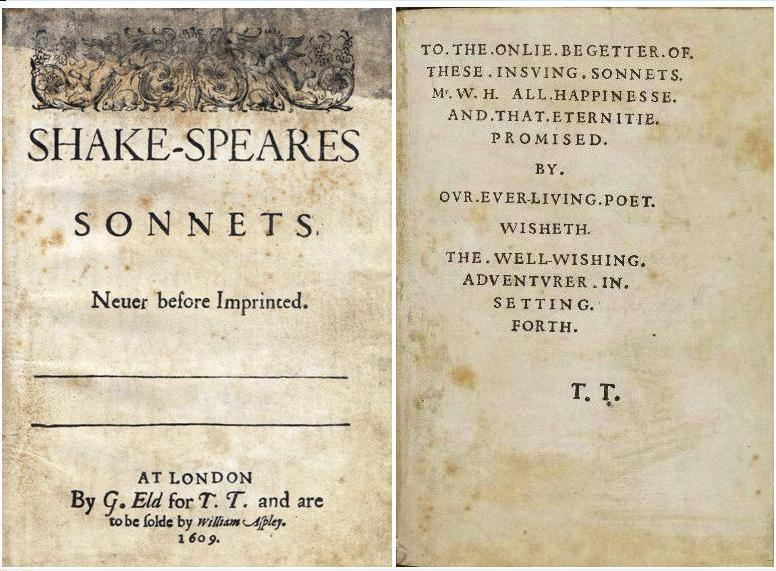
Portada y dedicatoria de los Sonetos de William Shakespeare, 1609.
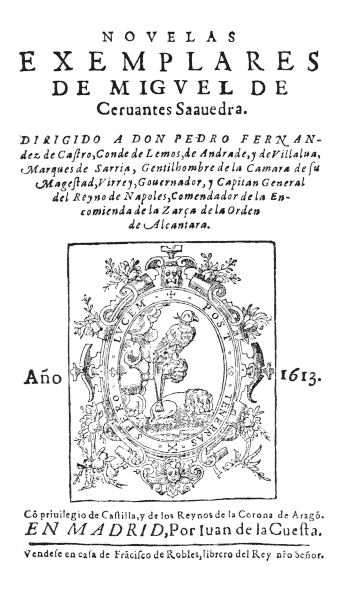
Novelas Ejemplares, de Miguel de Cervantes, 1613.

... cuando he de escribir una comedia,
encierro los preceptos con seis llaves;
saco a Terencio y Plauto de mi estudio,
para que no me den voces (que suele
dar gritos la verdad en libros mudos),
y escribo por el arte que inventaron
los que el vulgar aplauso pretendieron,
porque, como las paga el vulgo, es justo
hablarle en necio para darle gusto.
Lope de Vega, Arte nuevo de hacer comedias en este tiempo, 1609.

## Manierismo en música
La música manierista muestra, según Claude Palisca, una tensión «entre el deseo de preservar un elevado nivel de habilidad contrapuntística y el impulso de acompañar las imágenes, ideas y sentimientos» descritos en el texto (música programática). Con todo, el impacto del manierismo sobre las artes musicales fue menos profundo que en otros campos; y la propia identificación de un estilo musical que pueda denominarse "manierista" es materia de controversia, como otras transferencias de conceptos de las artes visuales o la literatura en la música. Maria Maniates defiende la idea de que se puede definir un manierismo musical para el periodo final del siglo XVI a partir de elementos específicamente musicales: el experimentalismo en el campo de la armonía, la exploración de intervalos incomunes en la línea melódica, ensayos de música microtonal, tentativas de establecimiento de un sistema de temperamento igual y la atribución de nuevos significados para los elementos de retórica musical. Menos problemática es la evidencia de que el periodo presenció el surgimiento de un nuevo estilo musical, dado que los propios músicos de la época estaban envueltos en una fuerte polémica sobre los nuevos rumbos que tomaba su arte y las diferentes sensibilidades percibidas entre las sucesivas generaciones de músicos. En Compendium Musices (1552), Adrianus Coclico describía a la generación de Guillaume Dufay (mediados del siglo XV) como musici mathematici ("músicos matemáticos"), a la de Josquin des Prez (finales del XV y comienzos del XVI) como musici prestantissimi ("músicos admirables"), y a la suya propia como musici poetici ("músicos poéticos").

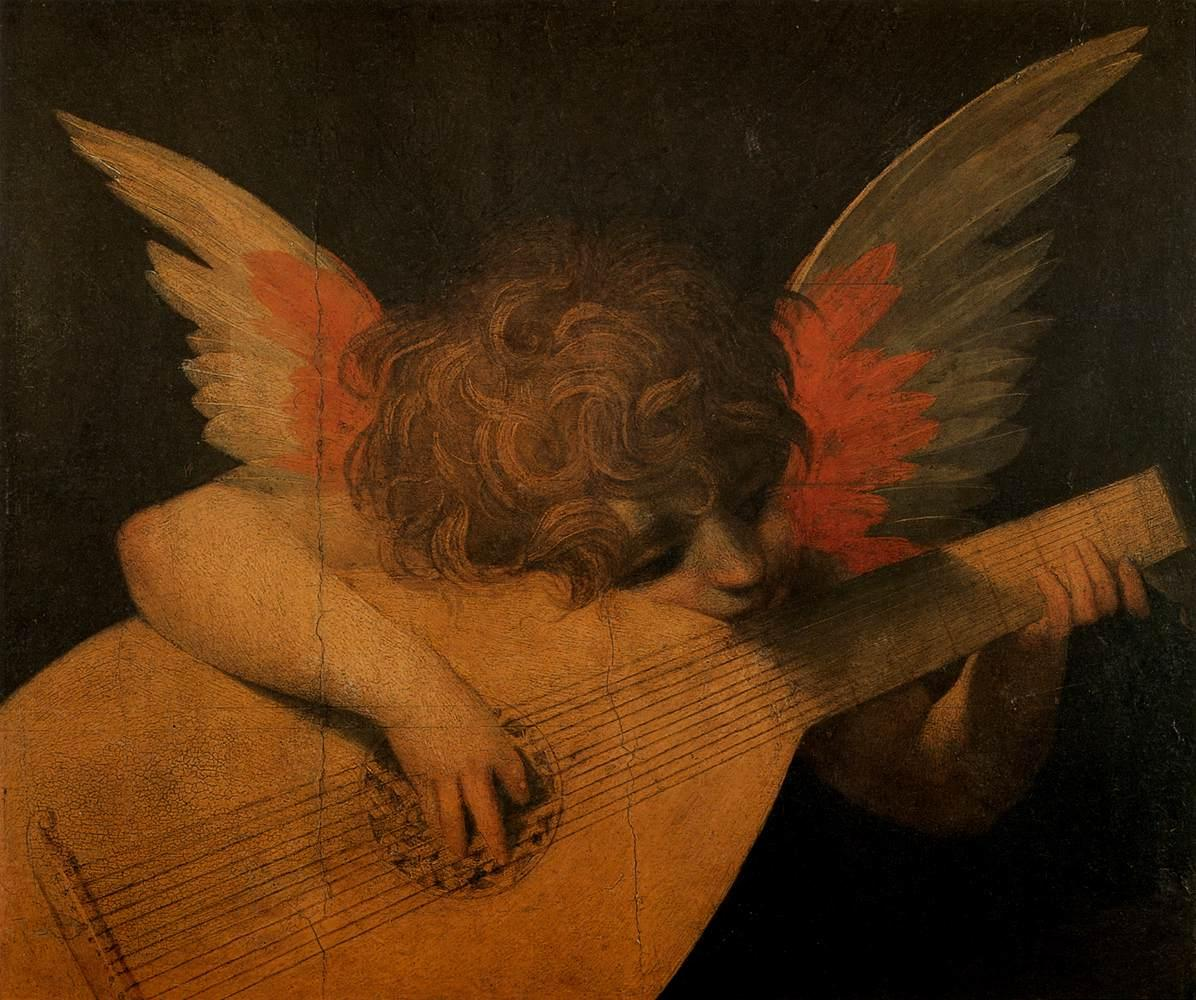
Ángel músico, de Rosso Fiorentino, ca. 1520.
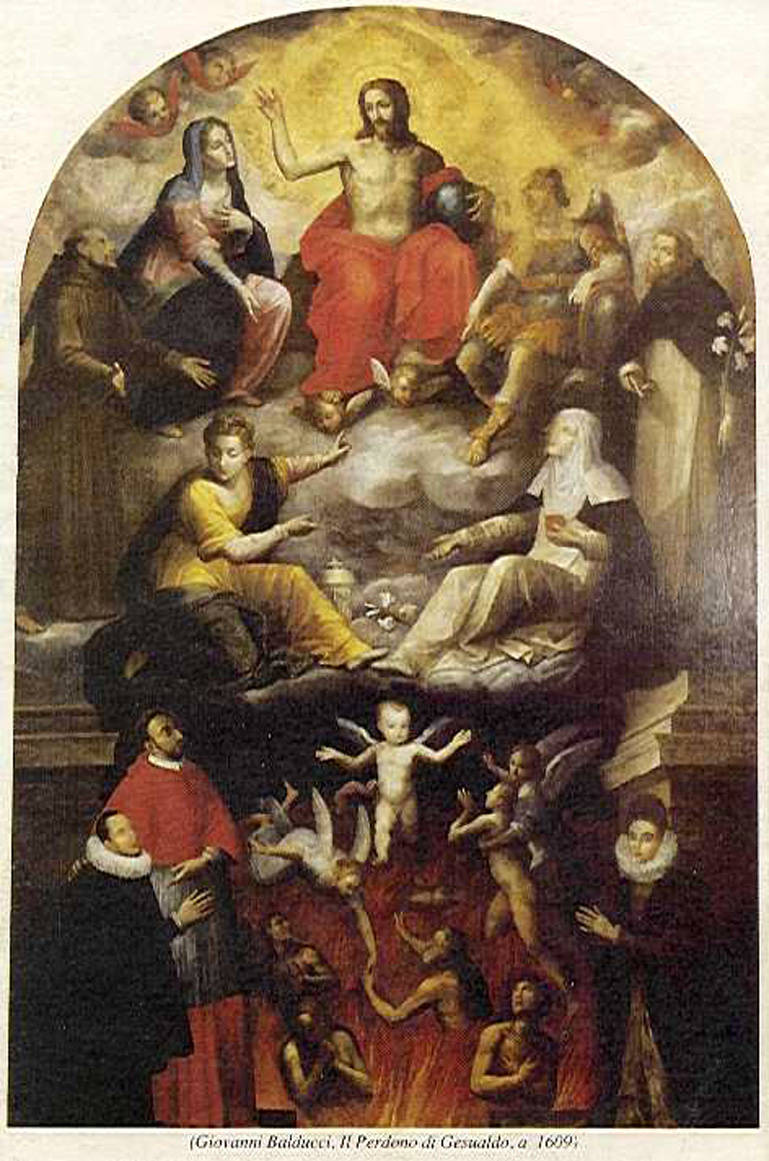
Il Perdono di Gesualdo, 1609. Su compleja iconografía puede aludir a la tormentosa vida del príncipe-compositor (aparece arrodillado, como comitente).
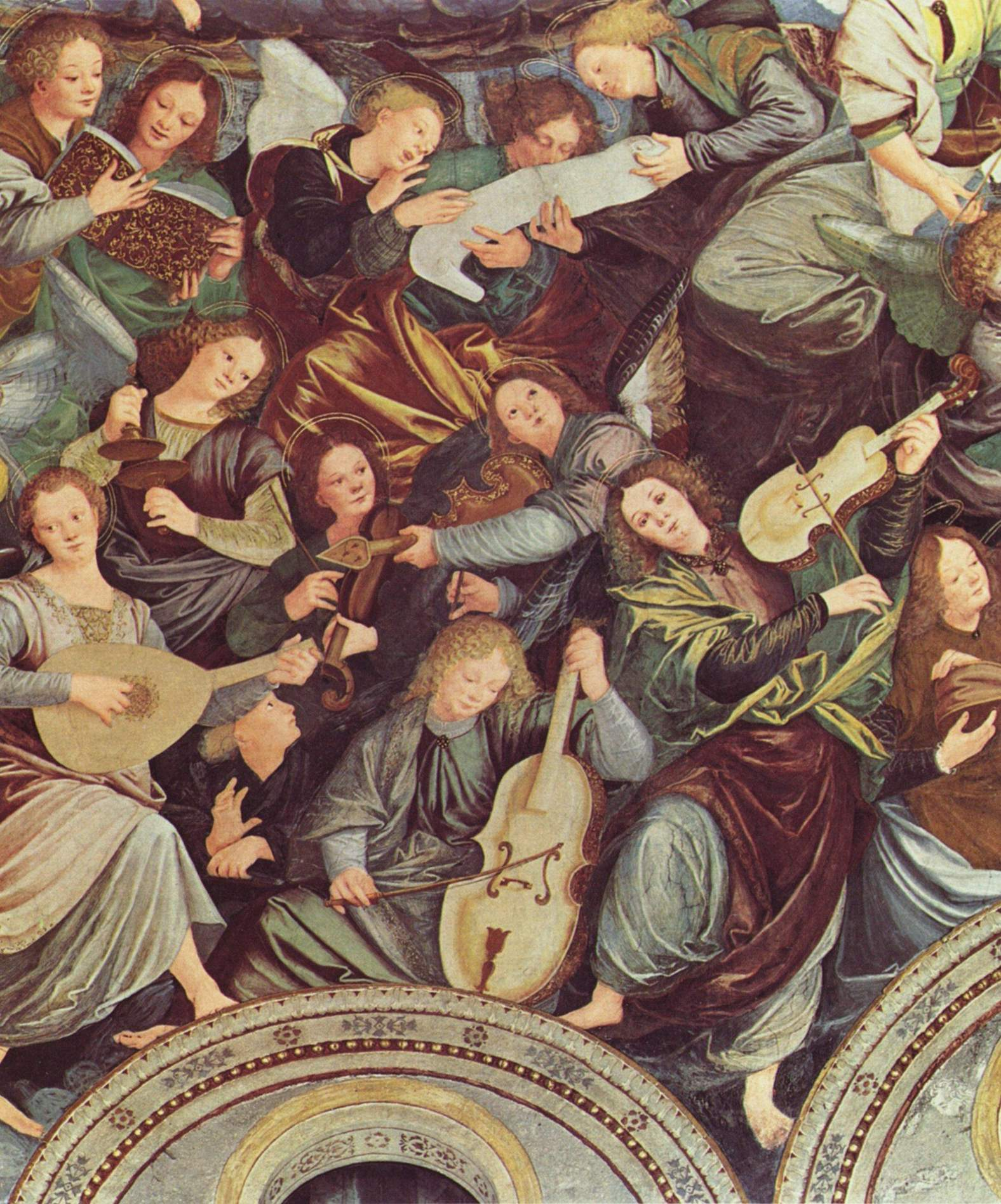
Ángeles músicos, de Gaudenzio Ferrari, ca. 1530-1540.
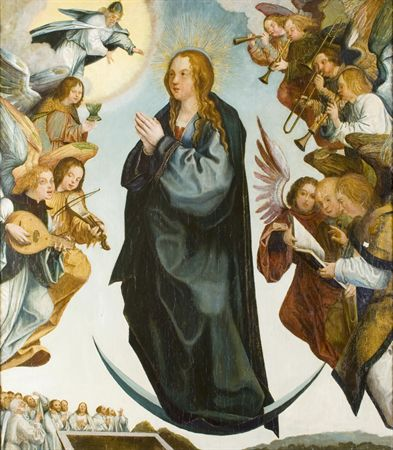
Asunción y ángeles músicos, de Gregório Lopes o su taller, antes de 1550.
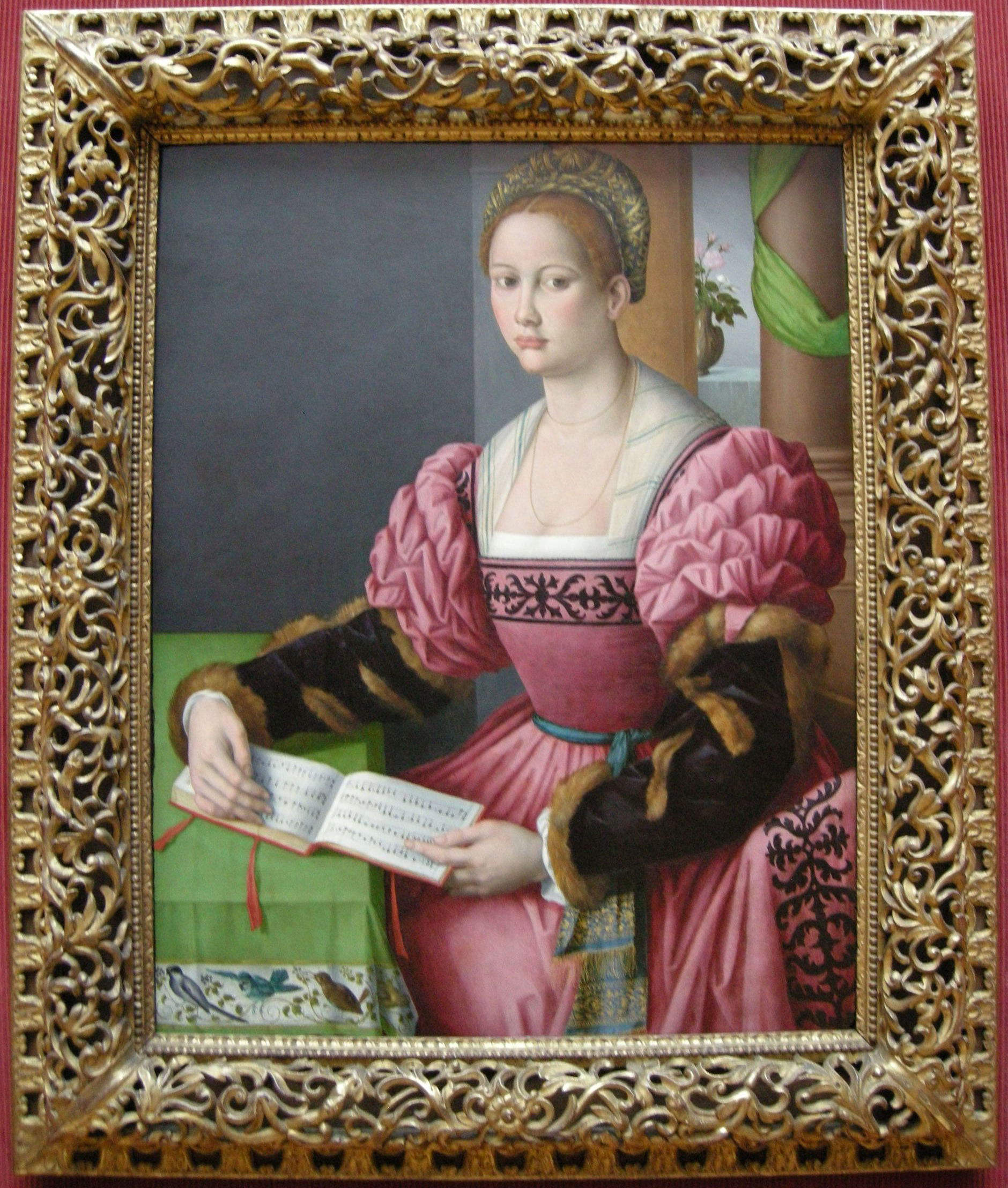
Retrato de dama con un libro de música, de Bacchiacca, ca. 1540-1545

En Italia esa nueva música parece haberse iniciado con Willaert y sus discípulos, cuya elegante maniera significaba la creación de piezas con una armonía autónoma y una dramatización del texto cantado en el sentido de ilustrar musicalmente las sutilezas del significado. Fue en el terreno de la música profana cortesana donde hubo mayor receptividad de las sutilezas subjetivas del manierismo. Los teóricos de la época eran conscientes de que la comprensión de la mirabil dolcezza ("dulzura milagrosa") de los estilos enarmónicos y cromáticos era privilegio de pocos. Esos trazos se encuentran especialmente entre los compositores de madrigales, un género poético y musical polifónico que resucitó transformado tras casi un siglo, y conoció una gran difusión, mostrando gran expresividad y llegando a altos niveles de complejidad y refinamiento. Esa nueva asociación tan íntima entre texto y música tenía raíces en el humanismo renacentista, y se desarrolló en el entendimiento de que la poesía y la música tienen naturalezas semejantes, pero se distinguen en jerarquía. Para el madrigalista Luzzasco Luzzaschi, la poesía era hermana gemela de la música, mas esta debía, no obstante, estarle subordinada ("una vez que la poesía fue la primera en nacer, la música la venera y honra como si fuese su señora, en una extensión tal que la música, habiéndose vuelto virtualmente una sombra de la poesía, no osa mover su pie si su señora no la ha precedido ... si el poeta eleva su voz, la música sube su tono, ella llora si el verso llora, ríe si él ríe, corre, se para, implora, niega, grita, enmudece, vive, muere, todos esos afectos y efectos son tan vívidamente expresados por la música que lo que se debería llamar propiamente de semejanza parece casi competición").
Tanto él como Nicola Vicentino, Cipriano de Rore, Luca Marenzio y otros se hicieron célebres por su experimentalismo armónico en el madrigal, aún no llegando a los extremos de Carlo Gesualdo, el más intensamente dramático de todos, cuyos cromatismos avanzados son un caso único en su época y prefiguran en algunos momentos la música moderna. El madrigalismo cromático y expresivo de esos maestros, en parte, conserva la fuerza polémica que generó en su época, y que le proporciona atractivo hasta hoy en día, porque funciona contra el plano de fondo de un sistema sonoro más antiguo, y solamente dentro de un contexto de reconocimiento de los experimentos y desafíos puede ser juzgado y apreciado, al llevan ese sistema a su límite. Otro dato importante en la formulación del Manierismo musical fue un cambio en la teoría en favor del juicio de las consonancias y disonancias a través de las necesidades expresivas, y no a partir de modelos matemáticos preestablecidos, opinión que se insertó en la misma polémica, entre los seguidores del antiguo contrapunto riguroso y los que abogaban por la libertad para la dramatización de una vasta gama de efectos, realización que les parecía imposible dentro de los cánones del sistema antiguo.
Importantes como fueron las conquistas de esa vanguardia profana, que serían seminales para el futuro Barroco musical, en su inicio representaron un fenómeno circunscrito a las pequeñas cortes italianas. La gran escena musical manierista fue básicamente dominada por compositores sacros, como Giovanni da Palestrina y Orlando di Lasso, cuya música se convirtió en un patrón para todo el continente. A pesar de que también se introdujeron innovaciones técnicas, su estilo la mayor parte de las veces en nada evidencia la agitación e inestabilidad que tipifica el manierismo en otras artes; al contrario, revela una armonía, dignidad y expresividad controlada que tiene su paralelo más bien en las obras plásticas del Alto Renacimiento. Incluso Palestrina fue incluido entre los "modernos" por sus propios contemporáneos por establecer un esquema basado en la simplificación de los antiguos modos. Al final del siglo el estilo descriptivo de los madrigales encontraría un nuevo campo de expresión en el desarrollo del proto-operismo monódico de Giulio Caccini, Jacopo Peri y otros, precursores de Monteverdi en la ópera y en la posterior floración del madrigal.

## Escuelas nacionales y centros artísticos

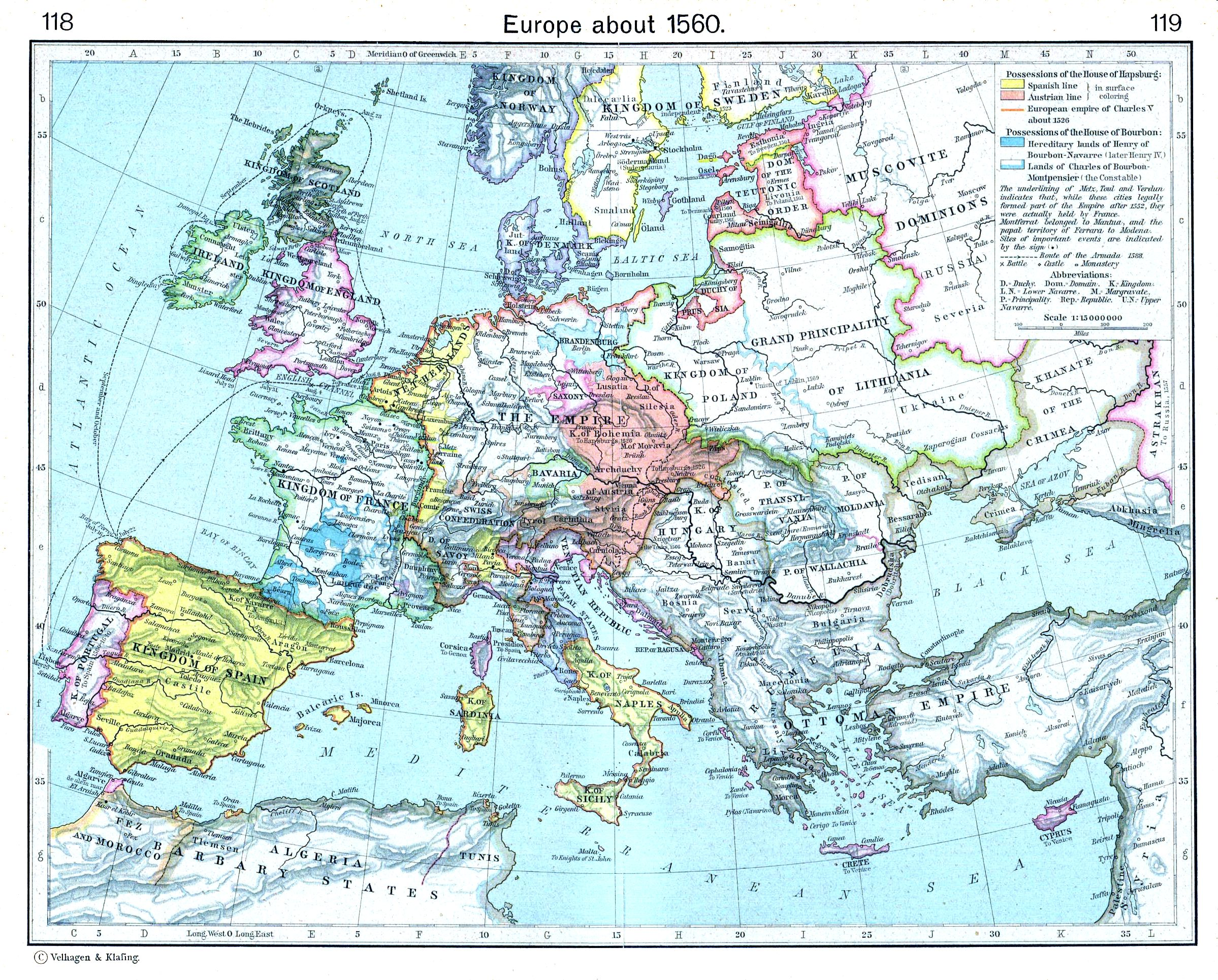
Europa hacia 1560.

El concepto de escuela artística como peculiaridad local presupone una continuidad en el tiempo de rasgos característicos de sus integrantes, que puedan distinguirse de los rasgos de otras escuelas o de los comunes a un determinado "estilo internacional" (en los siglos medievales, el Románico y el Gótico -una de cuyas fases se denomina precisamente "Gótico internacional"-). Lo que retrospectivamente llamamos "Renacimiento" o "Manierismo" eran identificados en el siglo XVI como la maniera italiana, el gusto o estilo "italiano", distinguiéndolo con claridad de las tradiciones "nacionales" locales, que en algún caso se identificaban con la "modernidad": Diego de Sagredo (Las medidas del romano, 1526) distinguía el estilo "antiguo" (o sea, greco-romano) de lo que para los españoles era el estilo "moderno", el Plateresco (un gótico tardío con sustrato hispanoárabe e influencias hispanoflamencas); mientras que en Inglaterra el predominio del estilo Tudor (el gótico tardío local) se mantuvo hasta el siglo XVII. Mientras tanto, en la propia Italia no había entre las numerosas y deslumbrantes cortes principescas (cada un centro de su propia escuela artística local) ninguna que representara una entidad política capaz de unificar la península, ni siquiera los Estados Pontificios, pues quienes se disputaron la hegemonía fueron Francia y España, con victoria de ésta. De la Monarquía Hispánica también formaban parte los territorios de herencia borgoñona denominados genéricamente "Flandes", el segundo centro artístico en importancia de Europa, que, aunque con fluidos contactos con Italia, mantenía una fuerte personalidad.
Desde los inicios del Antiguo Régimen en la Baja Edad Media, las monarquías autoritarias de Europa Occidental venían construyendo los primeros Estados modernos o Estados nacionales (el reino de Inglaterra, el reino de Francia, el reino de Portugal, la España de los Reyes Católicos). La primera mitad del siglo XVI presenció la disputa de la hegemonía europea entre Carlos V y Francisco I, correspondiendo a Enrique VIII, a los sucesivos papas, e incluso a potencias relativamente menores como la República de Venecia o el Ducado de Saboya, papeles más o menos destacados en el equilibrio entre ambos; al tiempo que las profundas transformaciones socioeconómicas se manifestaban política e ideológicamente en conflictos como la Reforma protestante y la guerra de Esmalcalda en Alemania. En la segunda mitad de siglo, evidenciada la imposibilidad de la idea de Imperio de Carlos V, quedó fijada la alianza dinástica entre los Austrias de Viena (la gran potencia centroeuropea) y los Austrias de Madrid (que ejercían la hegemonía española). En el inmenso imperio de Felipe II (que incluía a Portugal y sus colonias desde 1580) "no se ponía el sol", a pesar de su frustrada relación con Inglaterra (durante un breve periodo fue rey consorte de María Tudor, 1554-1558, para pasar a tener en Isabel I su enemigo) y de la revuelta de Flandes (saco de Amberes, 1576 -de gran trascendencia para el arte-); mientras Francia se desangraba en las guerras de religión (matanza de San Bartolomé, 1572).

### Italia
La escuela florentino-romana que caracteriza el Alto Renacimiento sufrió una dramática discontinuidad con el saco de Roma de 1527; pero la ciudad pontificia volvió a ser un centro artístico de primer orden con Alejandro Farnese, papa Paulo III, desde 1534 (vuelta de los ya viejos Miguel Ángel y Sebastiano del Piombo, y llegada de artistas jóvenes, como Guglielmo della Porta, Jacopo Vignola o Daniele da Volterra), al igual que la corte de los Médici con Cósimo I, duque desde 1537 (Cellini, Bronzino, Pontormo, Vasari, Giambologna). Entretanto, la vida artística italiana había florecido en múltiples centros artísticos, como Mantua (Giulio Romano) o Génova (Perin del Vaga, Beccafumi, Pordenone). Incorporada a la Monarquía Hispánica, Milán dejó de acoger una corte independiente, con lo que el Manierismo lombardo es dependiente de los centros próximos y del desarrollo de obras concretas, como la catedral de Cremona o la decoración de la iglesia de San Segismundo (Giovanni Demìo, Antonio Campi, Camillo Boccaccino, Bramantino, Gaudenzio Ferrari). Fue muy destacable el Manierismo de Italia central, repartida entre los estados pontificios y aristócratas poderosos, como los Della Rovere y los Farnese; en Parma y Bolonia trabajaron Parmigianino, Pellegrino Tibaldi, Nicolò dell'Abbate y los Carracci. Capítulo aparte merece la escuela veneciana (el viejo Tiziano, Tintoretto, Veronés, Bassano, y arquitectos como Jacopo Sansovino, Serlio o Palladio).

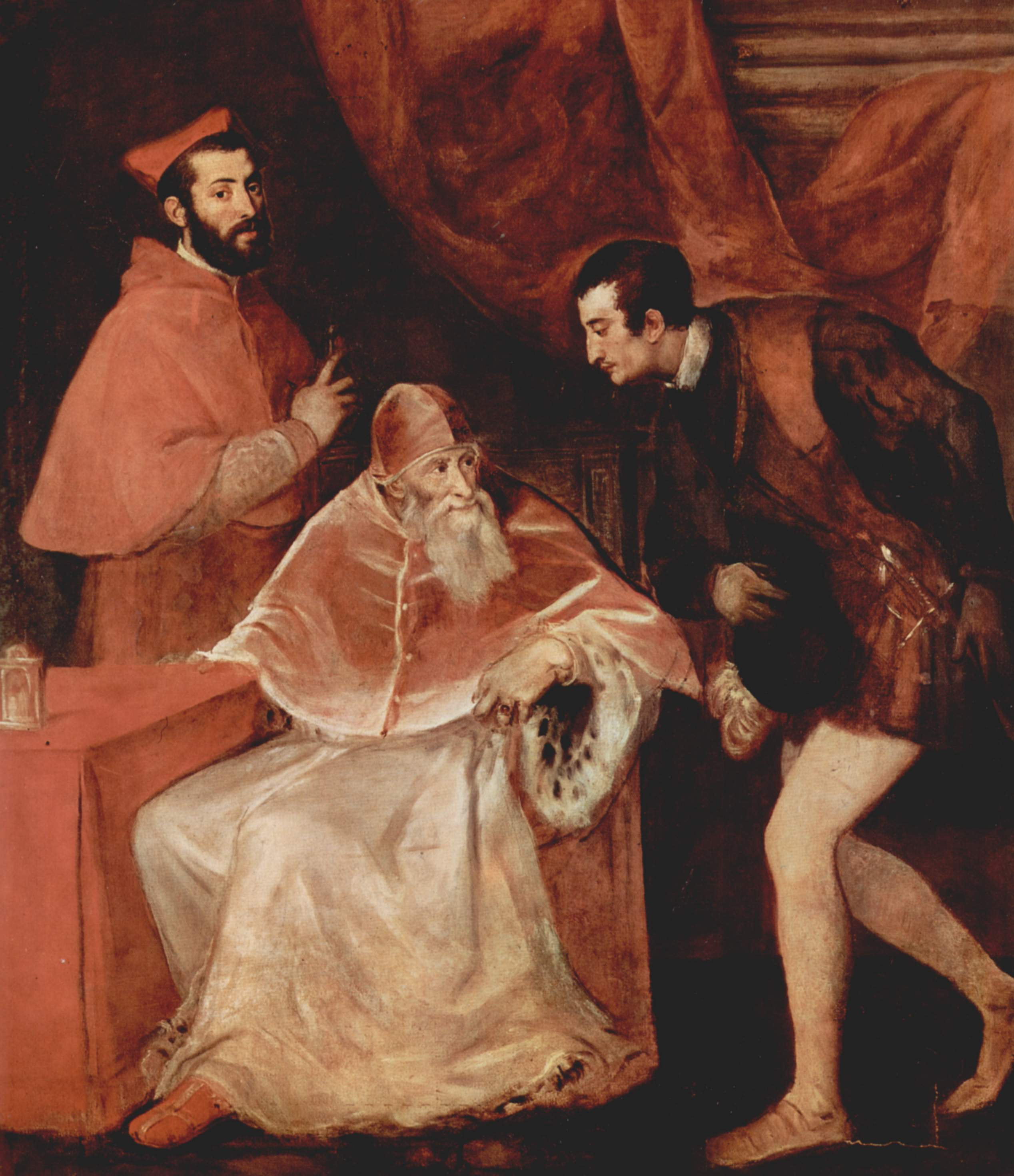
Retrato del papa Paulo III con sus nipoti ("sobrinos") Alessandro y Ottavio Farnese, de Tiziano, 1546. La palabra nepote se convirtió en un término político: nepotismo.
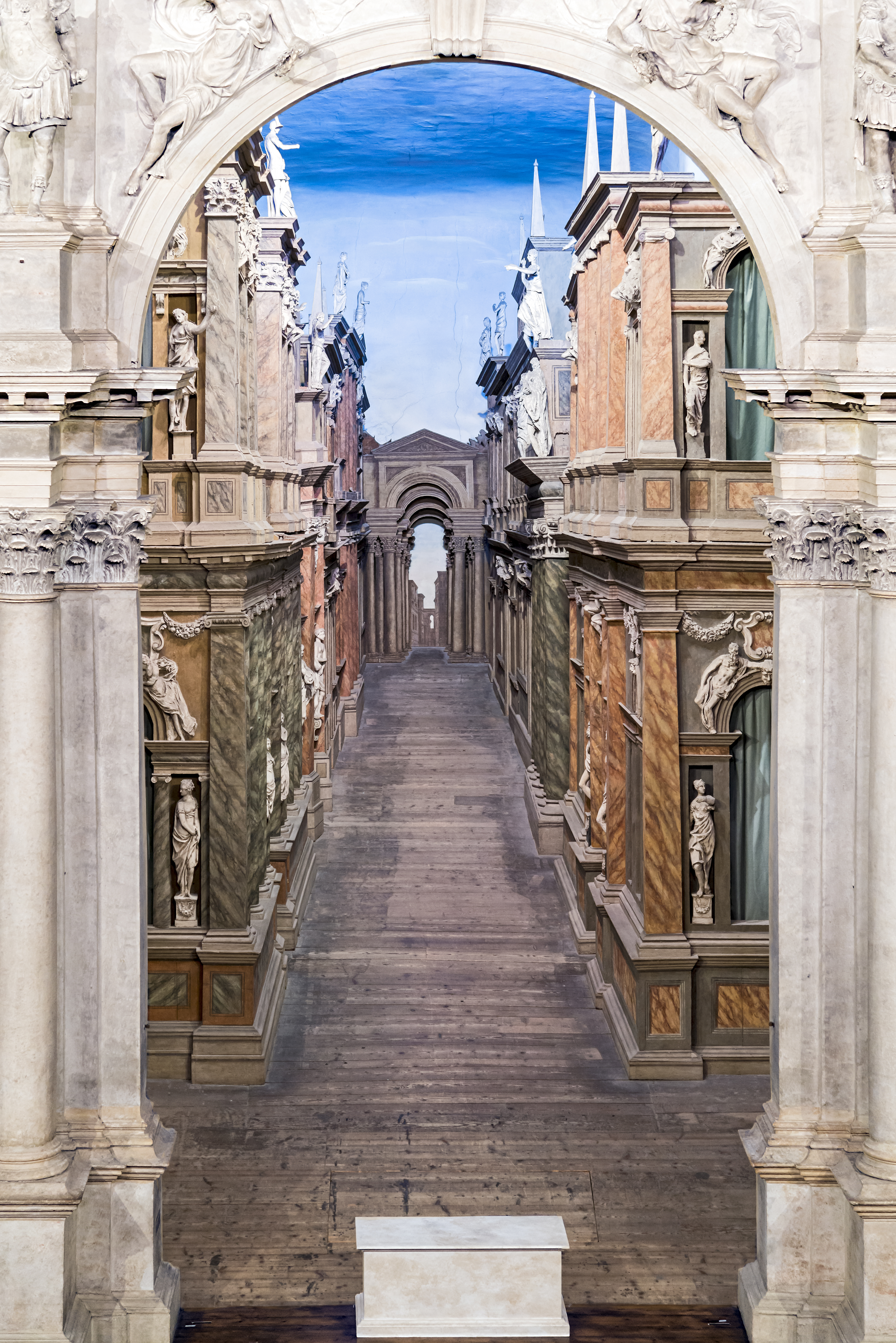
Teatro Olímpico de Vicenza, de Andrea Palladio, 1580-1585.
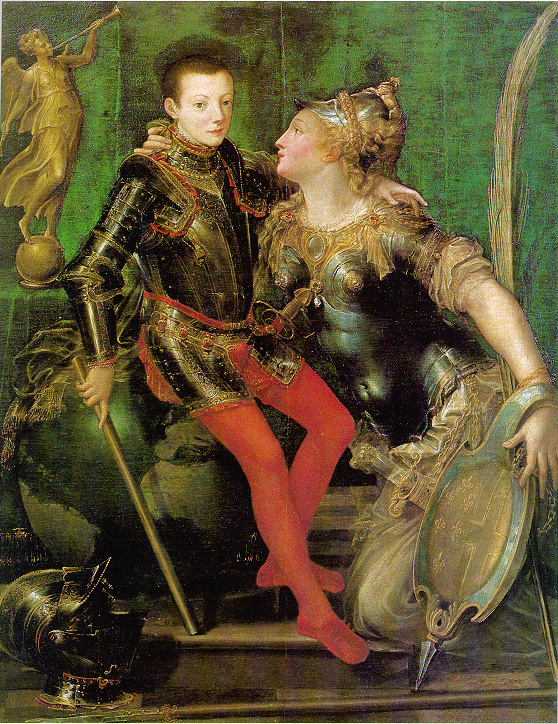
La ciudad de Parma abraza a Alessandro Farnese, de Girolamo Bedoli-Mazzola, 1555. Para encarnar a Parma se retrata a su madre, Margarita de Austria y Parma, hija natural de Carlos V.
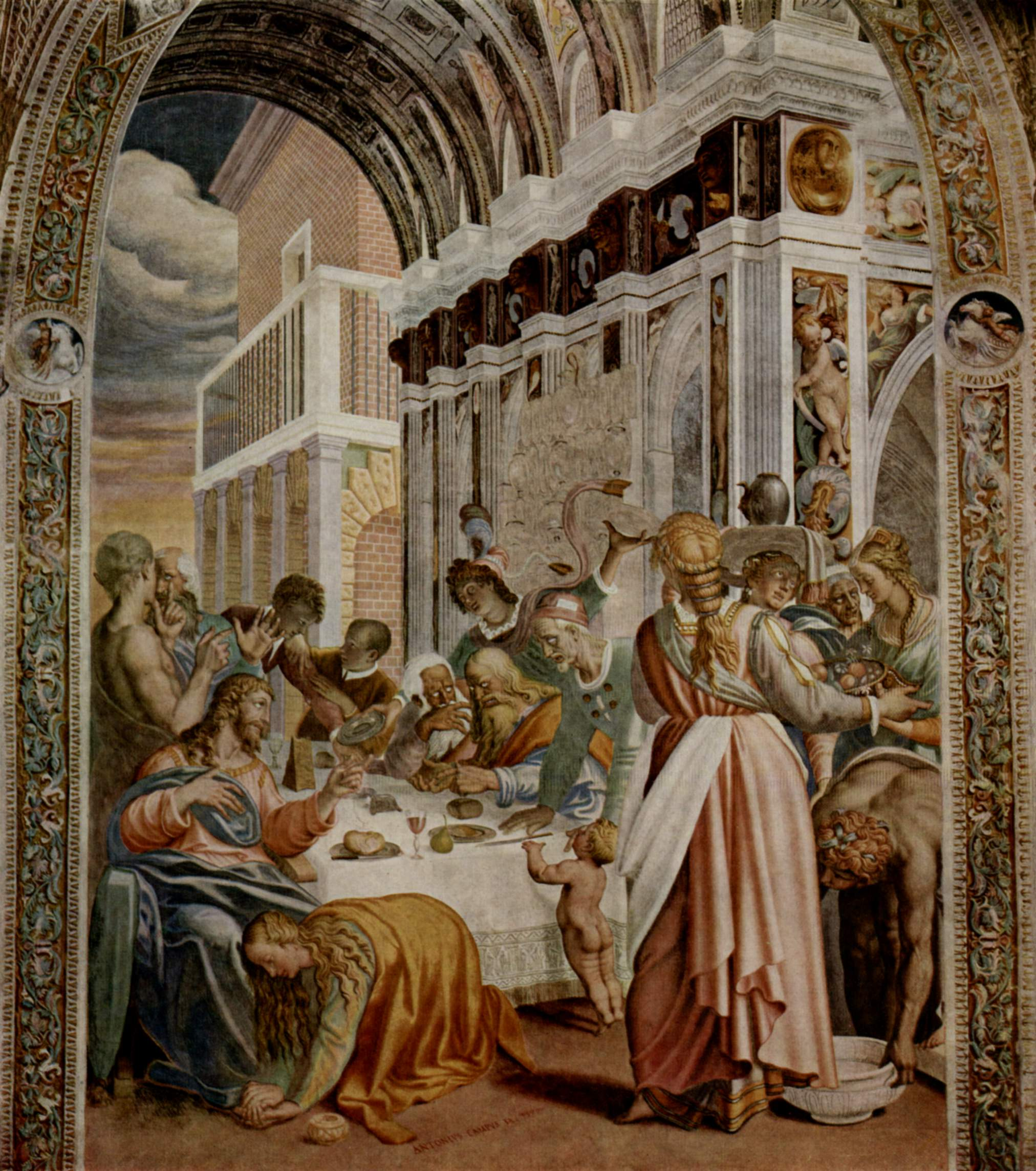
Fresco de Antonio Campi en la iglesia de San Segismundo de Cremona.
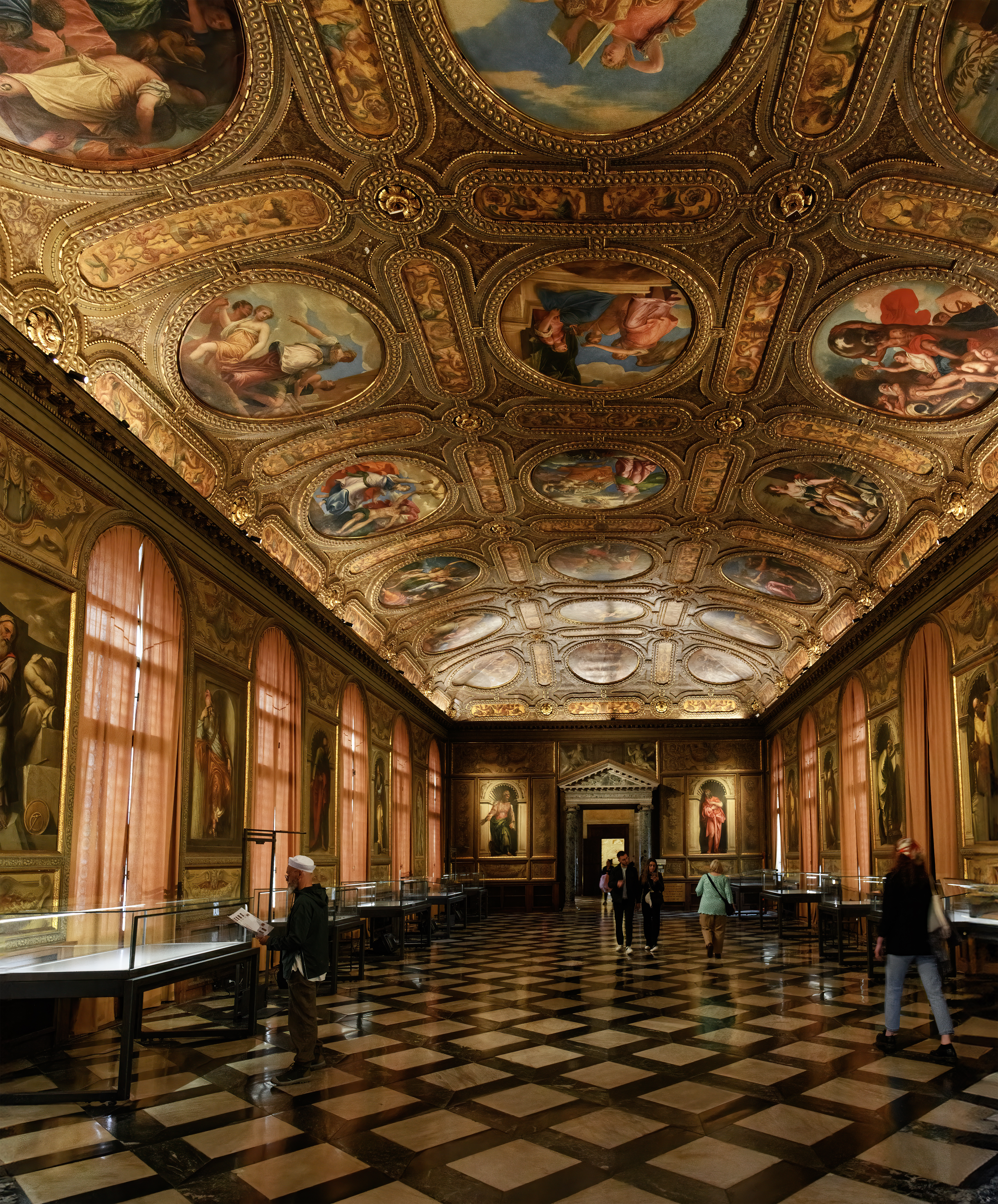
Biblioteca Marciana de Venecia, de Jacopo Sansovino y Vincenzo Scamozzi.

### Península ibérica

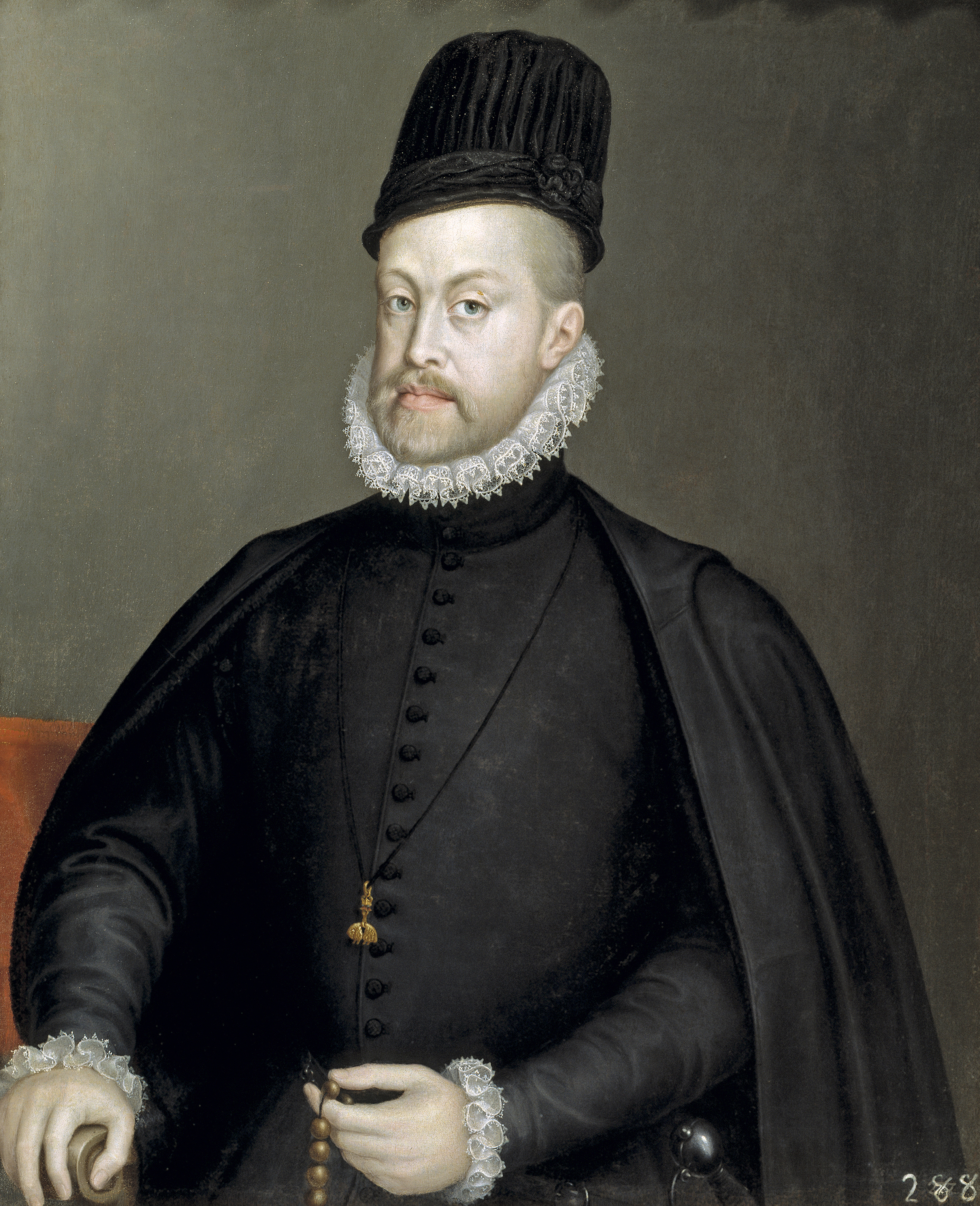
Retrato de Felipe II, de Sofonisba Anguissola, 1565.
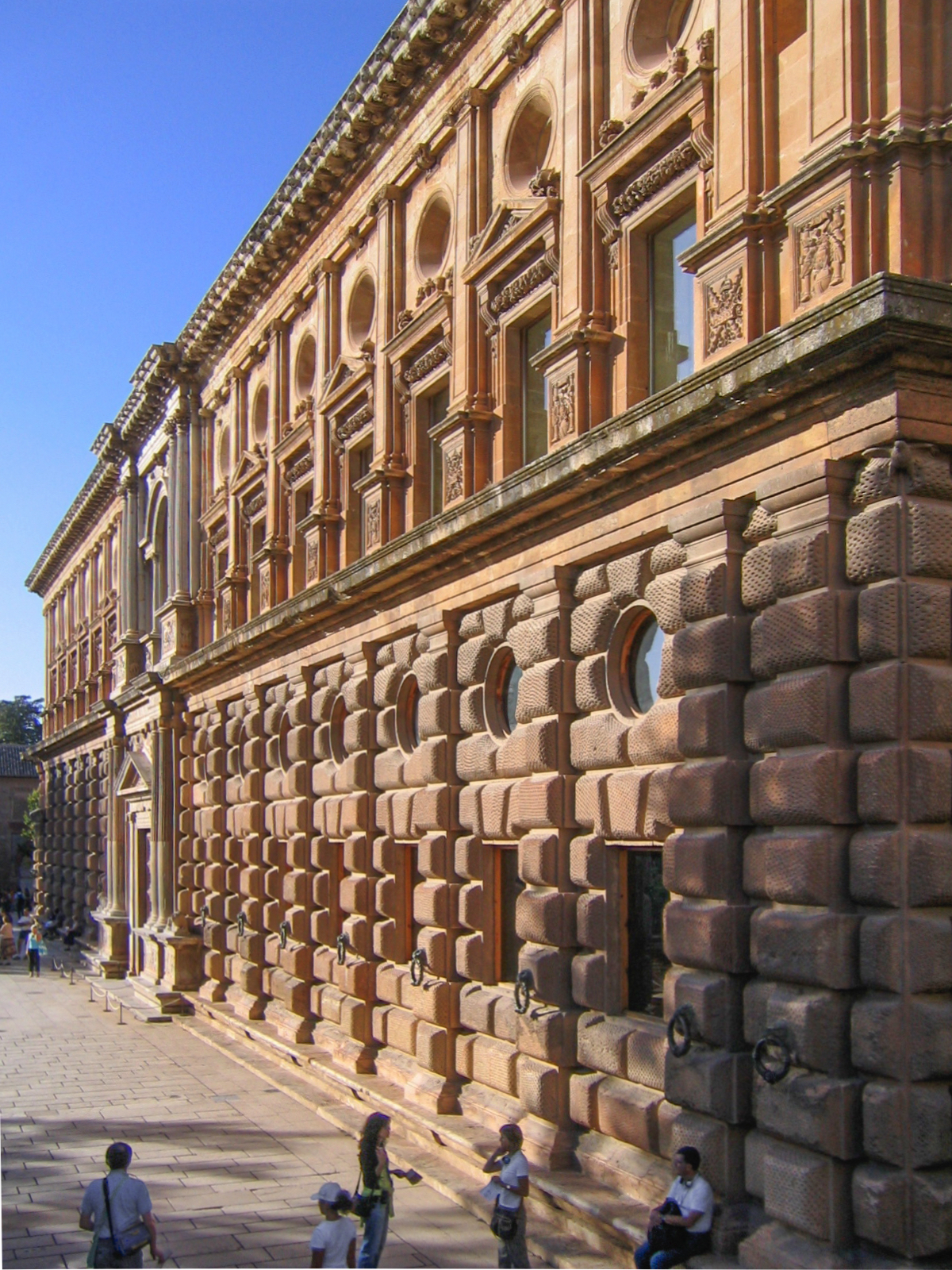
Palacio de Carlos V en la Alhambra, Granada, de Pedro Machuca (1533-1550).
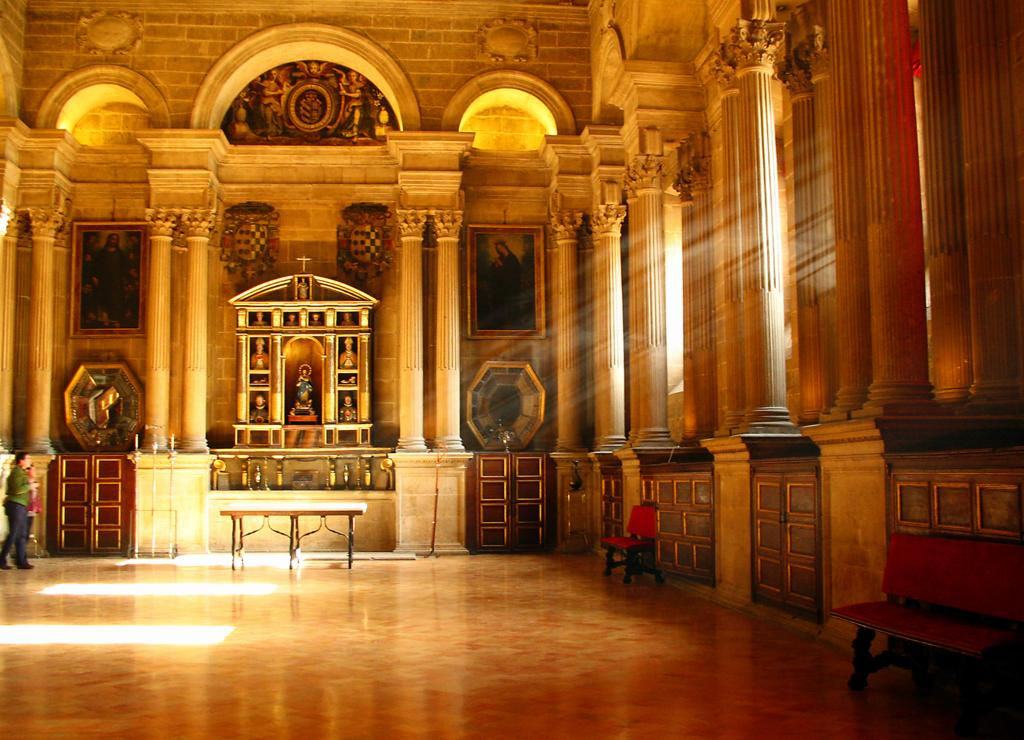
Sacristía de la catedral de Jaén, de Andrés de Vandelvira (1579)
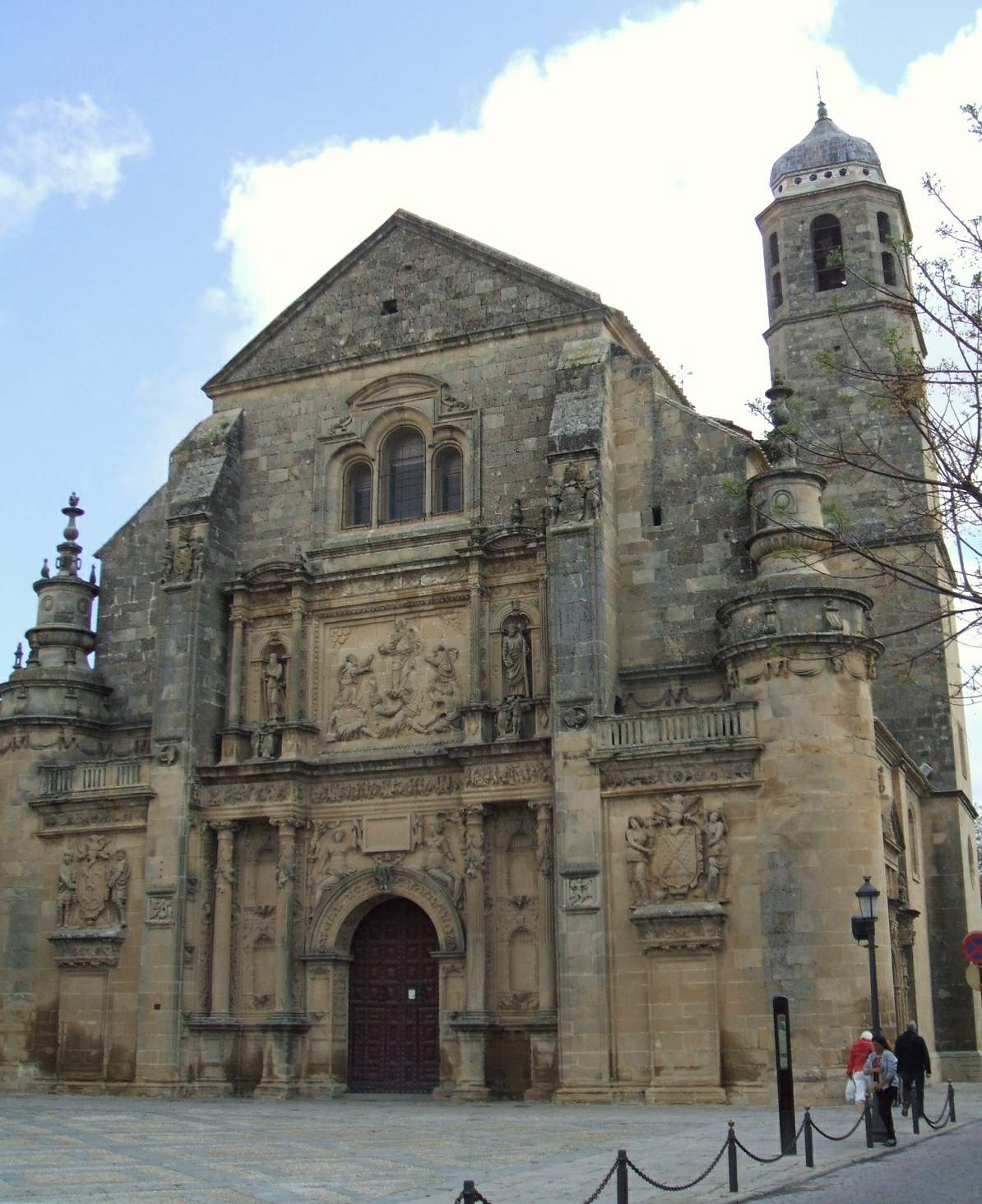
Sacra Capilla del Salvador de Úbeda.
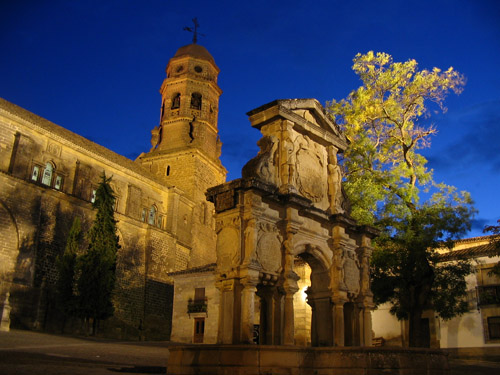
Fuente de Santa María, frente a la catedral de Baeza.
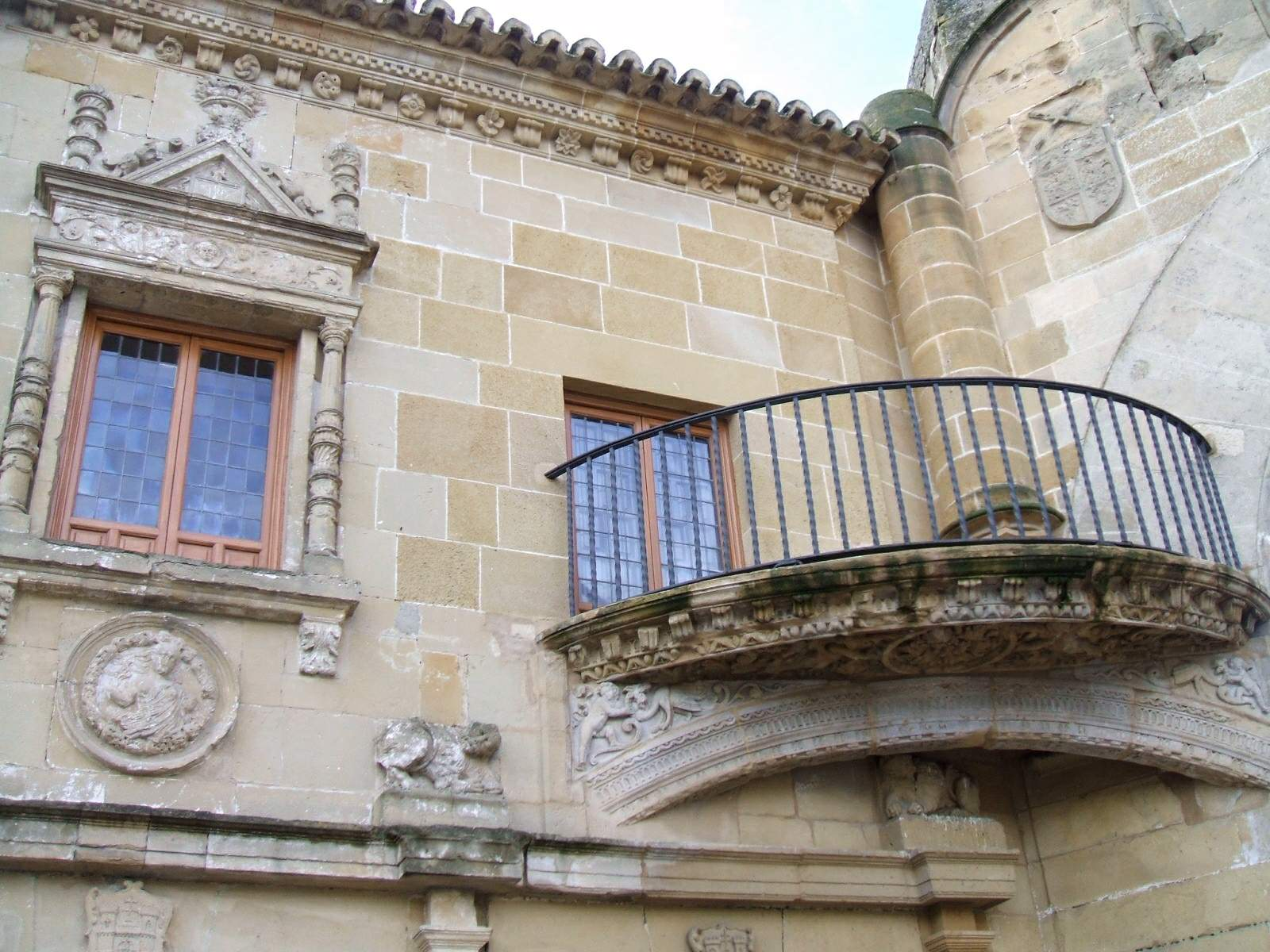
Detalle de la fachada de la Casa del Pópulo de Baeza.

- Renacimiento portugués

- Manierismo portugués

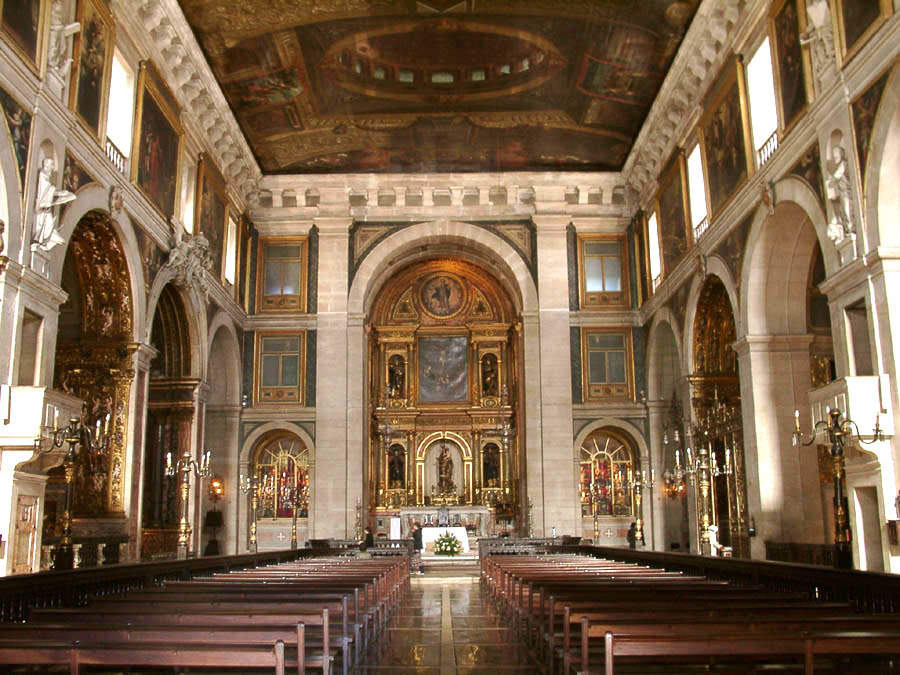
Iglesia de San Roque (Lisboa), de Afonso Álvares y Filipe Terzi, 1555.
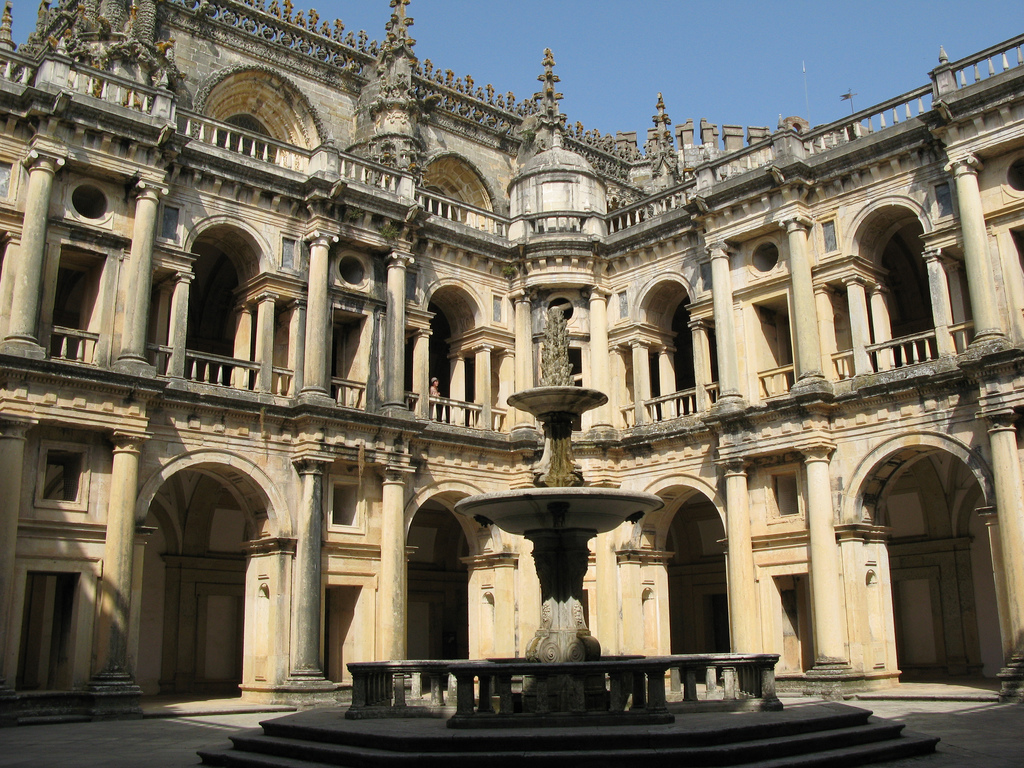
Claustro del convento de Cristo de Tomar, de Diogo de Torralva y Filippo Terzi.
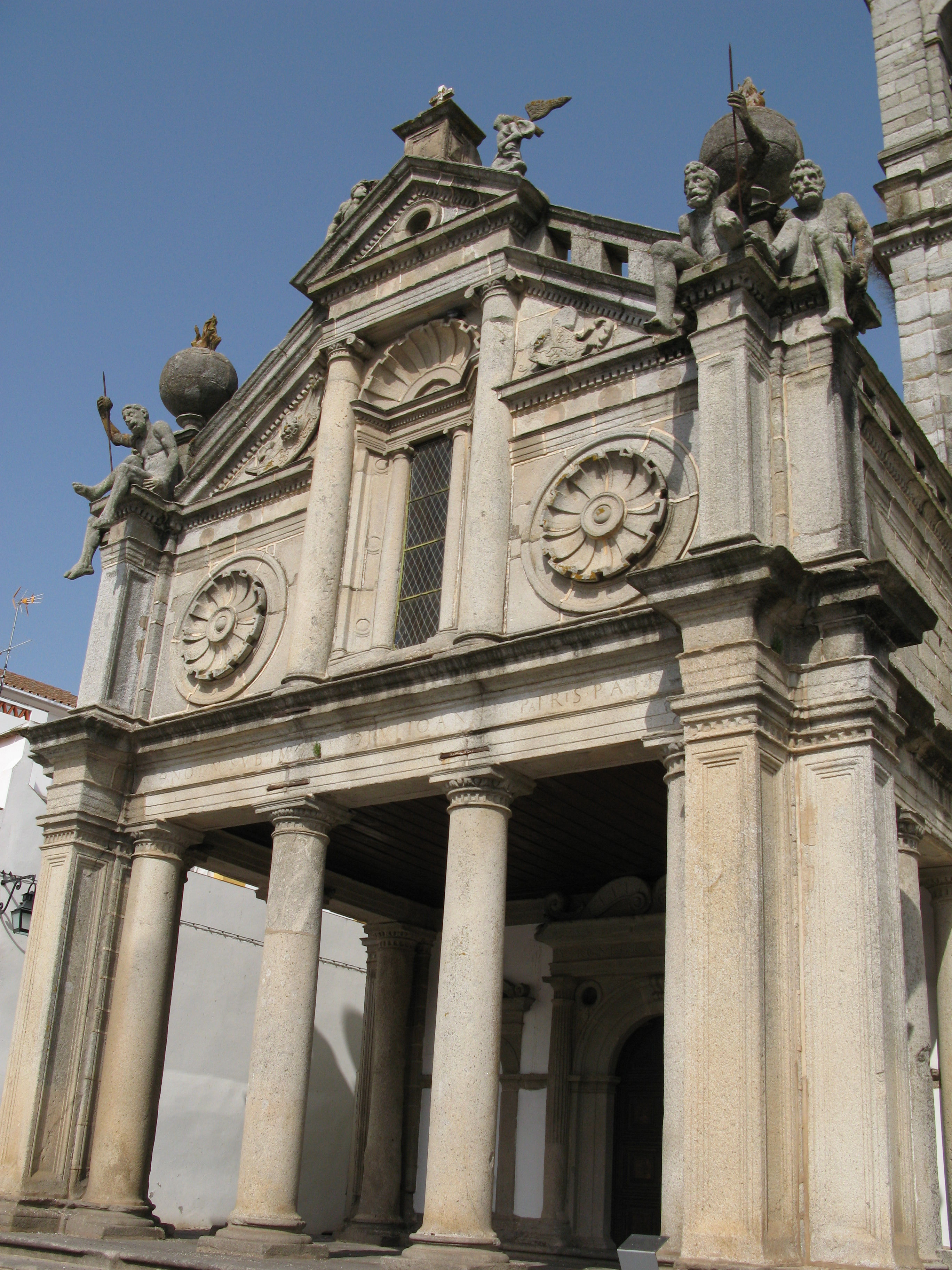
Pórtico de la iglesia de Gracia de Évora, de Miguel de Arruda. Los atlantes se atribuyen a Nicolau Chanterene o a Francisco de Holanda.
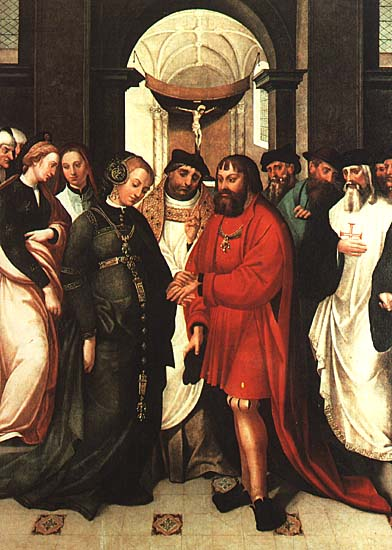
Casamiento de Manuel I como San Alejo, de Garcia Fernandes, 1541.

- Manierismo en la América española o Manierismo colonial (arte colonial hispanoamericano)

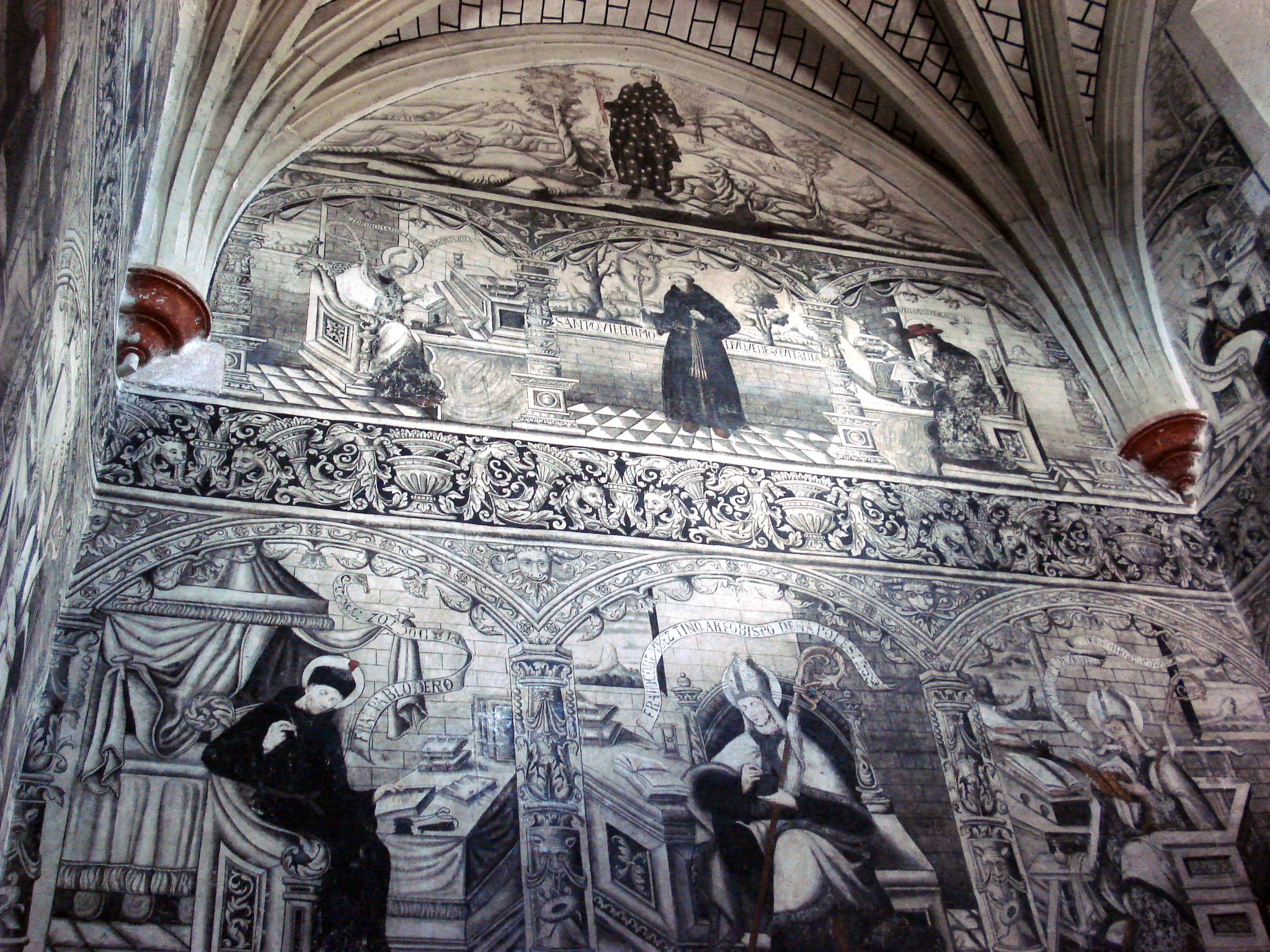
Murales del convento de San Nicolás Tolentino en Actopan (México).
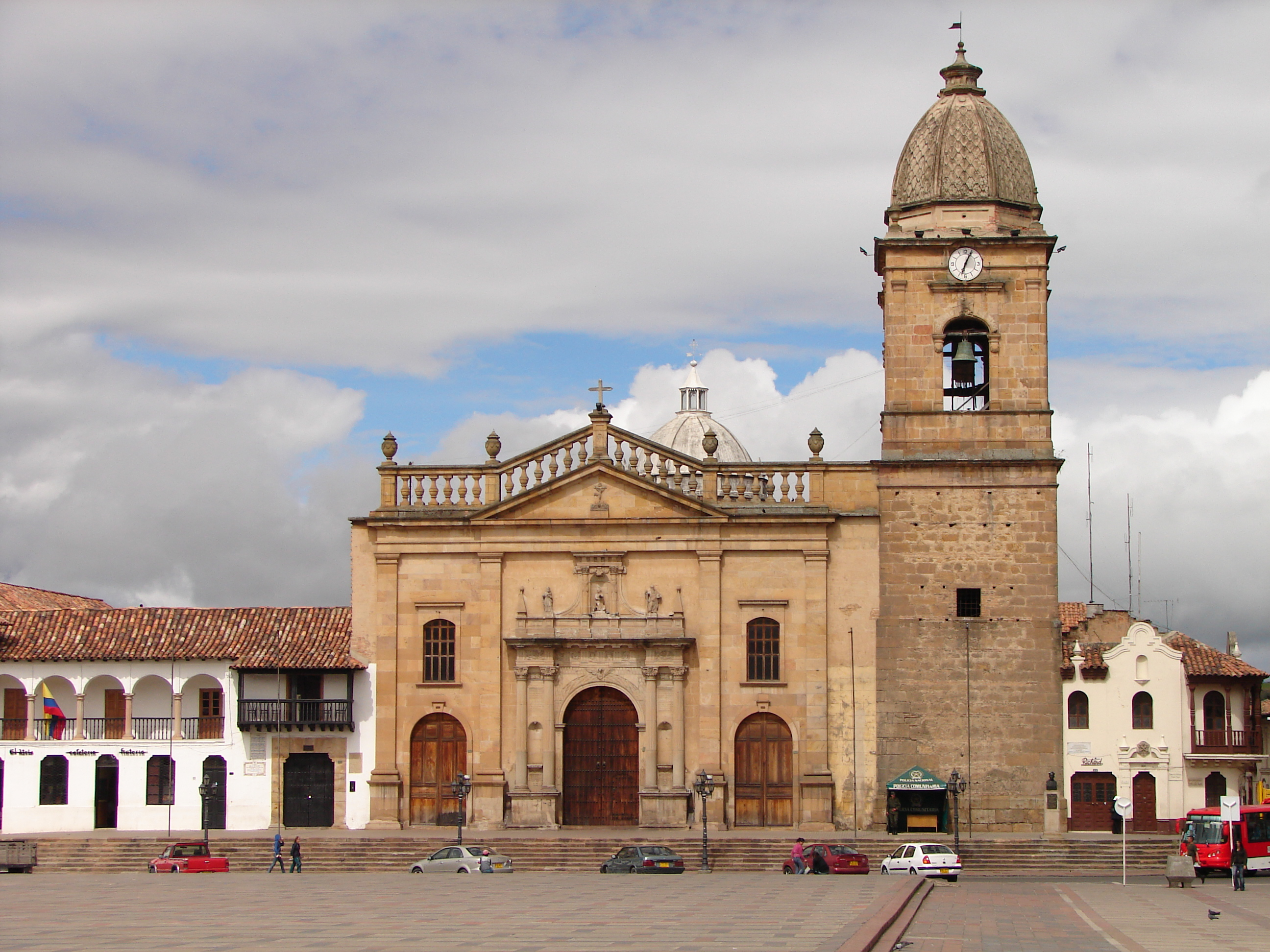
Fachada de la Catedral de Tunja (Colombia), de Bartolomé Carrión, 1598.

### Norte de los Alpes

#### Francia
El programa artístico impulsado por Francisco I en torno al palacio de Fontainebleau (escuela de Fontainebleau), singnificó el triunfo en Francia del "gusto italiano", que incorporó tanto los elementos clasicistas del Alto Renacimiento italiano como el Manierismo inicial. A lo largo del siglo XVI, el jardín francés del Renacimiento desarrolla los conceptos que culminarán cien años más tarde en los jardines de Versalles.

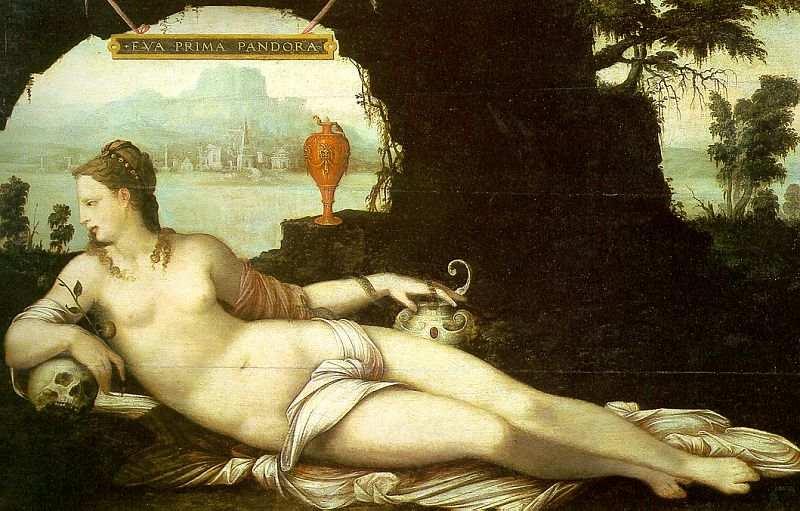
Eva, como primera Pandora, de Jean Cousin el Viejo, ca. 1550.
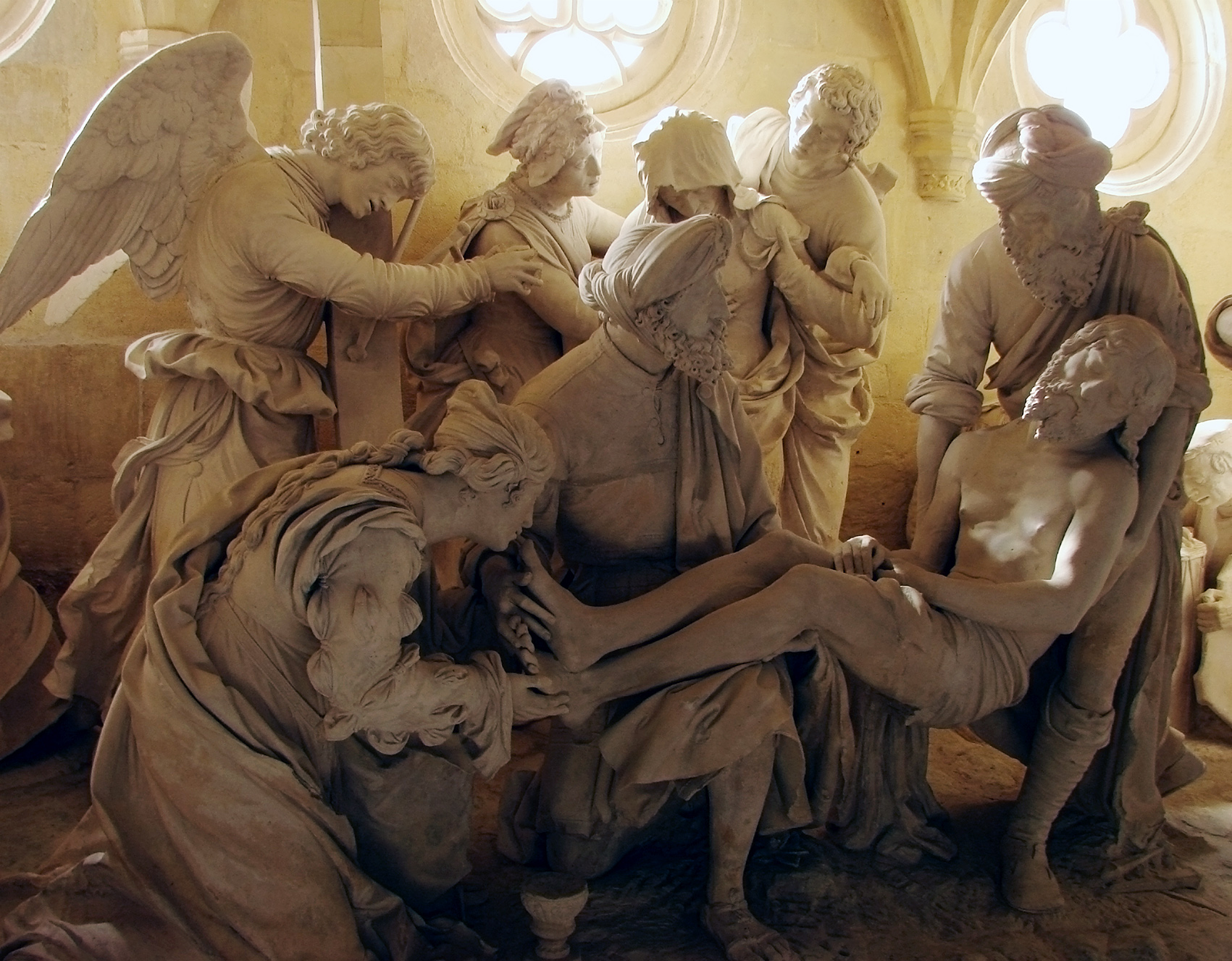
Lamentación sobre Cristo muerto, de Ligier Richier.
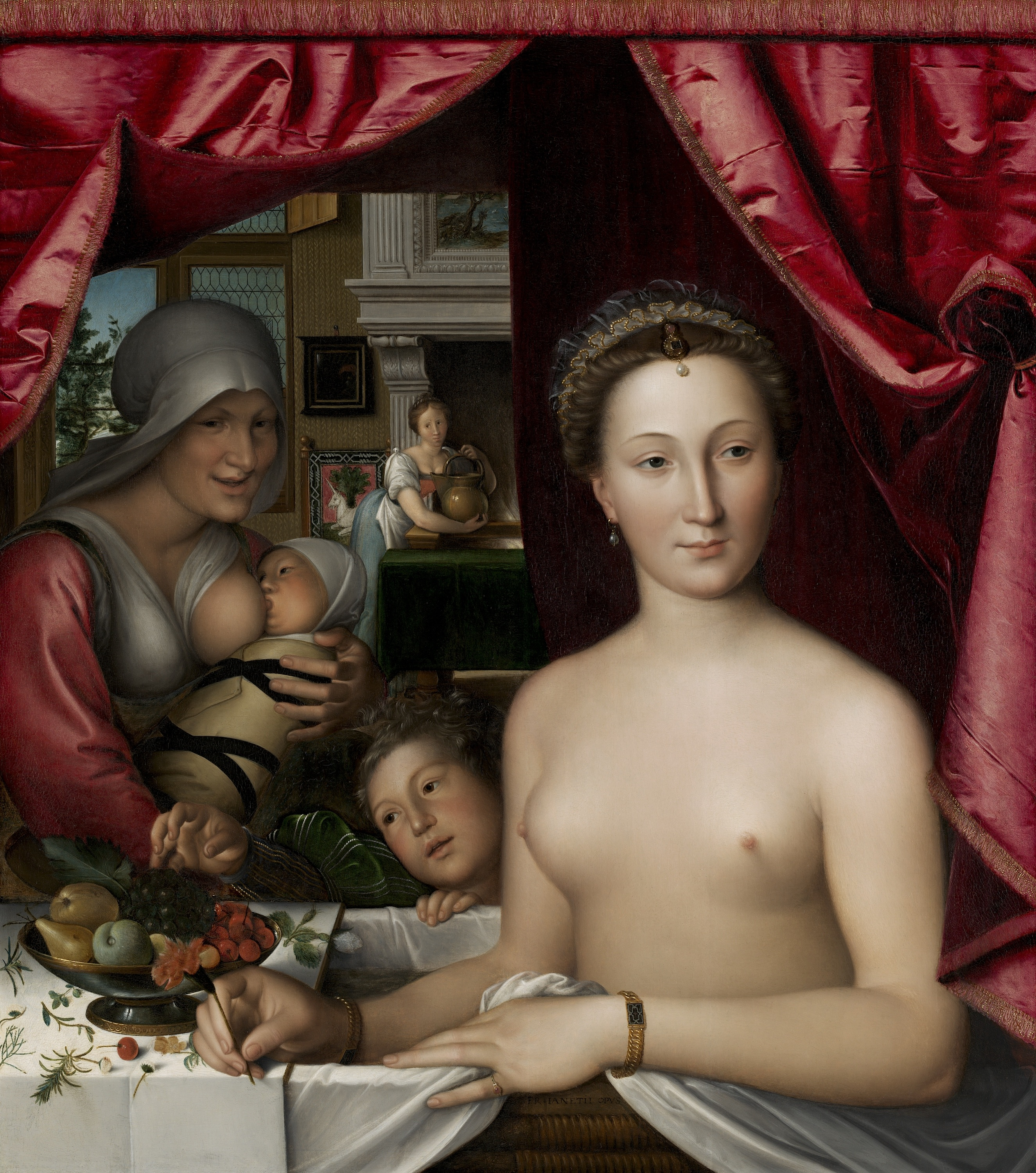
Dama en su baño, por François Clouet, ca. 1570.
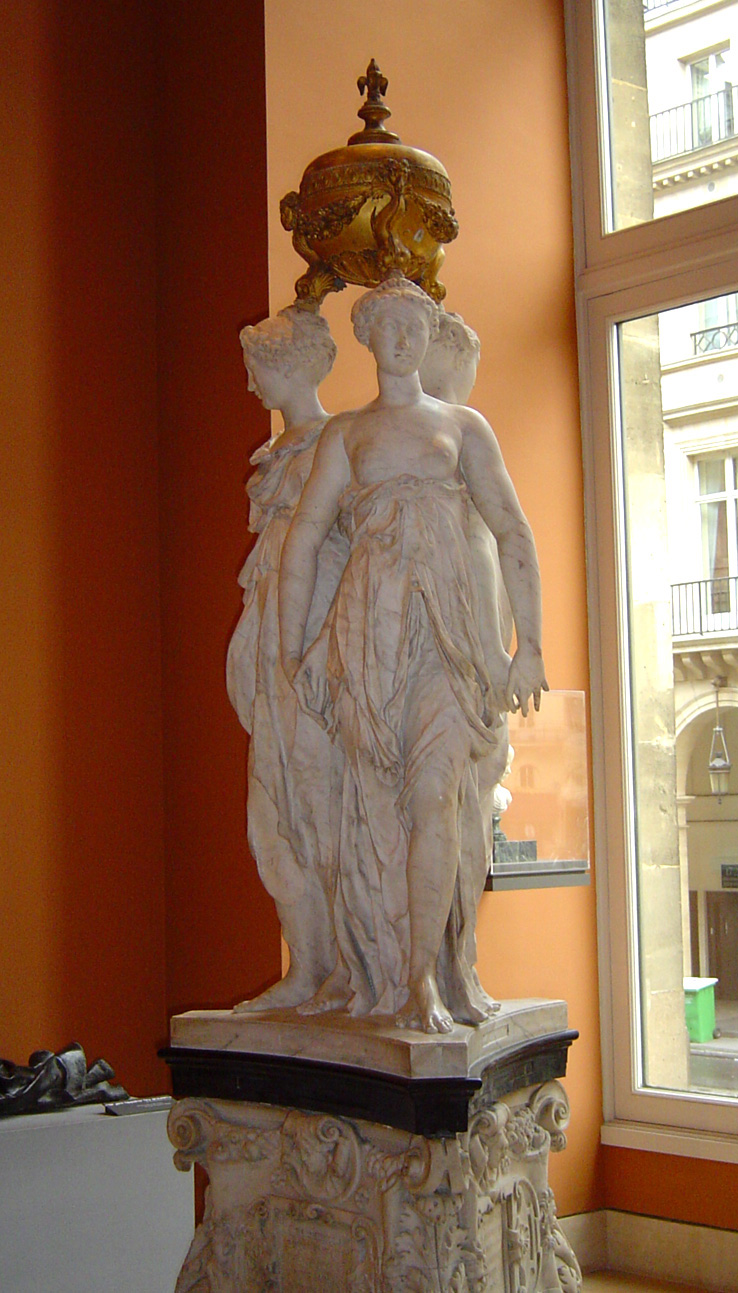
Monumento para el corazón de Enrique II, de Germain Pilon.
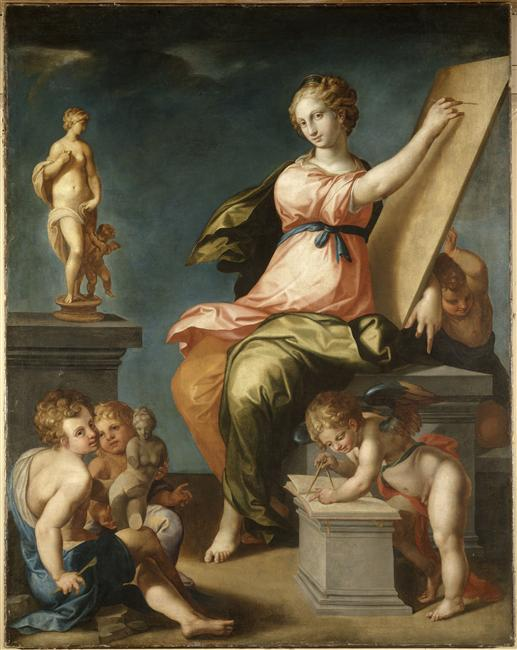
Alegoría de la pintura y la escultura, de Ambroise Dubois.

#### Inglaterra
Enrique VIII, que confiaba en artistas continentales, como Girolamo da Treviso y Hans Holbein el Joven, introdujo el gusto italiano particularmente en la decoración de su principal proyecto palaciego, el palacio de Nonsuch, en construcción desde 1538 y del que no quedan más que descripciones (que indican su extraordinario coste, y que en él trabajaron artistas italianos, algunos venidos de Fontainebleau, como Nicoletto da Modena). En la mayor parte de las construcciones del siglo XVI se da el estilo Tudor, que es un gótico tardío con fuerte personalidad nacional. El verdadero triunfo de las formas italianas en Inglaterra no se produjo hasta el periodo isabelino.

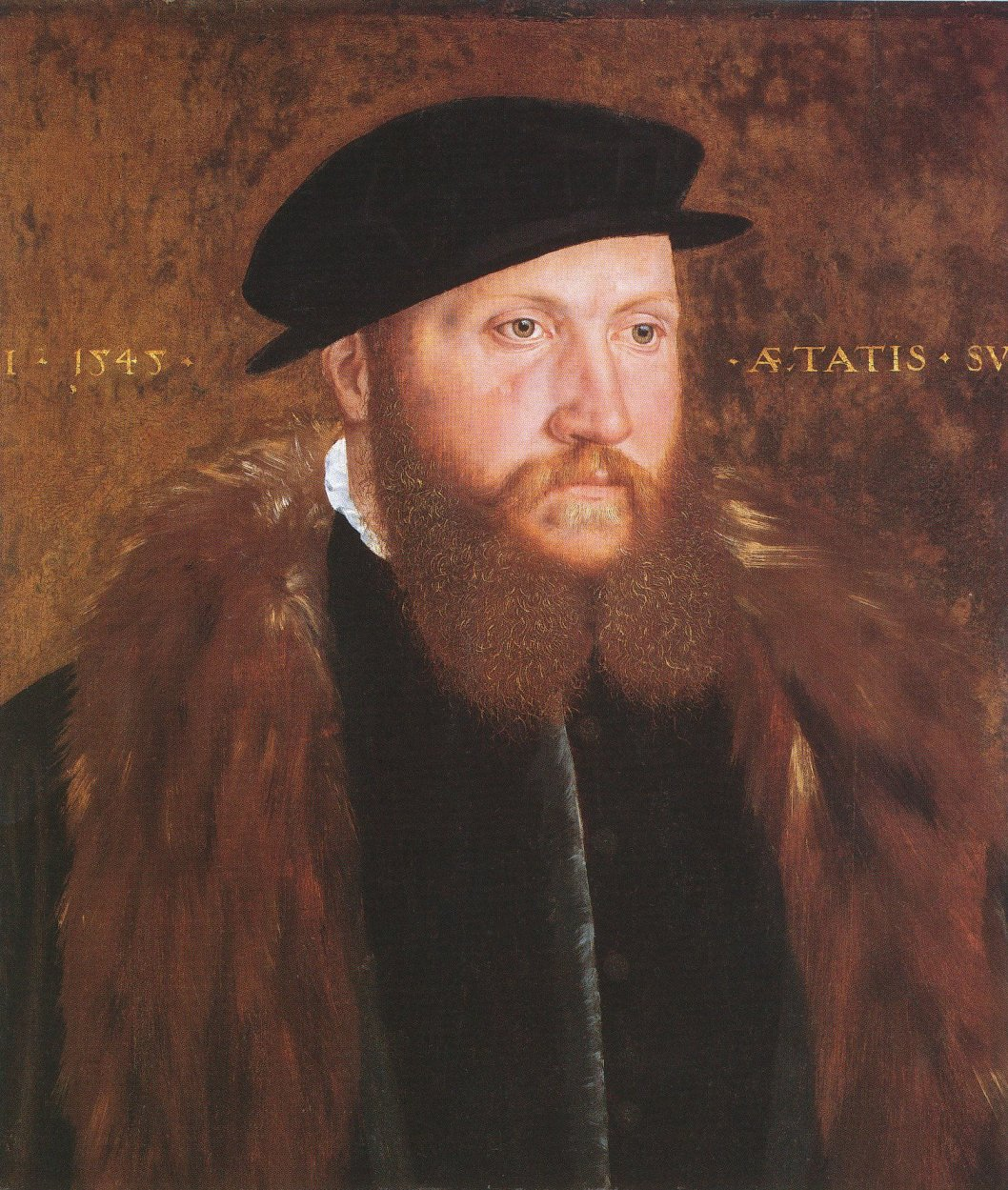
Caballero con gorro negro, de John Bettes el Viejo,1545.
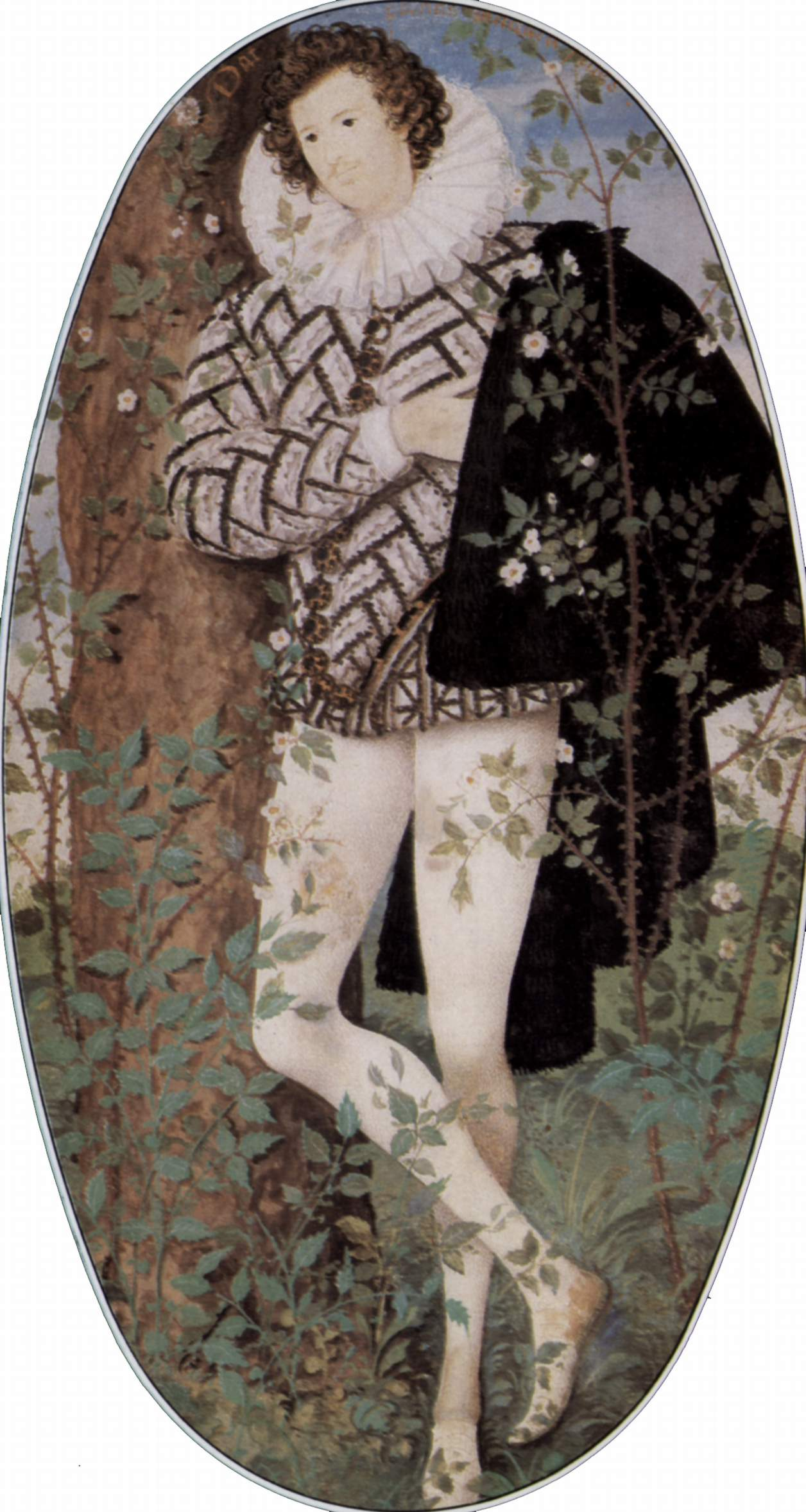
Joven entre rosas, miniatura de Nicholas Hilliard, 1588.
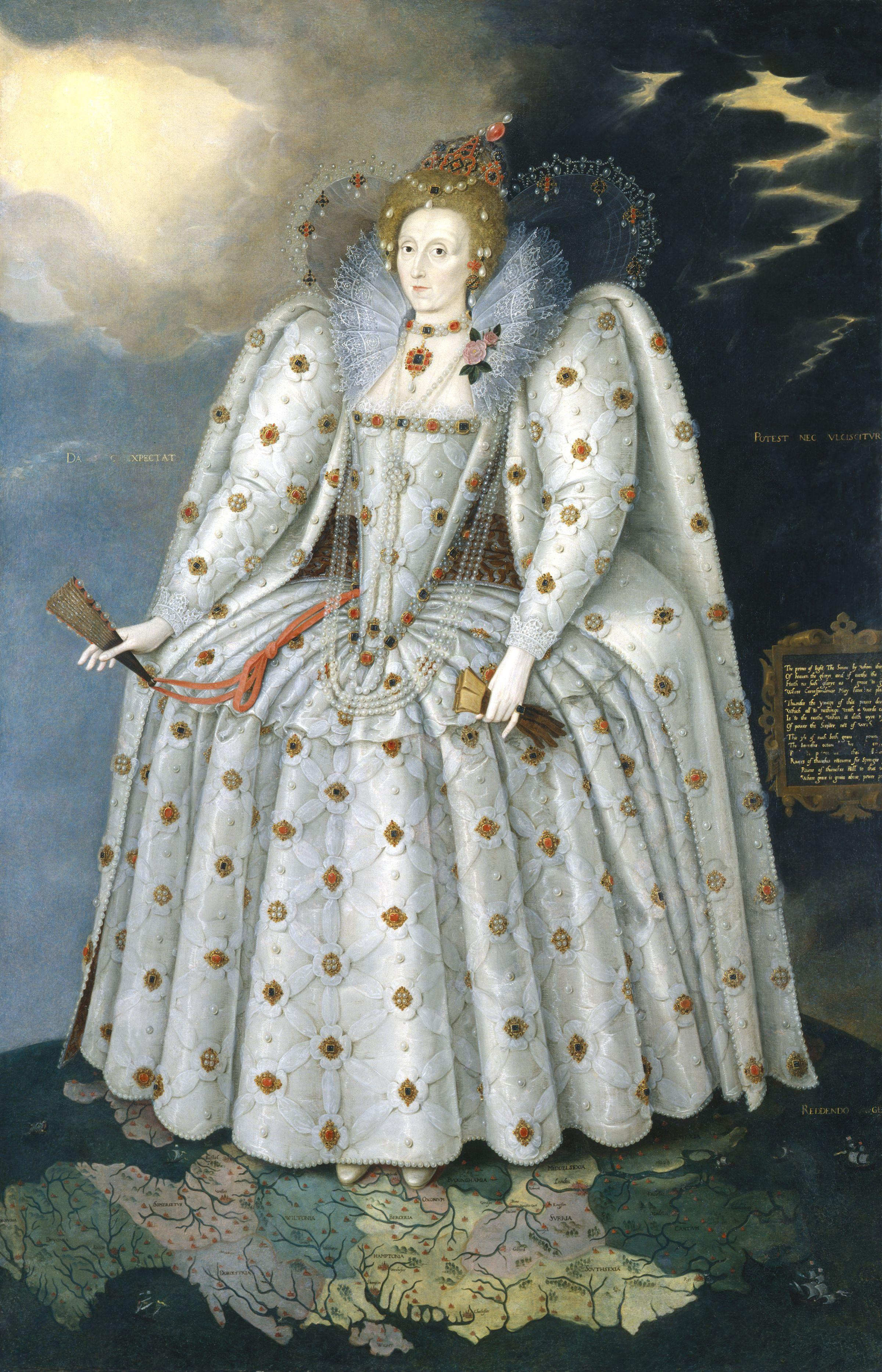
El llamado Ditchley Portrait de Isabel I de Inglaterra, de Marcus Gheeraerts el Joven, ca. 1592.
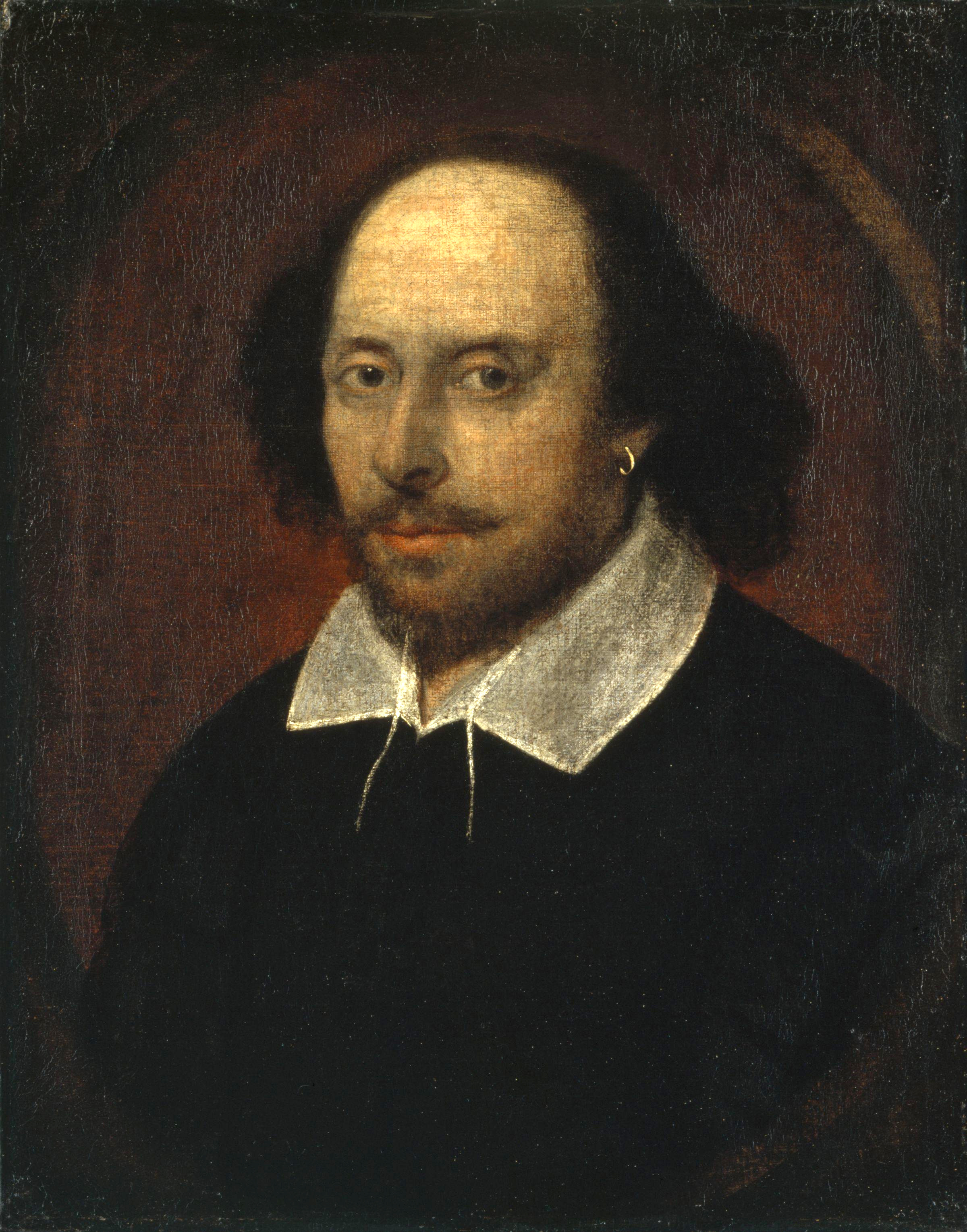
El llamado Chandos portrait de William Shakespeare, atribuido a John Taylor, ca. 1600.
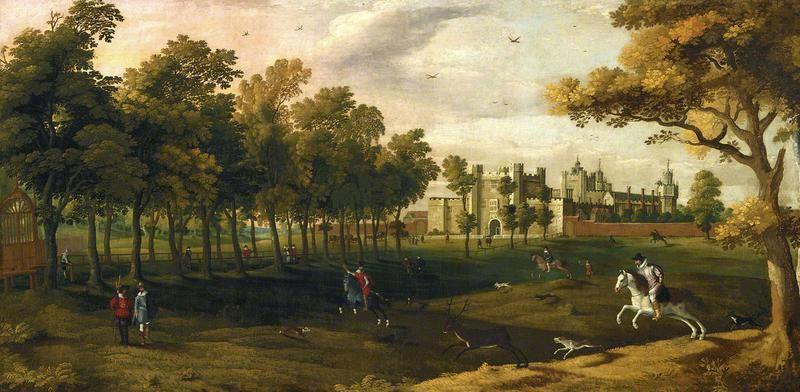
Palacio de Nonsuch, anónimo flamenco.

#### Flandes
- Renacimiento flamenco

- Manierismo de Amberes
- Escuela de Utrecht (Mabuse, Jan van Scorel, Antonio Moro, Anton van Blockland, Joos de Beer, Abraham Bloemaert, Joachim Wtewael, Paulus Moreelse)

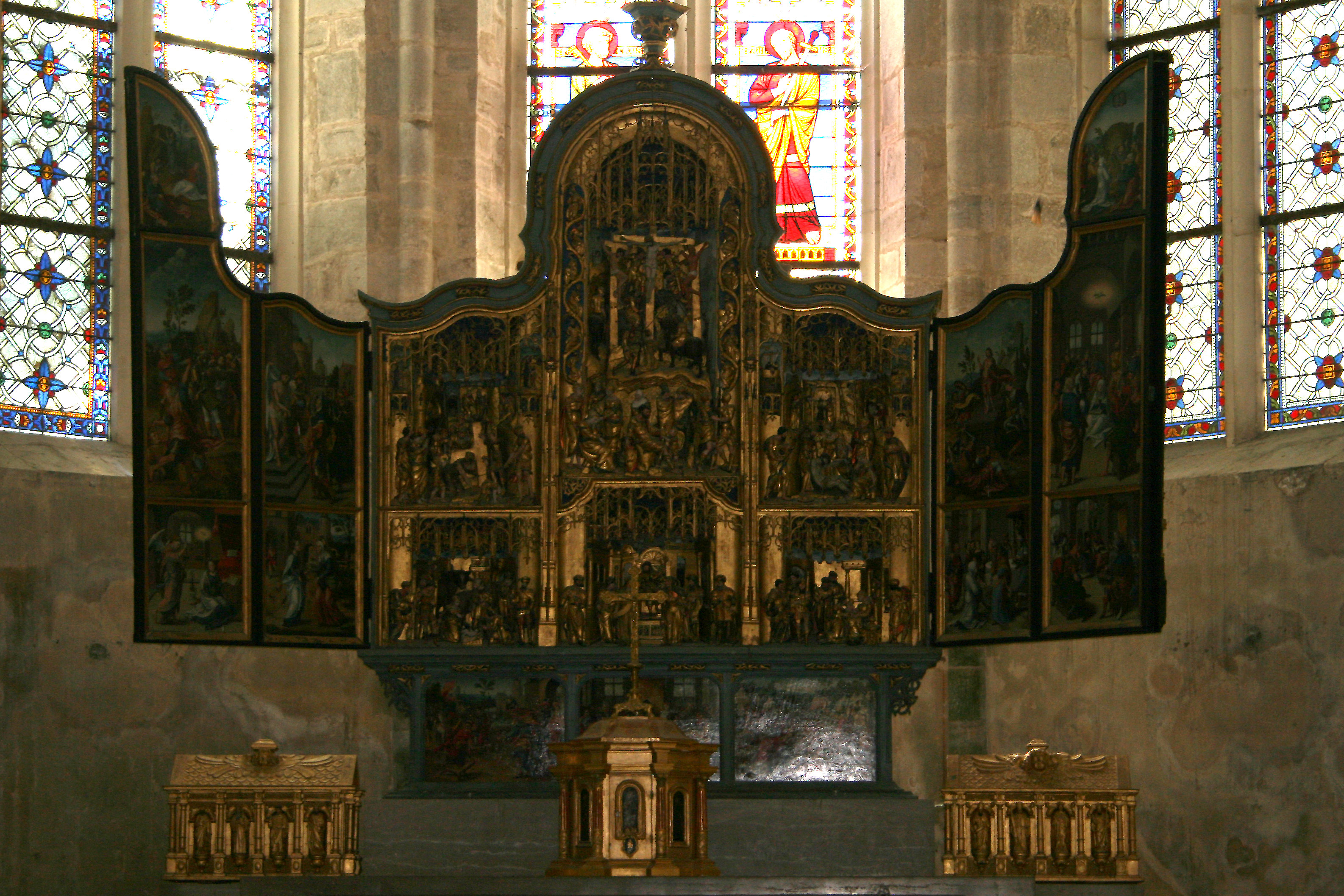
Retablo de Baume-les-Messieurs, donado por la ciudad de Gante al abad Guillaume de Poupet en 1525. Es uno de los retablos de Amberes de gran difusión por Europa.
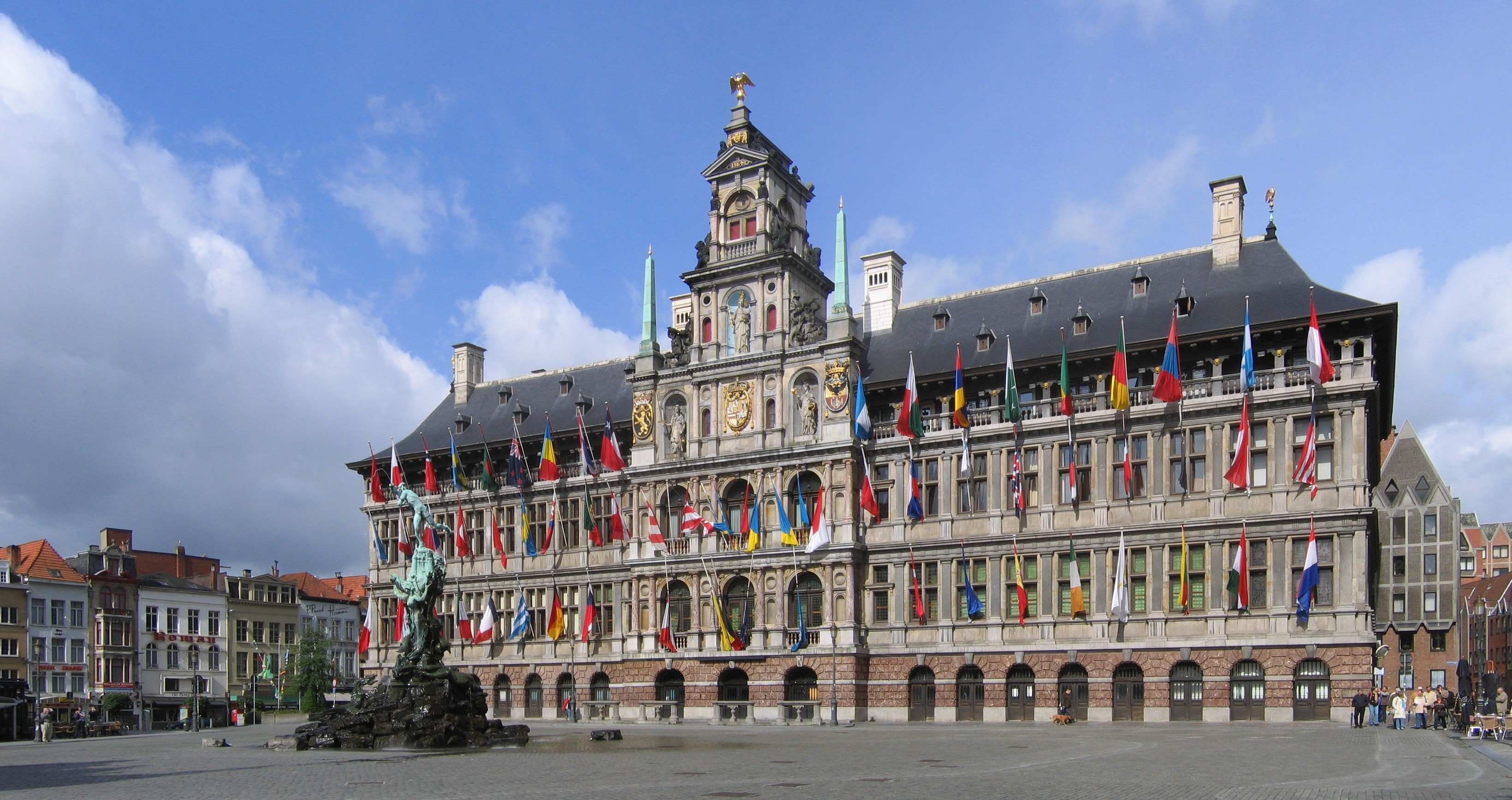
Stadhuis, Amberes, de Cornelis Floris de Vriendt (1561-1565).
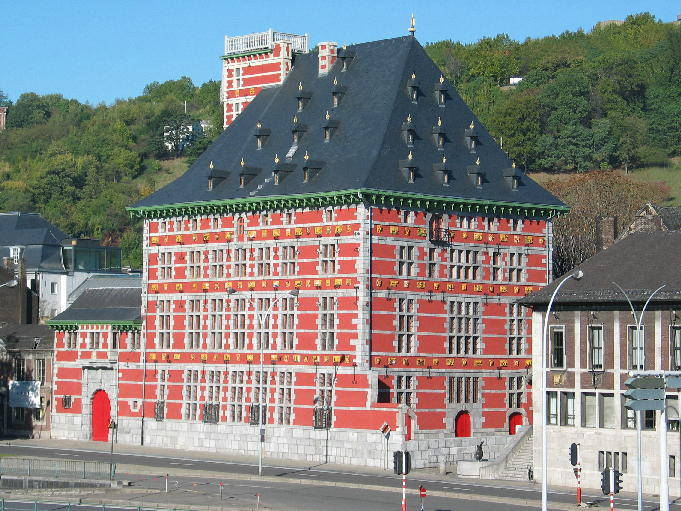
Palais Curtius en Lieja, mandado construir por Jean Curtius entre 1597 y 1605.
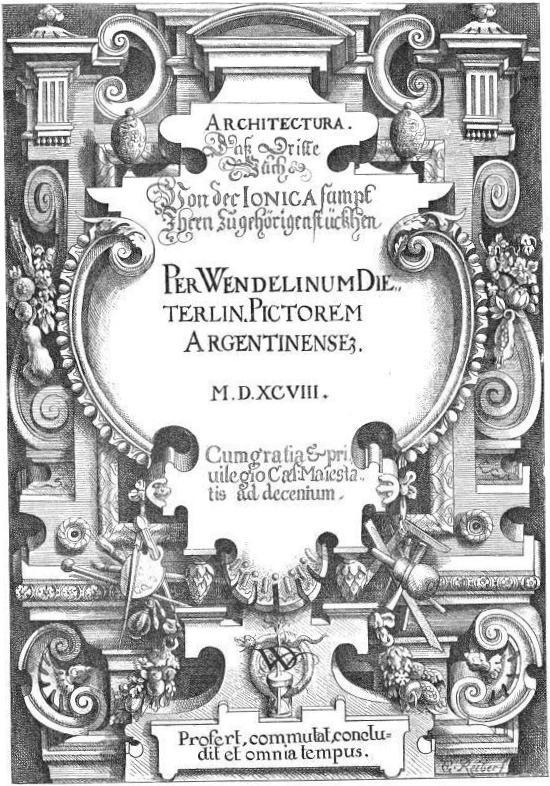
Architectura, de Wendel Dietterlin, 1598.
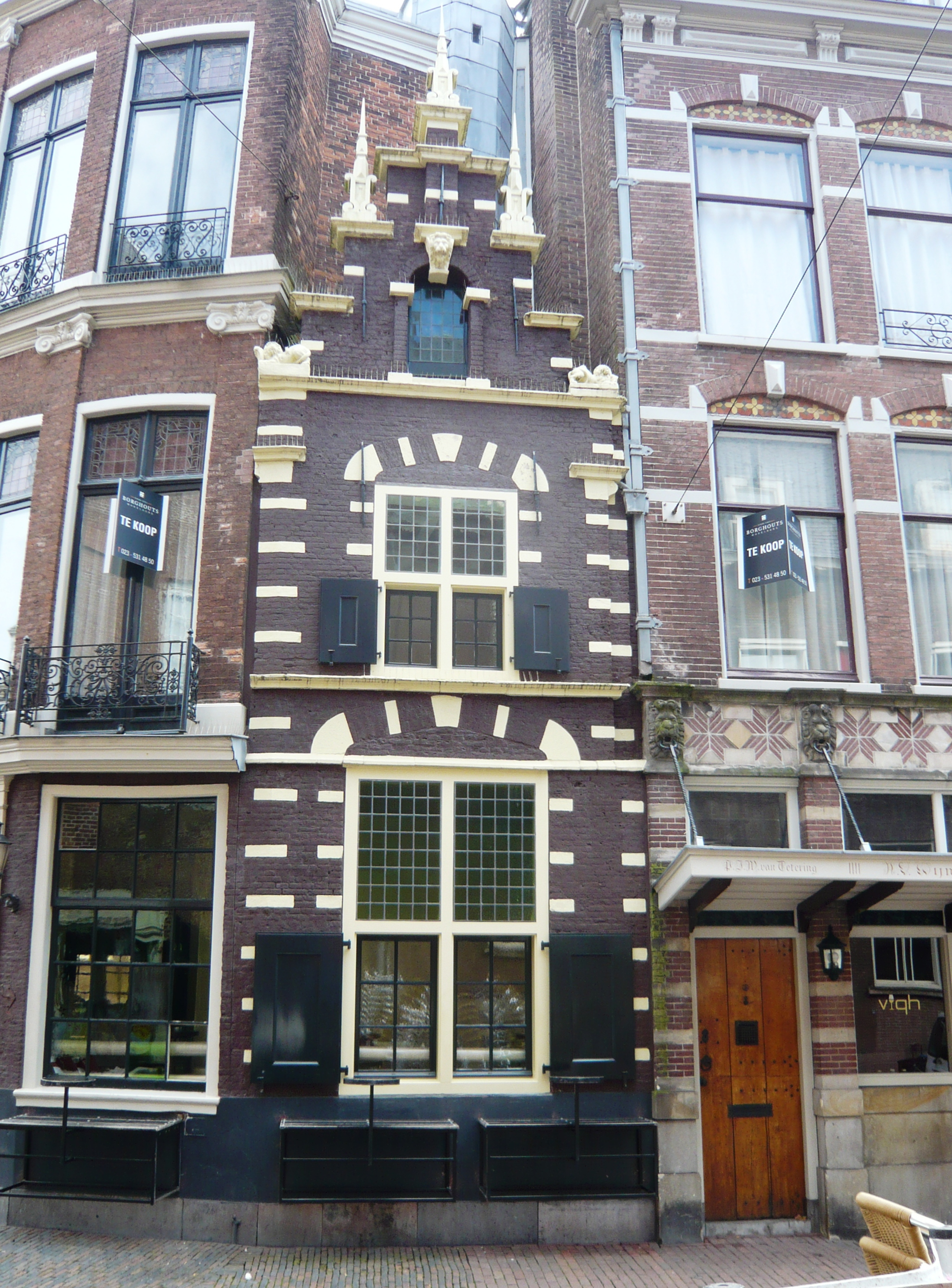
Fachada sin puerta del Vergulde Druif, Haarlem, de Lieven de Key (que también construyó el Stadhuis de Leiden).

Aunque desde las abdicaciones de Carlos V en Bruselas (1555-1556) y el establecimiento de la capitalidad de Madrid (1561), quedó evidenciado que Flandes nunca más sería el centro político de la Monarquía Católica, las ciudades flamencas siguieron siendo centros artísticos de primer orden; de hecho el centro del mercado de arte, como lo eran del comercio internacional. El conflicto socio-religioso de la Reforma terminó estallando en una sangrienta guerra civil (la guerra de los Ochenta Años, 1568-1648) que dividió la zona entre el norte, con predominio calvinista (las Provincias Unidas independientes, lideradas por Holanda), y el sur con predominio católico (los Países Bajos Españoles, que entre 1598 y 1621 fueron gobernados por la hija y el yerno de Felipe II: Isabel Clara Eugenia y Alberto de Austria). El saco de Amberes (1576) y el posterior sitio de 1584-1585 destruyeron la prosperidad económica y cultural de esa ciudad, pasando la centralidad de la región en ambos ámbitos a Ámsterdam, a donde emigraron muchos artistas. También hubo emigración hacia el Palatinado renano, donde se creó la escuela de Frankenthal, enlace entre el manierismo flamenco y el alemán.

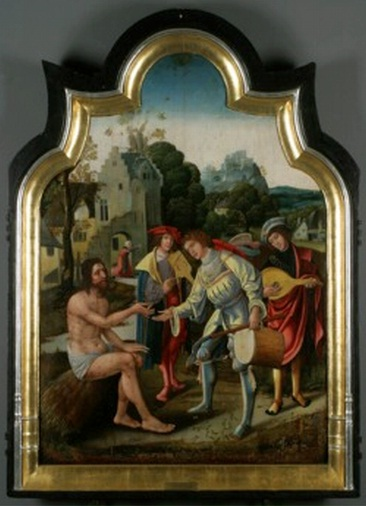
Job y los músicos, del llamado Maestro de 1518, ca. 1520.
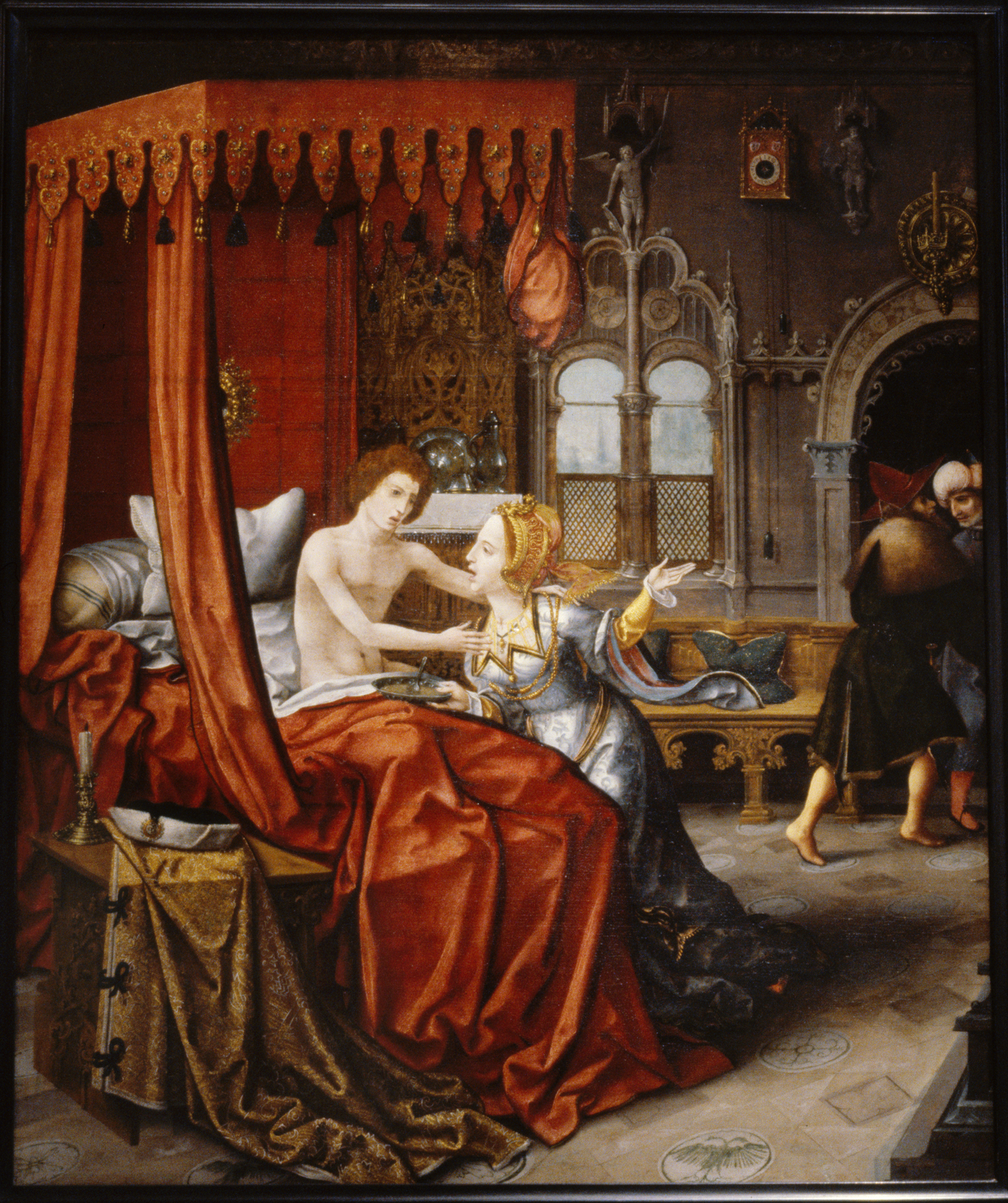
Amnon atacando a Tamar, de Jan van Dornicke, ca. 1515-1525
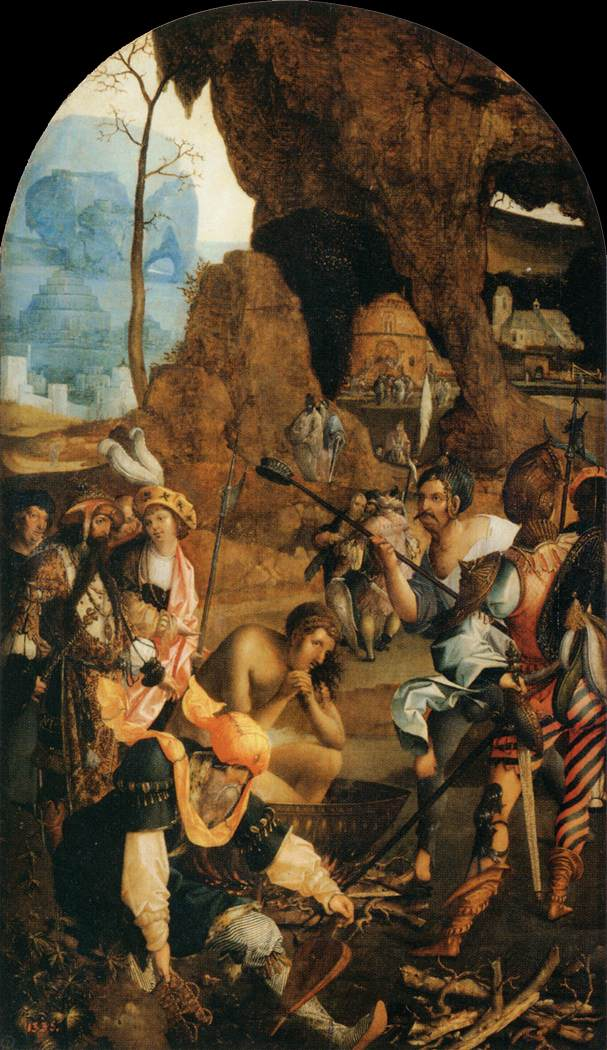
Martirio de San Juan Evangelista, anónimo flamenco, ca. 1525.
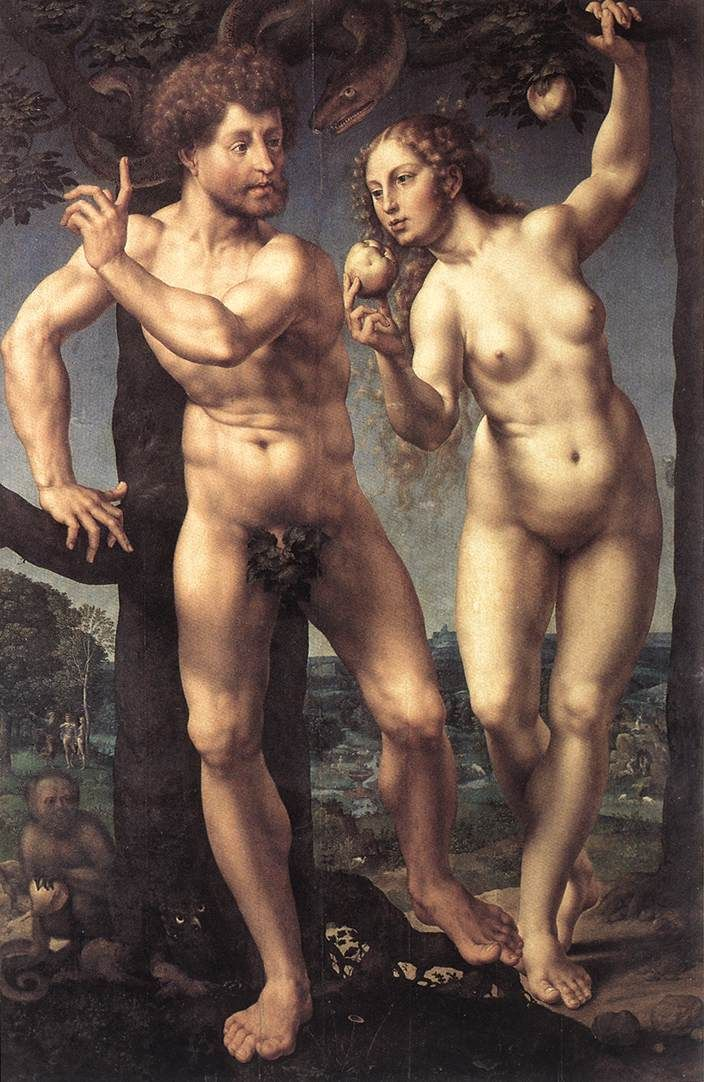
Adán y Eva, de Mabuse, ca. 1525-1530.
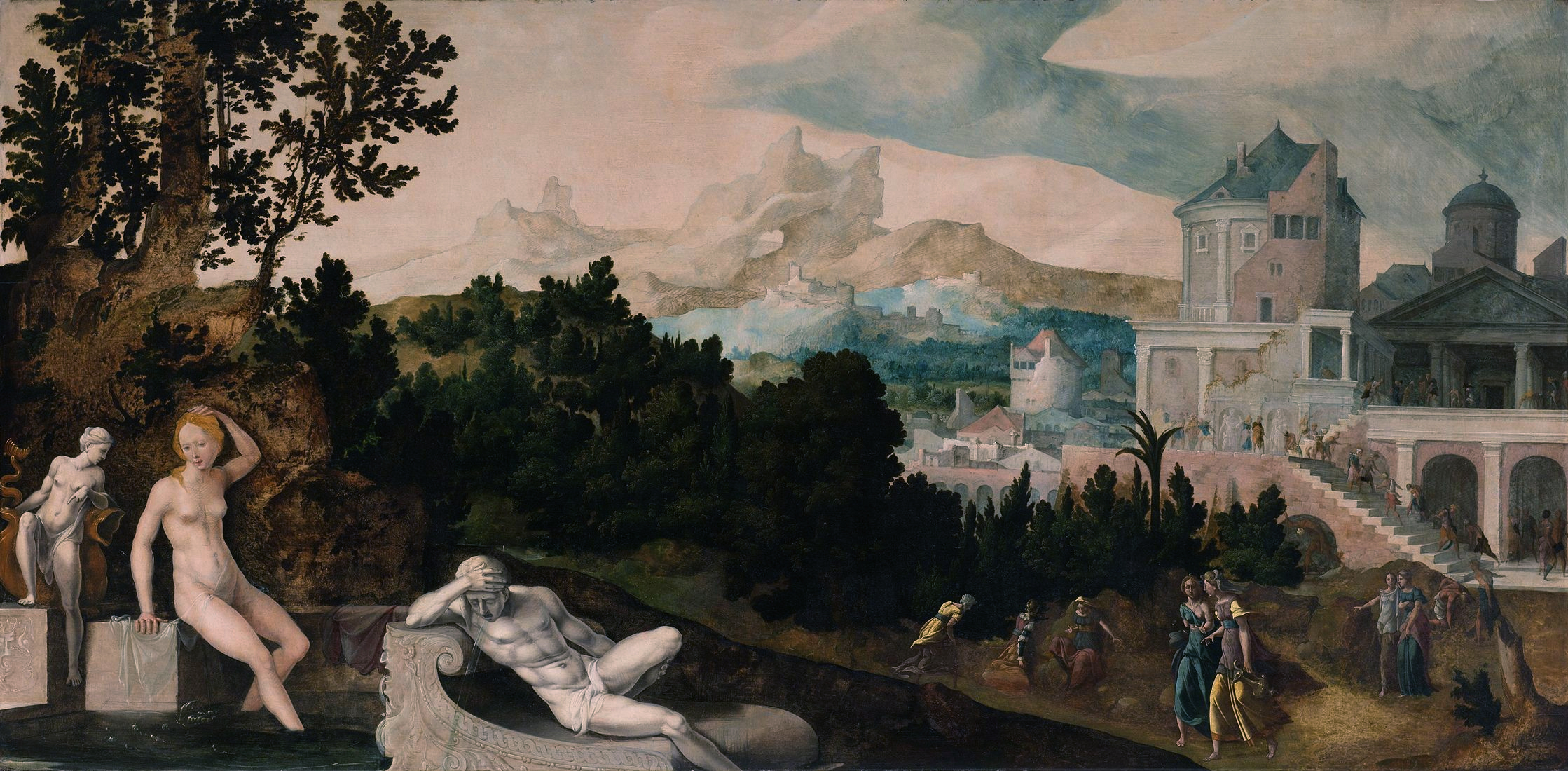
Betsabé en el baño, del círculo de Jan van Scorel, ca. 1540-1545.

#### Centroeuropa, Escandinavia y el Báltico

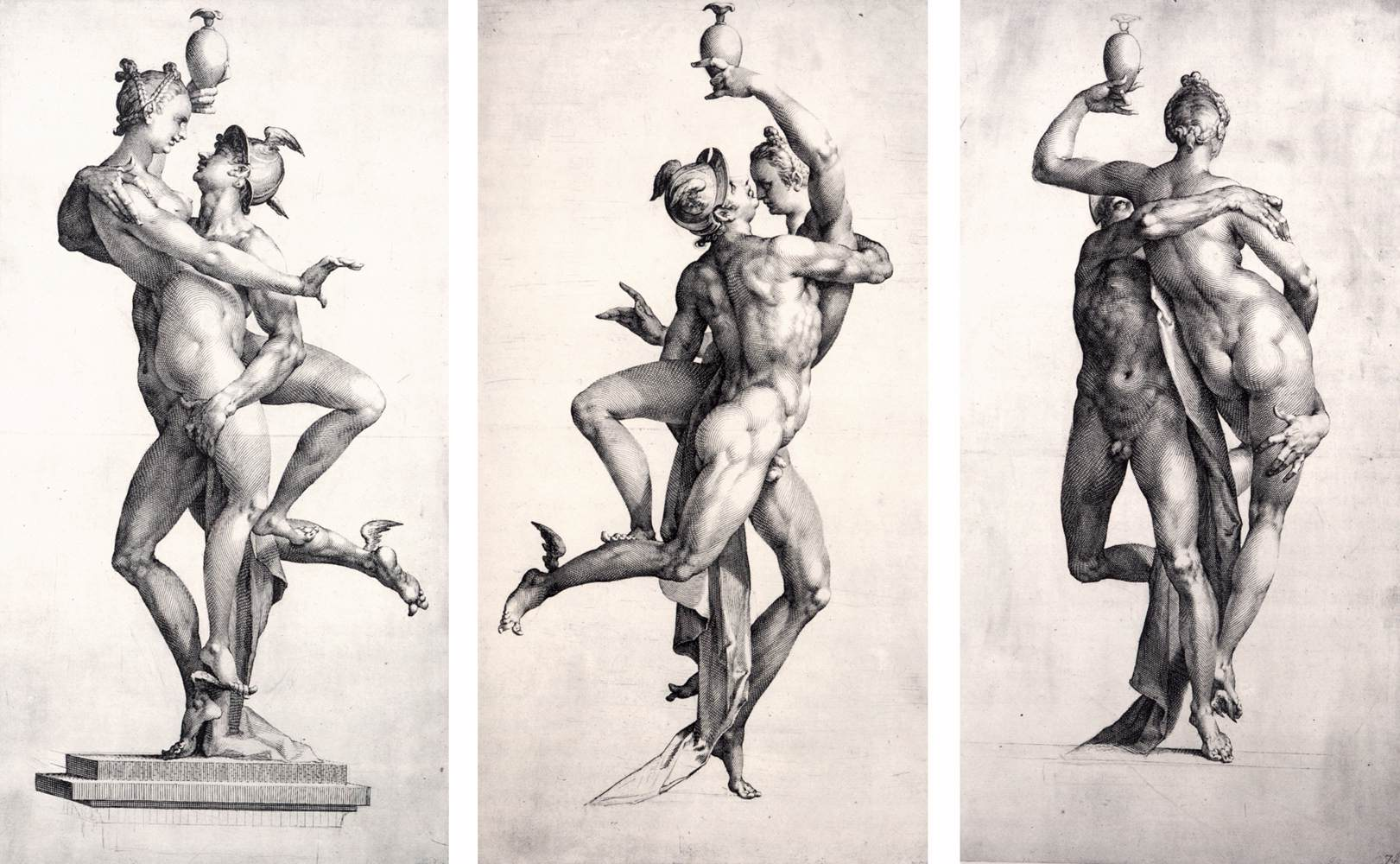
Tres vistas de Mercurio y Psique, de Jan Harmensz Muller, ca. 1594-1595. La estatua copiada es un bronce de Adriaen de Vries, realizado en 1593 para el emperador Rodolfo II.

La corte de Rodolfo II en Praga (desde 1583) se convirtió en el principal centro artístico al norte de los Alpes (Giuseppe Arcimboldo, Bartholomäus Spranger, intentó traer a Giambologna, cuya obra admiraba, pero al no conseguirlo, contrató a Adriaen de Vries). Su Wunderkammer ("cámara" o "cuarto de maravillas"), el más famoso de Europa, reunía objetos artísticos y curiosidades procedentes de todo el mundo. Para etiquetar a algunos pintores de este ámbito, como Hans von Aachen o Joseph Heintz, se utilizan la expresiones "arte rudolfino" y "Manierismo rudolfino" o "Manierismo de Praga".

Rodolfo II como Vertumno, de Arcimboldo, ca. 1590.
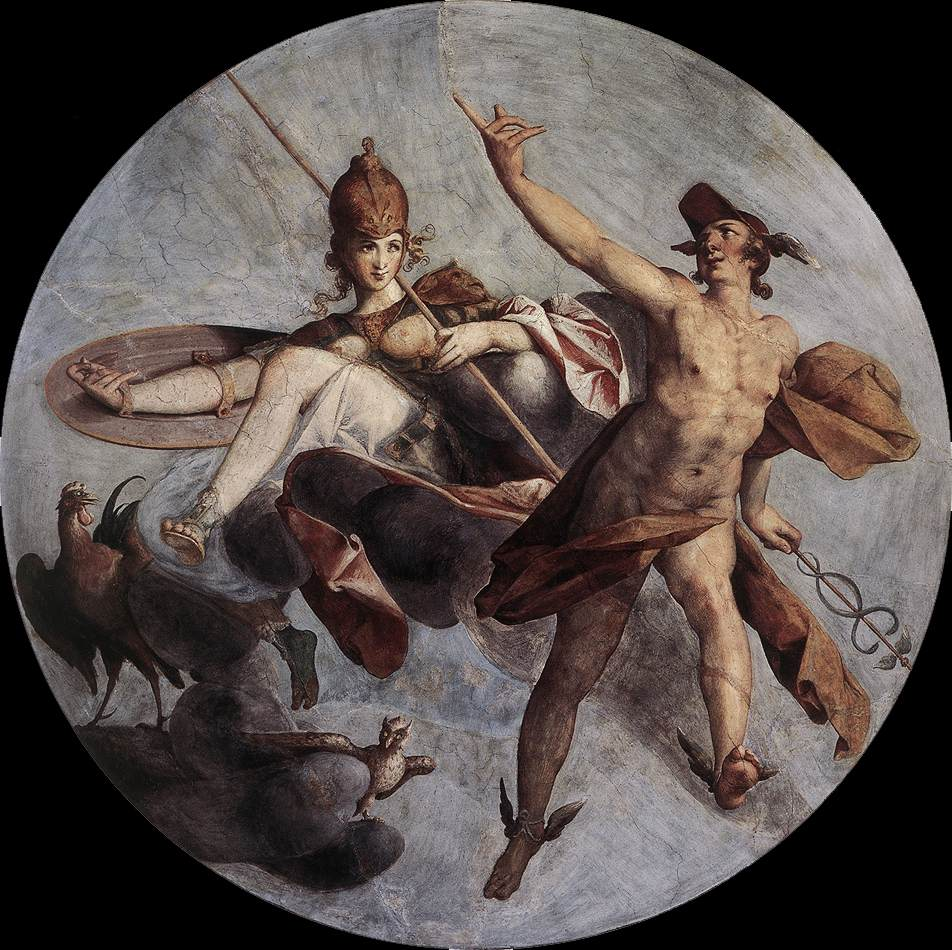
Frescos del castillo de Praga (Hermes y Atenea, de Spranger, ca. 1585).
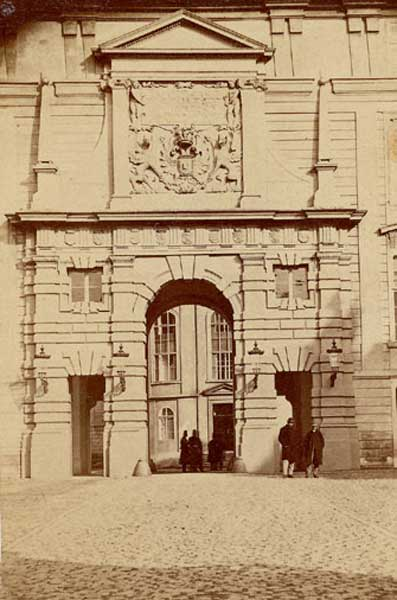
Puerta del Castillo de Praga.
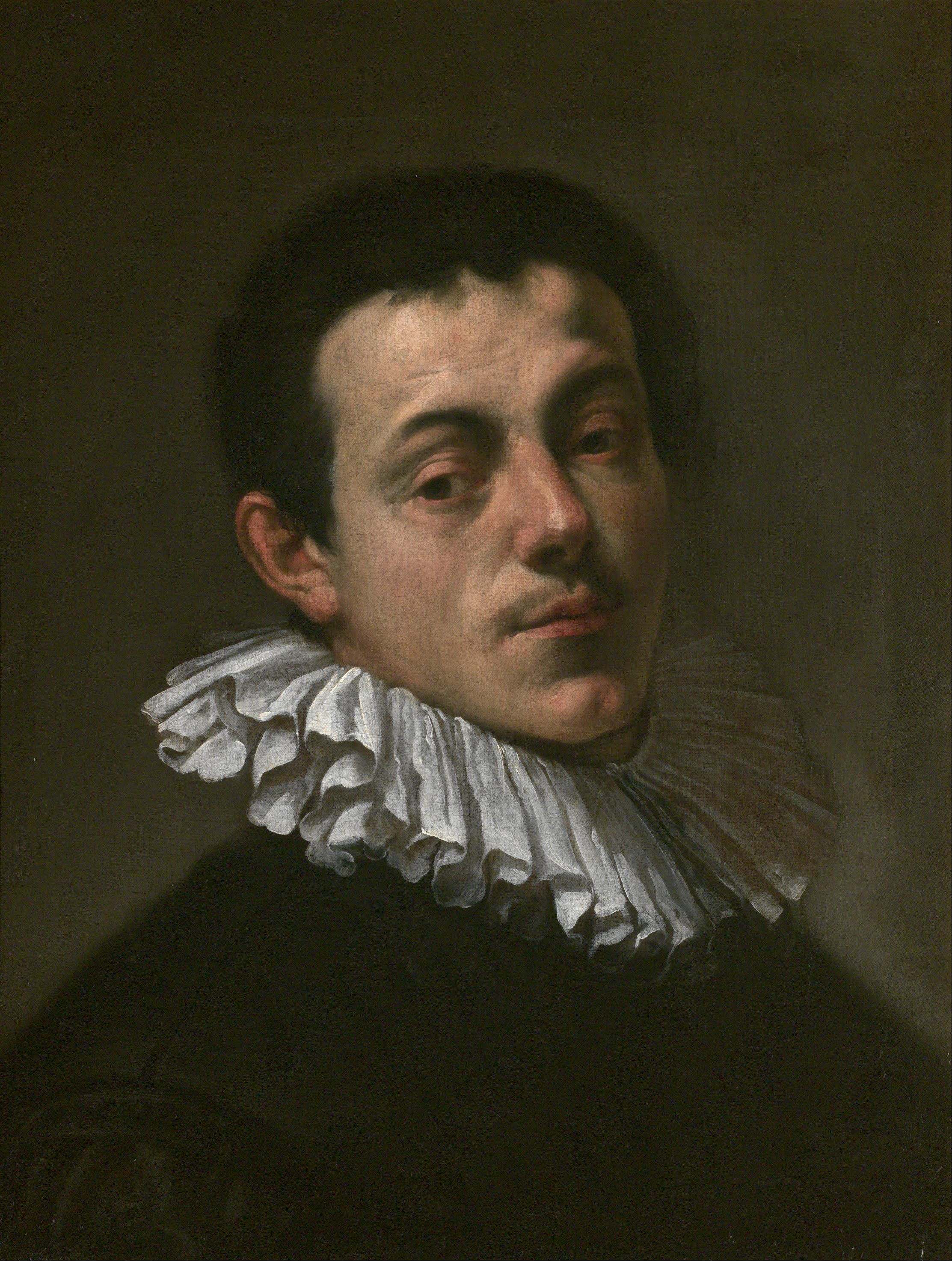
Retrato de Josef Heintz, de Hans von Aachen, 1585.
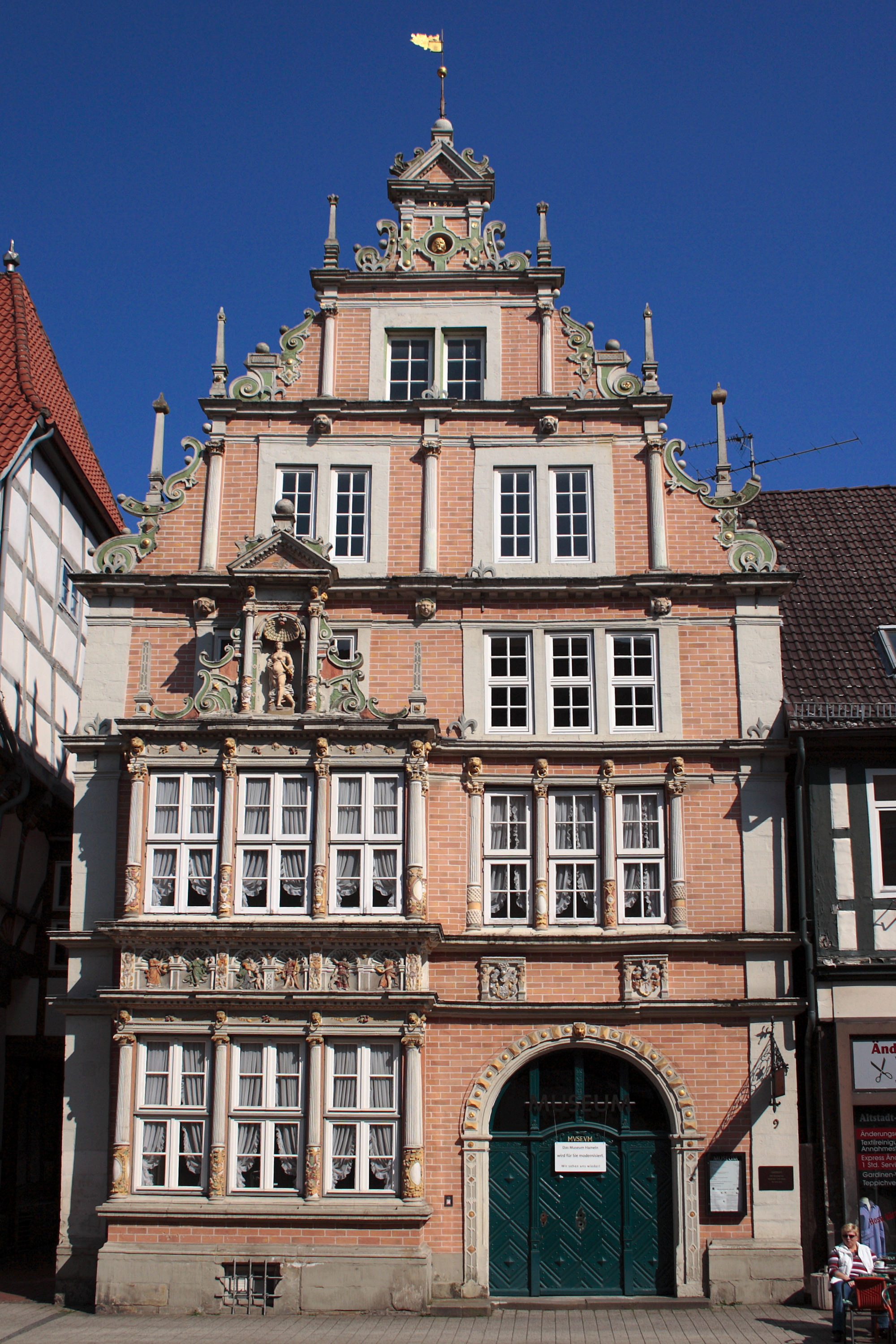
Leisthaus de Hamelín, del estilo llamado "Renacimiento del Wesser".

- Renacimiento alemán

- Manierismo alemán
- Renacimiento del Weser

- Renacimiento polaco

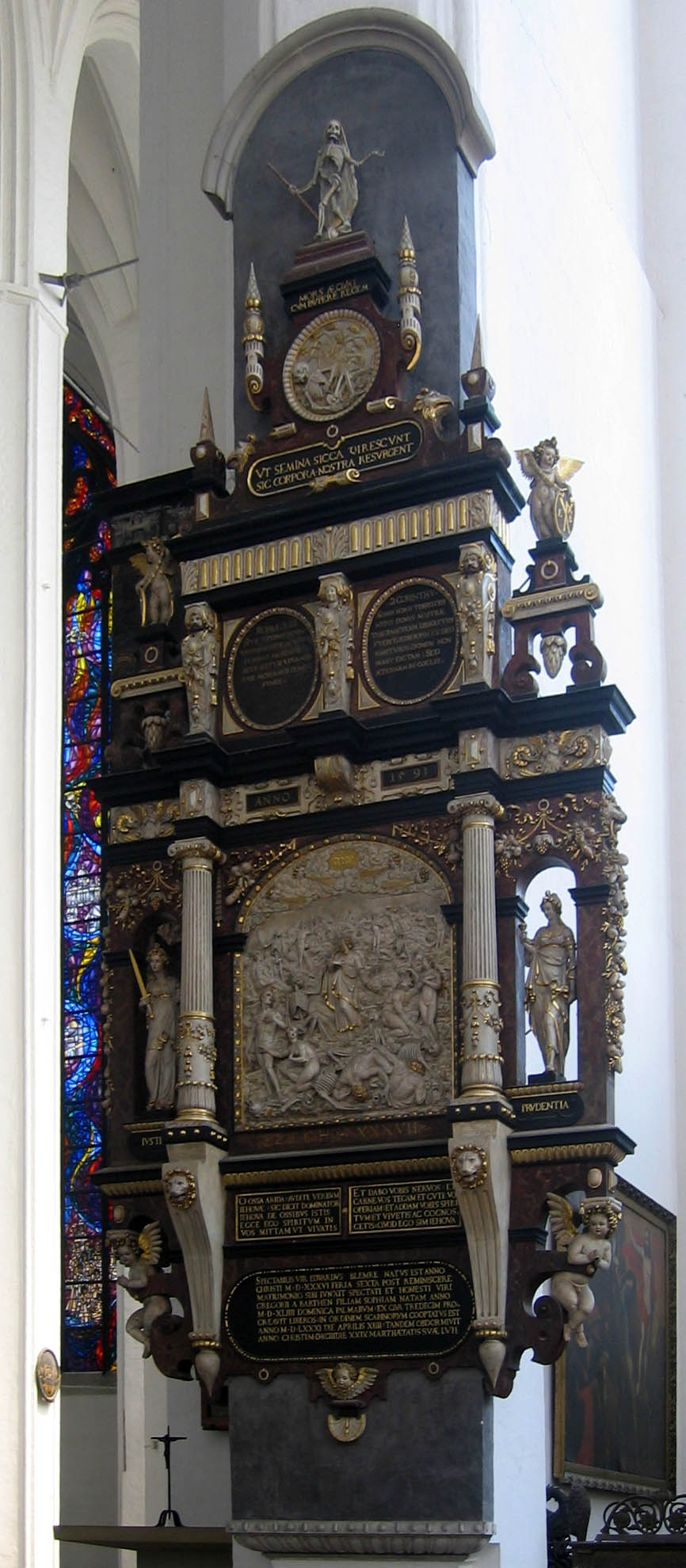
Sepulcro de Edward Blemke en la iglesia de Santa María de Danzig,1591.

El reino de Polonia (1385-1569) se unió con Lituania en la llamada República de las Dos Naciones. La zona costera del Báltico seguía manteniendo su identidad hanseática.
- Manierismo polaco

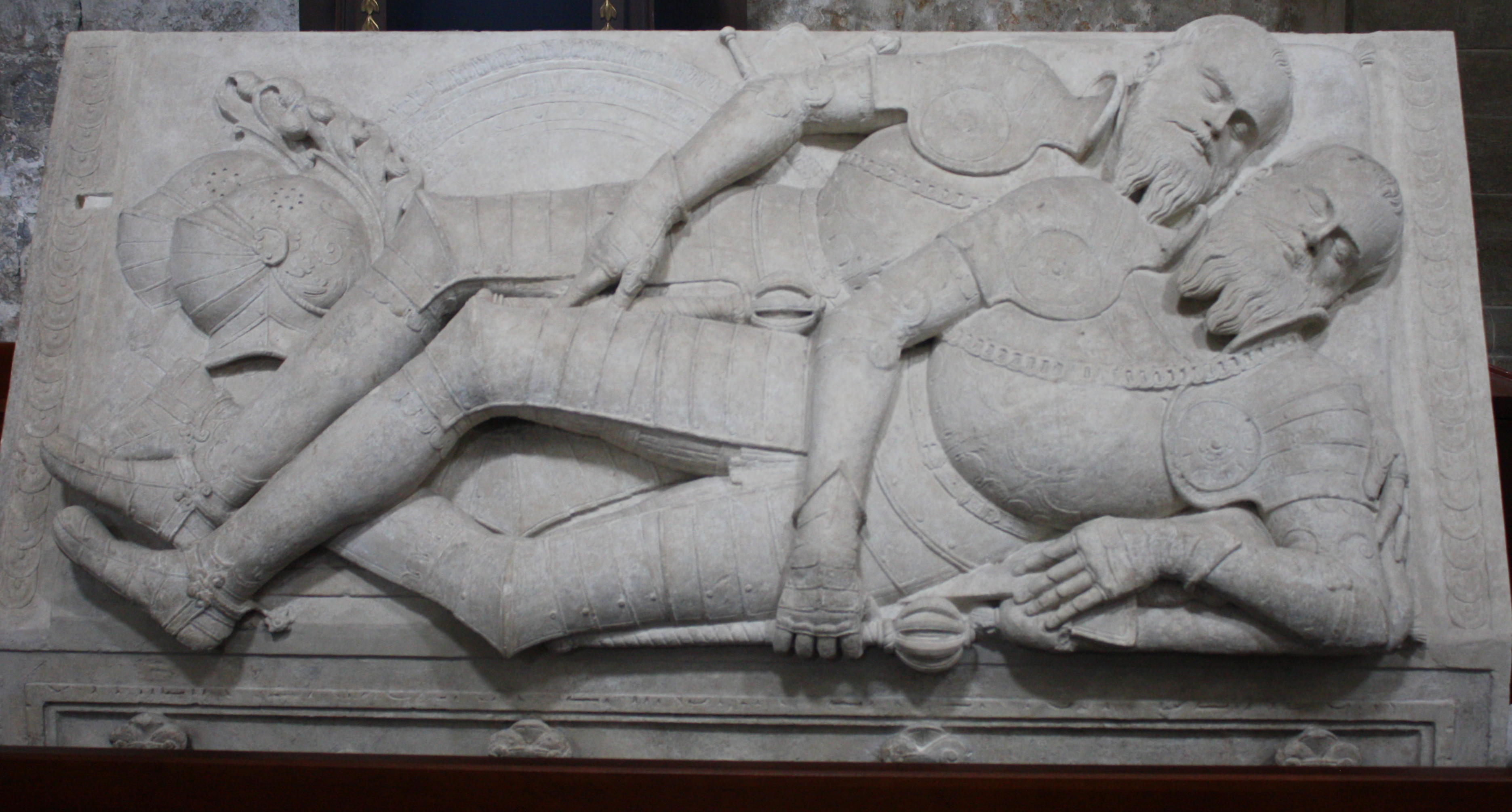
Sepulcro de los hermanos Niedrzwicki en la iglesia de San Florián de Koprzywnica,de Santi Gucci, 1581.
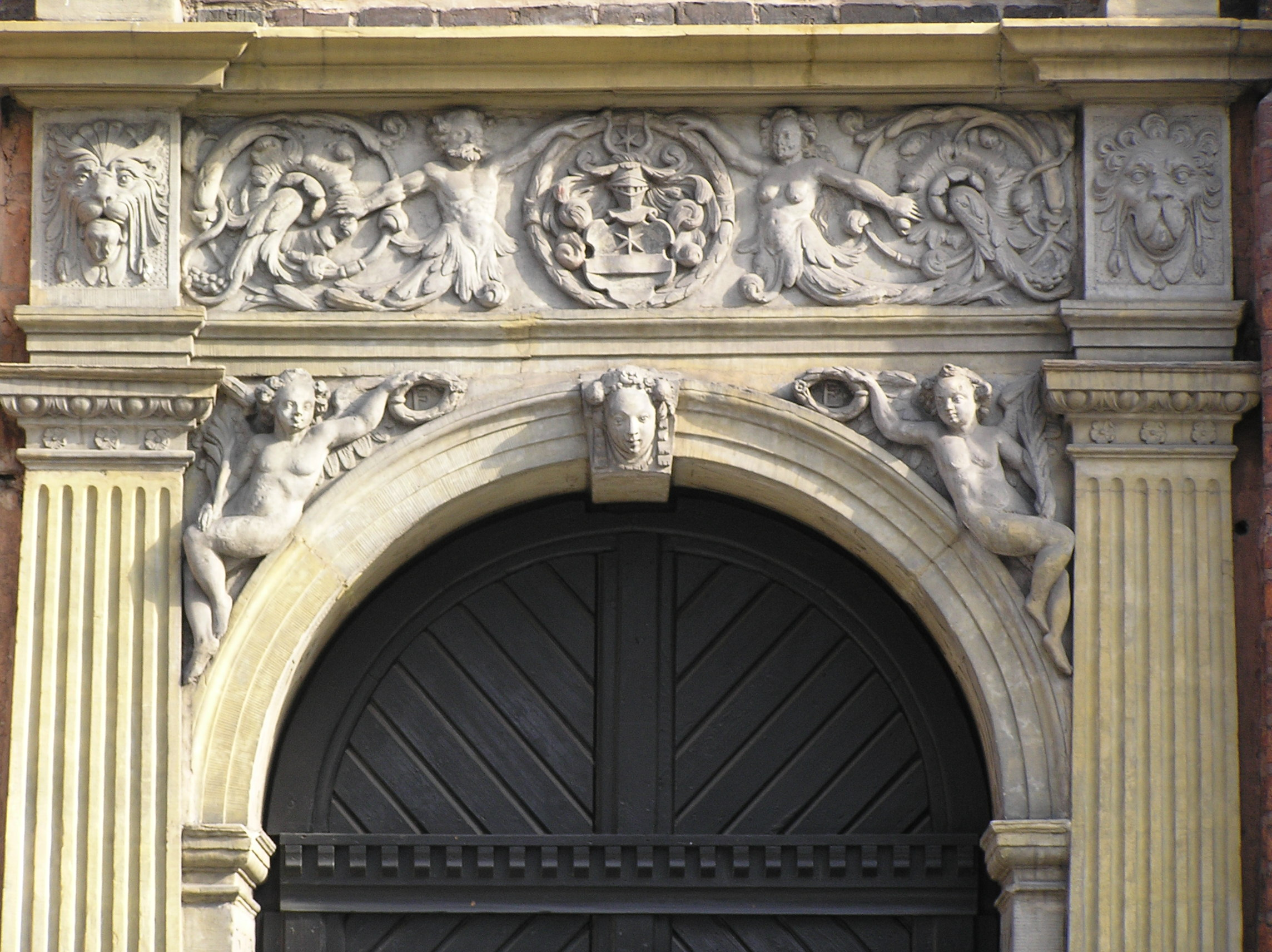
Palacio Esken en Torun, Willem van den Blocke, ca. 1590.
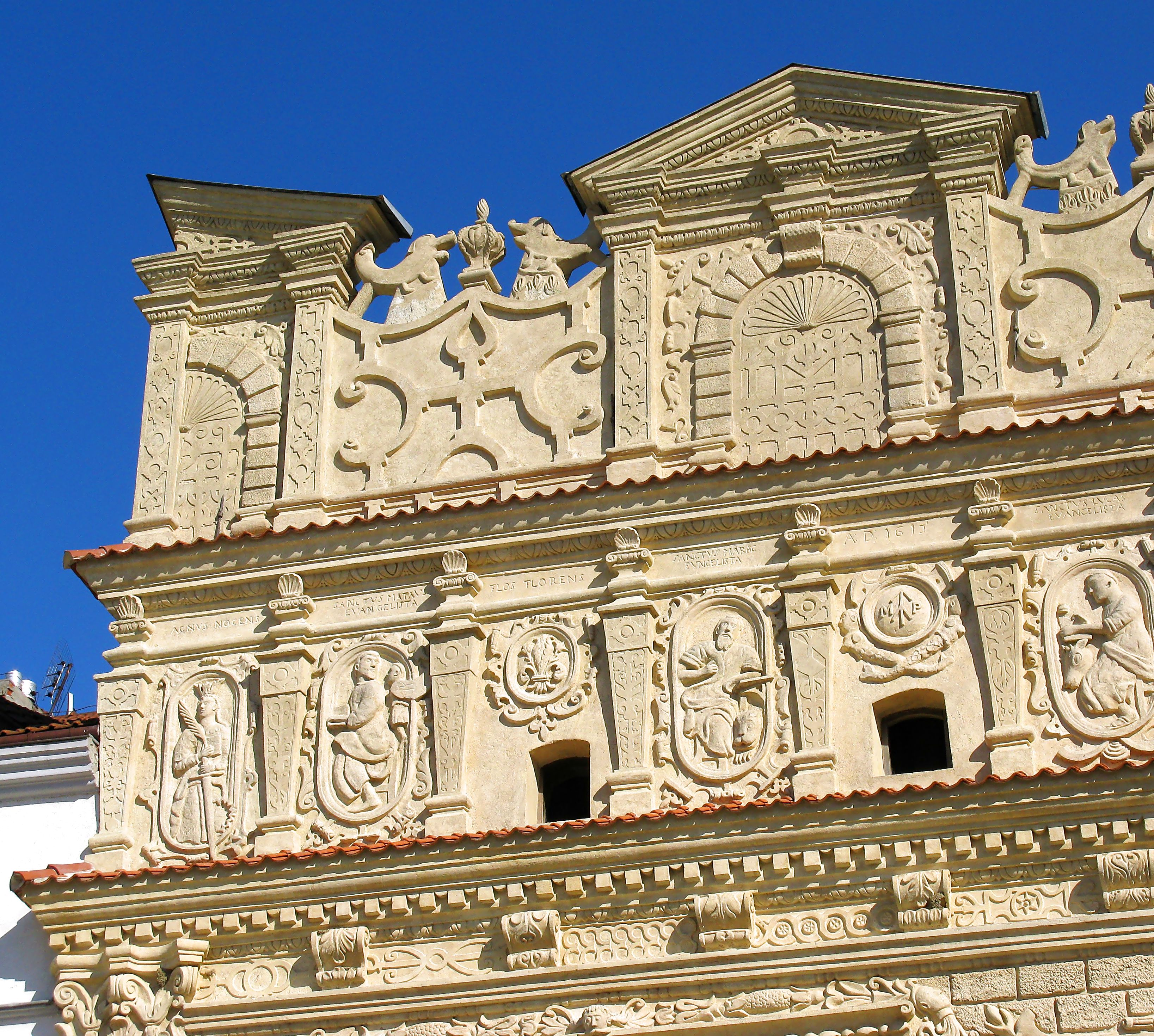
Ático del palacio de Mikołaj Przybyła en Kazimierz Dolny, 1615.

- Renacimiento báltico,

El centro artístico del Báltico en la época manierista fue la ciudad de Danzig, con un programa constructivo municipal (el Langer Markt -"mercado largo"-, el Artushof). Otro centro importante fue Lemberg (plaza del mercado<

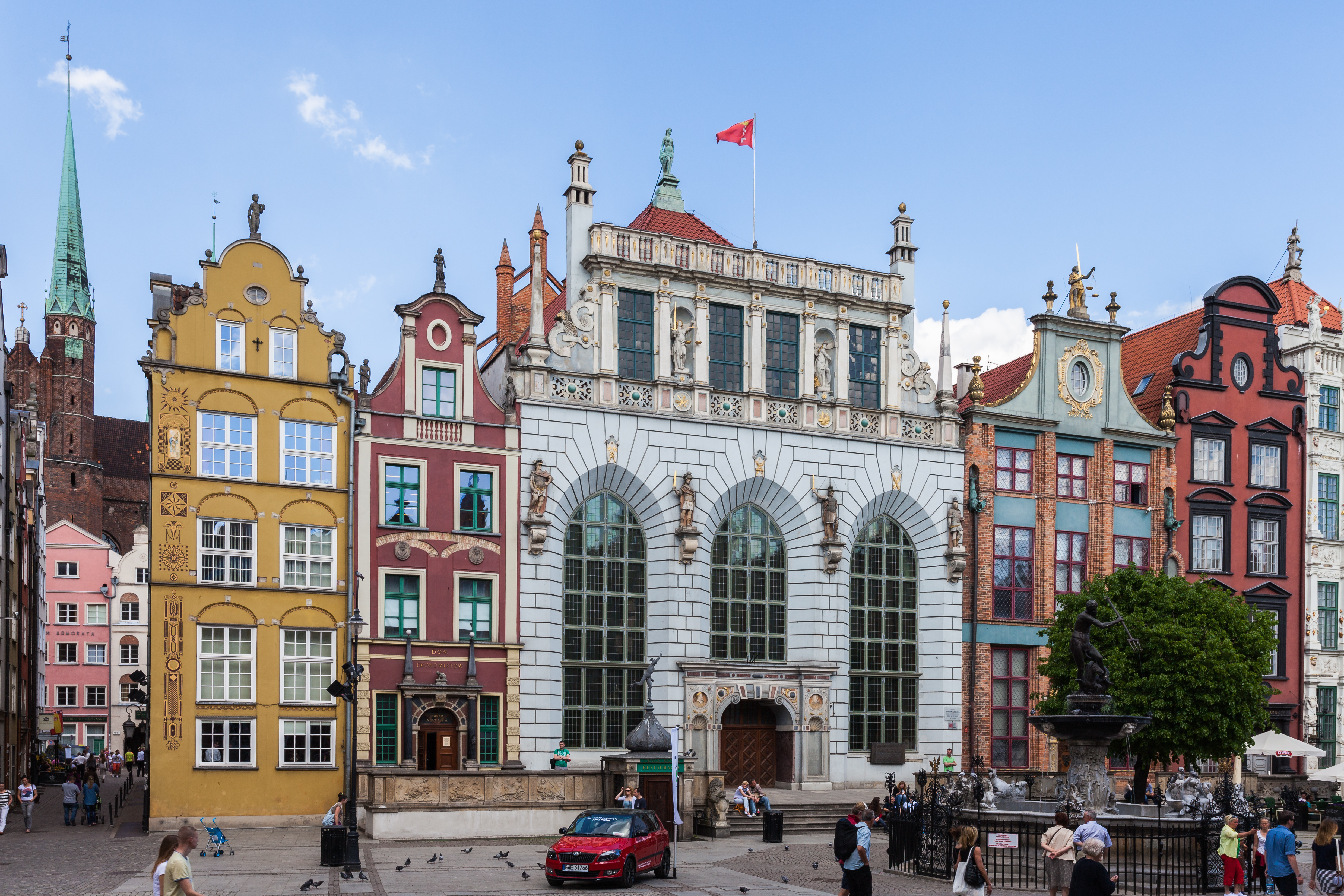
Artushof.
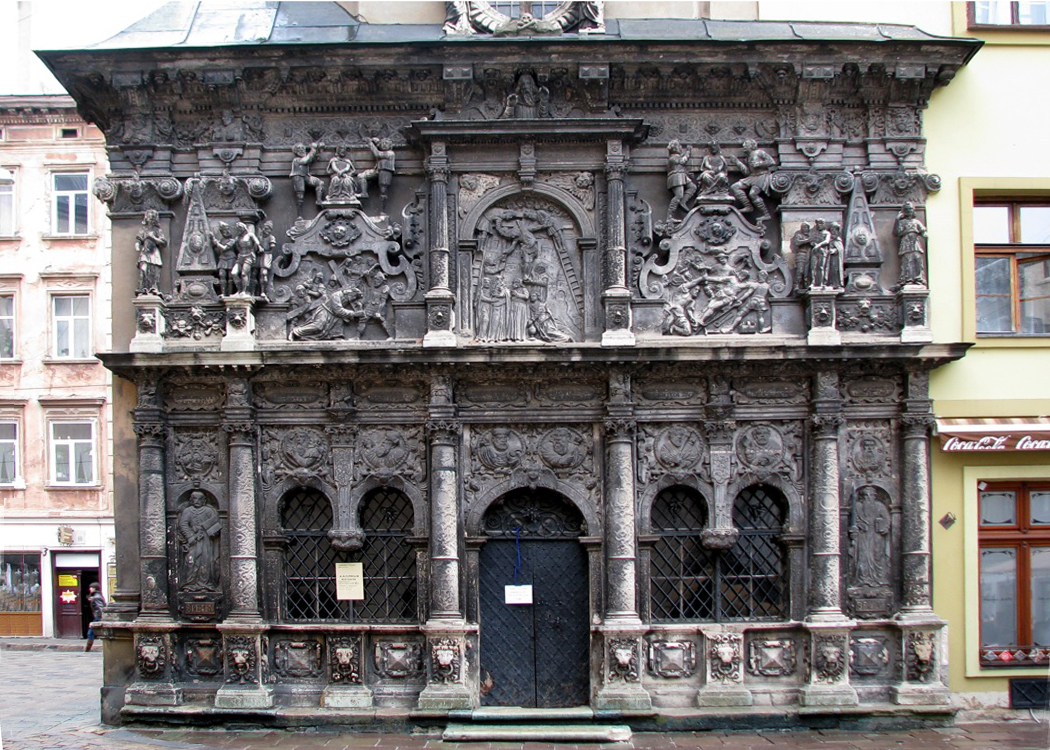
Capilla Boimów.

- Renacimiento escandinavo

En el reino de Dinamarca se realizó un ambicioso programa artístico manierista con motivo de la remodelación del Castillo de Kronborg.
En el reino de Suecia algunos castillos, como el de Vadstena o el de Kalmar) fueron remozados en la segunda mitad del siglo XVI con criterios renacentistas o manieristas.

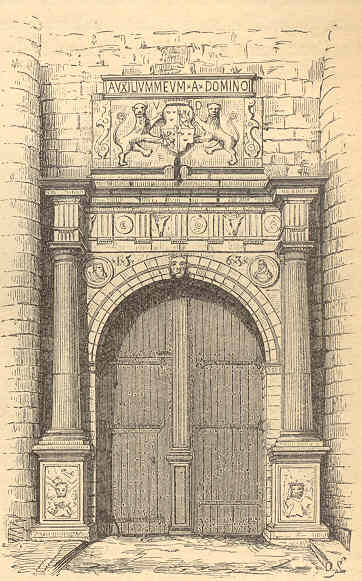
Puerta del Castillo de Vadstena.
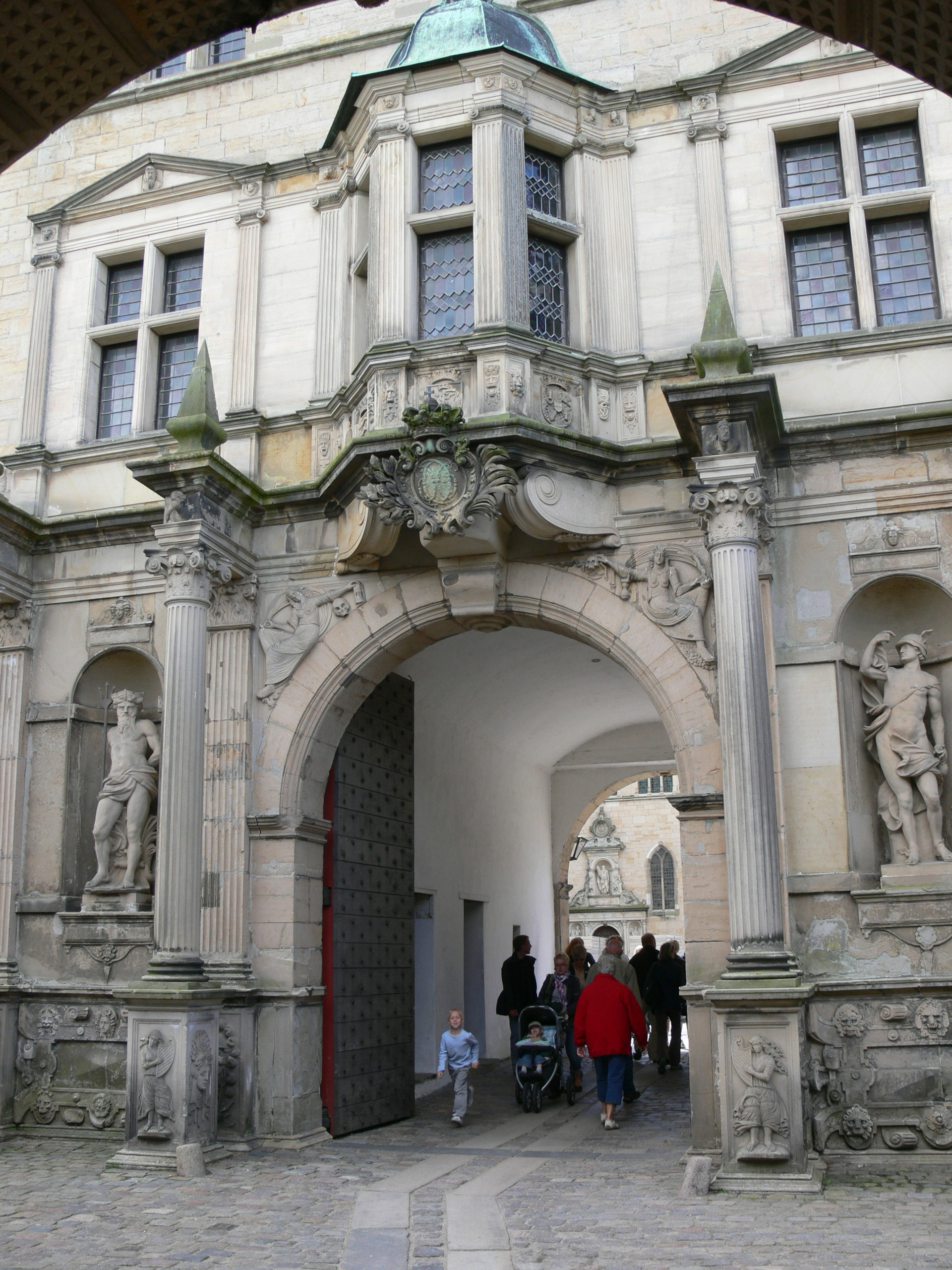
Castillo de Kronborg.

## Gestos

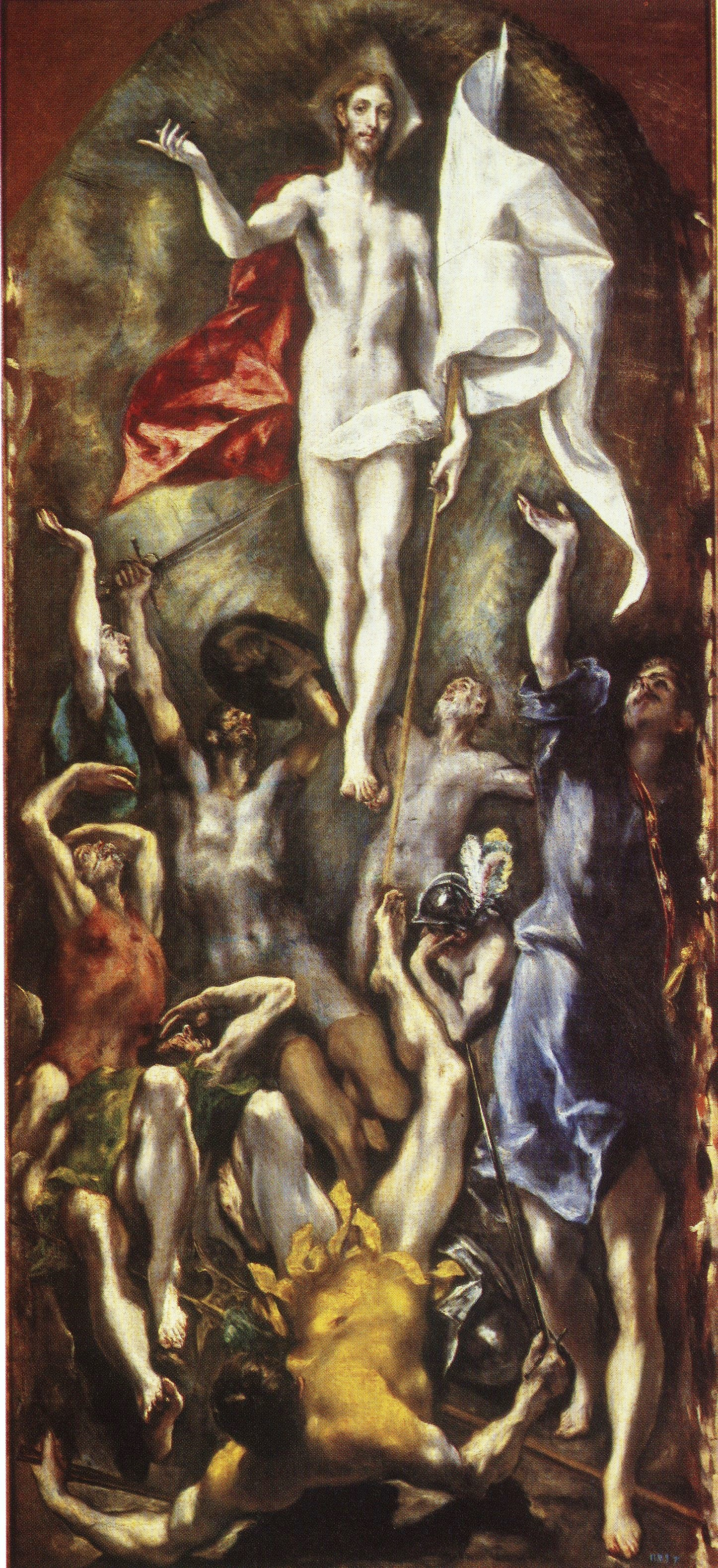
Resurrección, de El Greco, 1597-1604.

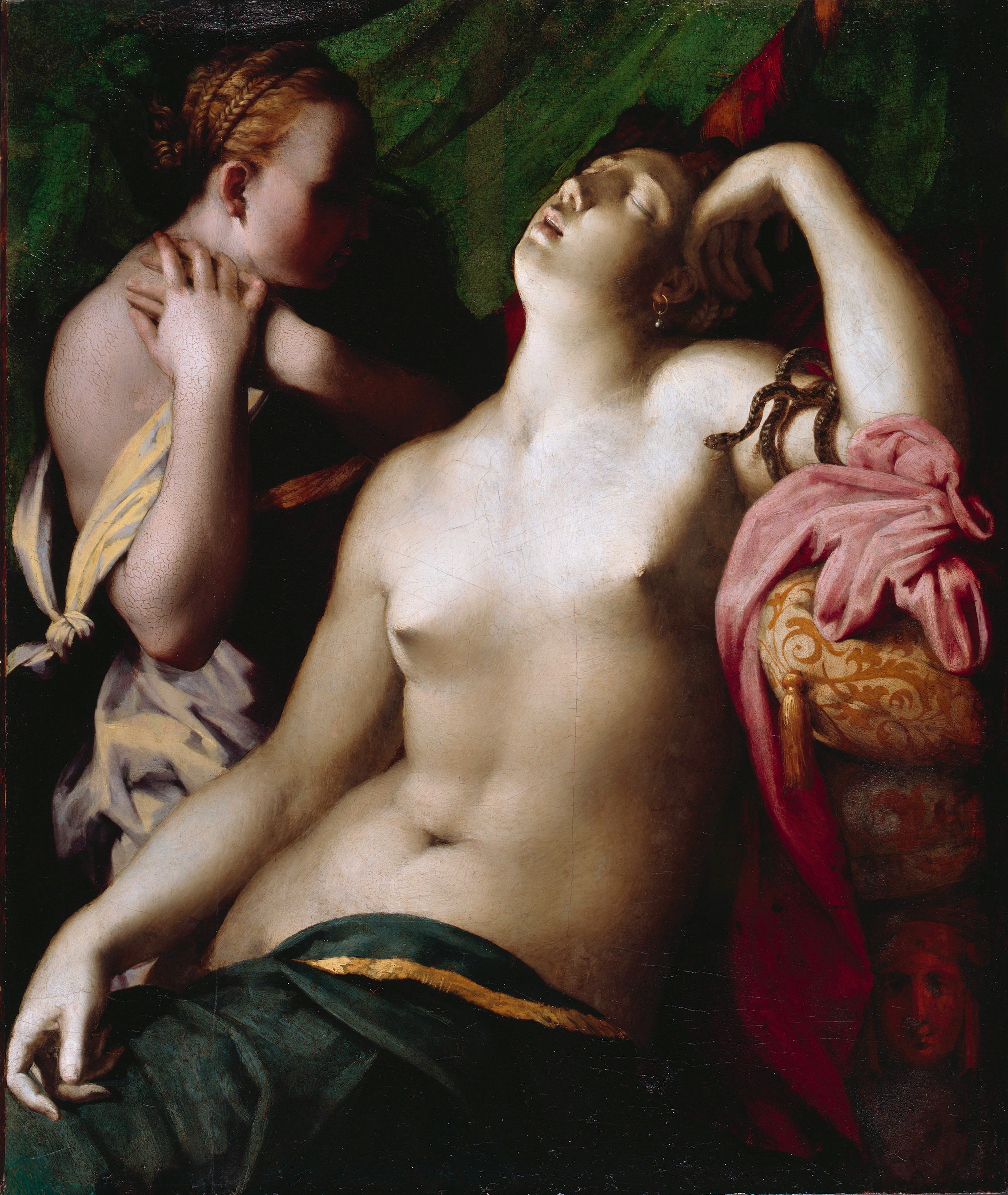
Muerte de Cleopatra, de Rosso Fiorentino, ca. 1525.
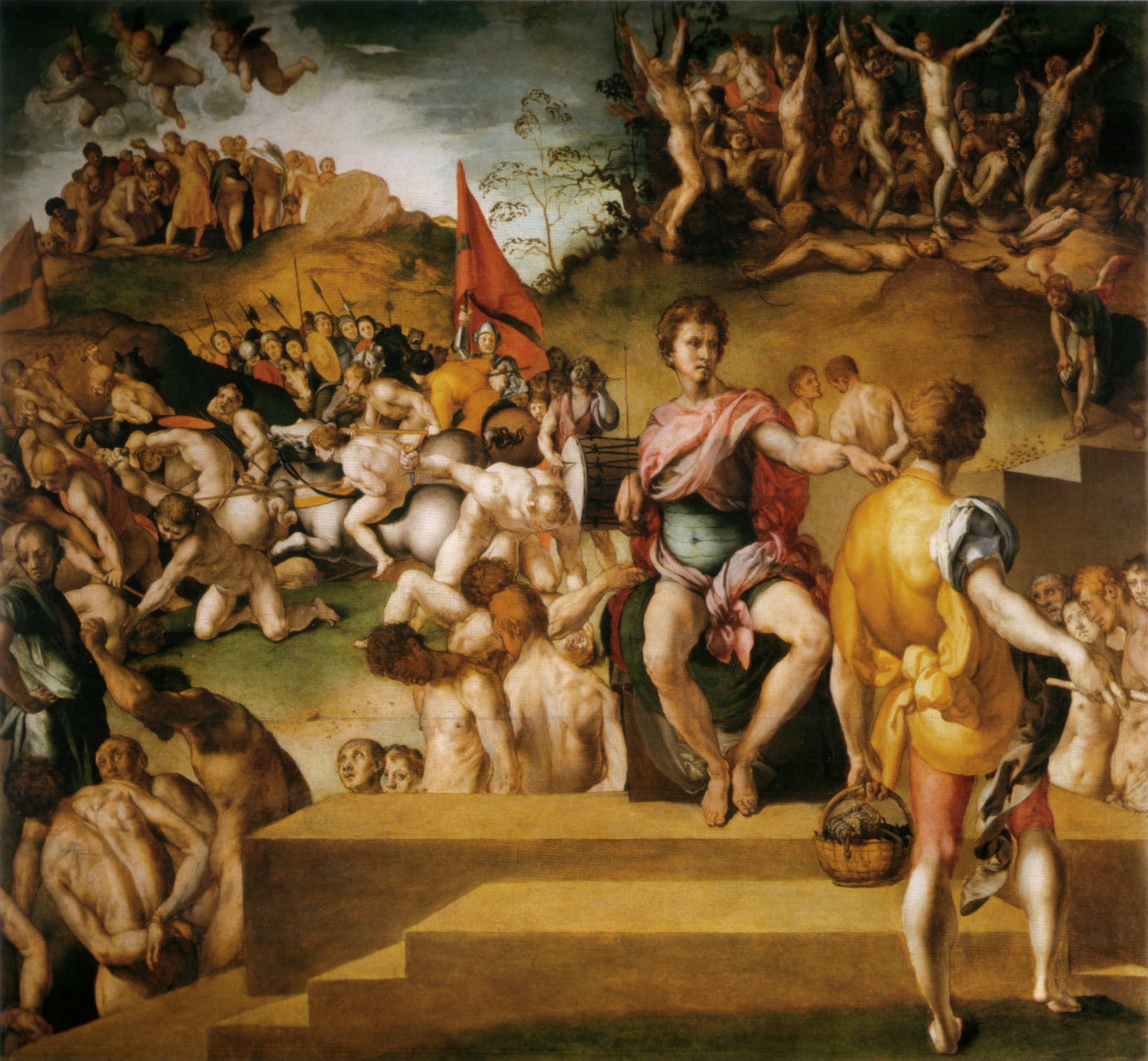
Los diezmil mártires, de Pontormo, ca. 1529-1530.
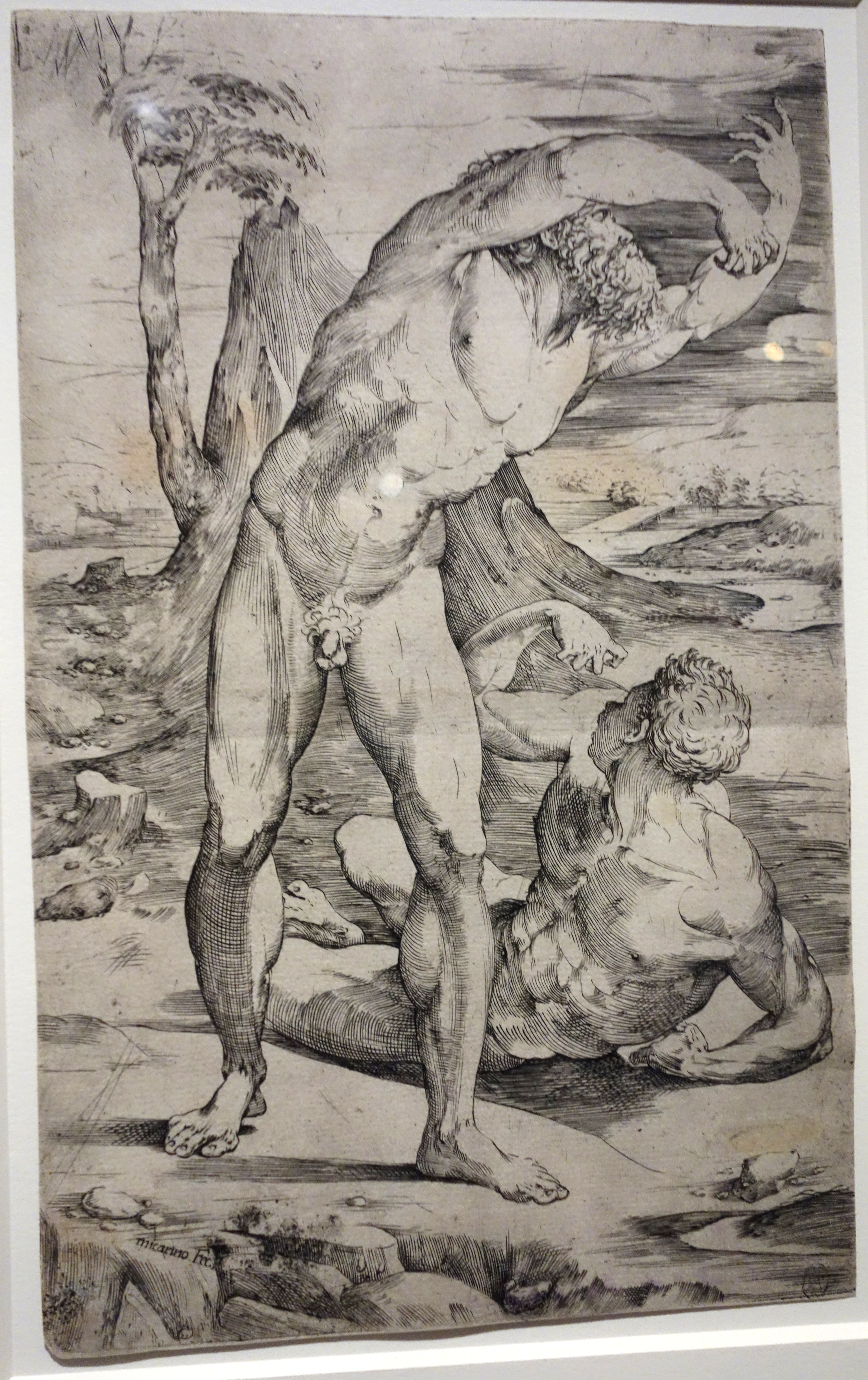
Dos desnudos masculinos en un paisaje, grabado de Domenico Beccafumi, ca. 1537.
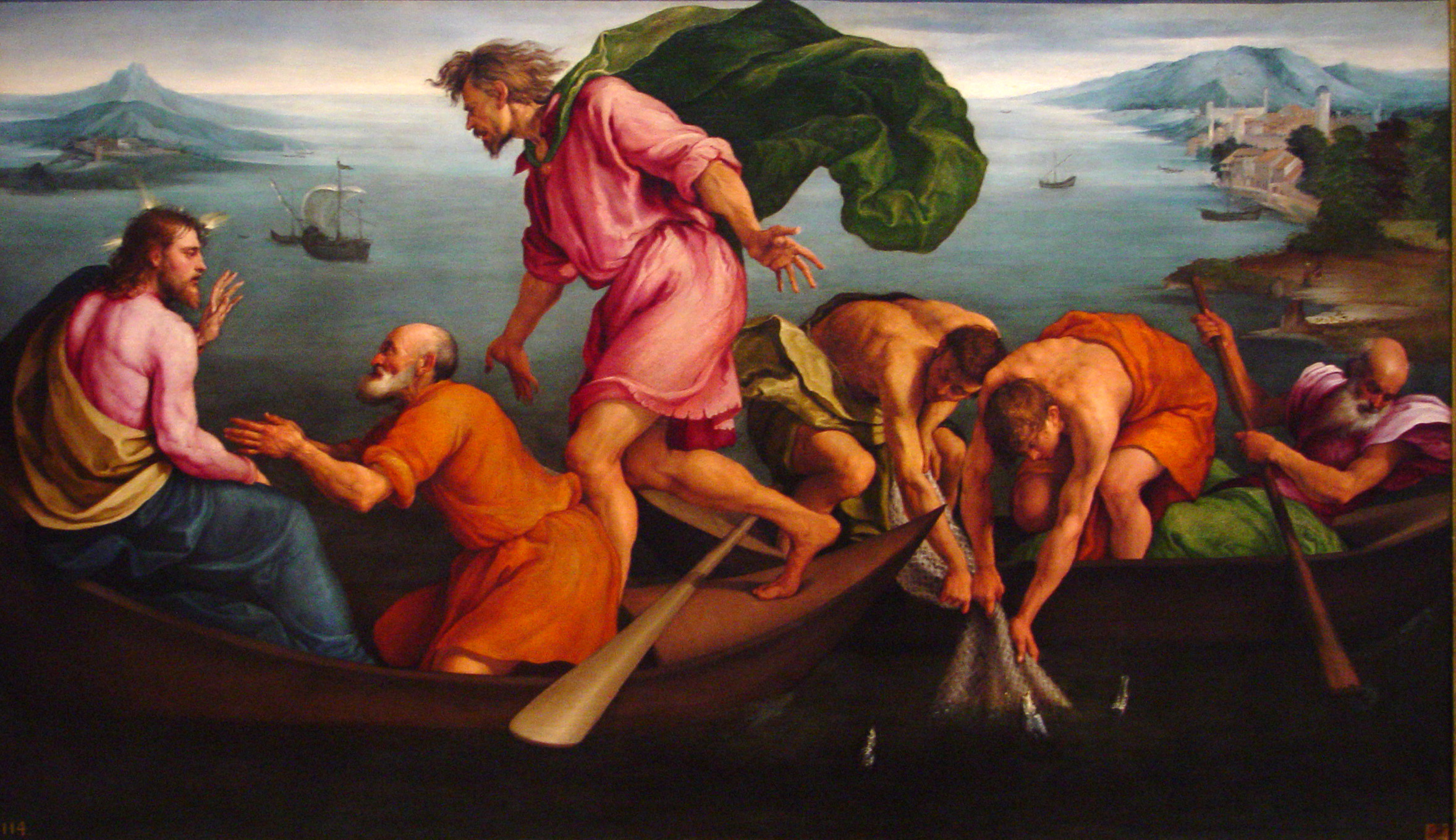
La pesca milagrosa, de Bassano, 1545 (compárese con el cartón de Rafael del mismo tema).
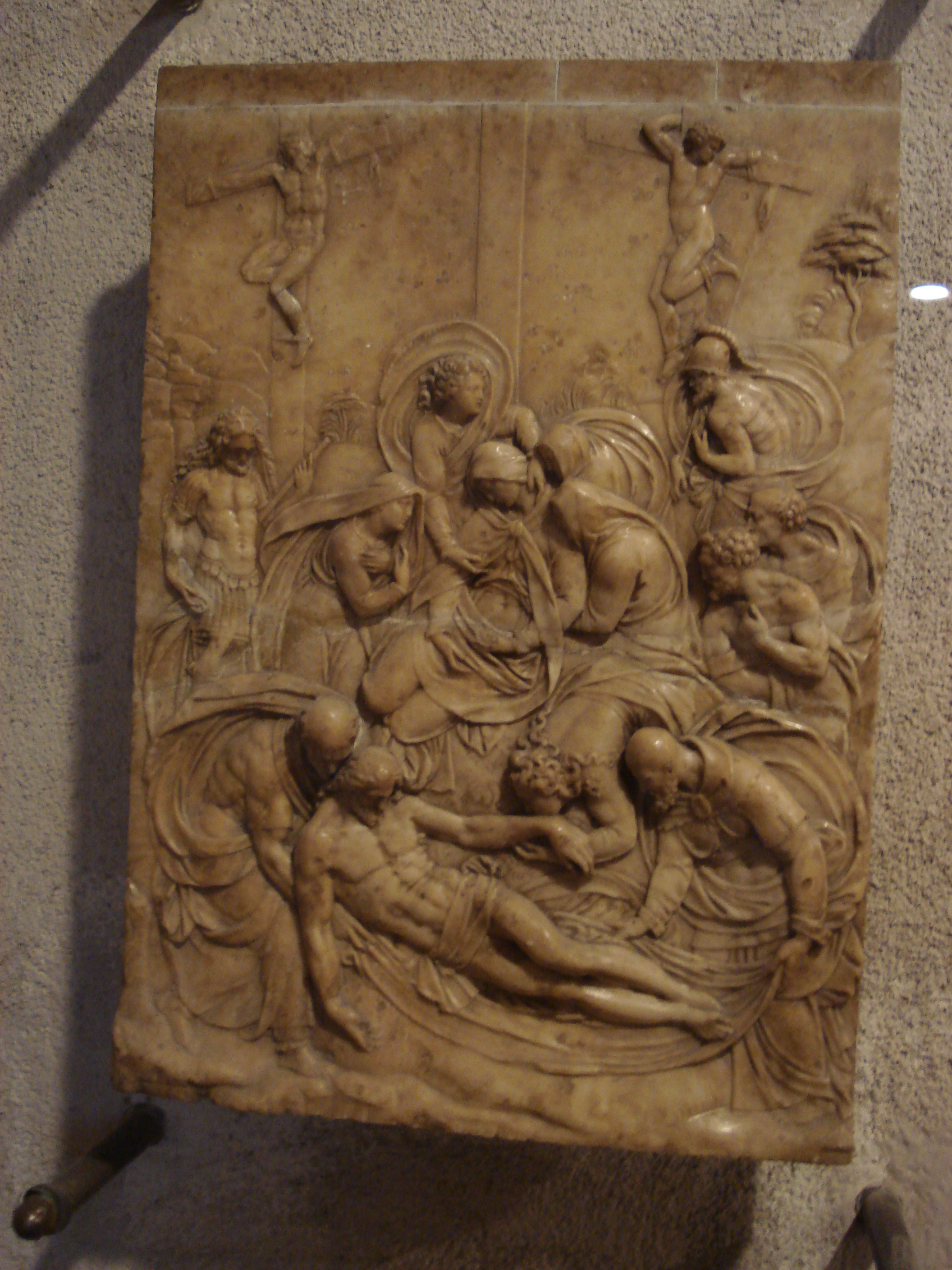
Deposizione, de Guglielmo della Porta, antes de 1577.

La gestualidad es un elemento central del Manierismo en las artes plásticas, que las aproxima a la danza y otras artes escénicas, embrionarias en la época (commedia dell'arte) y que se desarrollarán en el Barroco. Las poses, complicadas y artificiosas, la posición de la cabeza, la expresión del rostro, la posición y actitud expresada con las manos, con los dedos, con cualquier miembro del cuerpo (los contrappostos, los escorzos), son resultado de un estudio profundo; y se hacen corresponder tanto con su significado iconográfico como con su relación con la complejidad en la composición y la artificiosidad de la luz y los colores (correspondencia fondo-forma). "En tanto que ese originario gesto manierista apunta hacia Dios, hacia un Dios "impersonal" sin configuración alguna (el Dios de las fuerzas operantes en la Naturaleza de este o de aquel modo) es, pues, mucho más "naturalista" que el más "ingenuo" del clasicista tan "apegado a la Naturaleza", que ve a Dios como figura, todavía más, como hombre, como la más abstrusa pues de las metáforas que han existido".

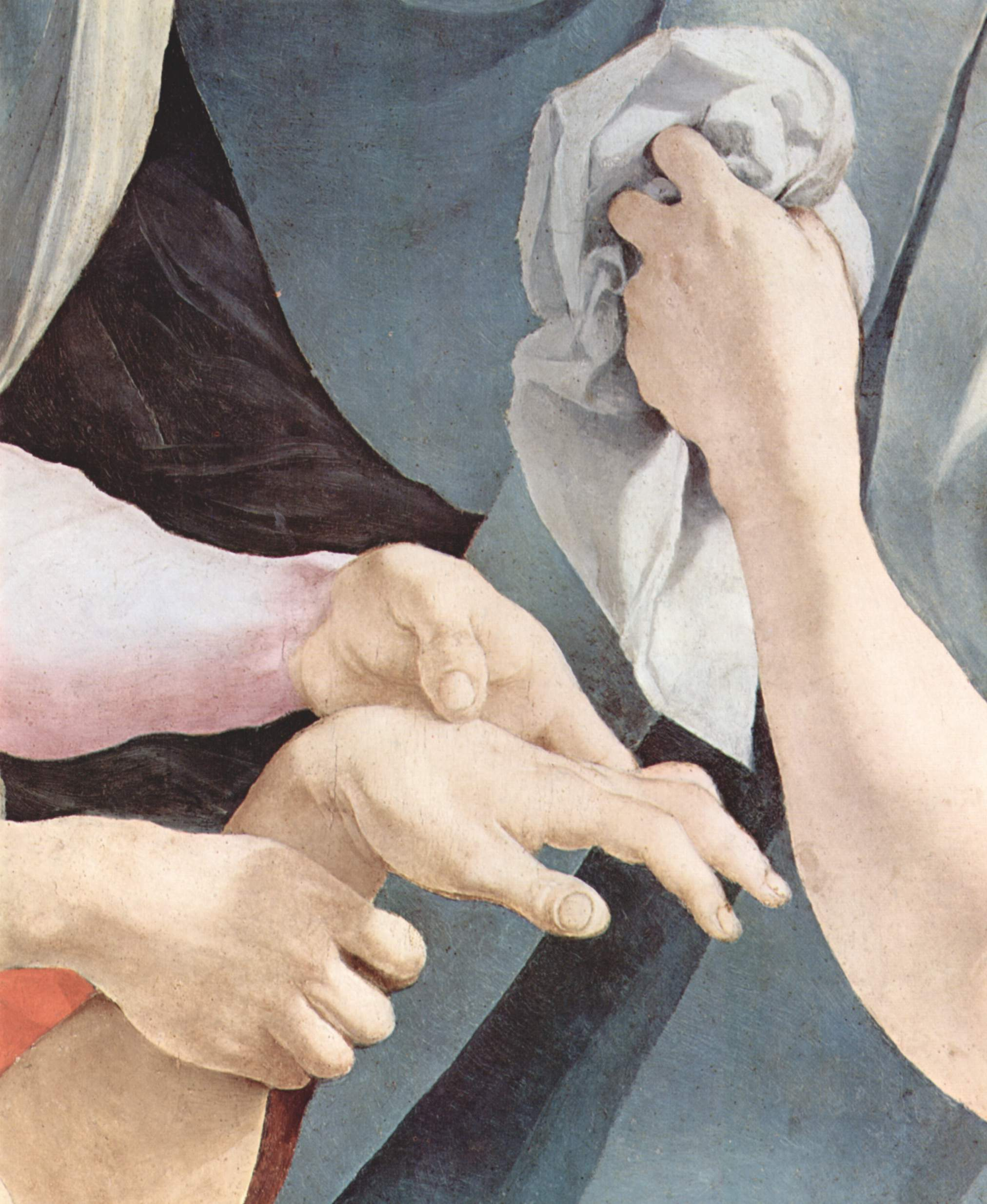
Detalle de Il Trasporto, de Pontormo, ca. 1525-1528.
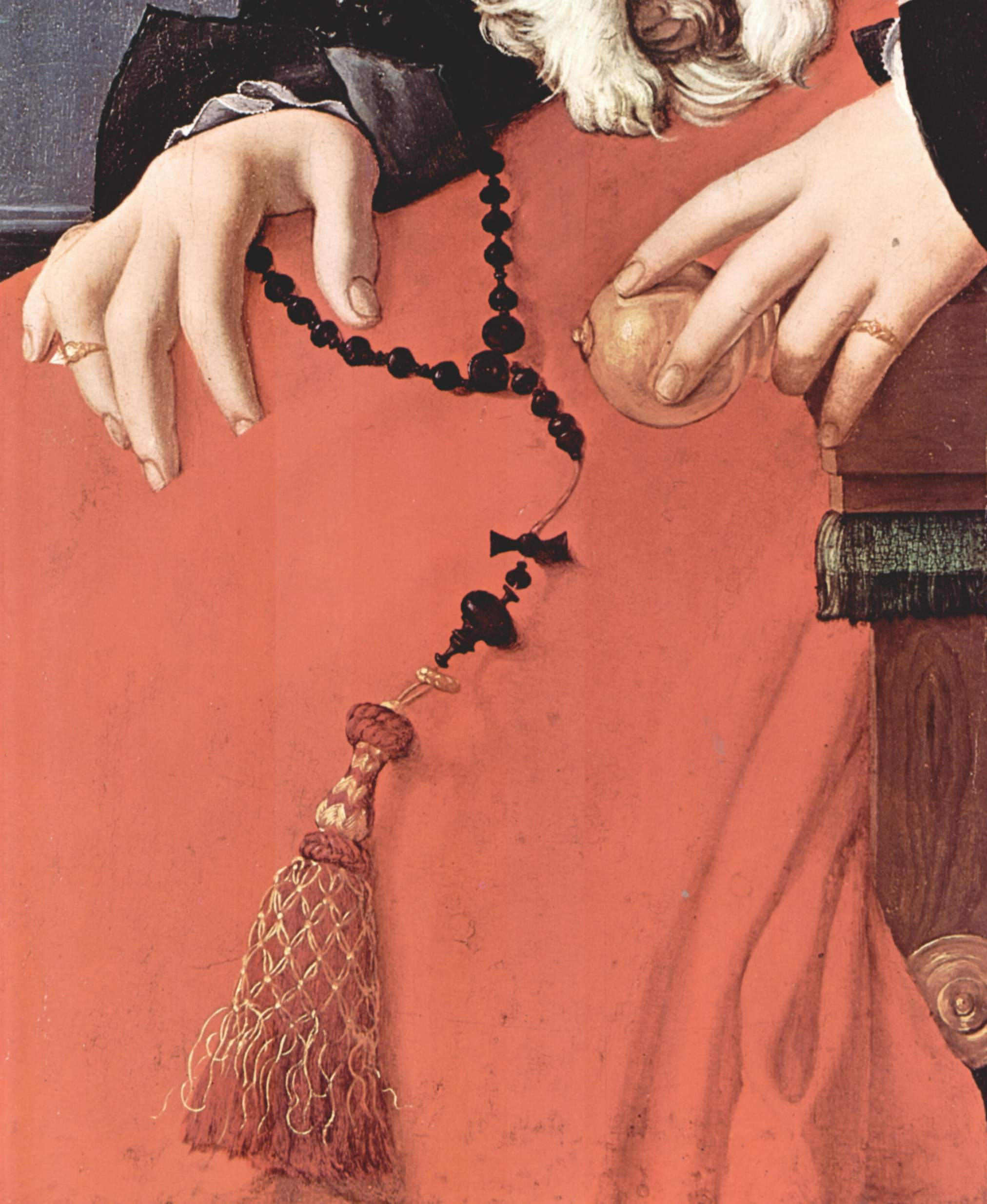
Detalle de Dama de rojo, de Pontormo, ca. 1532-1533.
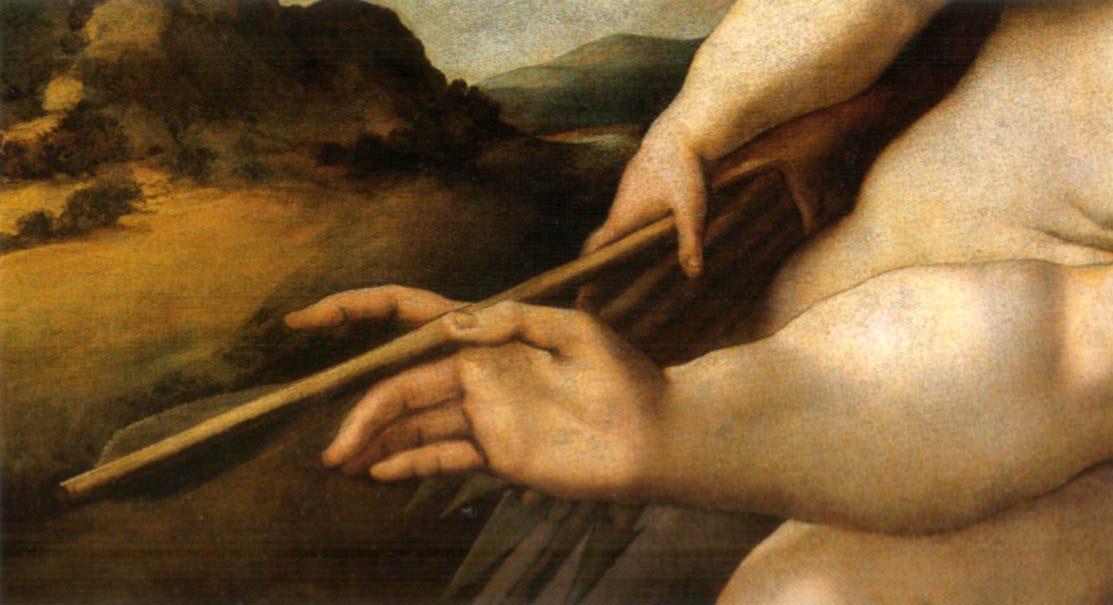
Detalle de Venus y Amor, de Pontormo, sobre un dibujo de Miguel Ángel, ca. 1533.
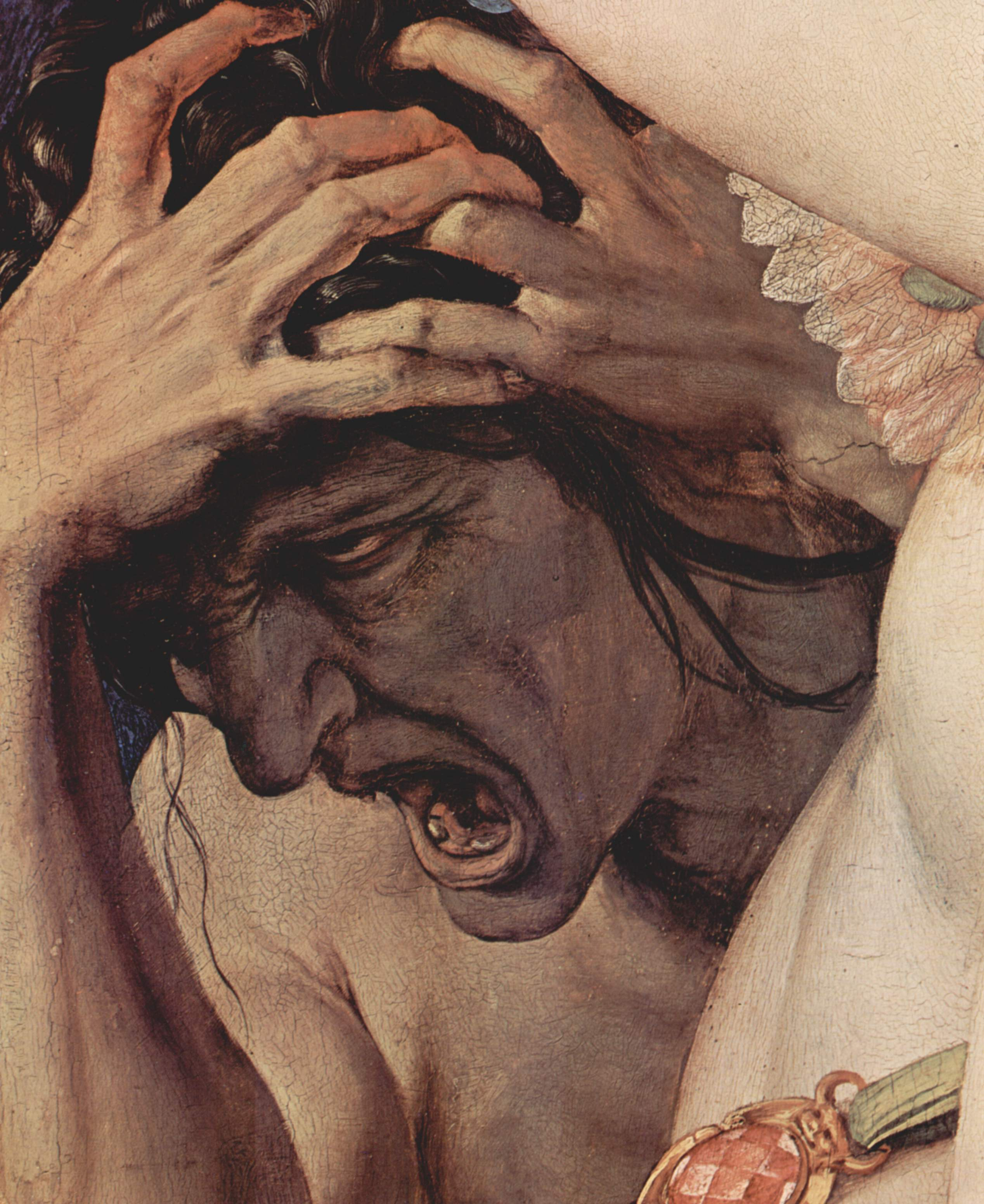
Detalle de Alegoría del triunfo de Venus, de Bronzino, ca. 1540-1545.
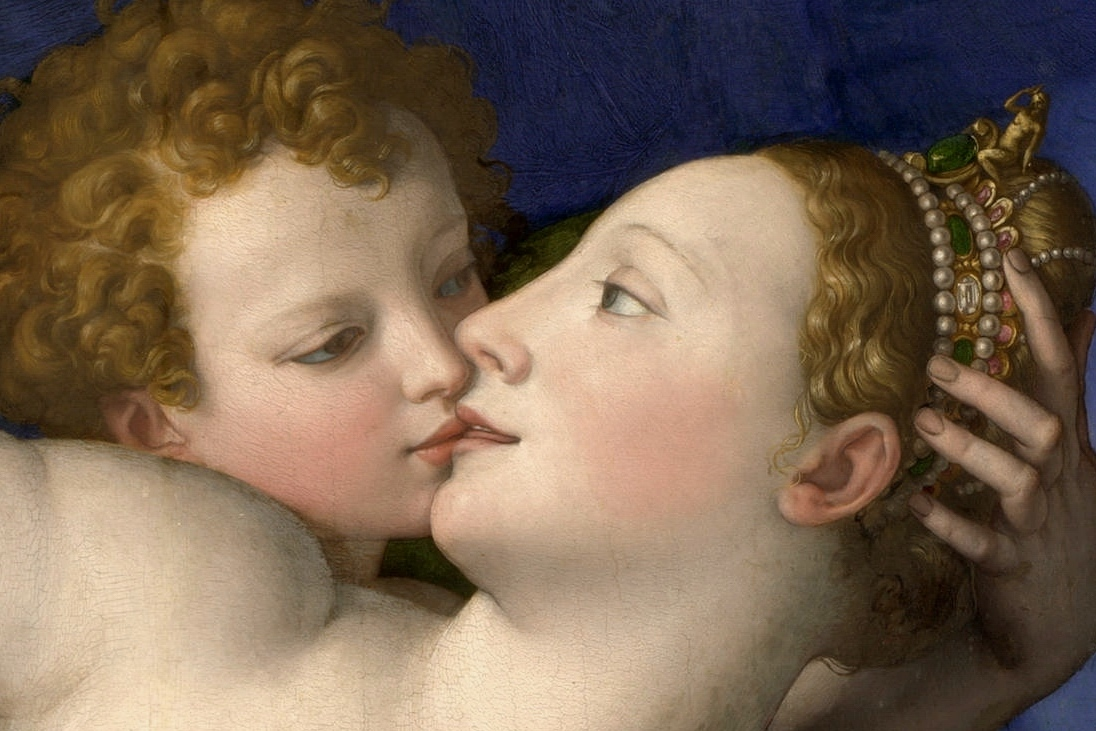
Ídem.

## Géneros

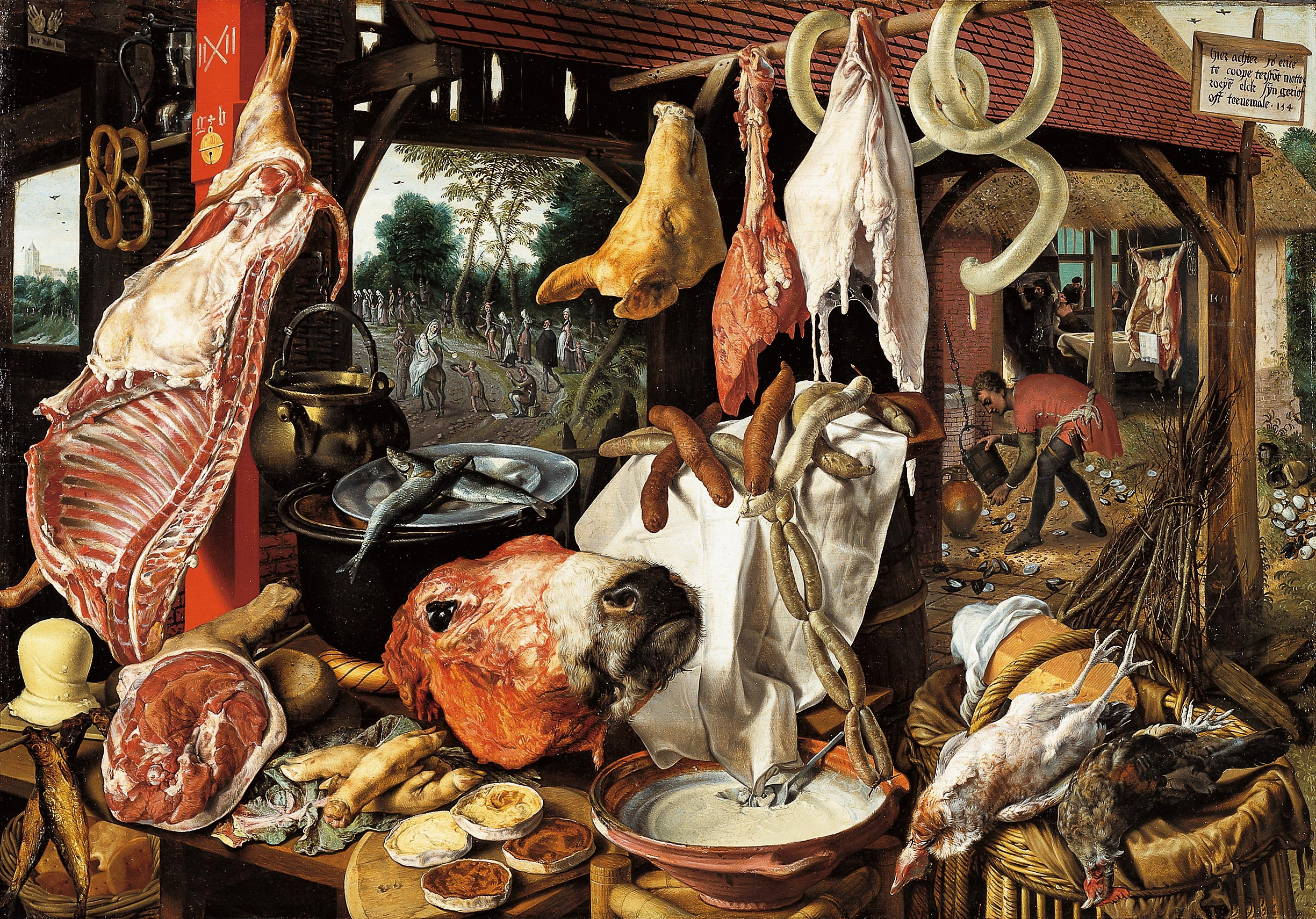
Huida a Egipto de Pieter Aertsen, ca. 1551.

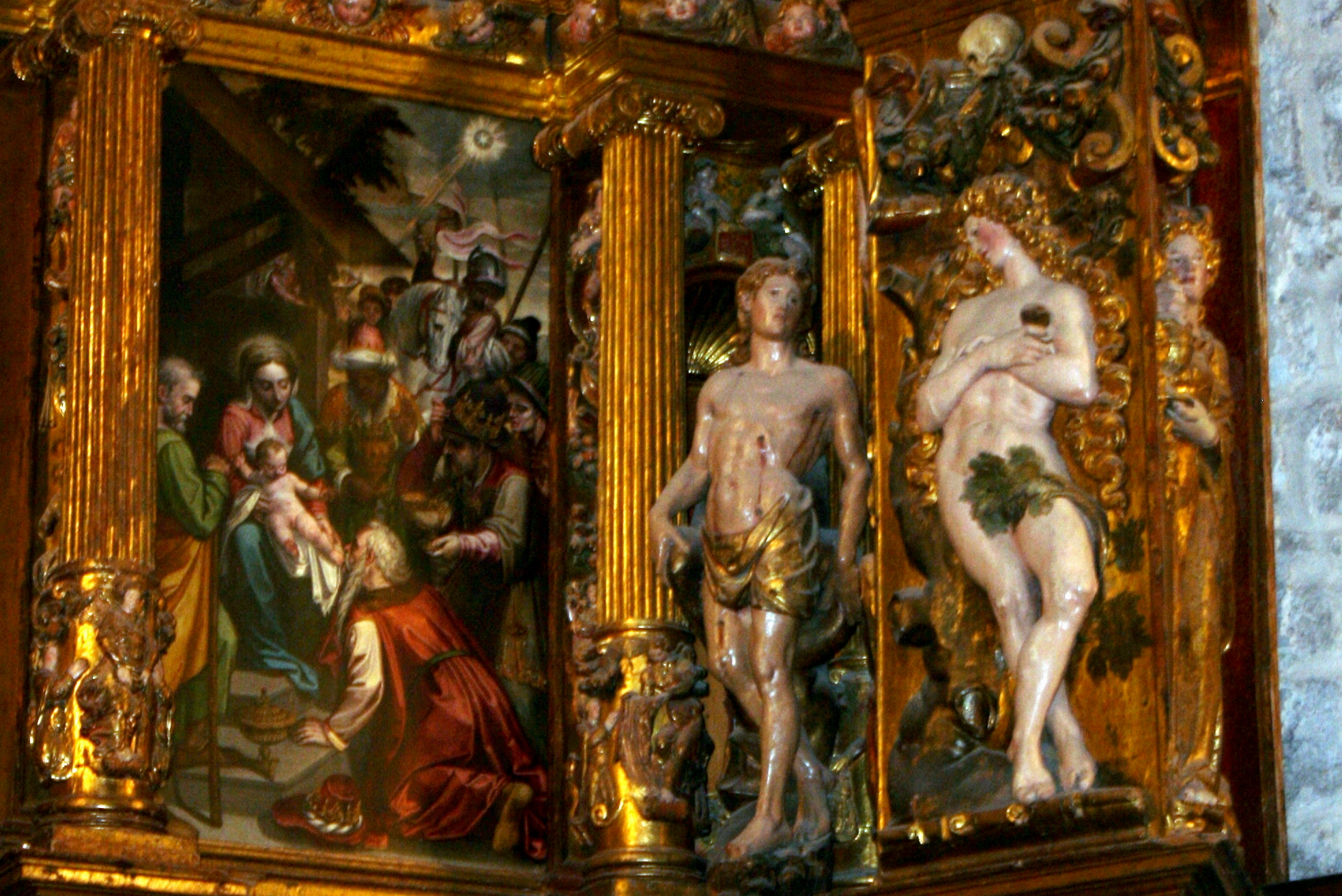
Detalle del retablo mayor de la iglesia de San Eutropio (El Espinar). Tallas de Francisco Giralte y pintura de Alonso Sánchez Coello, desde 1565.

### Arte religioso

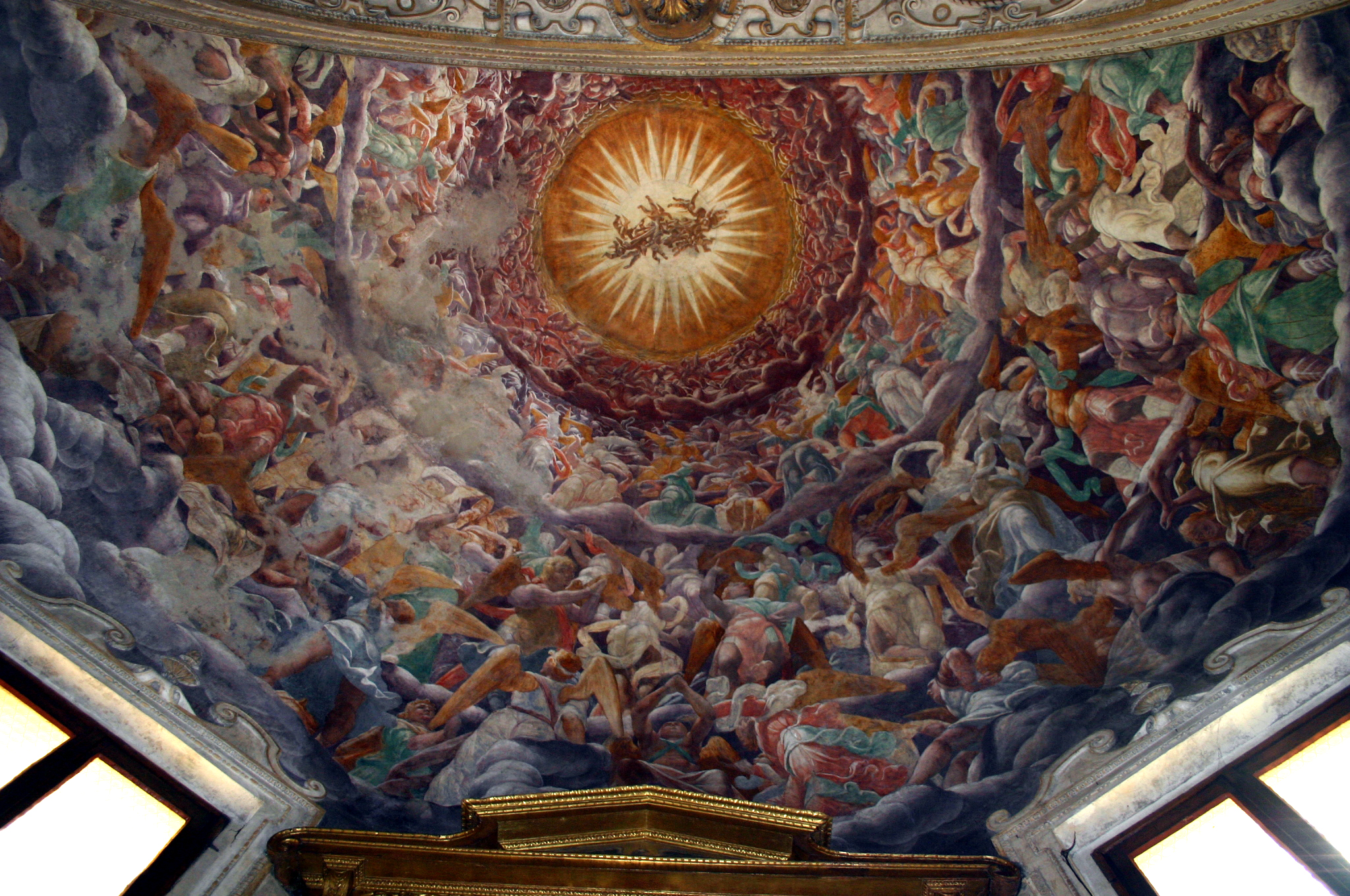
Gloria d'angeli de la Capilla Foppa en San Marcos de Milán, de Giovanni Paolo Lomazzo (1573). Lomazzo, además de pintor, fue un importante tratadista de arte: Trattato dell'arte della pittura, scoltura et architettura (1584)

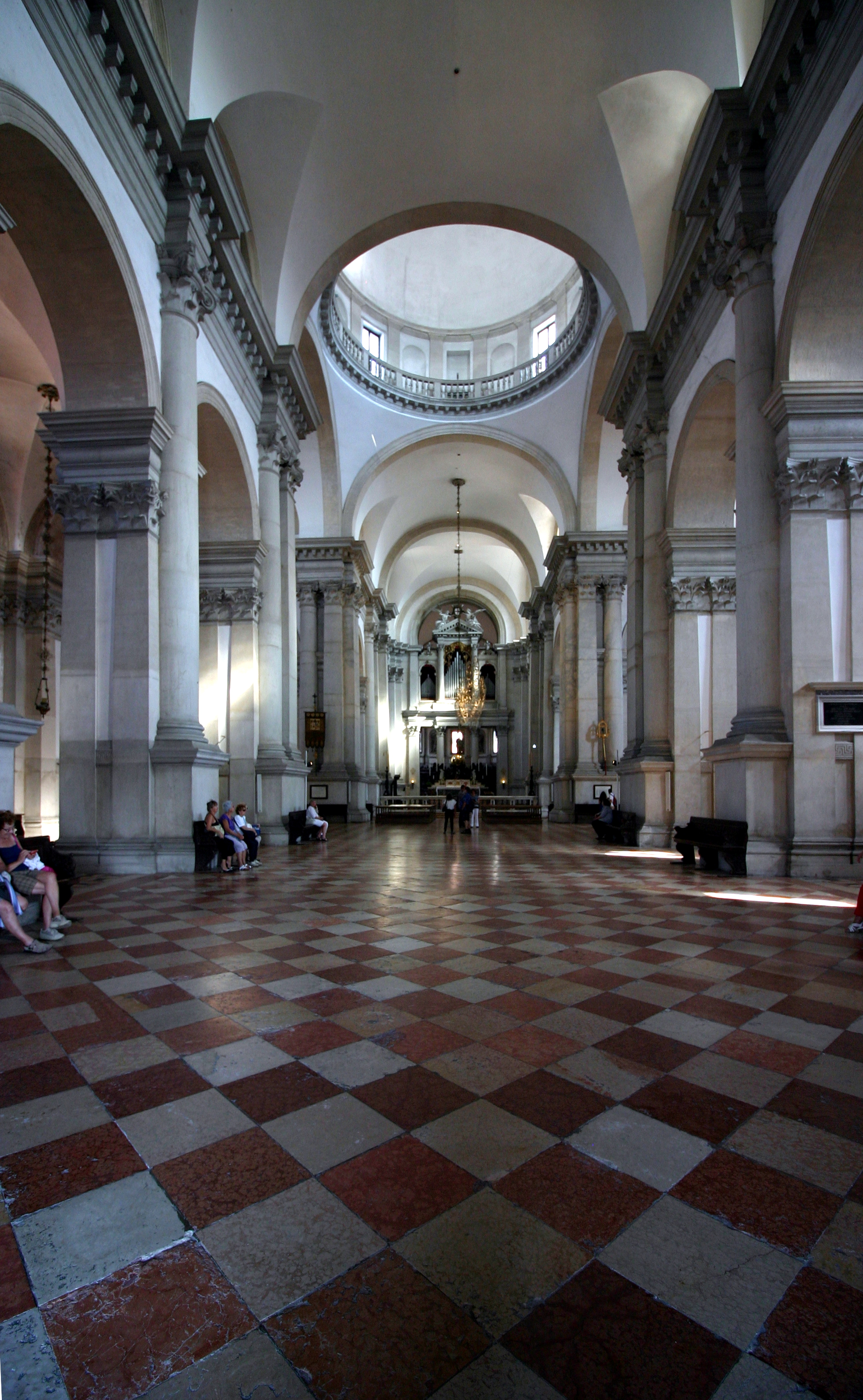
Ídem, interior. Encargadas las obras a Palladio, en 1566 se puso la primera piedra y en 1575 se iniciaron los muros perimetrales y el tambor de la cúpula, que se culminó en 1576. En 1591 se completó el coro, ya muerto el arquitecto (1580).

Aunque dando cada vez más espacio a otros géneros, los del arte religioso siguieron siendo los más demandados por los comitentes (entre quienes destacan las distintas instituciones eclesiásticas) y el mercado de arte. No era extraño que los temas religiosos sirvieran de excusa para la representación de todo tipo de escenas o ambientes (incluyendo paisajes y desnudos), o que fueran las figuras secundarias y los aspectos anecdóticos los que se destacaran; lo que en algunos casos producía una obvia desacralización de las imágenes. En los países católicos, la Contrarreforma vio en el arte un objeto de atención importante. Los cánones del Concilio de Trento y textos como el Discorso intorno alle immagini sacre e profane del cardenal Gabriele Paleotti (1582) para pintura y escultura, y Fabricae et Supellectilis Ecclesiasticae de San Carlos Borromeo (ca. 1572) para arquitectura, proporcionaron guía doctrinal a los artistas. En los inicios del protestantismo hubo incluso episodios de iconoclasia, y los reformadores preferían la austeridad en la decoración de las iglesias; la devoción privada no se basaba en las imágenes, pero aun así hubo muestras de pintura religiosa.

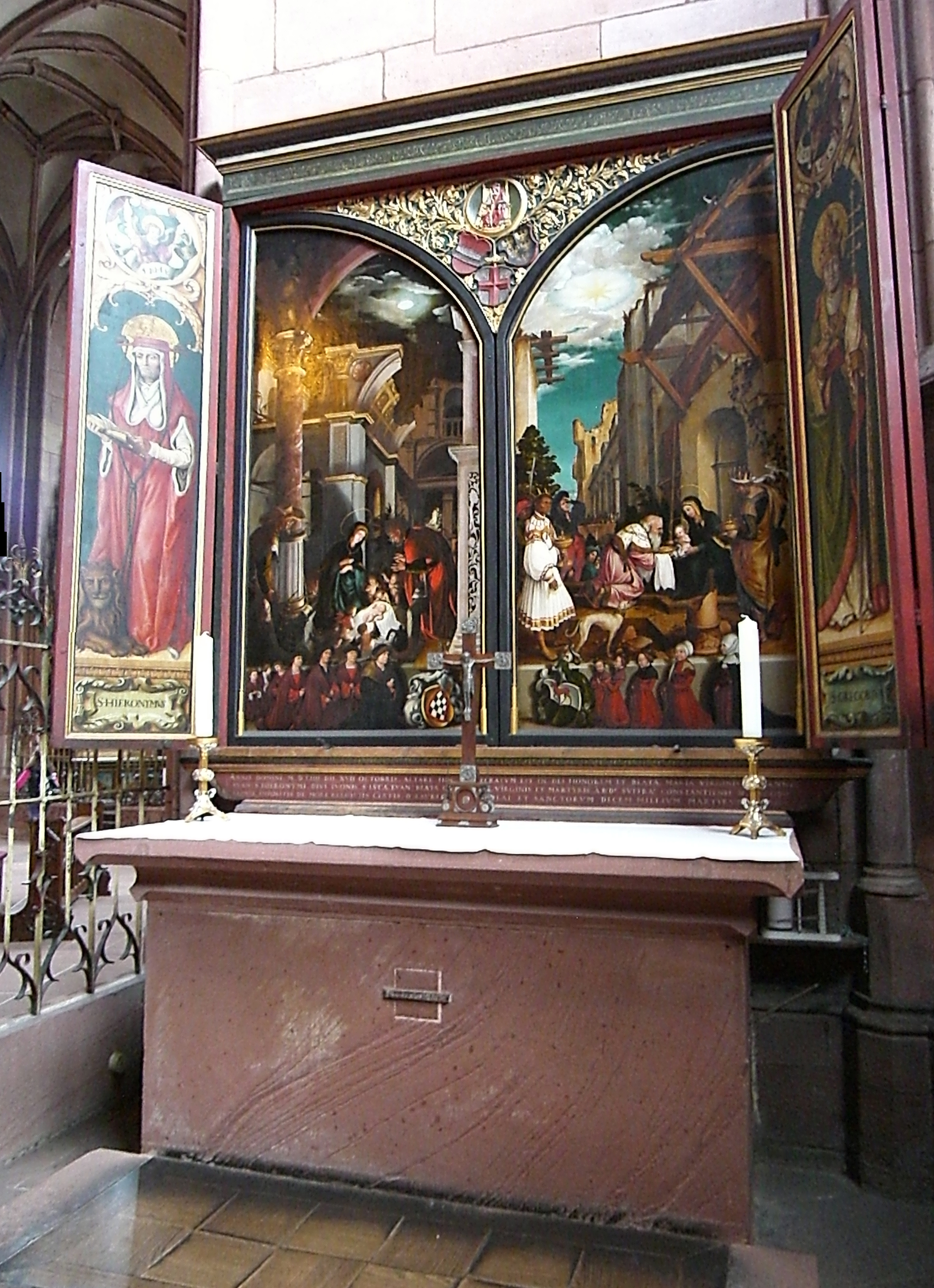
Retablo de Hans Oberreid, de Hans Holbein el Joven (1522).
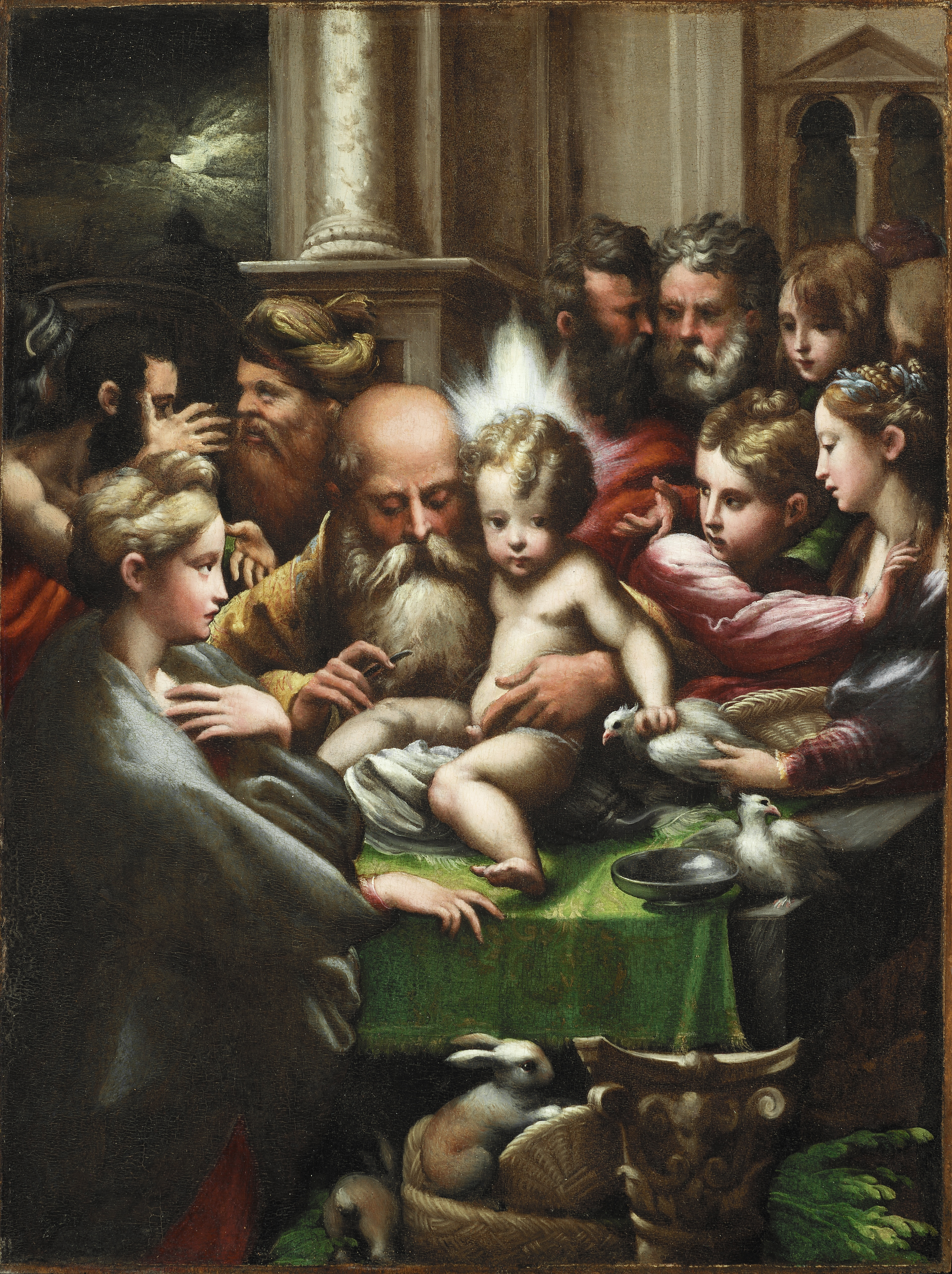
Circuncisión de Cristo, de Parmigianino (1523).
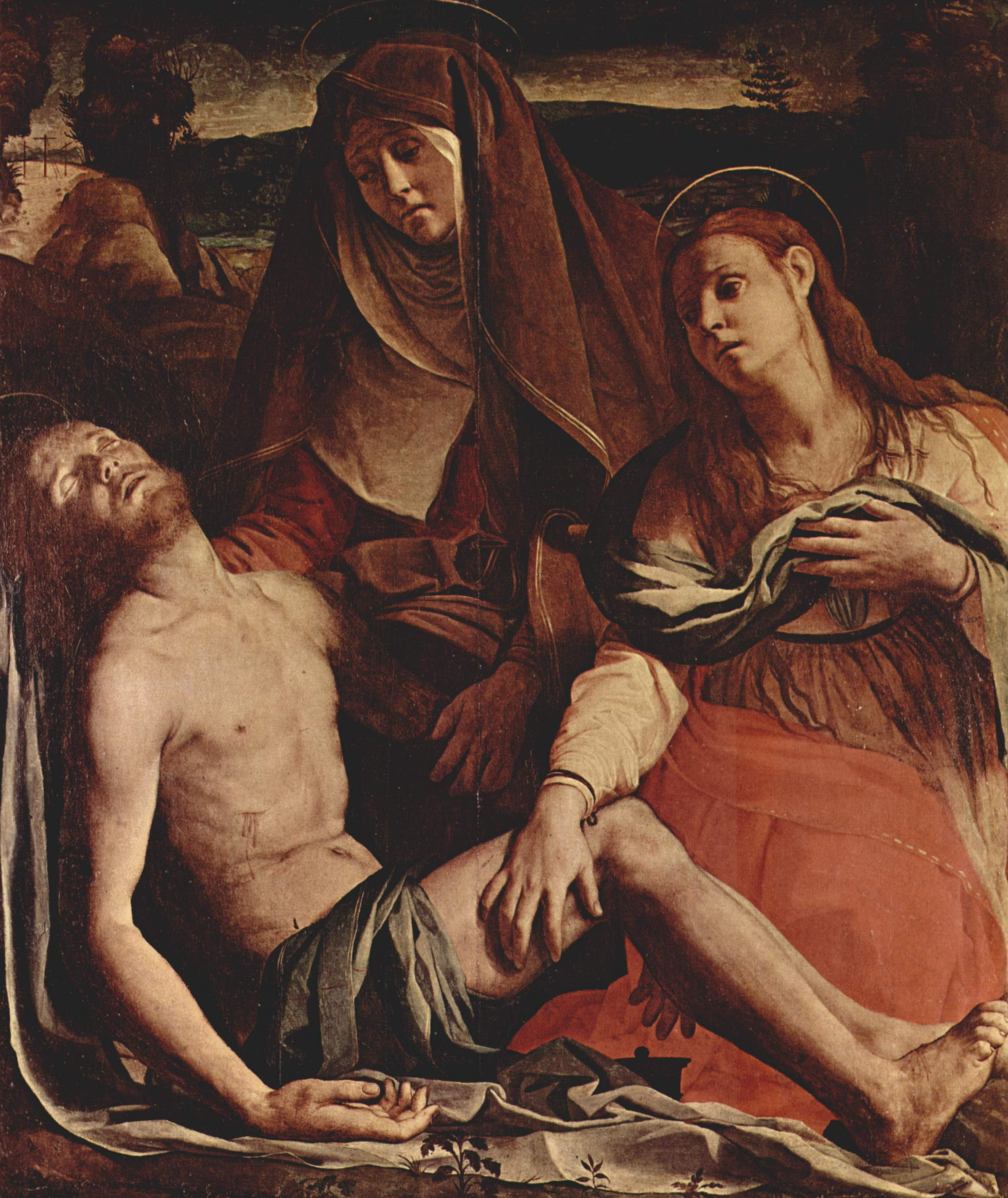
Lamentación sobre Cristo muerto, de Bronzino (ca. 1528-1530).
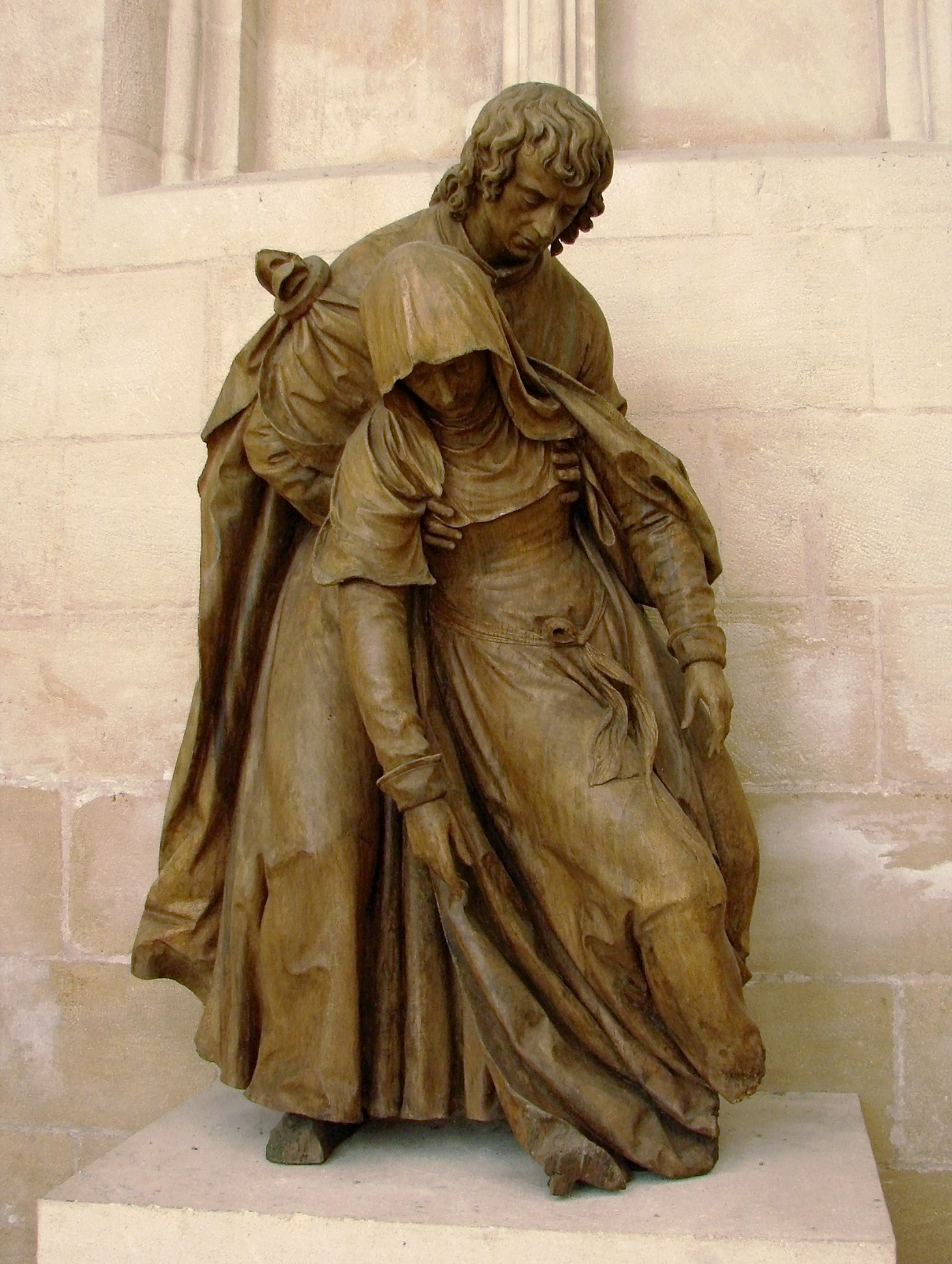
Desmayo de la Virgen, de Ligier Richier (1531).
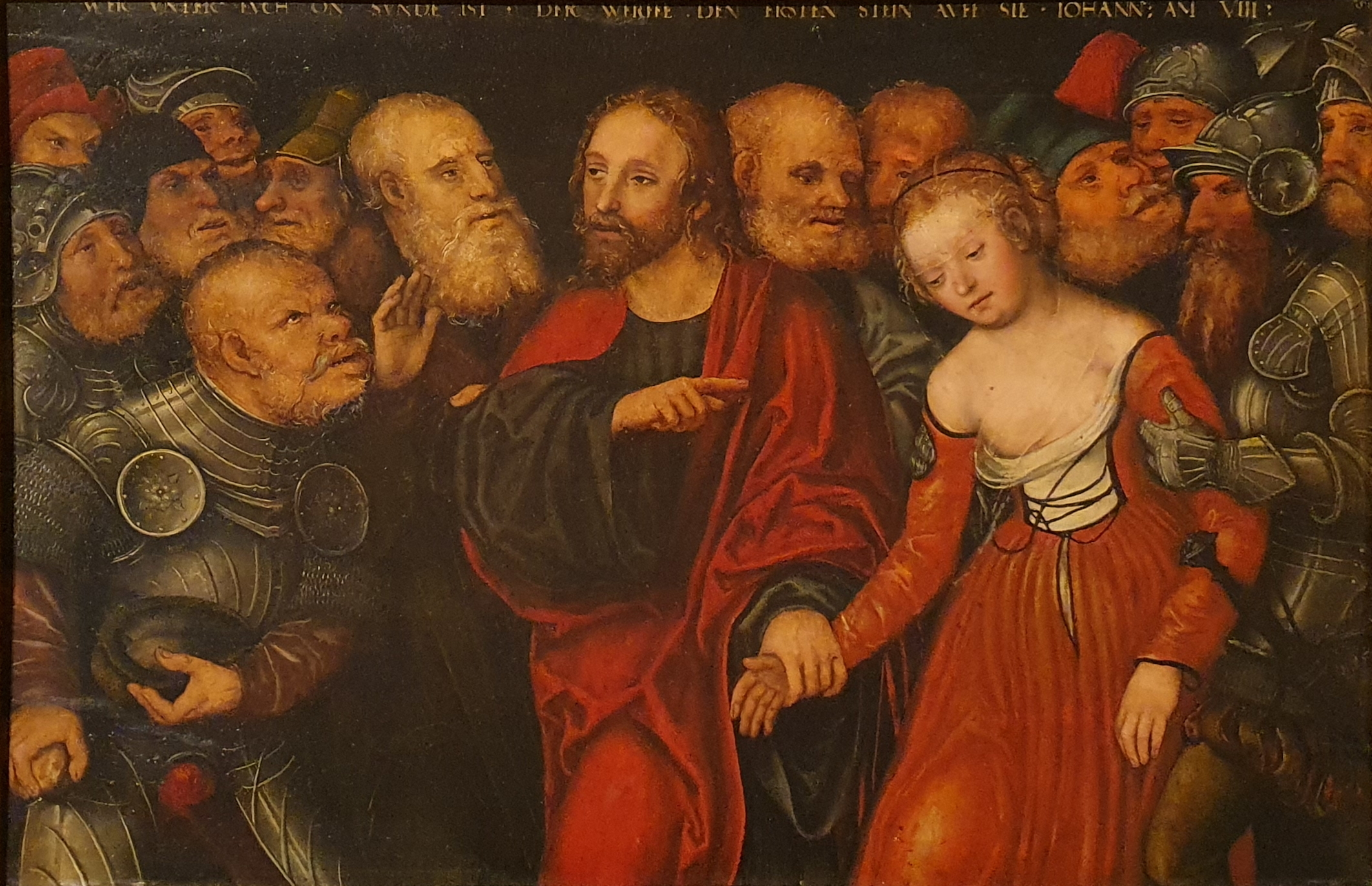
Cristo y la  adúltera, de Lucas Cranach el Joven (ca. 1530-1550).

### Desnudo

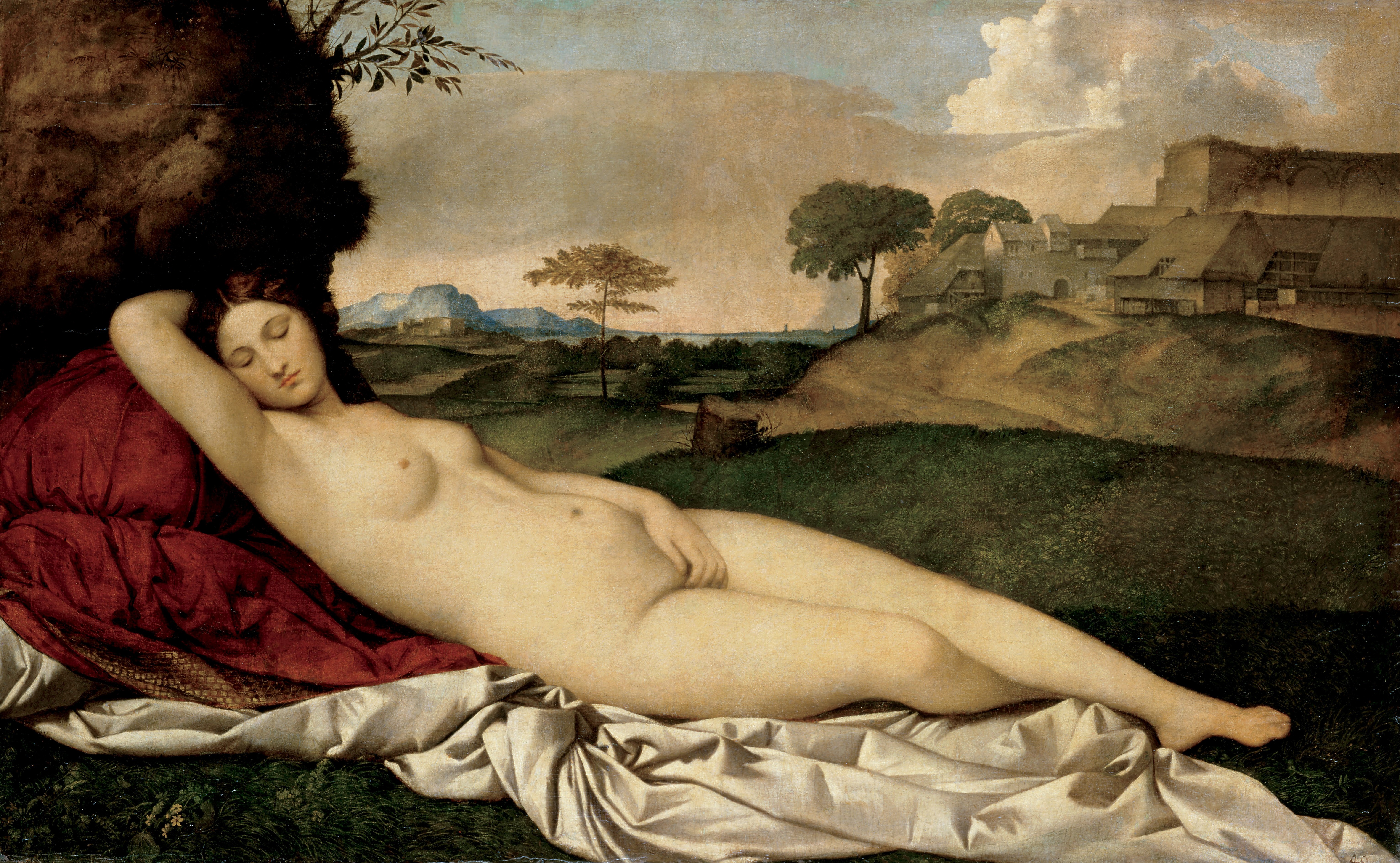
Venus dormida, de Giorgione.

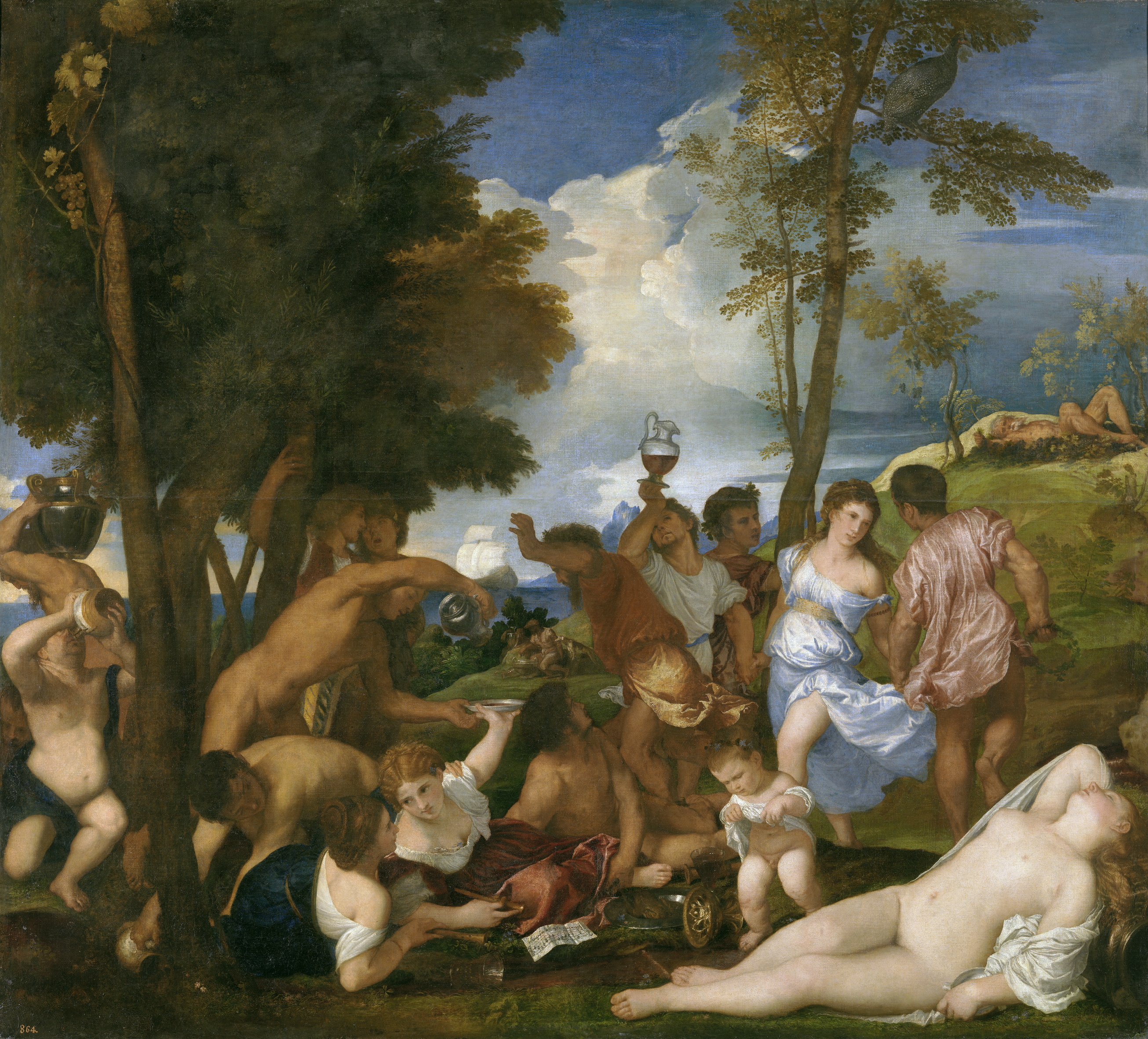
Bacanal de los andrios, de Tiziano.

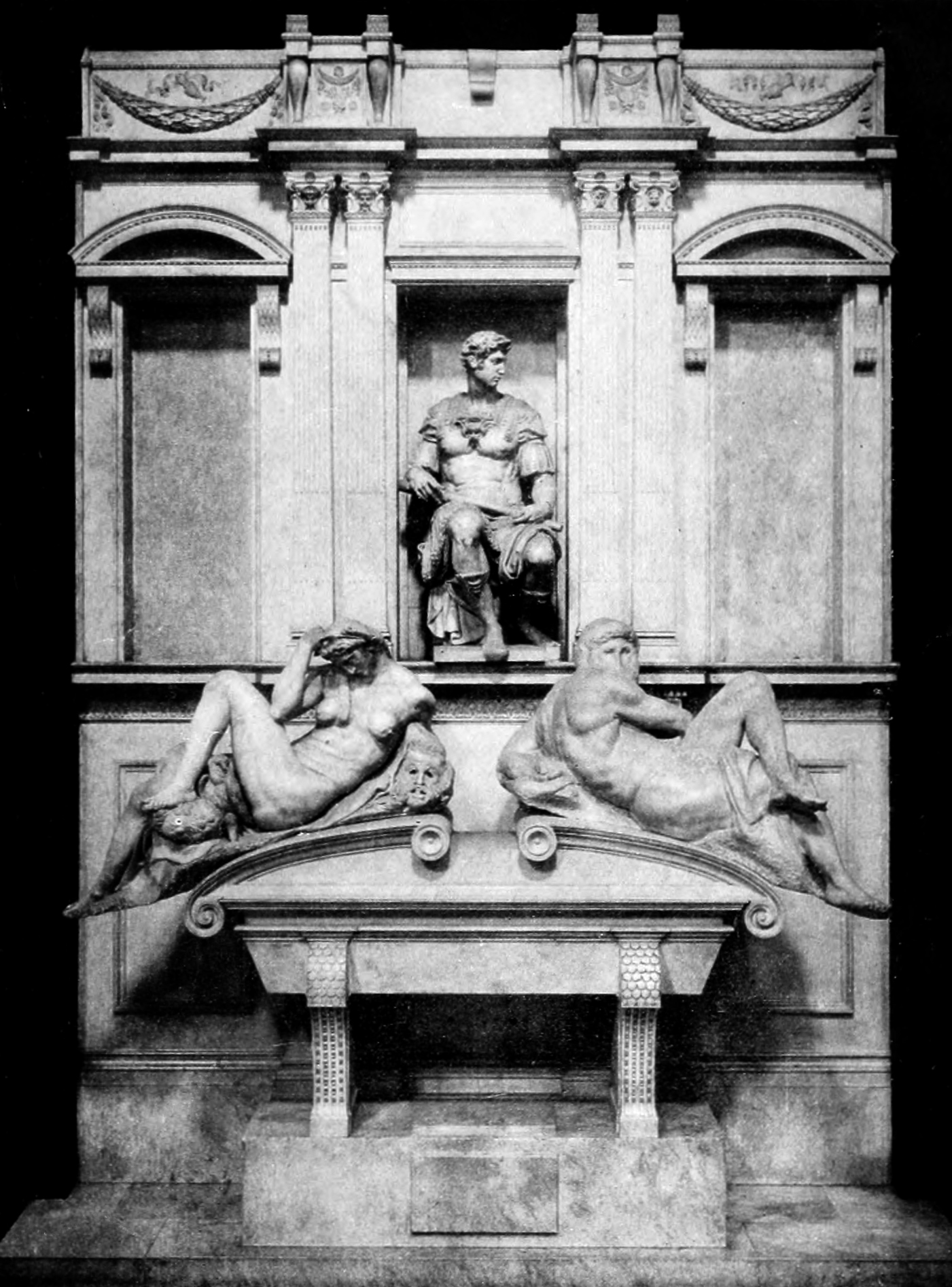
Tumba de Juliano de Médici.

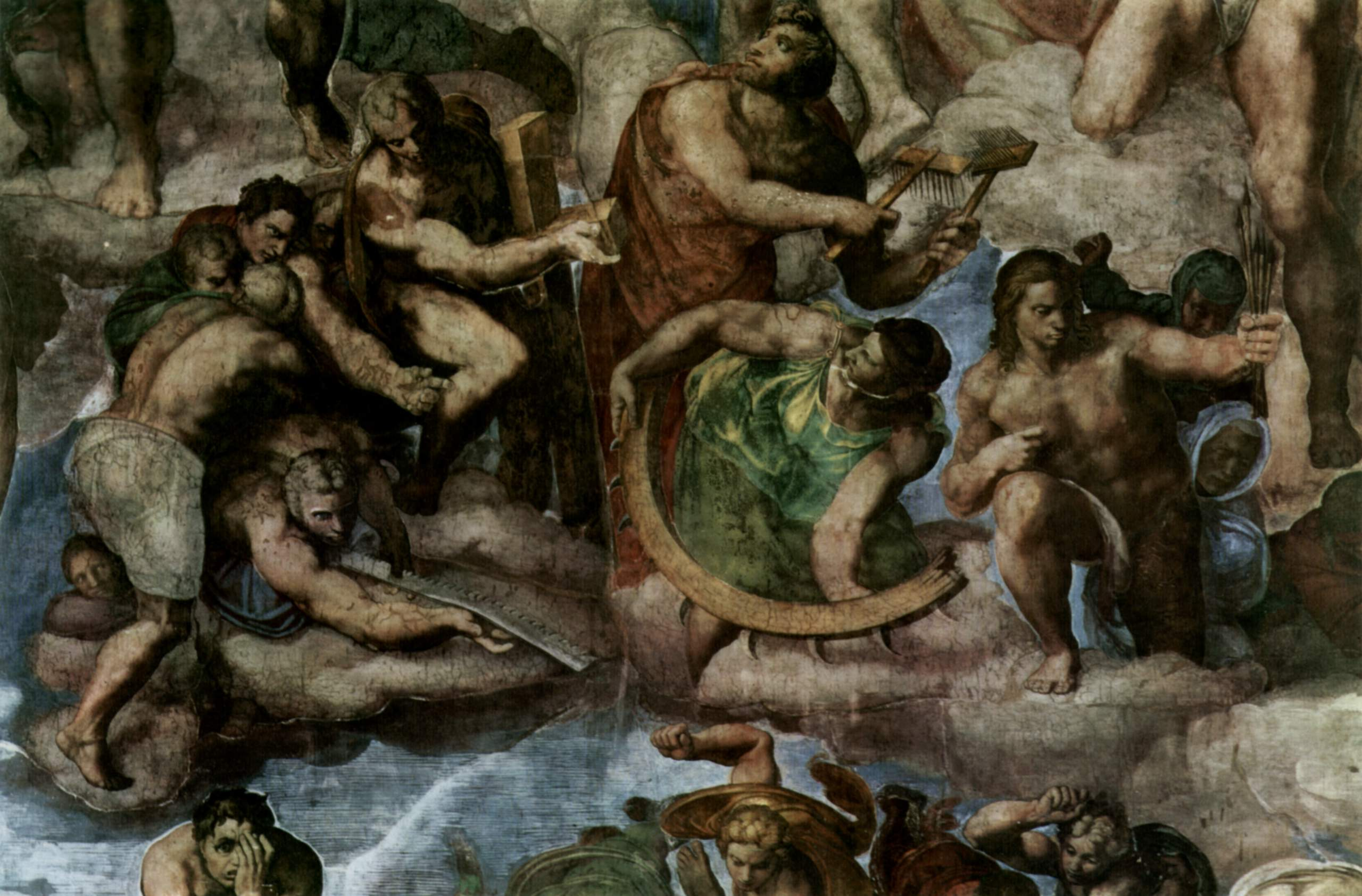
Uno de los grupos de El Juicio Final que necesitaron ser cubiertos.

Tras el desnudo renacentista que aparece en el Quattrocento con el David de Donatello (ca. 1440) y la Venus de Botticelli (1484), y llega hasta el Alto Renacimiento con las Leda y el Cisne de Leonardo (1503-1508) y Miguel Ángel (1530); "el nuevo desnudo manierista era esbelto, lánguido, sofisticado, sensual, nunca heroico o un símbolo de espiritualidad; una forma altamente aristocrática de lo que, en la Florencia del duque Cosimo I, ya nunca más republicana, era precisamente lo que más se necesitaba". No obstante, más allá de su "heroicidad" formal, el concepto de desnudo "heroico", que prestigiaba a un poderoso retratado comparándolo con alguna figura mitológica, sí que tuvo desarrollo a lo largo del siglo XVI (Andrea Doria como Neptuno y Cosme de Médicis como Orfeo, ambos de Bronzino, Carlos V derrotando el Furor, de Leone Leoni), incluyendo alguno femenino.

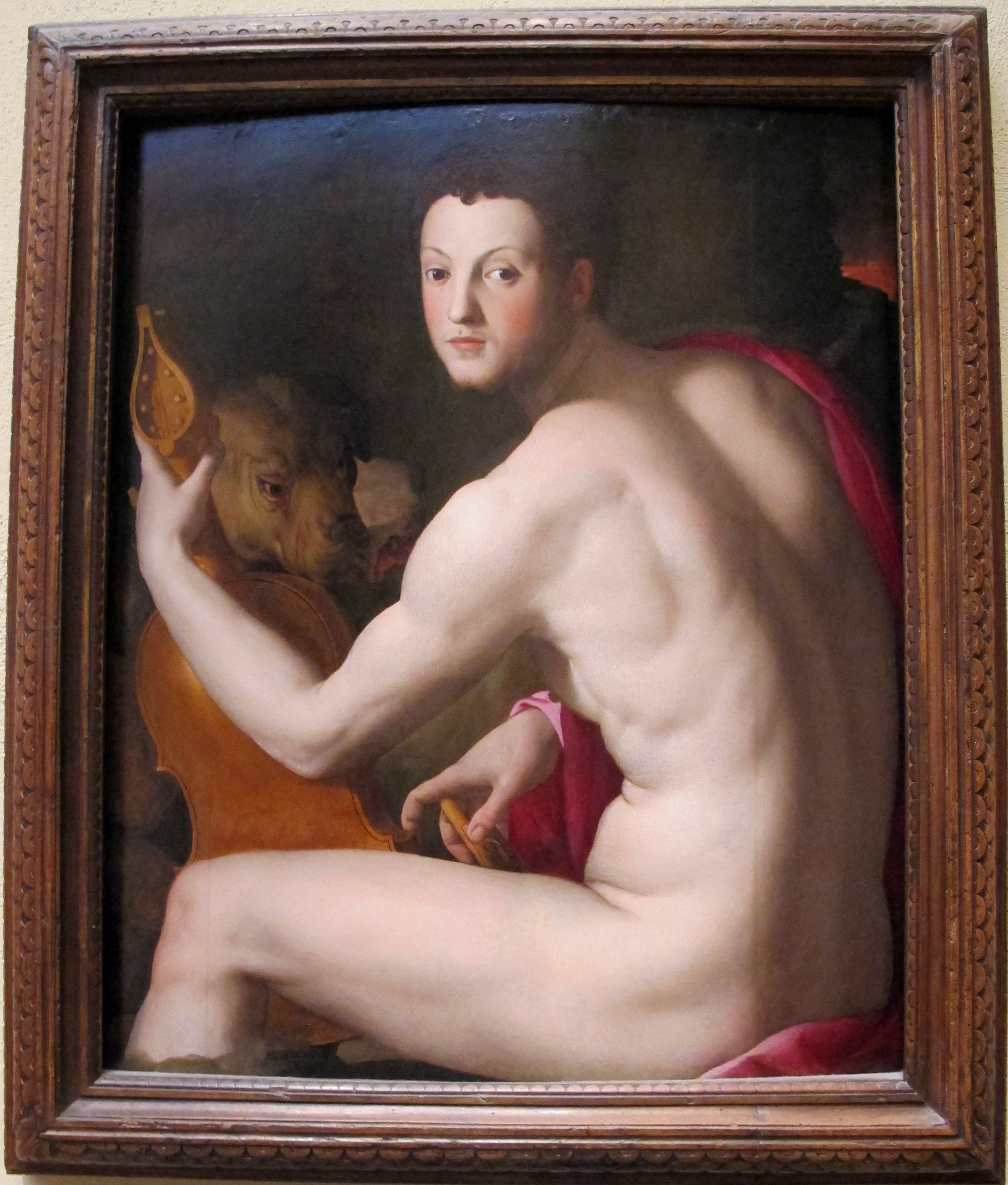
Cosme I de Médicis como Orfeo, de Bronzino, ca. 1537-1539.
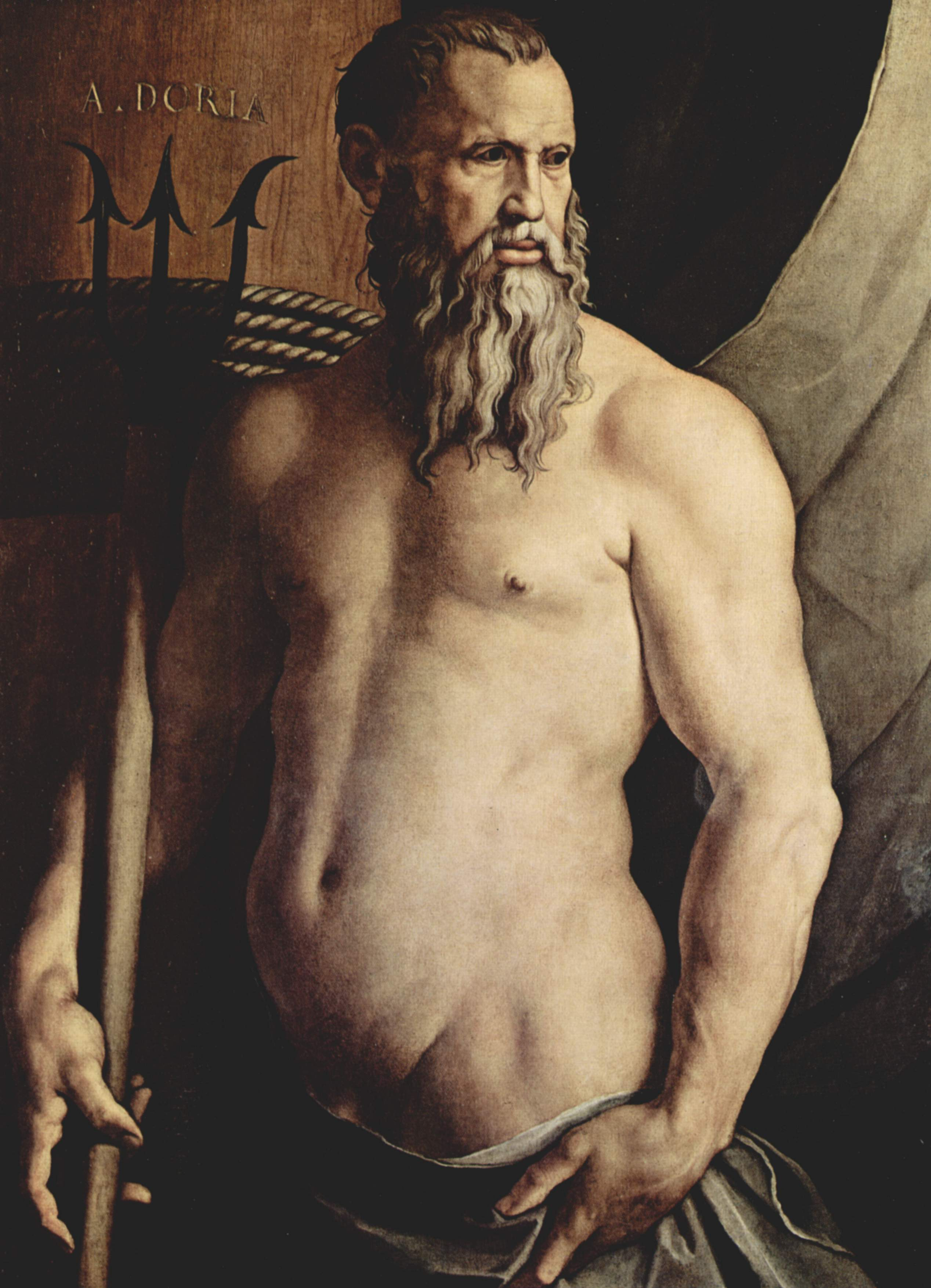
Andrea Doria como Neptuno, de Bronzino, ca. 1540.
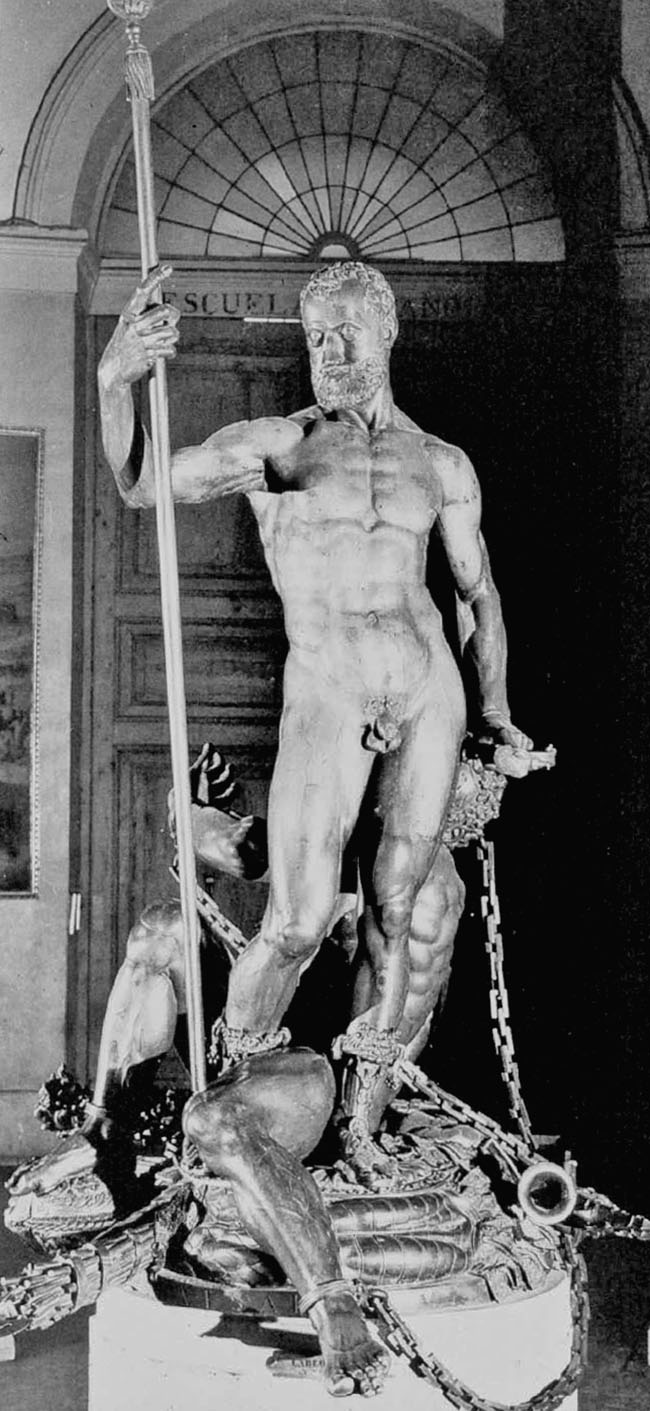
Carlos V dominando al Furor, de Leone Leoni, ca. 1550.
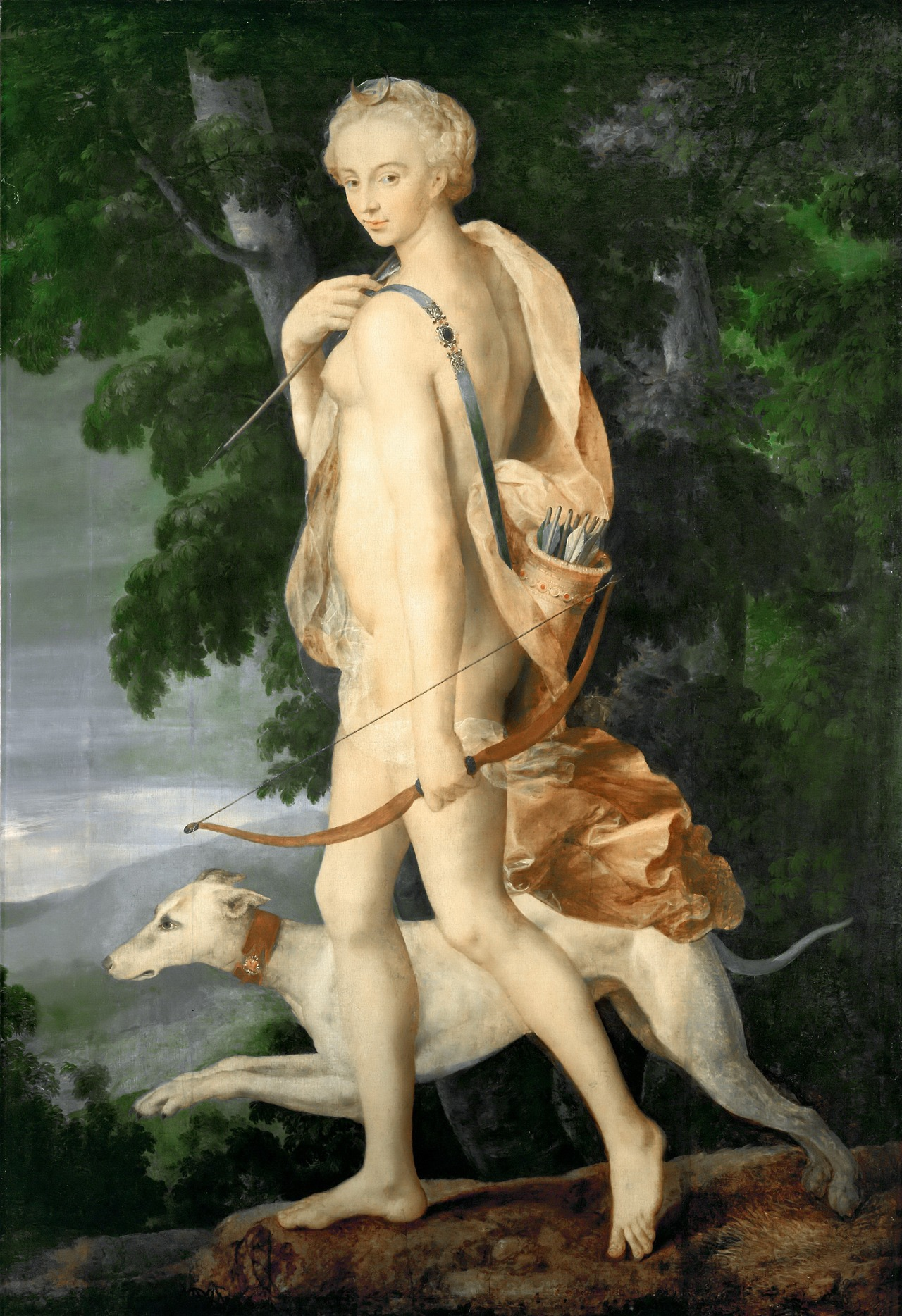
Diana de Poitiers como la diosa Diana, de Luca Penni, ca. 1550.

No se restringió a ningún género; aparece en las escenas mitológicas y en los retratos, en alegorías e incluso en temas religiosos que, de alguna manera, lo excusan (Adán y Eva, las hijas de Lot, Susana y los viejos, la Magdalena, martirios femeninos, el Juicio Final, etc.) Para el cambio en el tratamiento formal del desnudo fue muy importante el impacto que tuvo la Venus de Giorgione (1507-1510), como puede verse en la Bacanal de Tiziano (1523-1526), ambas obras situadas cronológicamente en el Alto Renacimiento, o en la Venus de Urbino y las "poesías" del longevo maestro veneciano, ya de mediados del siglo; (exposición Tiziano en el Museo del Prado): "Hacia 1551, Tiziano y Felipe II debieron hablar en Augsburgo de las “poesías”, seis obras mitológicas concebidas para deleite de los sentidos que el pintor entregaría al monarca entre 1553 y 1562 y que visualizan aspectos fundamentales de la teoría del arte veneciano como la primacía del color sobre el dibujo. Esta sección, la única no estrictamente cronológica, incluye otras obras, principalmente La Venus de Urbino, que ilustran la decisiva contribución de Tiziano al tratamiento del desnudo femenino tumbado." Esa última obra (de 1538) es considerada por Mark Twain como "la más loca, vil y obscena pintura que posee el mundo" (citado en Brooks -fuente citada en Erotismo#Dibujo y pintura-). Las "poesías" ilustran escenas de Las metamorfosis de Ovidio.

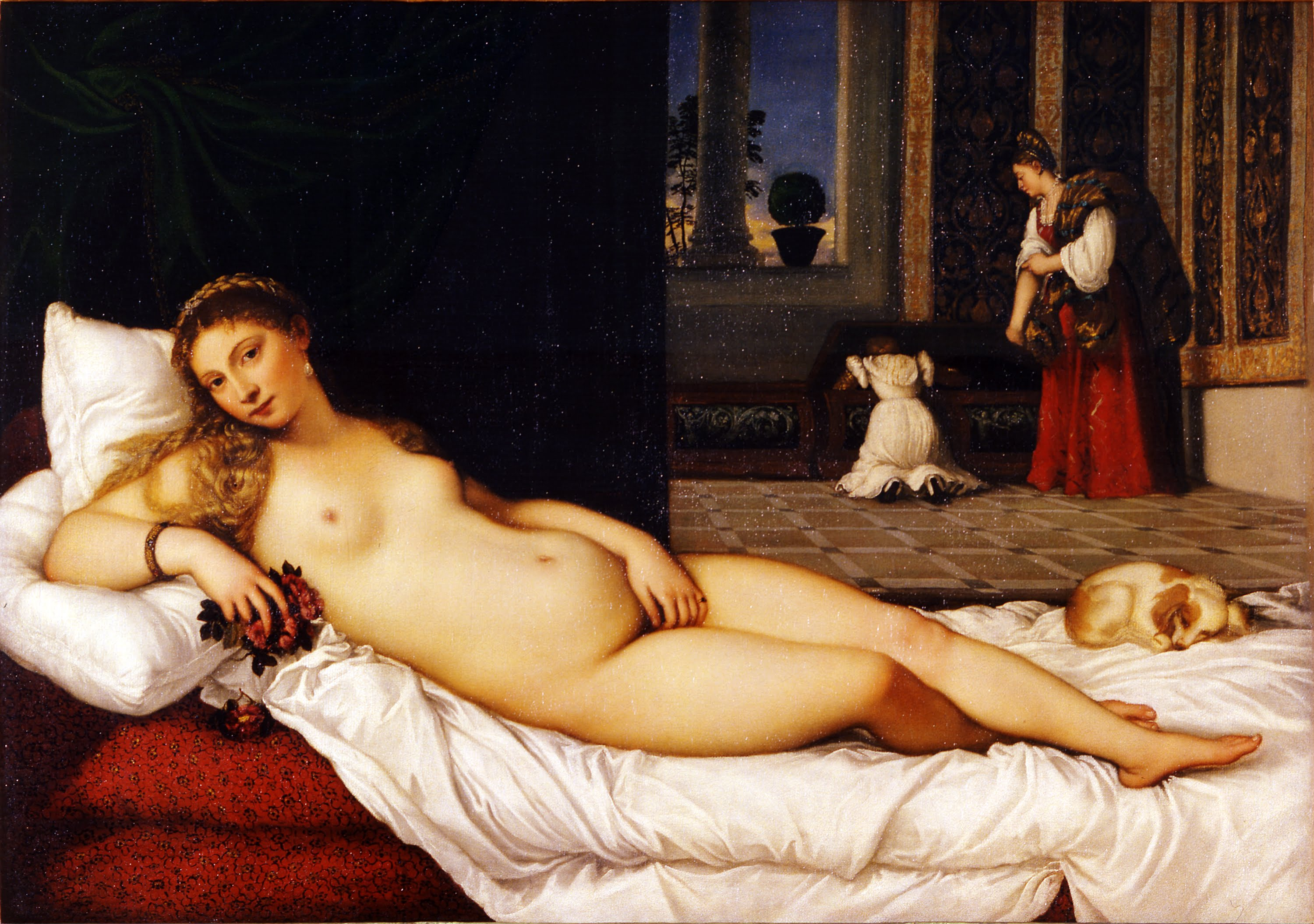
La Venus de Urbino (no pertenece al grupo de las "poesías").
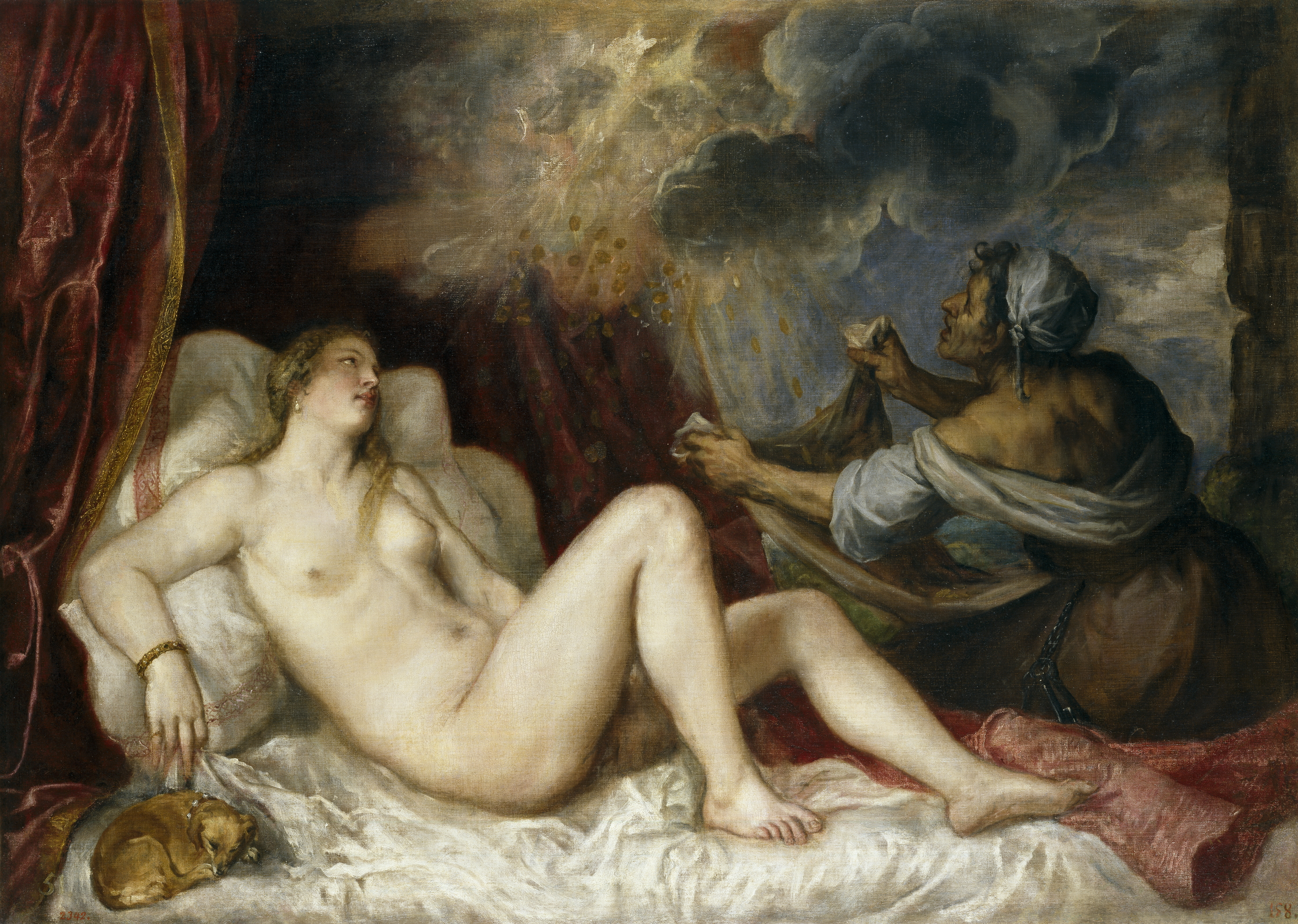
Danae recibiendo la lluvia de oro
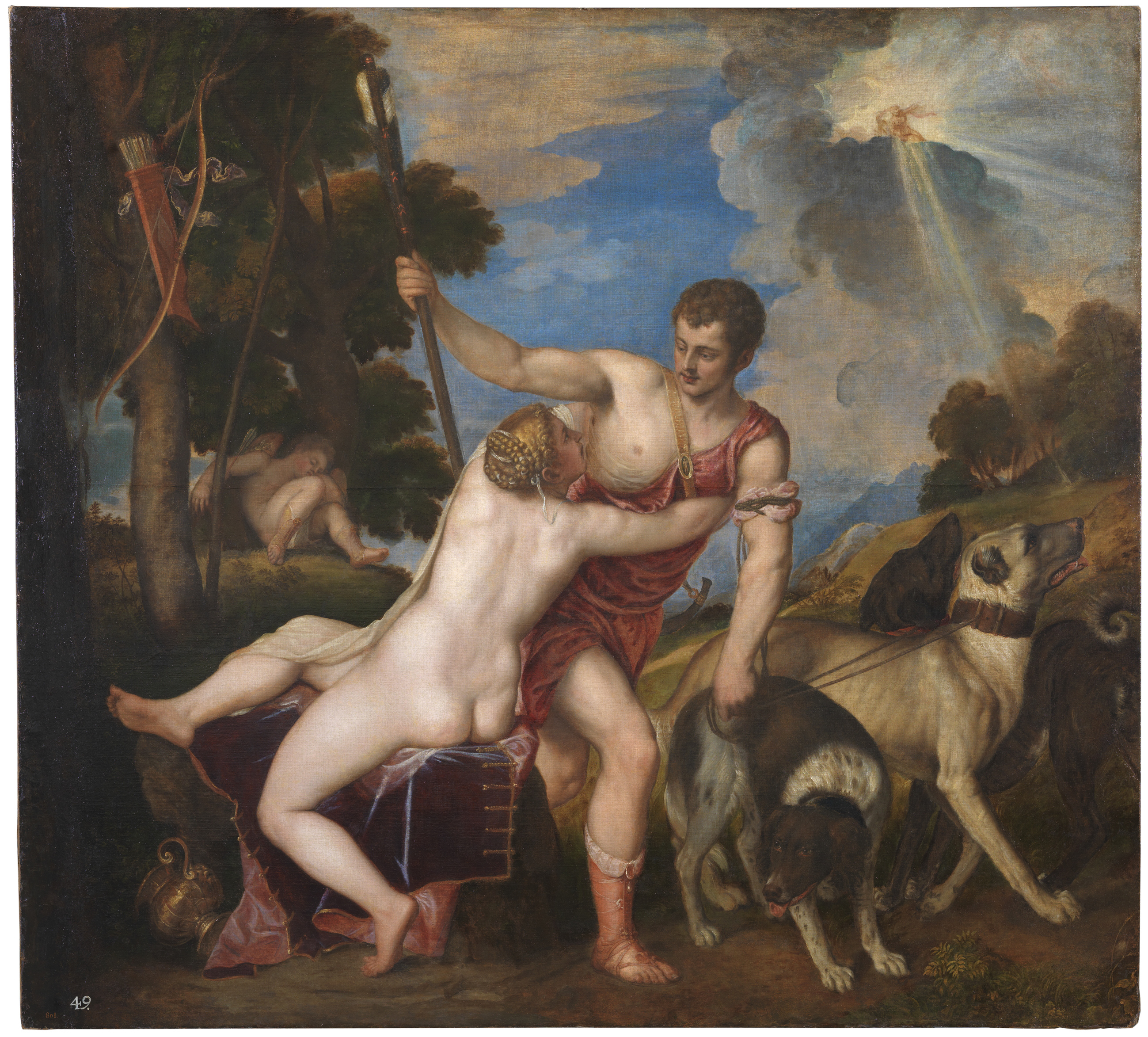
Venus y Adonis (Tiziano)
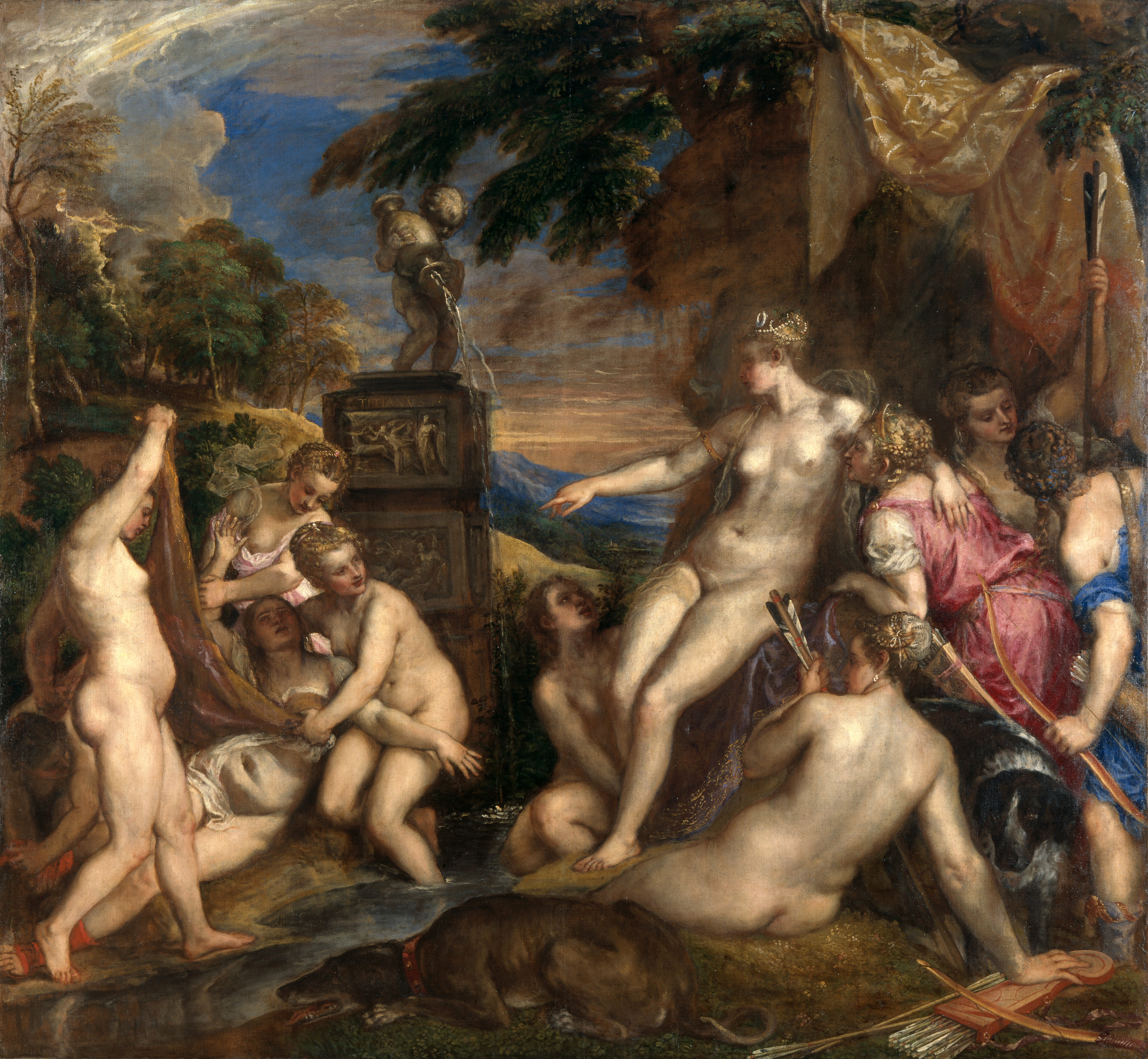
Diana y Calisto
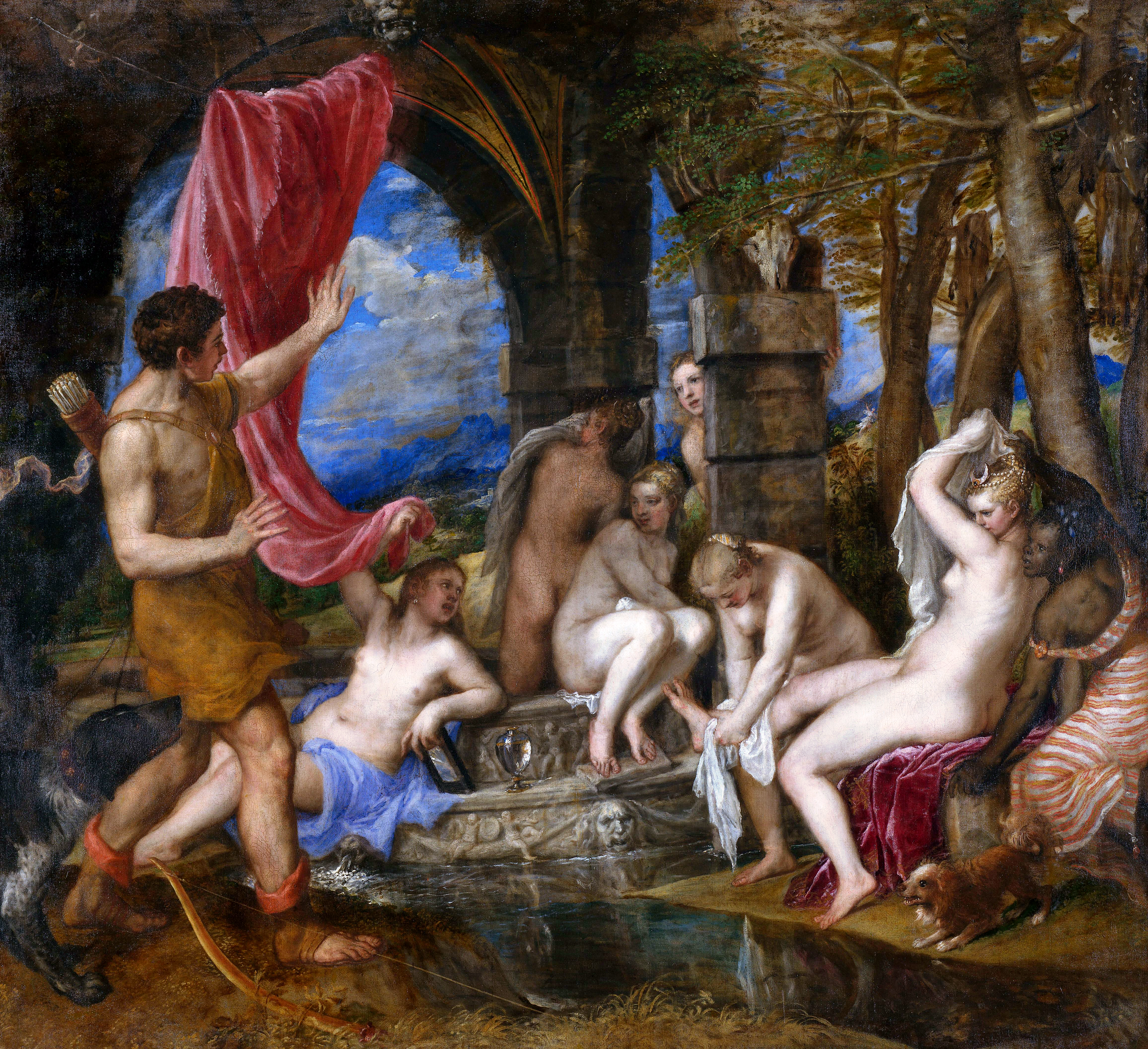
Diana y Acteón

### Paisaje

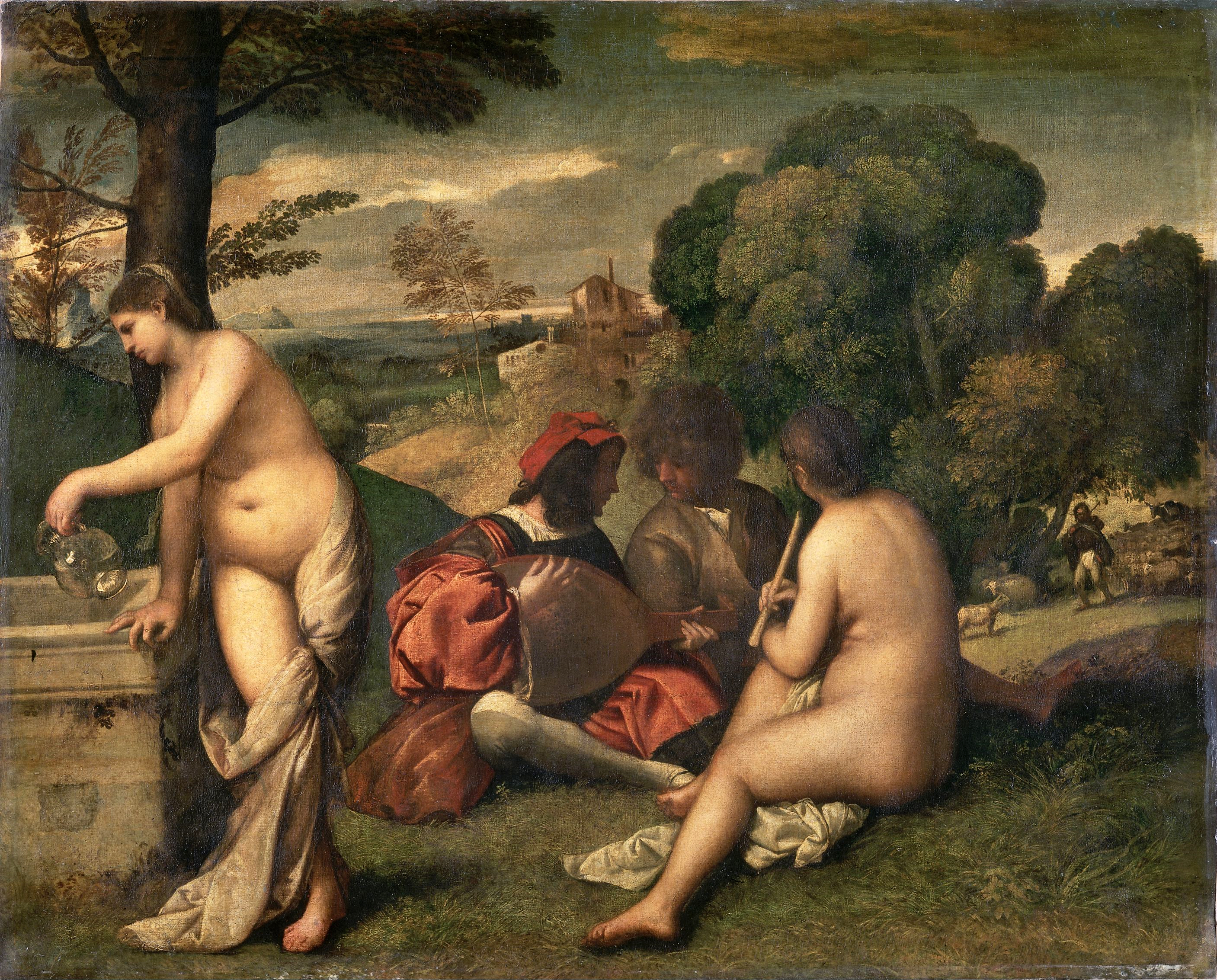
Concierto campestre, ca. 1509. Atribuida anteriormente a Giorgione, se interpreta actualmente como una obra de juventud de Tiziano, con el tema de la alegoría de la poesía, reconstrucción visual de la Arcadia de las Bucólicas de Virgilio tal como se reinterpretaban por Jacopo Sannazaro
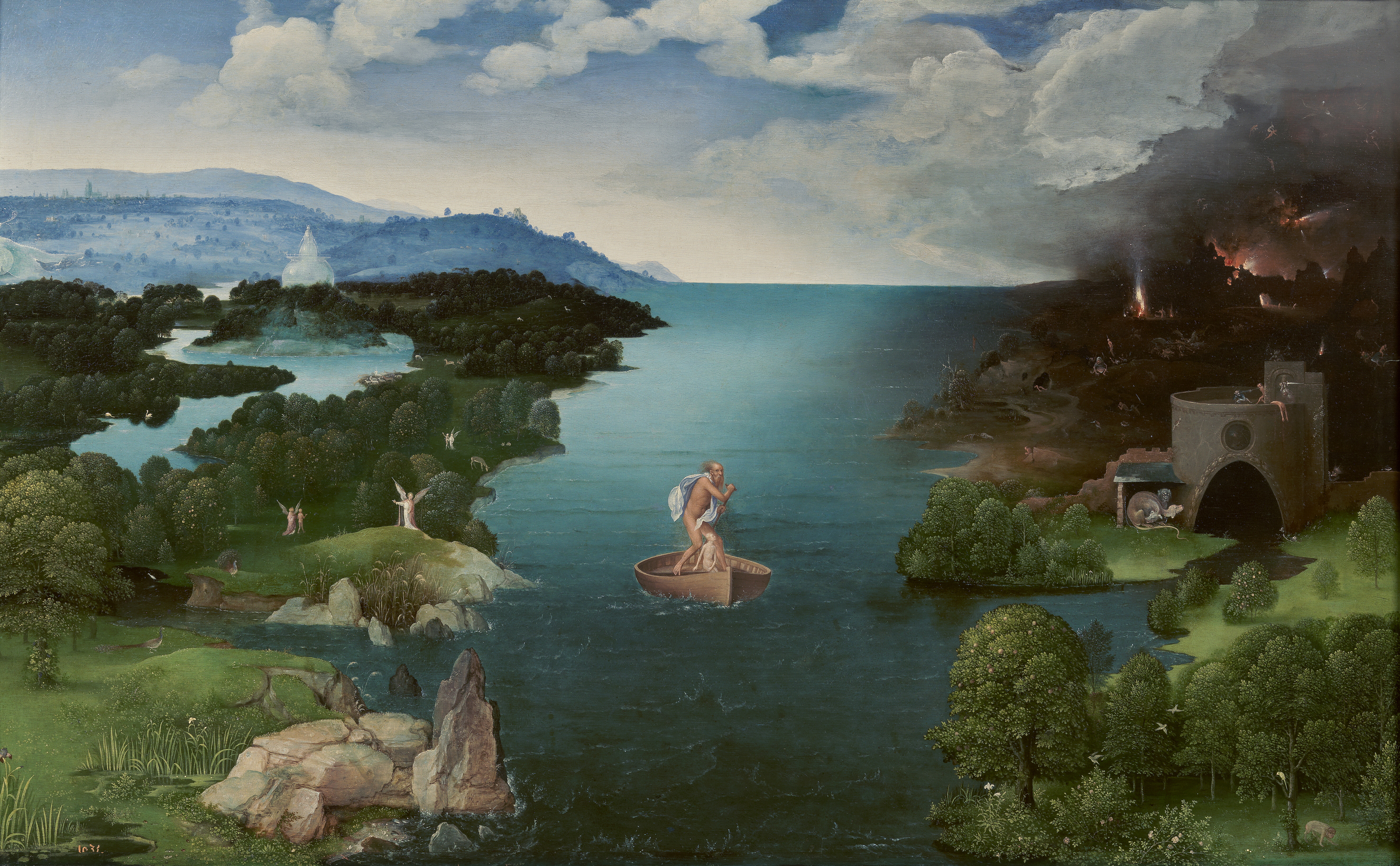
El paso de la laguna Estigia, de Joaquín Patinir, ca. 1520-1524.
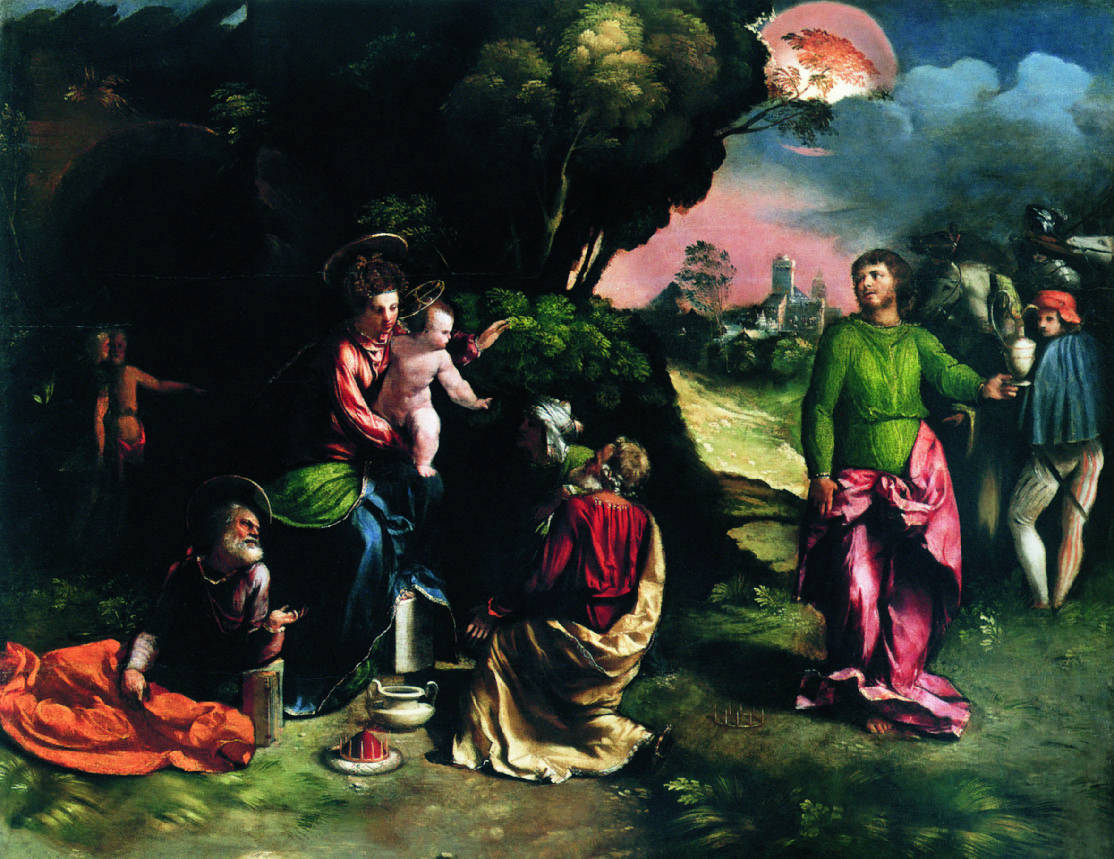
Adoración de los Magos, de Dosso Dossi, ca. 1530-1542.
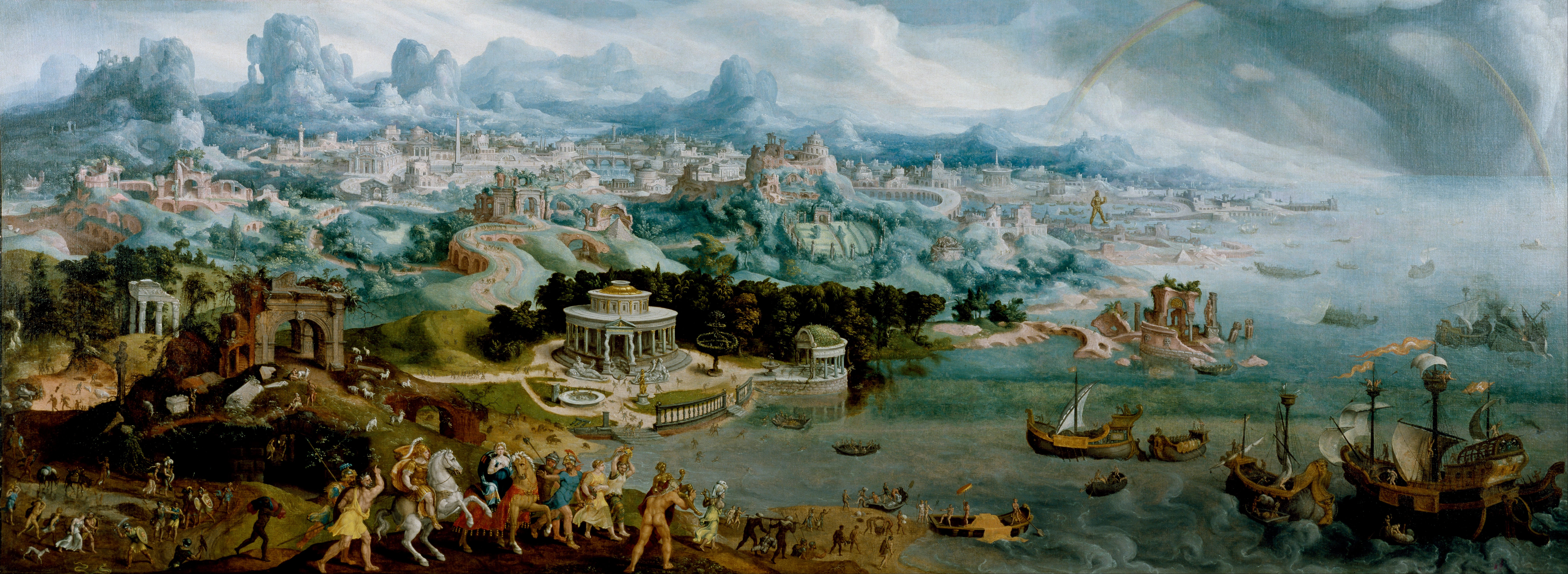
Secuestro de Helena y las maravillas del mundo antiguo, de Martin van Heemskerck, 1535.]]
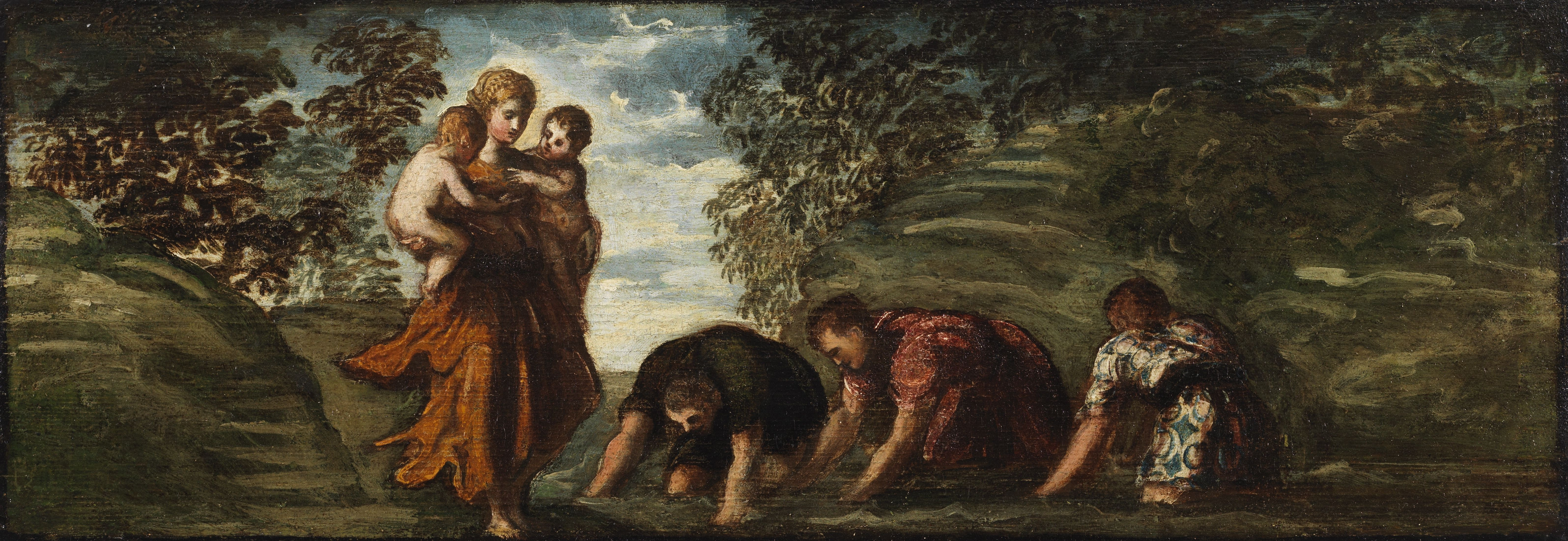
Latona convirtiendo en ranas a los campesinos de Licia, de Tintoretto, 1545-1548.

Aunque el paisaje no es en esta época un género propio por sí mismo, sino el fondo de las composiciones de otros géneros, en algunos casos (especialmente en la pintura flamenca) cobra un extraordinario valor al suponer la mayor parte de la superficie pictórica. Está muy presente en la pintura mitológica y también en buena parte de la pintura religiosa. Evoluciona hacia el paisaje barroco.

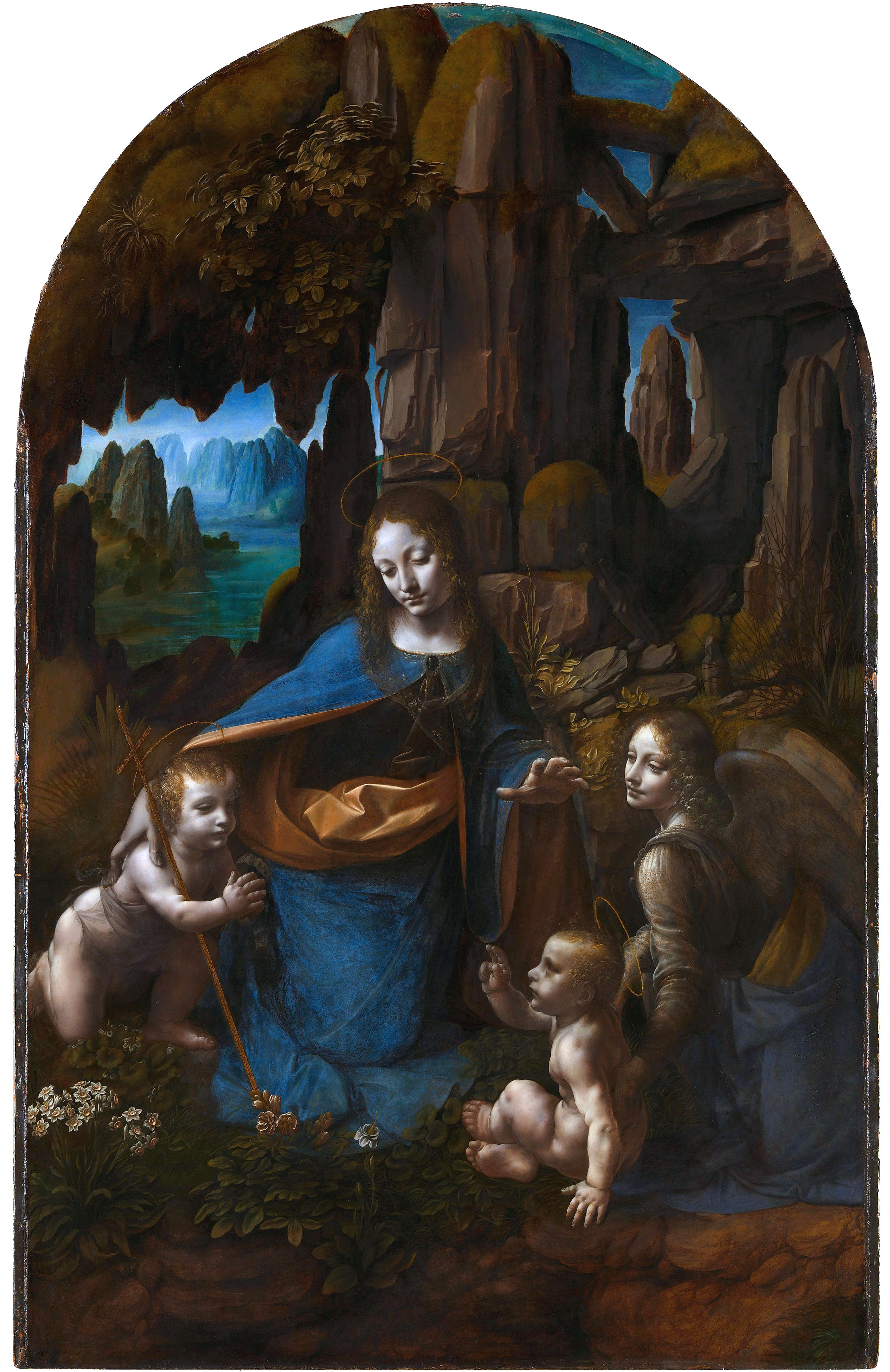
La Virgen de las rocas, de Leonardo (dos versiones, de 1483 a 1508).
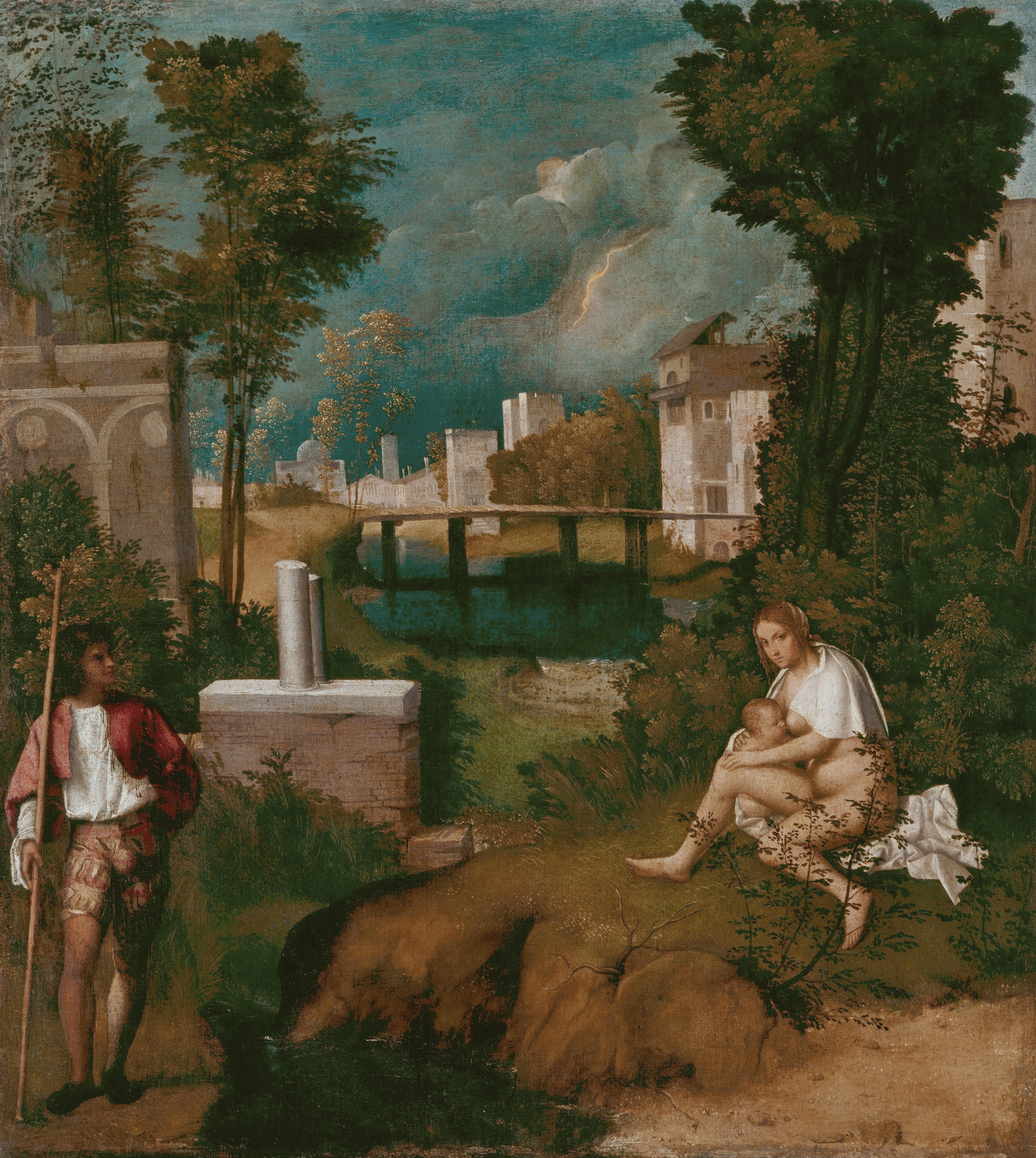
La tempestad, de Giorgione, 1507-1508.
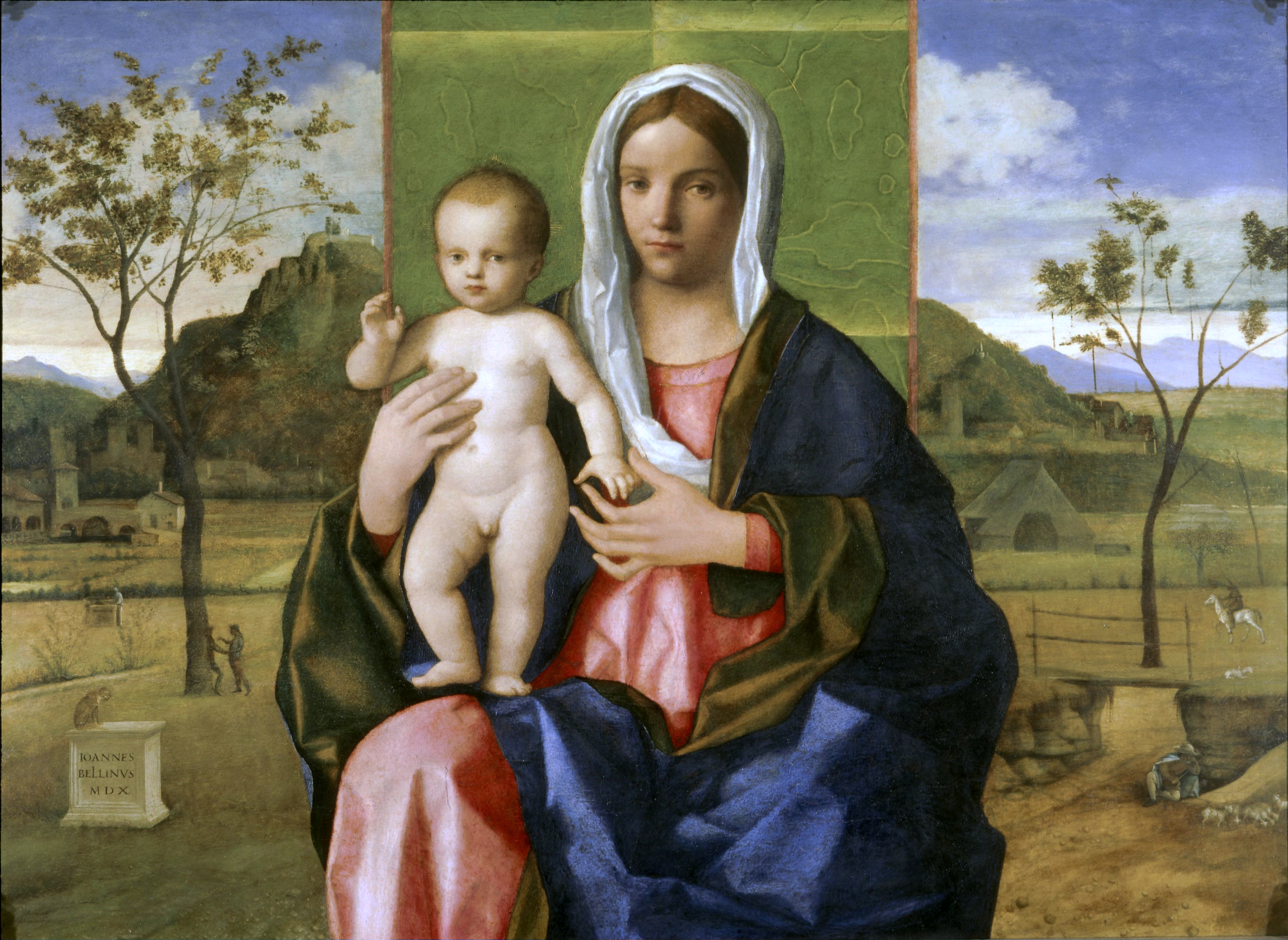
Madonna di Brera, de Giovanni Bellini, 1510.
San Jorge derrotando al dragón, de Altdorfer, 1510.
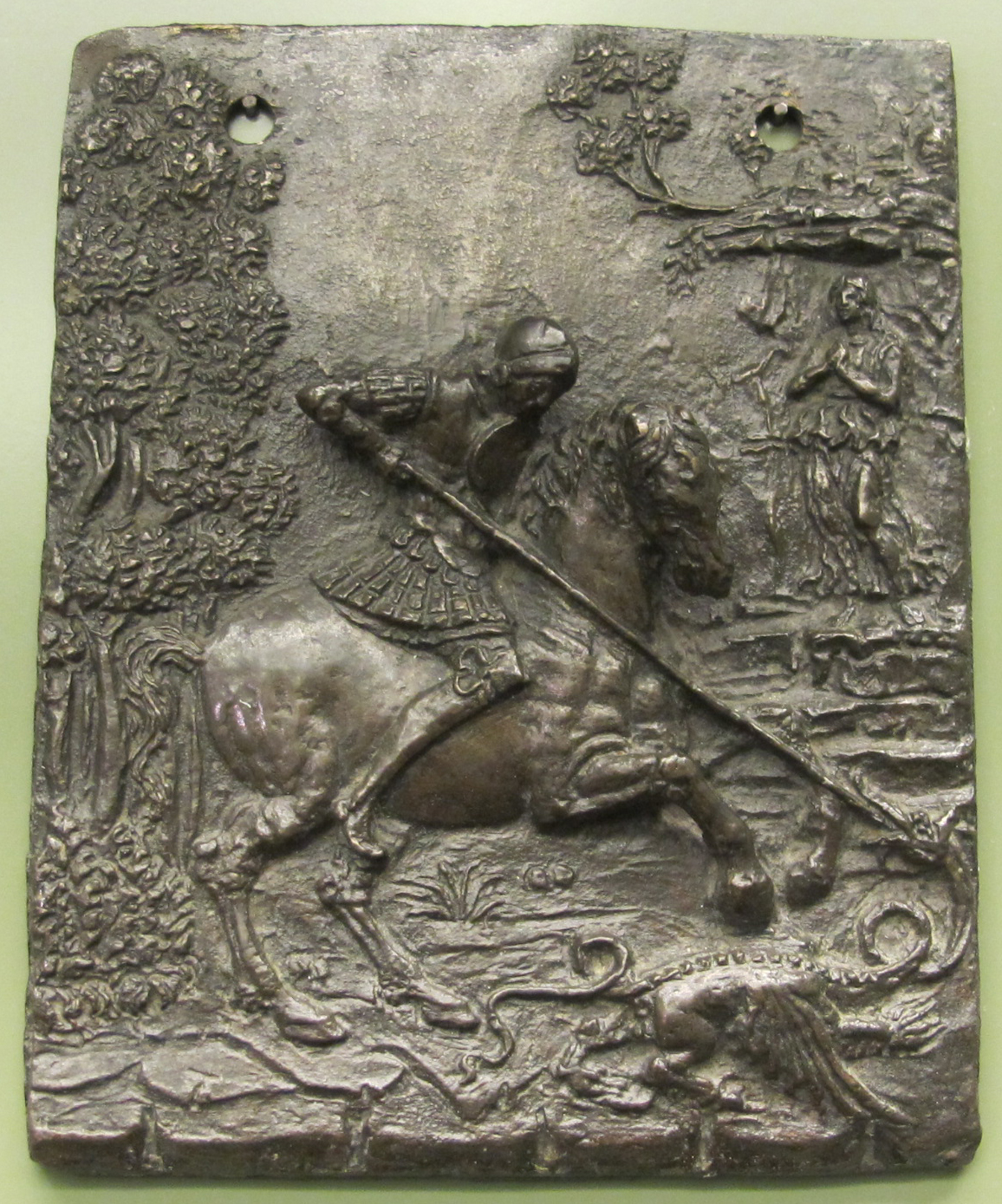
San Jorge y el dragón, de Andrea Briosco.

Es muy significativo el impacto que sobre los pintores flamencos tenía el casi preceptivo viaje a Italia que realizaban tras su aprendizaje en sus talleres locales, llenando sus paisajes de rocas y cumbres escarpadas, de las que su entorno carece. No obstante, el paisaje flamenco es de gran originalidad, caracterizándose por el gusto por el detalle perfeccionista de su escuela y sus tradiciones técnicas (se ha llegado a decir que los cuadros flamencos son miniaturas en grande, mientras que los cuadros italianos son frescos en pequeño). "Se considera a Joaquín Patinir como el primer paisajista. Es el iniciador de la nueva representación panorámica del paisaje. Se sitúa ... como observador elevado y su mirada contempla todo el panorama, de donde viene la expresión paisaje panorámico. Para subrayar la lejanía, Patinir delimita cromáticamente tres zonas de colores: el pardo en el plano delantero, el verde en la zona media dominante y el azul para el plano posterior lejano donde el horizonte se confunde con el cielo. ... Herri met de Bles, sobrino de Patinir, perpetúa los procedimientos de éste, con una inspiración más onírica. Ofrece una factura más relajada e innova con una gama particular de tonos pardo-rojos y sombríos azules. Lucas Gassel también se inspira directamente en Patinir. Consigue satisfacer su amor sincero por la naturaleza y lo junta con su interés por la geografía, estimulada por los grandes descubrimientos de la época. Se aplica a la topografía de las ciudades, lo que le hace antecesor de los paisajistas urbanos. Cornelis Massys se conforma a las reglas del paisaje panorámico, mostrando la tensión y aridez de las ciudades y la horizontalidad del paisaje. Gracias a este maestro y a partir de estas fechas, hacia mediados del siglo XVI, el paisaje imaginario y panorámico practicado e introducido por Patinir sufre una simplificación. La amplitud y complicación de formas, junto con la inverosimilitud, desaparecen en favor de una representación más fiel de la realidad. Jacob Grimmer casa perfectamente con esta tendencia realista. Gillis Mostaert, que colabora con Grimmer, está animado por la misma búsqueda de verdad objetiva. El carácter excepcional de las obras de El Bosco y de Bruegel se inscribe al margen y a contracorriente de la influencia dominante del Renacimiento italiano sobre la escuela de Amberes, representada por Frans Floris y los manieristas antuertpienses de comienzos del siglo XVI. ... Heredero de los primitivos, los planos lejanos de El Bosco contienen los paisajes más realistas que se hubieran pintado desde Van Eyck."

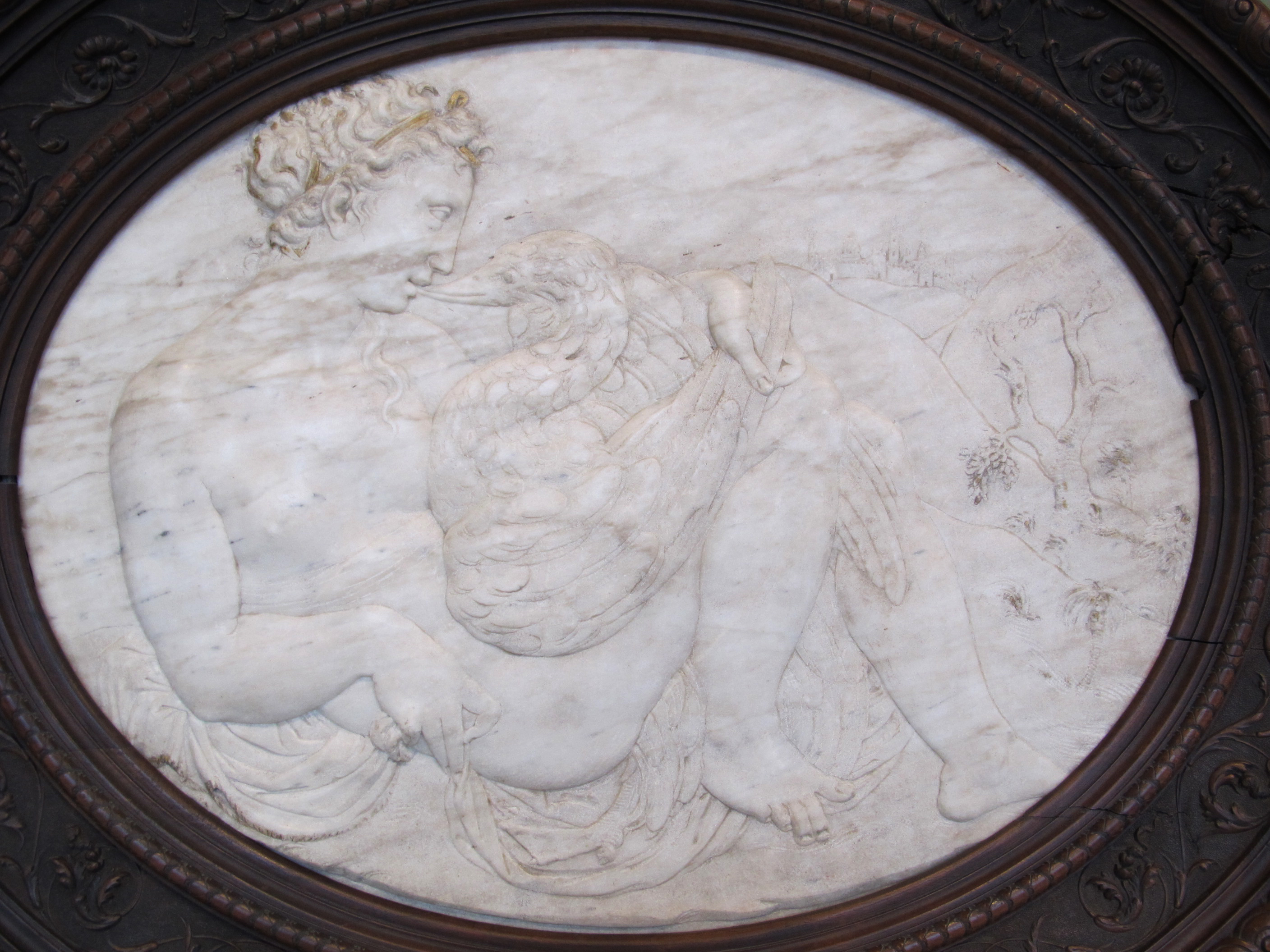
Leda y el cisne, de Pierino da Vinci, antes de 1553.
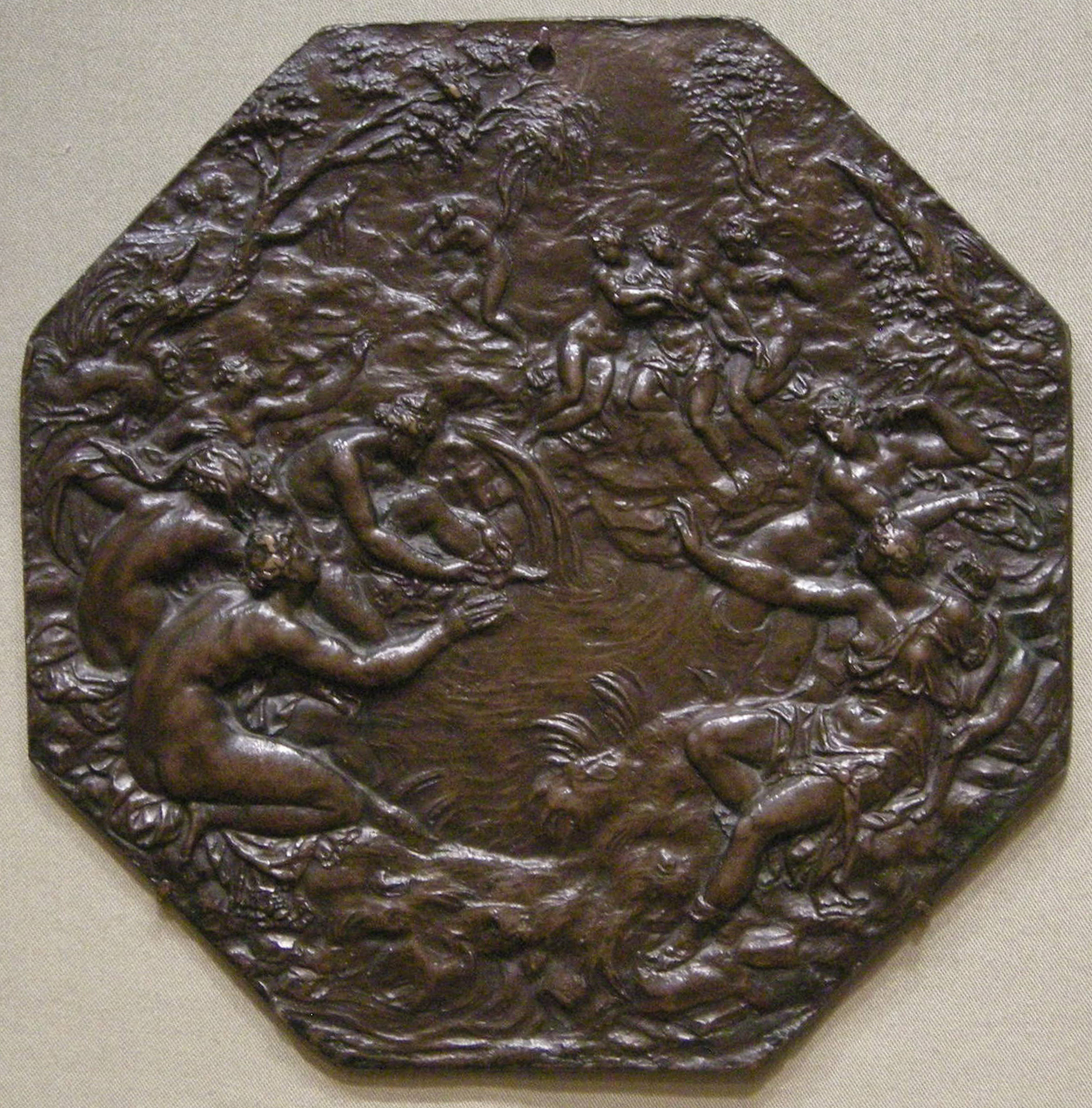
Diana y Calisto, de Guglielmo della Porta, ca. 1553-1555.
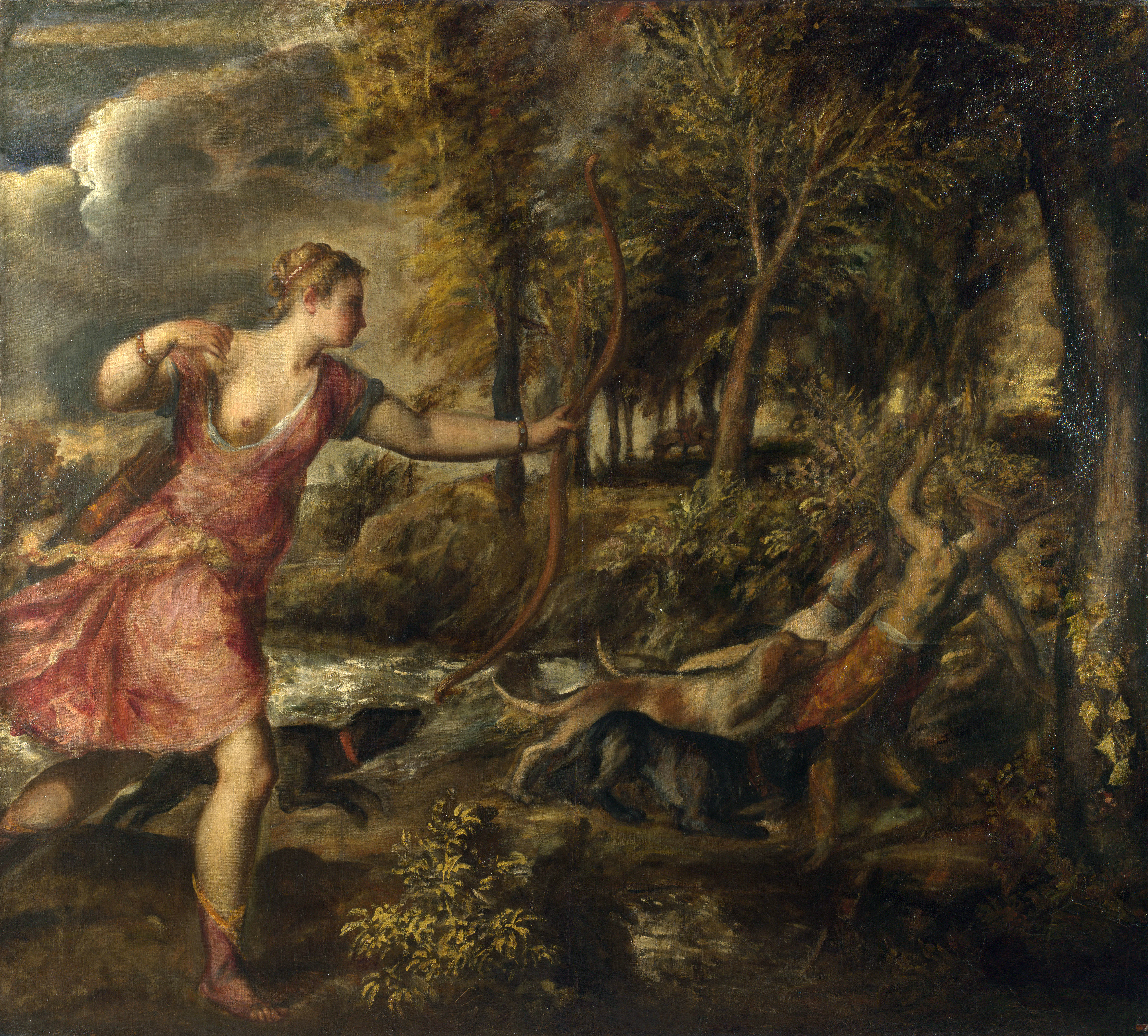
Muerte de Acteón, de Tiziano, 1559-1575.
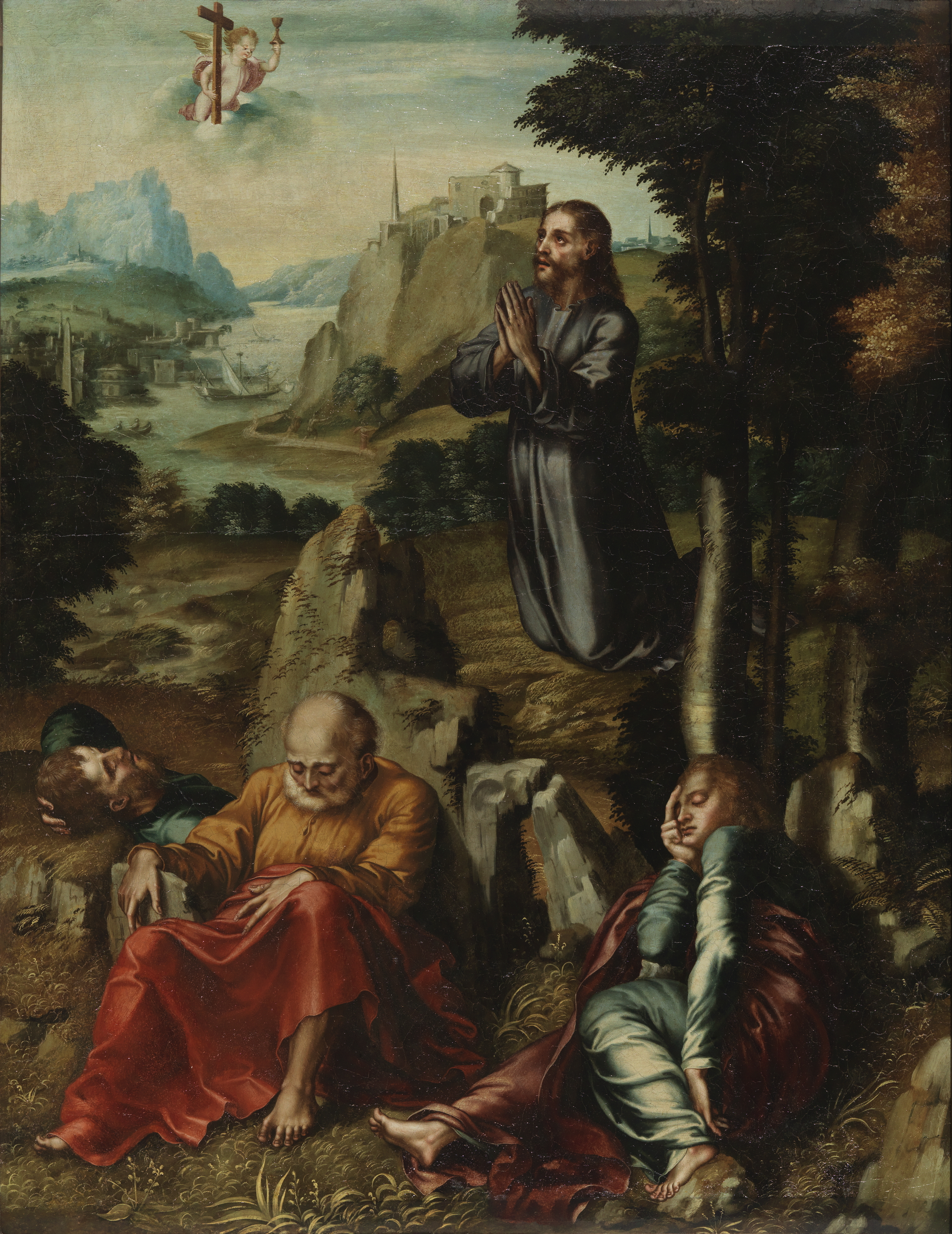
La oración en el huerto, de Luis de Morales, 1560-1570.
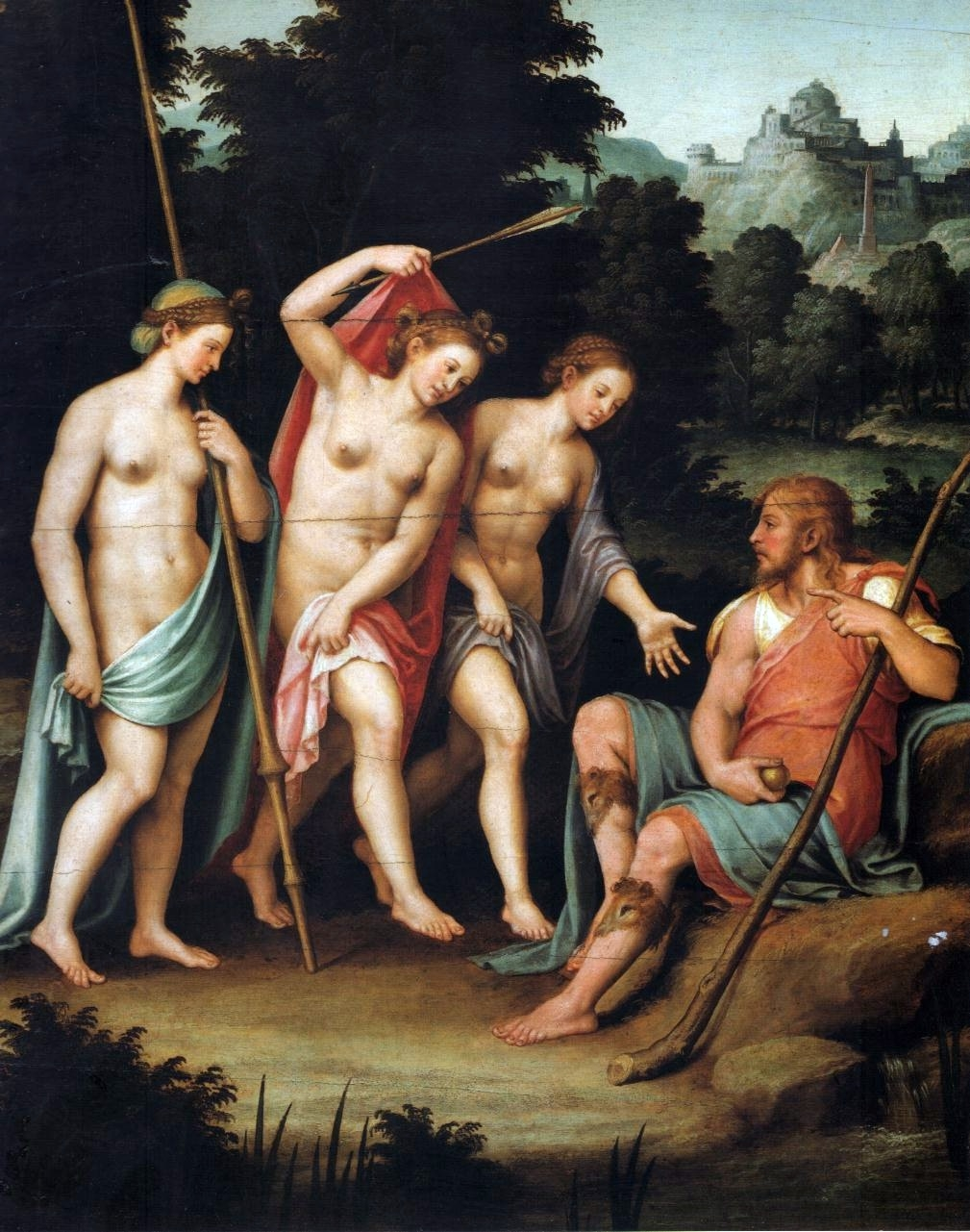
El juicio de Paris, de Juan de Juanes.

Se detecta un cambio profundo en el arte flamenco de la segunda mitad del siglo XVI, relacionado con las transformaciones económico-sociales y político-religiosas cuya violencia se explicitó con la revuelta de Flandes (1568). "La represión religiosa acompañada de una revolución social llena Flandes de inquietud, llevando a la miseria o el exilio a numerosos artistas. A pesar de las vicisitudes de los tiempos el arte se transforma en profundidad bajo el impulso de un ideal menos austero ... El arte del paisaje se metamorfosea y seculariza. Renace con Pieter Bruegel el Viejo (el paisajista más importante del siglo XVI), los Valckenborch, Gillis Mostaert y Jacob Grimmer. ... Aunque sus cuadros conservan un profundo simbolismo, [Bruegel] fue el primero en desprenderse del género religioso. Naa'r leven ("de la vida") fue su divisa y su única guía. Hacia finales del siglo XVI se aprecia cada vez más que las obras de paisaje siguen las huellas de Bruegel y Grimmer. Hans Bol, artista conservador .... influirá en los Savery. Jacob Savery realiza una obra con sujetos populares, mientras que su hermano Roelandt ... se distancia de las escenas de género e innova con paisajes origianes: bosques y forestas pobladas de animales extraños. Lucas y Marten van Valckenborch son los verdaderos precursores del paisaje manierista [de finales de siglo] ... perpetúan con éxito la tradición de Patinir, aunque abandonan las tres zonas cromáticas ... para reemplazarlas por un colorido más unificado. Como Pieter Bruegel, pintan meses y estaciones. Su modernidad reside sobre todo en la elección de nuevos sujetos: descripción de estas elegantes o la actividad de ciudades y sus príncipes. Se constata que asignan a sus cuadros otro objetivo, más decorativo, en armonía con el gusto de una nueva y rica clientela de mercaderes industriosos e ilustrados de Amberes, de Alemania o de Austria. Un cierto estancamiento afecta al arte a finales del siglo XVI, en parte por la emigración de artistas de talento a causa de los problemas religiosos. Mientras que los hermanos Valckenborch se establecen en Francfort y en Linz, Roelandt Savery, tras pasar por Holanda con su hermano Jacob, irá a Praga, y Gillis van Coninxloo dejará Amberes por el bosque renano antes de volver a Amsterdam. Gillis van Coninxloo representa el último maestro paisajista importante del siglo XVI. Se ignora si hizo el viaje a Italia, pero desde luego sus cuadros muestran una fuerte influencia italiana. En sus grandes paisajes forestales evoca la tradición veneciana, mientras que las montañas fantásticas recuerdan a Patinir... Desde 1584 ... hasta 1595 será el jefe de filas de un grupo de paisajistas que más tarde se llamará la escuela de Frankenthal. Estos artistas eran en su mayoría flamencos, pero numerosos holandeses se les unieron. ... una corriente que algunos denominan paisaje manierista. En esta línea trabajaron Pieter Schoubroeck y Antoine Mirou ... así como Krestiaen de Keunik, David Vinckboons y Abraham Govaerts. Sus producciones engloban a la vez el fin del XVI y el comienzo del XVII. A comienzos del siglo XVII, Joos de Momper es uno de los primeros maestros flamencos, si no el primero, en consagrarse exclusivamente al paisaje ... Su estilo se encuentra en los paisajes atormentados de Tobias Verhaecht. En esta época... trabajó el misterioso Maestro de los paisajes de invierno que, hace algunos años, se identificó con Gysbrecht Leytens, maestro que dio al bosque invernal una extraña apariencia de inmovilidad, romántica y casi irreal." Los manieristas de Amberes de comienzos del siglo XVII continuaban produciendo paisajes para una demanda cada vez más amplia e internacional.

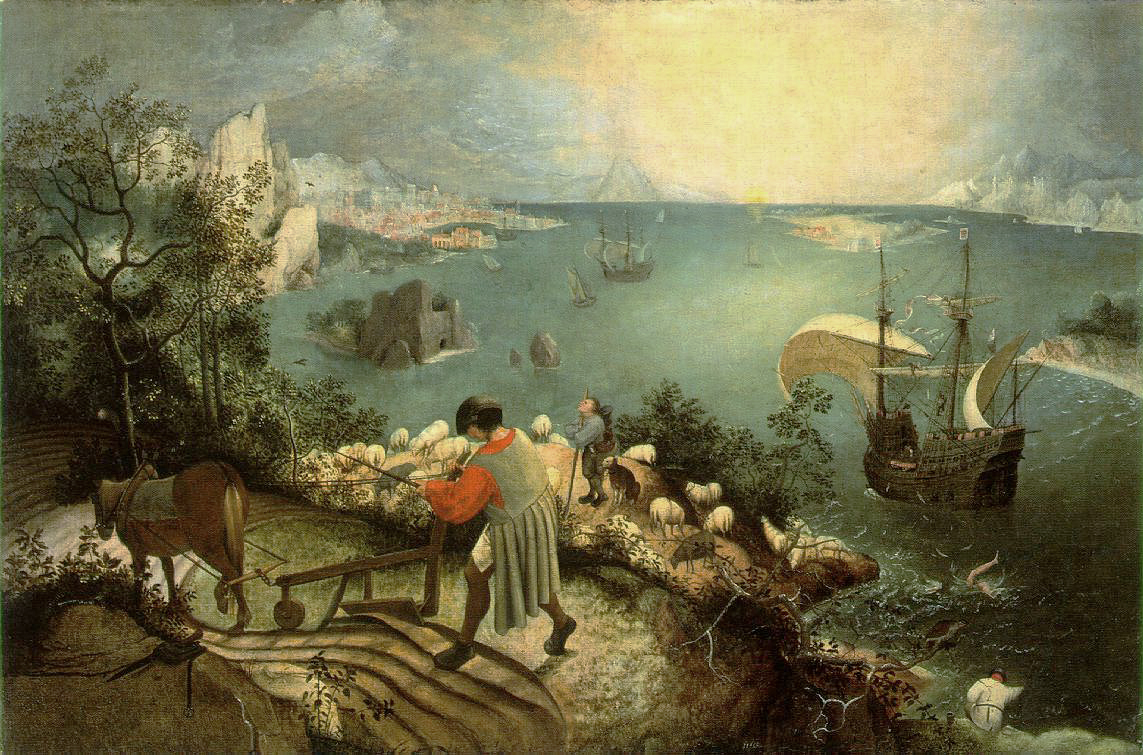
La caída de Ícaro, de Pieter Bruegel el Viejo, datación debatida.
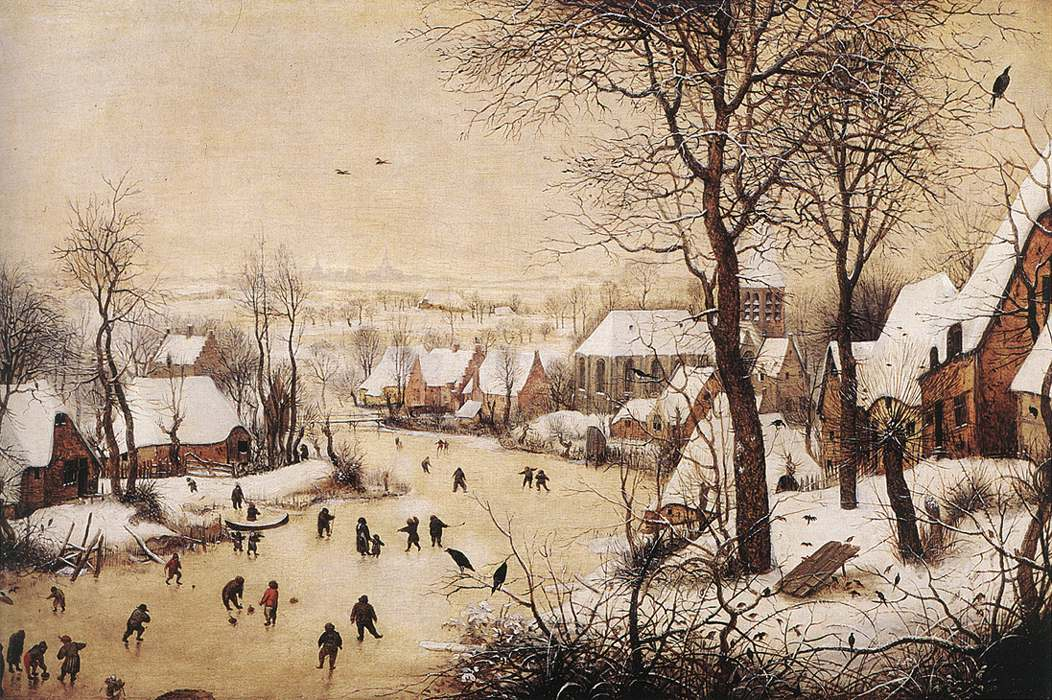
Paisaje con patinadores y trampa para pájaros, de Pieter Brueghel el Viejo.
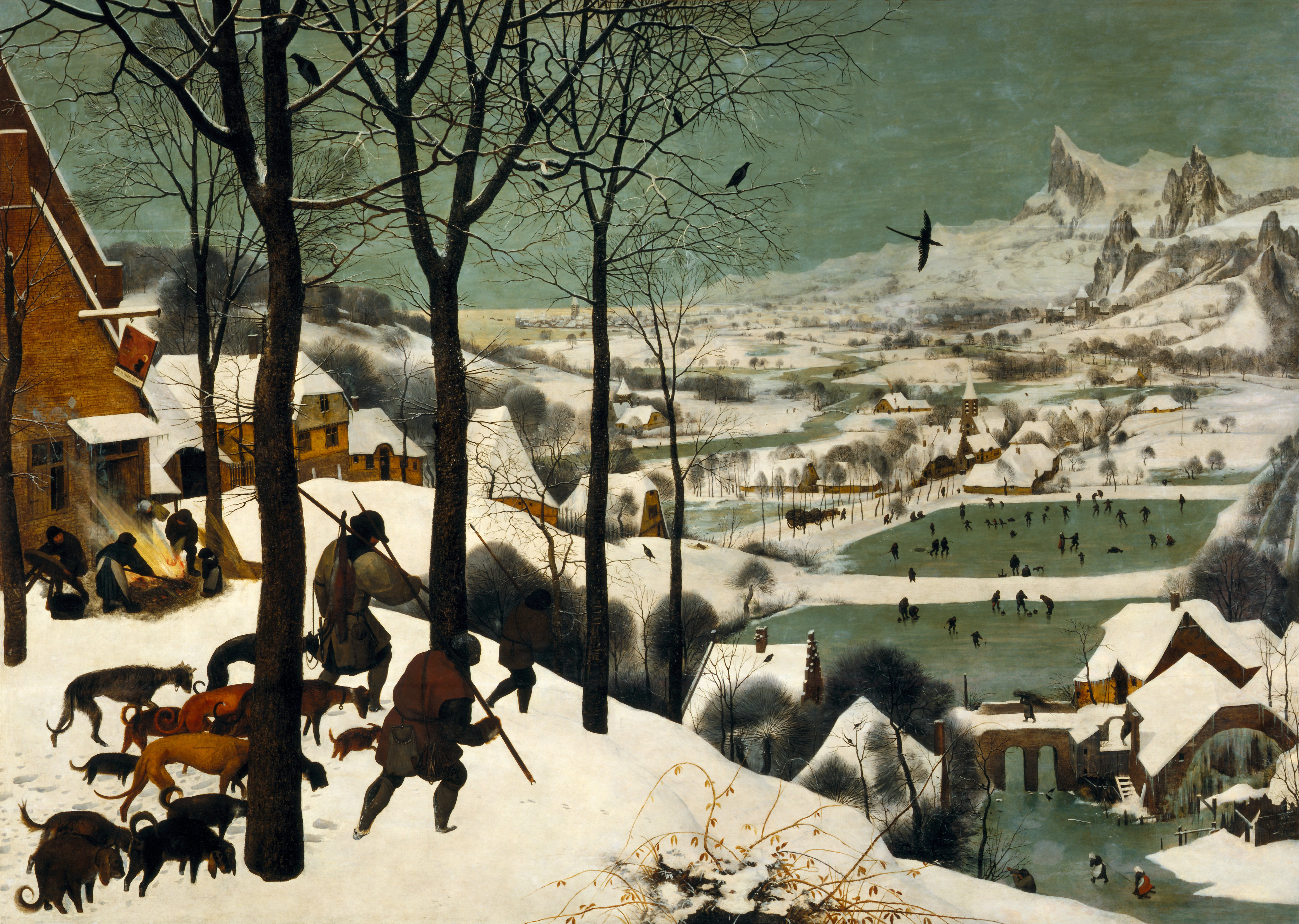
Cazadores en la nieve, de Pieter Brueghel el Viejo, 1565.
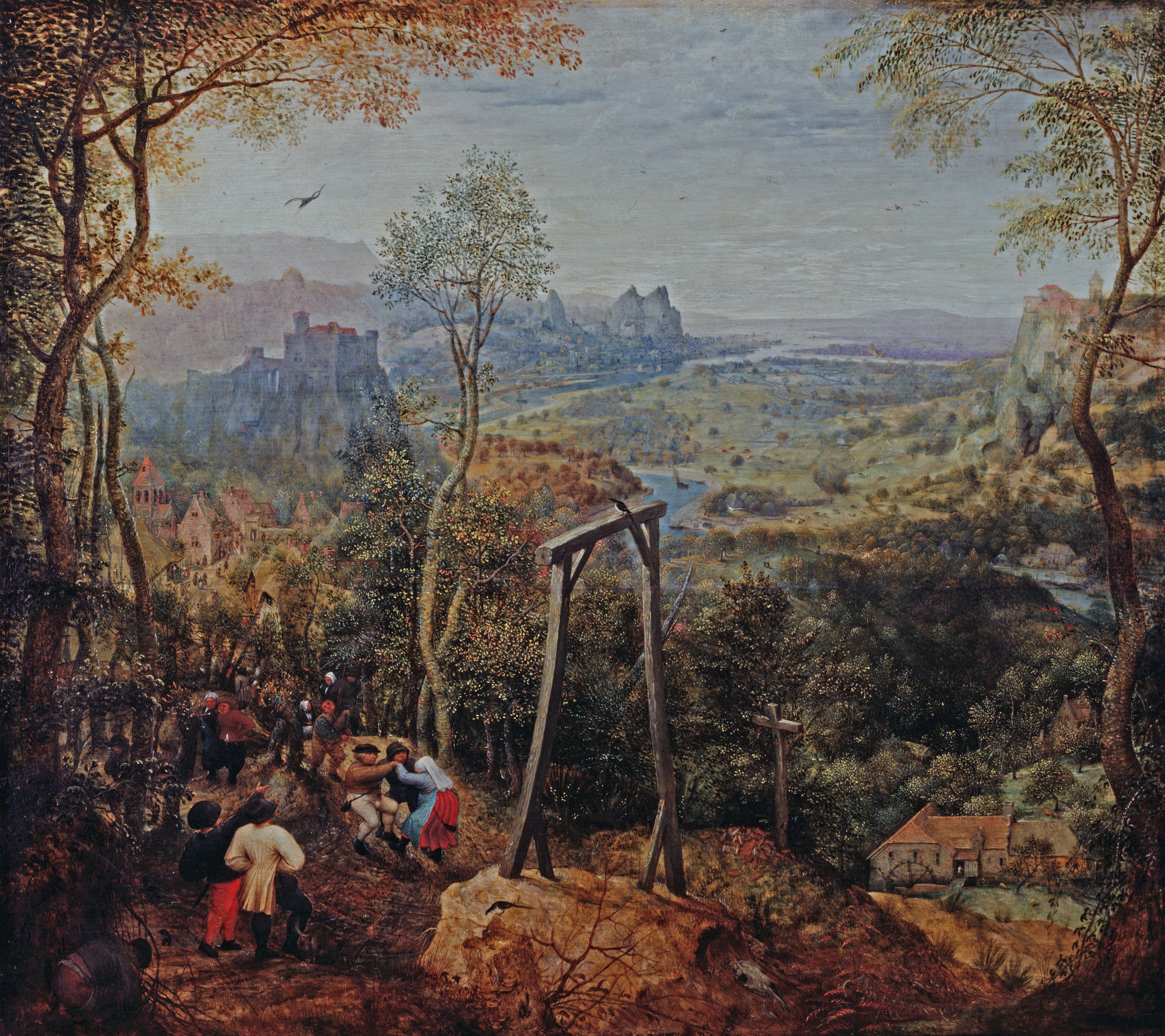
La urraca sobre el cadalso, de Pieter Brueghel el Viejo, 1568.

En cuanto al paisaje italiano, que en el Quattrocento aparece como un estudio humanístico de la naturaleza (la flora detallada de Botticelli), recibe un tratamiento espectacular por Leonardo y es parte esencial en la escuela veneciana del Alto Renacimiento (los Bellini, Giorgione, Tiziano). Se considera a Niccolò dell'Abbate el introductor del "paisaje manierista italiano" en Francia. A finales de siglo, los clasicistas romanos desarrollaron el concepto de "paisaje ideal" (claro, armónico, boscoso, bañado por la luz del sol, de composición rigurosa, con planos estructurados a modo de escenario -si contiene figuras mitológicas y construcciones clásicas, se denomina "paisaje heroico"-), diferenciado del "paisaje universal" o panorámica, desarrollada por los flamencos.
El paisaje manierista español, que tiene su tradición local en lo hispanoflamenco, recibe en el siglo XVI la influencia italiana y tiene su culminación a finales de siglo con El Greco.

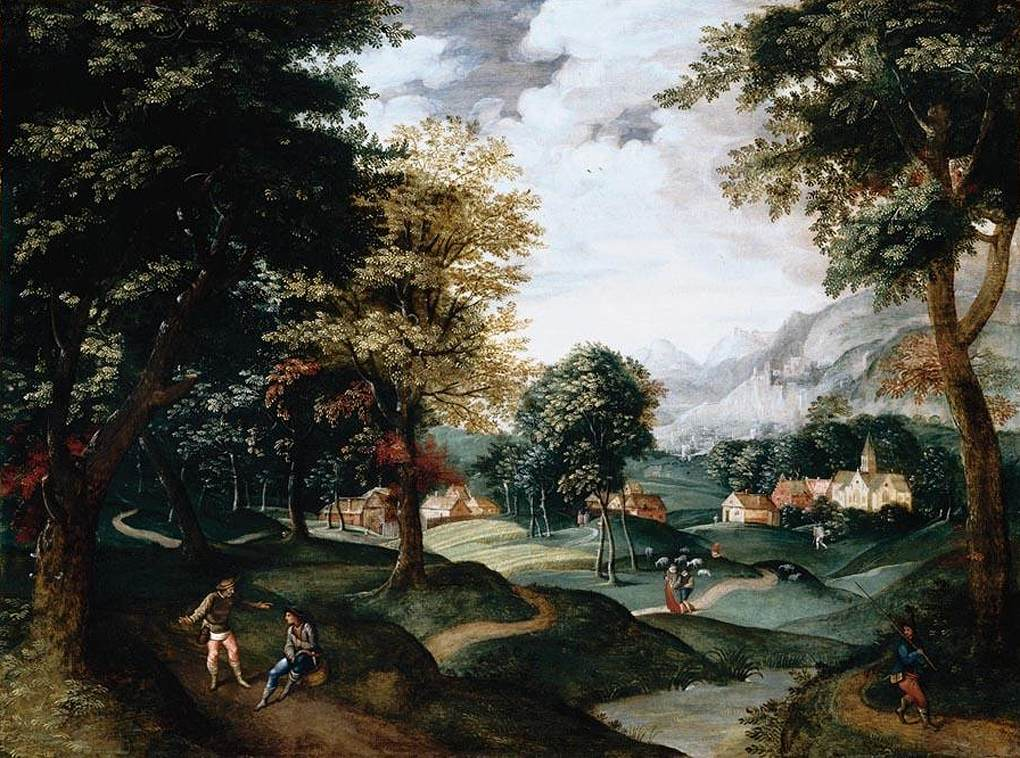
Paisaje, de Jacob Grimmer.
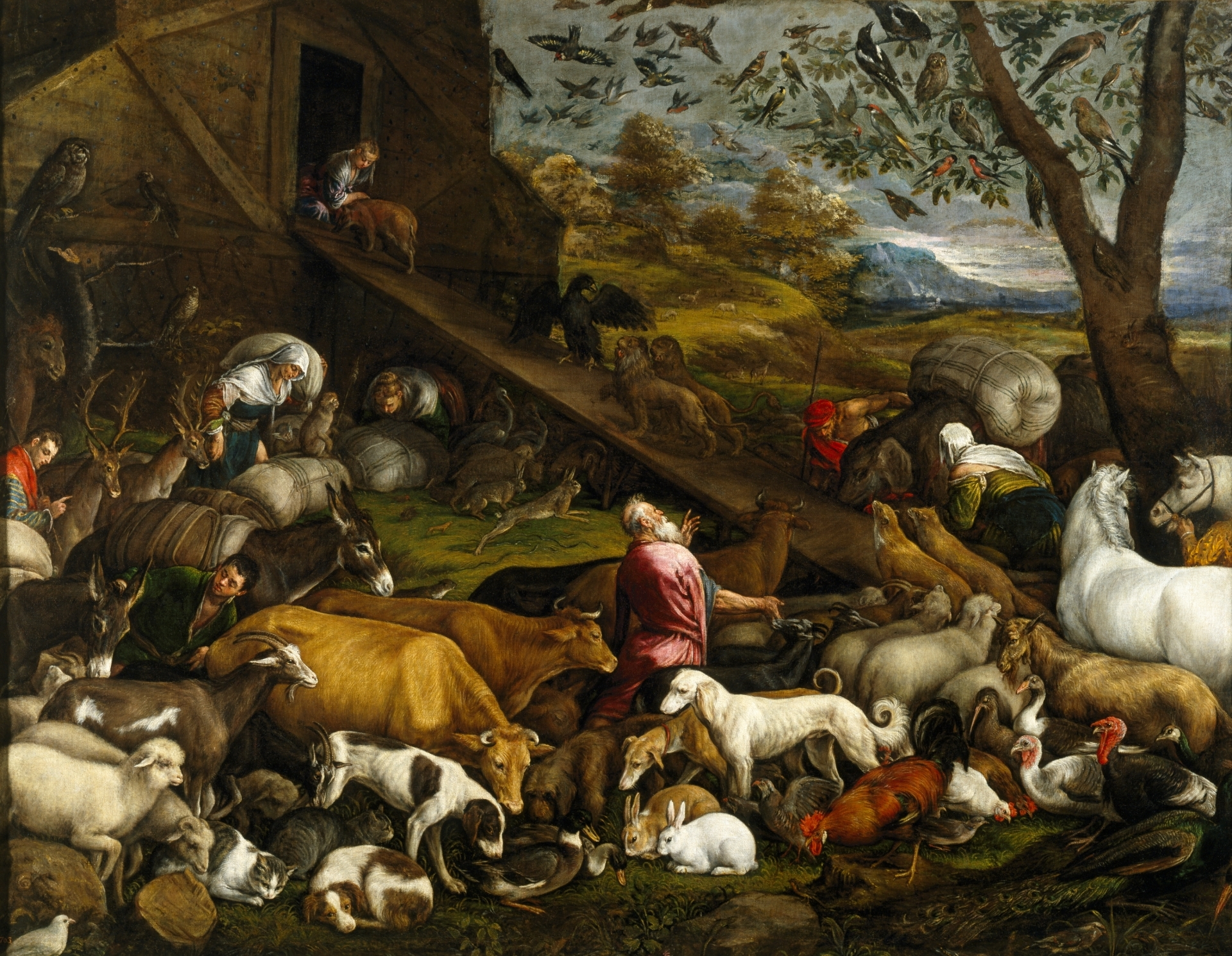
El arca de Noé, de Jacopo Bassano, 1570.
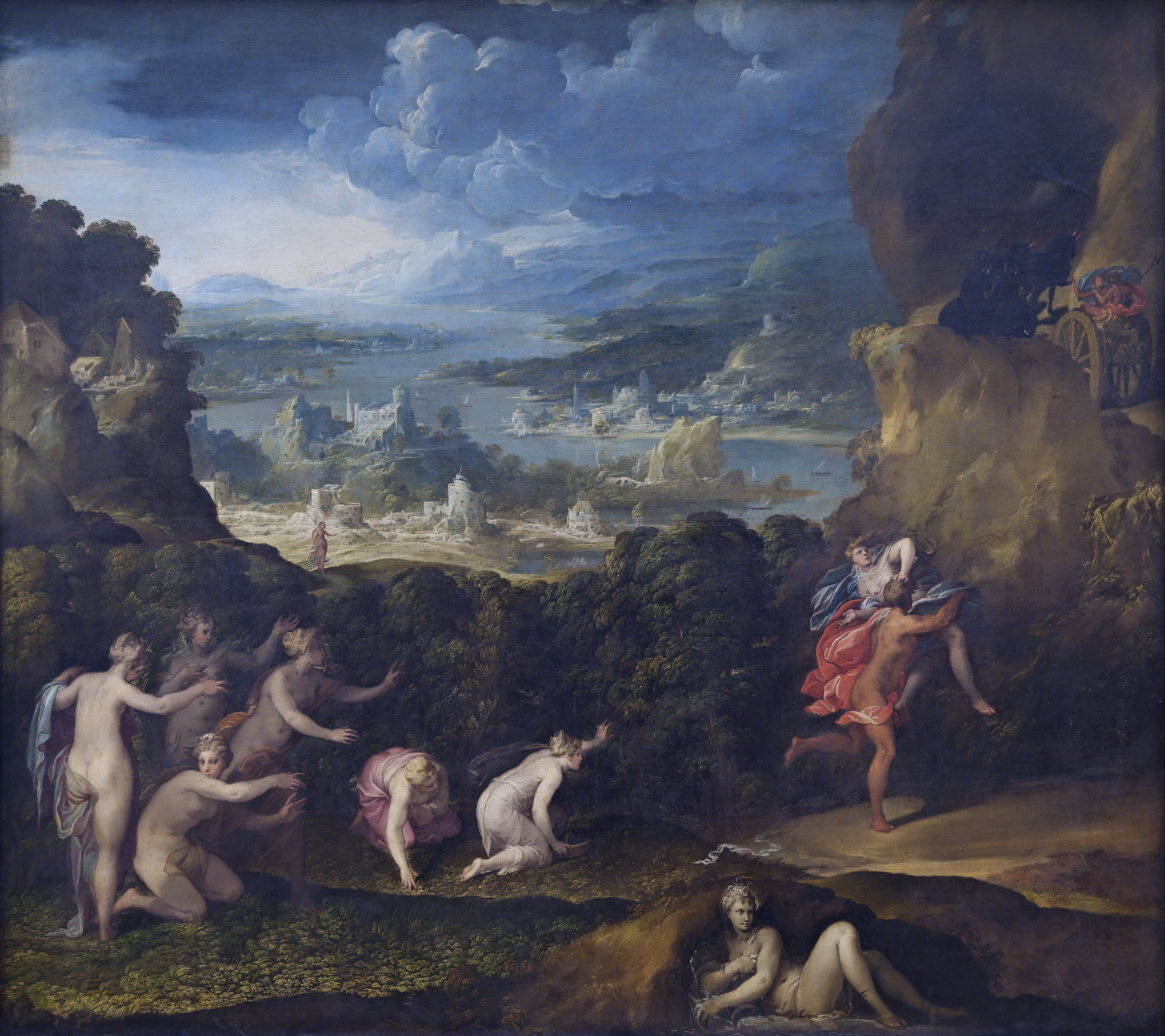
El rapto de Proserpina, de Niccolò dell'Abbate, ca. 1570.
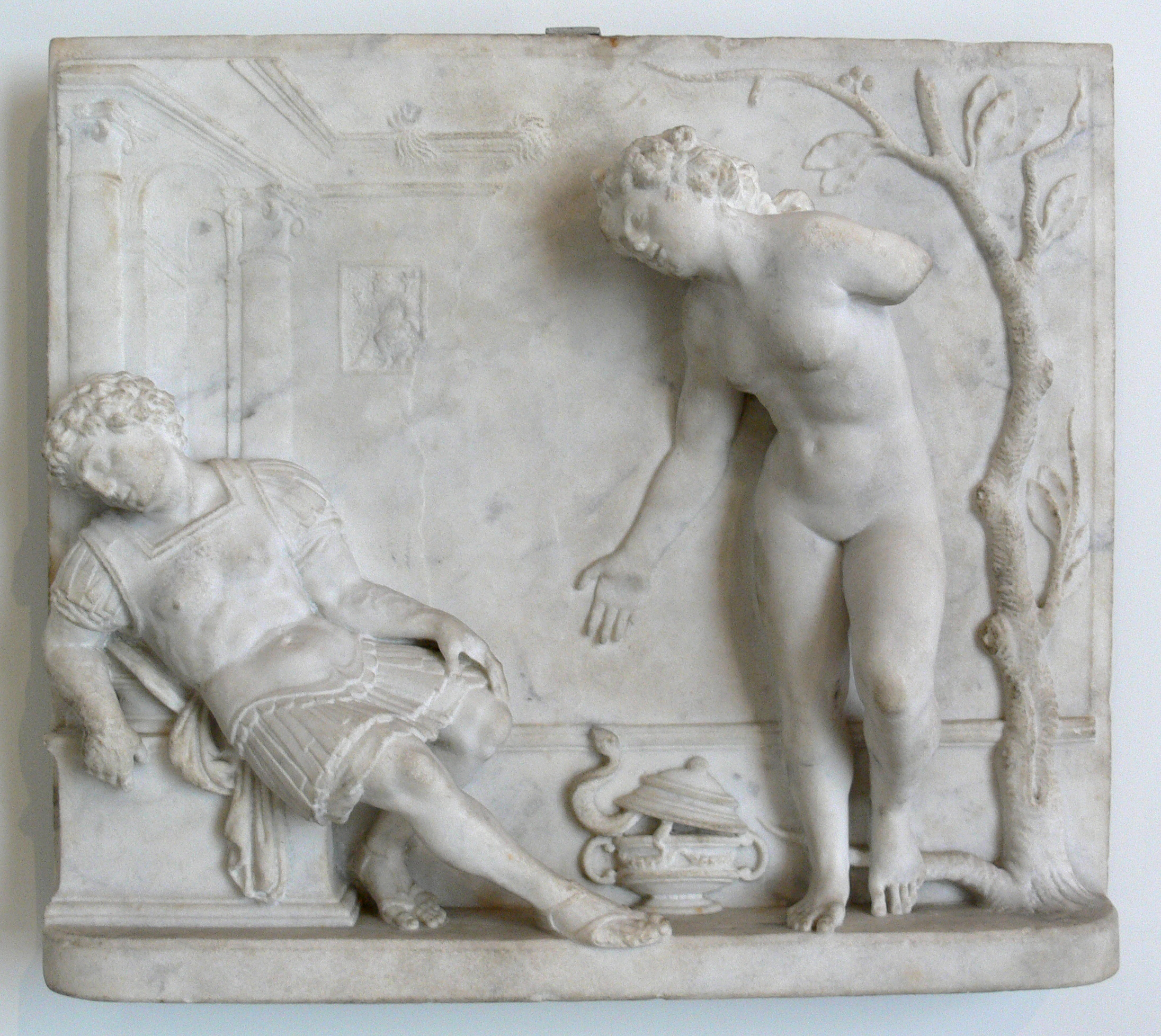
Antonio y Cleopatra, de Giovanni Maria Mosca
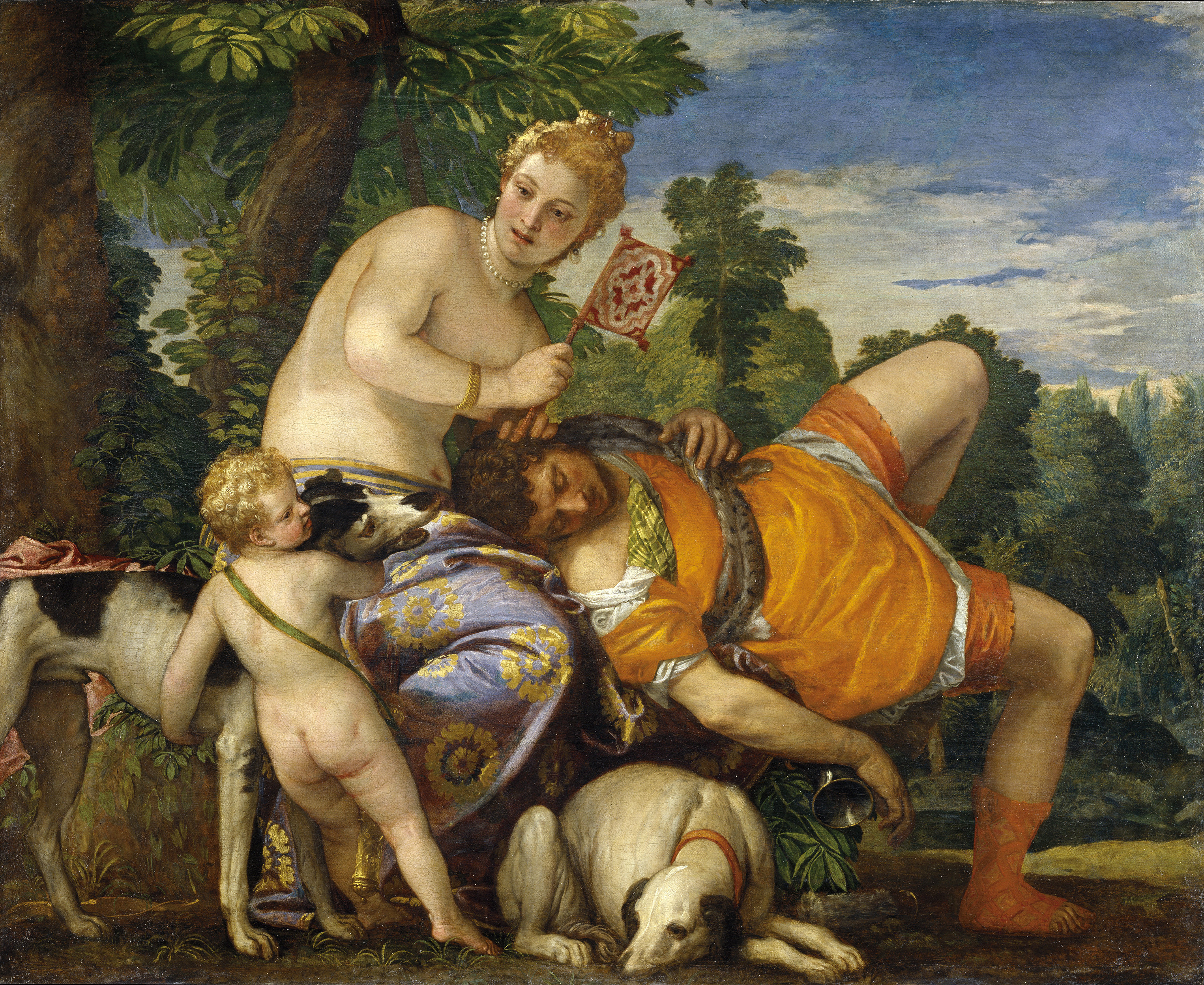
Venus y Adonis, de Veronés, 1580.

### Retrato

La Gioconda, de Leonardo da Vinci, 1503-1519.

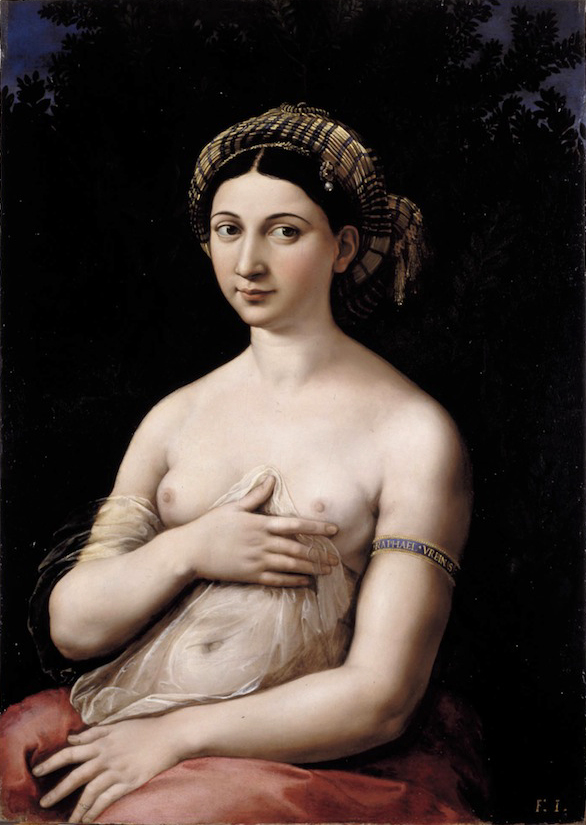
La Fornarina, de Rafael Sanzio, 1519.

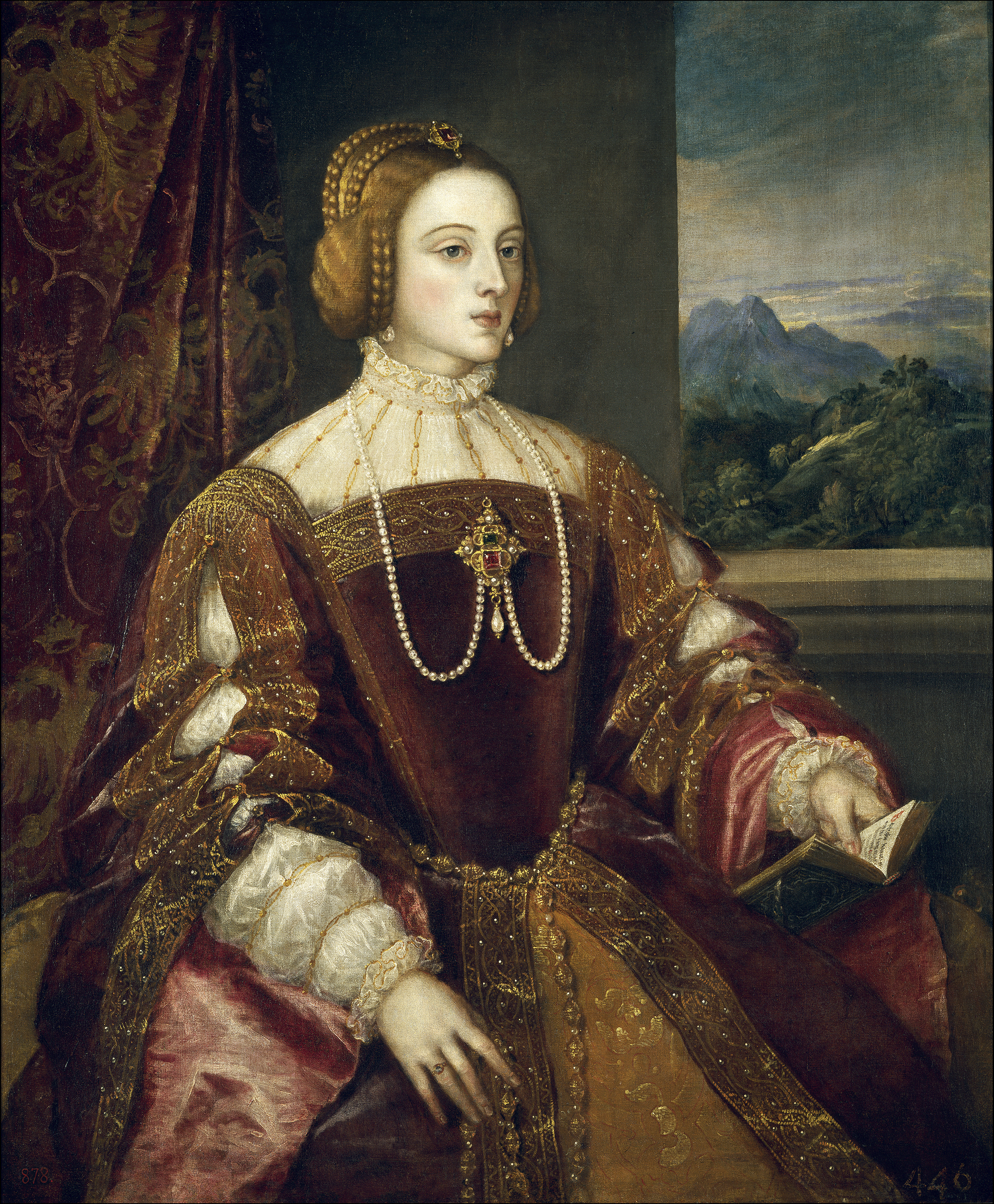
Retrato de Isabel de Portugal, de Tiziano, 1548.

"Ciertas características del retrato manierista han sido señaladas por los críticos de arte y sirven para distinguir este de sus antecedentes renacentistas. Shearman propone a Leonardo da Vinci como artista que —en términos de la plástica— mejor articula la estética manierista, porque estableció un nuevo y más ambicioso concepto del retrato que "describe no solo las cualidades exteriores del sujeto sino también las cualidades interiores de la mente". Después de los retratos realizados por Rafael en la corte papal, los más influyentes fueron los de Tiziano para Carlos V, que superaron la hasta entonces preferencia de los Habsburgo (desde la época de Maximiliano y los Reyes Católicos) por pintores nórdicos (Juan de Borgoña, Michael Sittow). En la segunda mitad del siglo XVI triunfará en la corte española un modelo más sobrio: "... el retrato cortesano que se realiza por encargo de Felipe II. Aunque son retratos realistas, no evitan el distanciamiento que emanan los representados, siguiendo el modelo del retrato manierista de otras cortes europeas. Funden la minuciosidad de lo flamenco con la riqueza de color veneciana. Alonso Sánchez Coello fue seguidor del retratista flamenco Antonio Moro en cuanto a la austeridad y el hieratismo cortesano, aunque intenta la penetración psicológica y cierta vitalidad personal. Destaca las figuras colocándolas sobre un fondo oscuro y dándoles un tono dorado a la manera veneciana. El preciosismo sólo se aplica al vestuario y las joyas. El estilo ... fue seguido por Juan Pantoja de la Cruz."  En Bérgamo se desarrolló la obra, recientemente reivindicada, de Giovanni Battista Moroni. En El sastre realiza el primer retrato de un trabajador manual. El retrato ecuestre que, con precedentes en el Quattrocento, triunfa a partir del Carlos V en Mühlberg de Tiziano, tendrá su culminación con las esculturas de Pietro Tacca, ya en el siglo XVII.

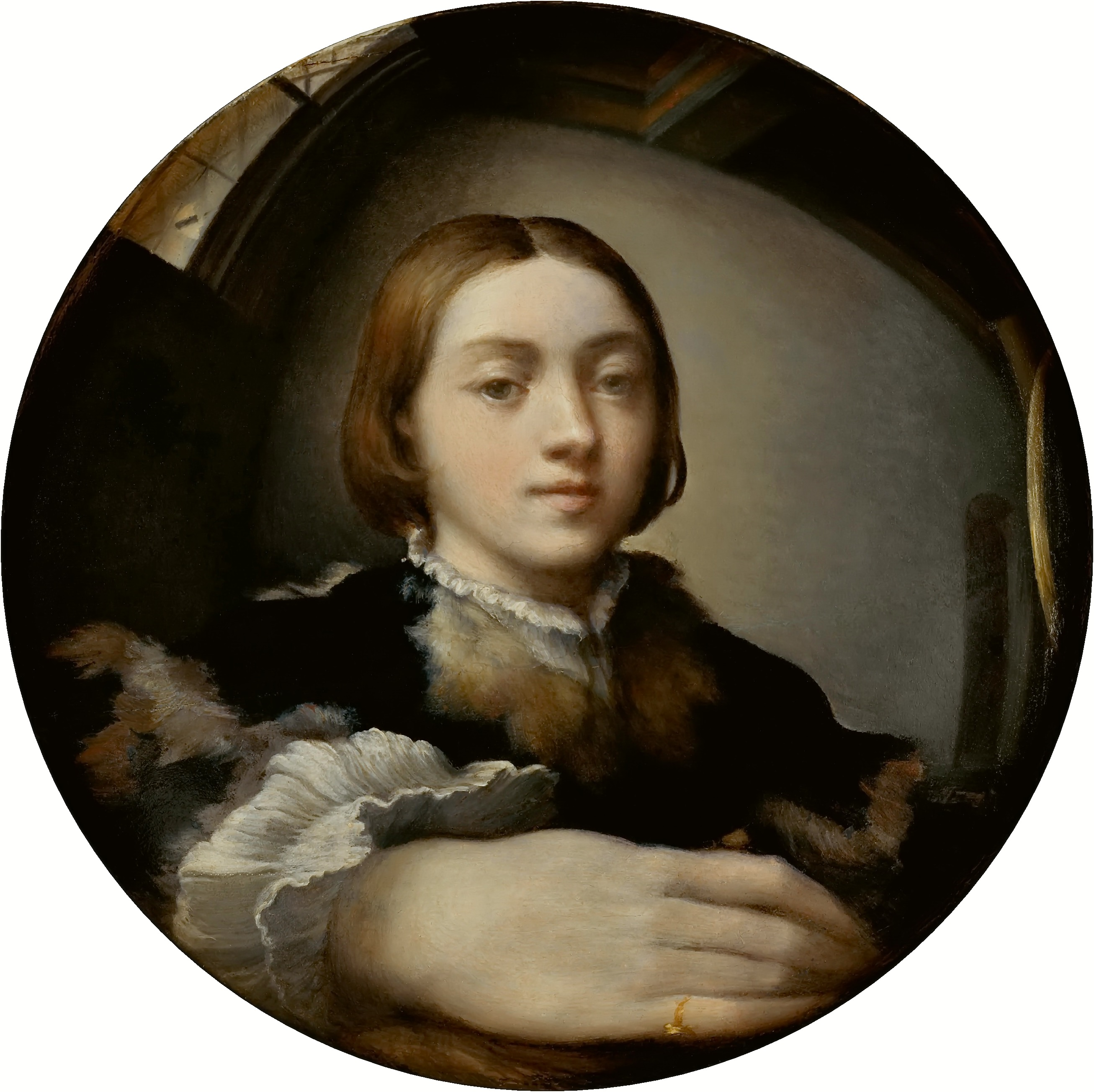
Autorretrato en un espejo convexo, de Parmigianino, ca. 1523.
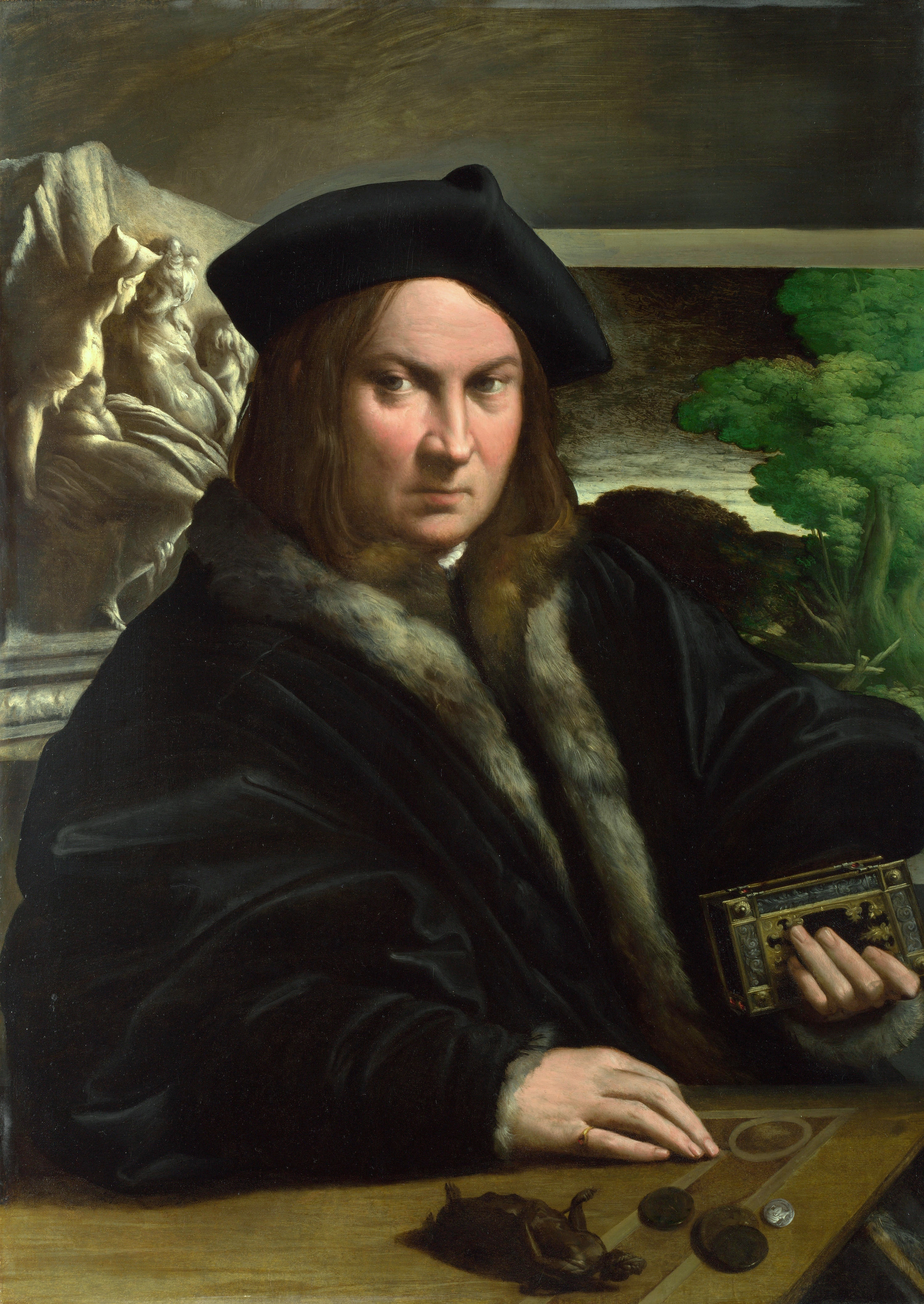
Retrato de un coleccionista, de Parmigianino, ca. 1524.
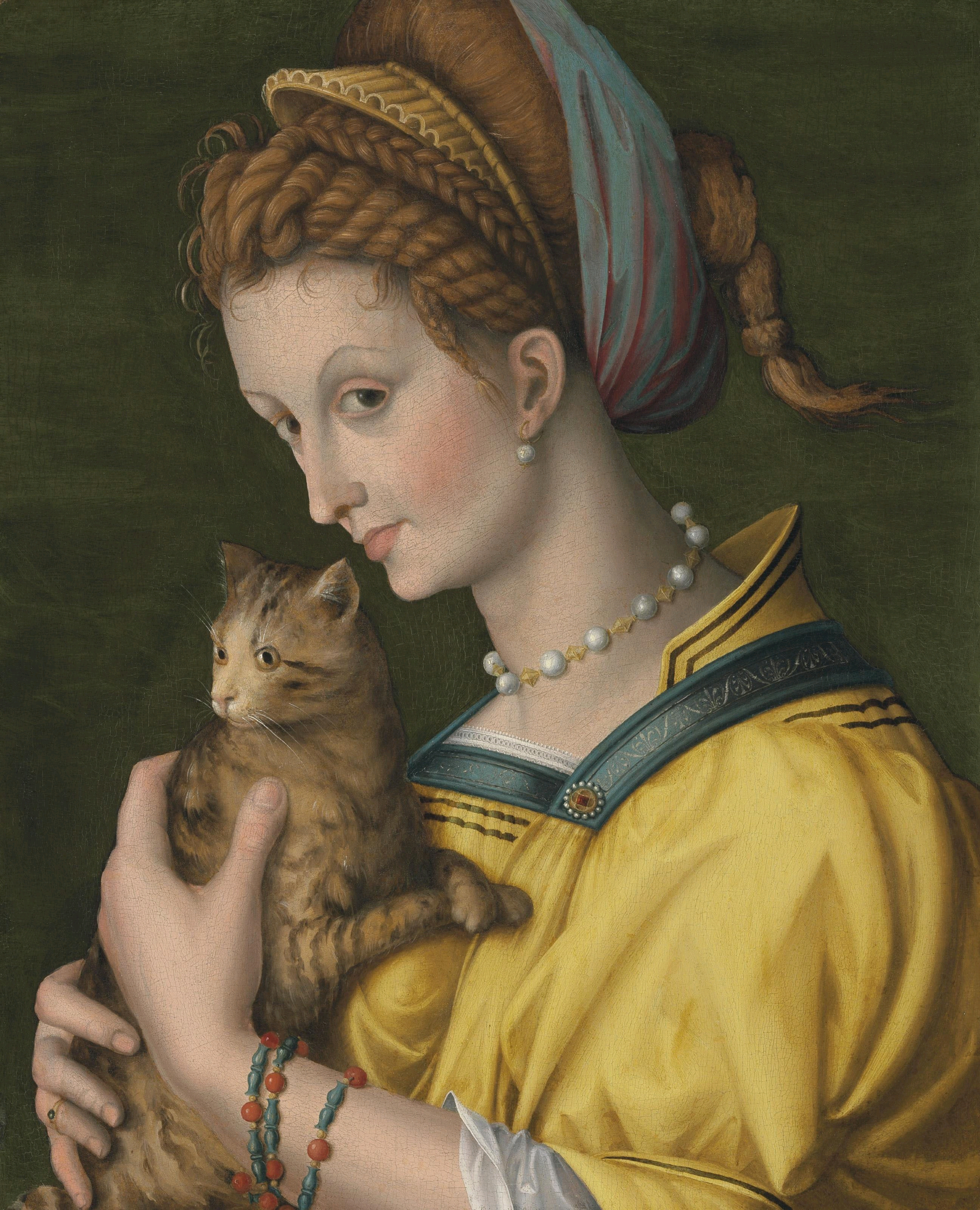
Retrato de dama con gato, de Bacchiacca, 1525.
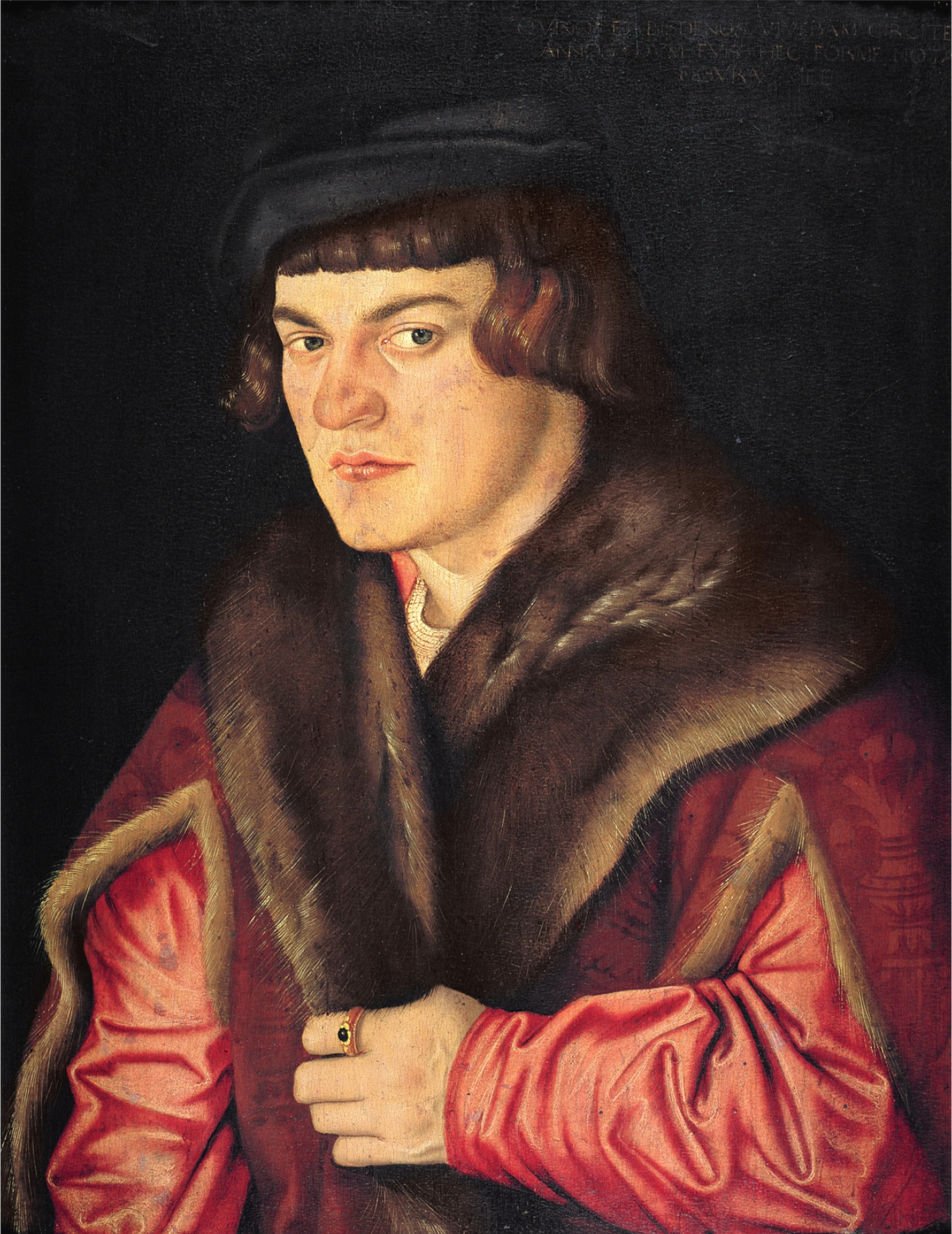
Autorretrato de Hans Baldung, 1526.
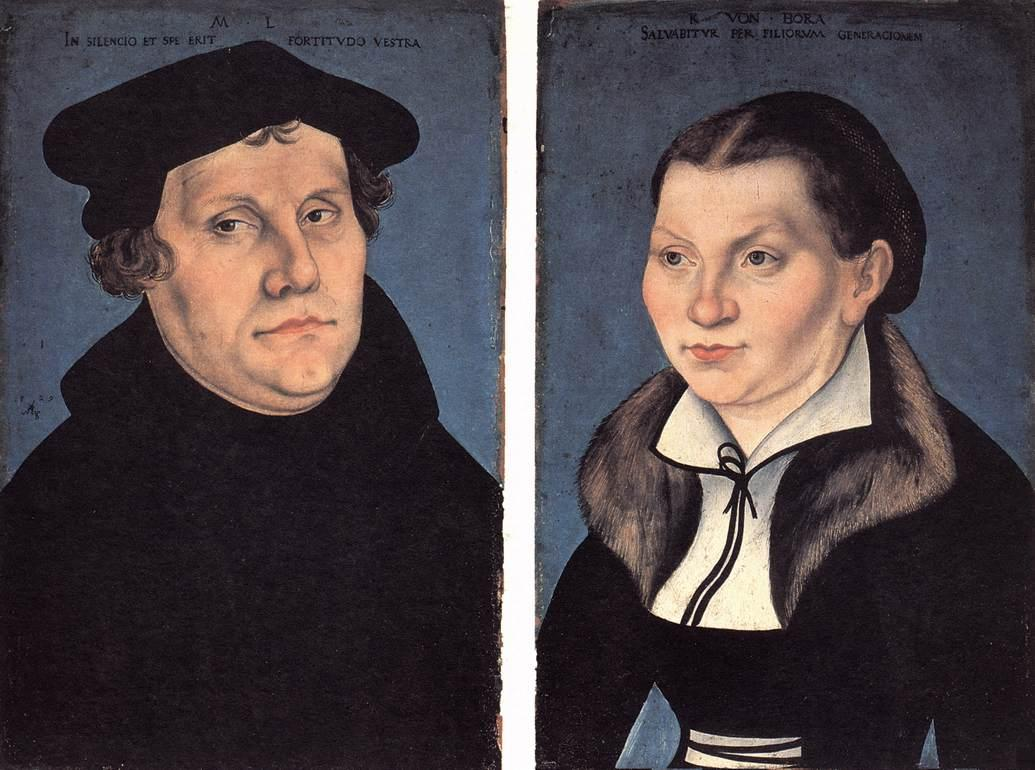
Lutero y su esposa, de Lucas Cranach el Viejo, 1529.

### Alegoría
Las alegorías son un género muy extendido en todas las artes, tanto en la literatura como en las plásticas, y tanto en las "artes mayores" o "bellas" (pintura, escultura y arquitectura) como en las "menores" o "decorativas". 
Los complicados simbolismos de contenido filosófico, moral, político, religioso, mitológico o incluso de conocimiento esotérico, que ya se usaban en el Renacimiento pleno (Giovanni Bellini -Allegoria sacra-, Durero -Estampas Maestras-, La tempestad o Los tres filósofos-, el joven Tiziano -Ofrenda a Venus o Amor sacro y amor profano- o la Hypnerotomachia Poliphili), son retomados por las nuevas generaciones de artistas (como Correggio -Alegoría de las virtudes, Alegoría de los vicios-, Bronzino -Alegoría del triunfo de Venus-, Hans Holbein el Joven -Los embajadores-, Arcimboldo -Elementos, Estaciones-, Veronés -Alegoría del amor- o El Greco -Alegoría de la Liga Santa-) o el viejo Tiziano (Alegoría de la Prudencia, Felipe II ofreciendo al cielo al príncipe don Fernando).
Los artistas, lo compartieran o no, eran muy conscientes de las implicaciones simbólicas de sus formas y del uso ideológico de sus obras; no obstante, su interés estético podía ser ajeno a todo ello, o al menos eso implican algunas anécdotas famosas, como la que protagonizó Giambologna en Praga (primero realizaba las esculturas y sólo después de terminadas él mismo u otro les atribuía el tema al que mejor se adecuaran), o el proceso inquisitorial en que se vio envuelto Veronés con motivo de Cena en casa de Leví, título alternativo al que inicialmente pretendía ser (una Última Cena), prefiriendo el pintor que se alterara totalmente la interpretación iconográfica en vez de adaptar retocar ningún elemento.

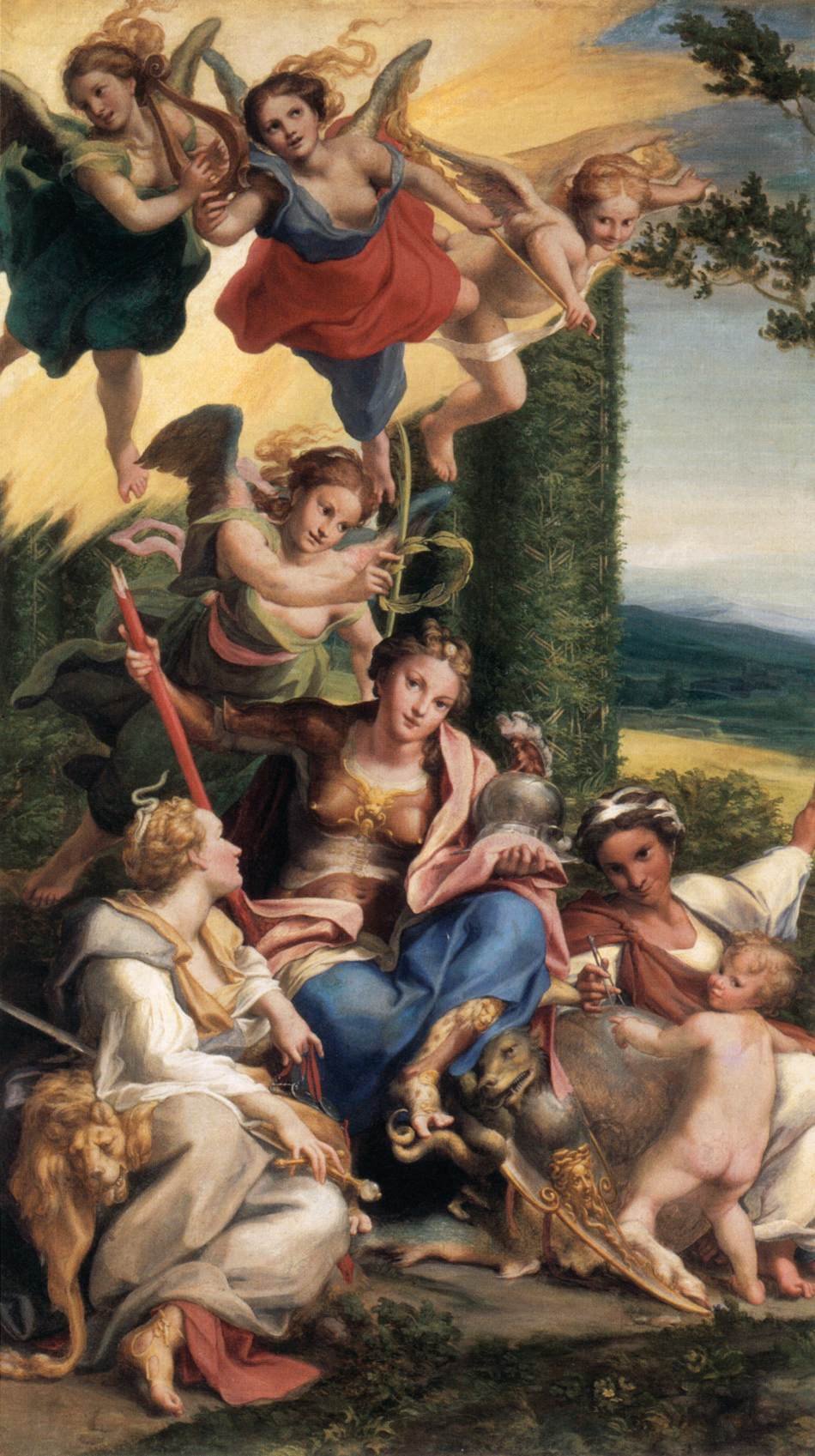
Alegoría de las virtudes, de Correggio, ca. 1525.
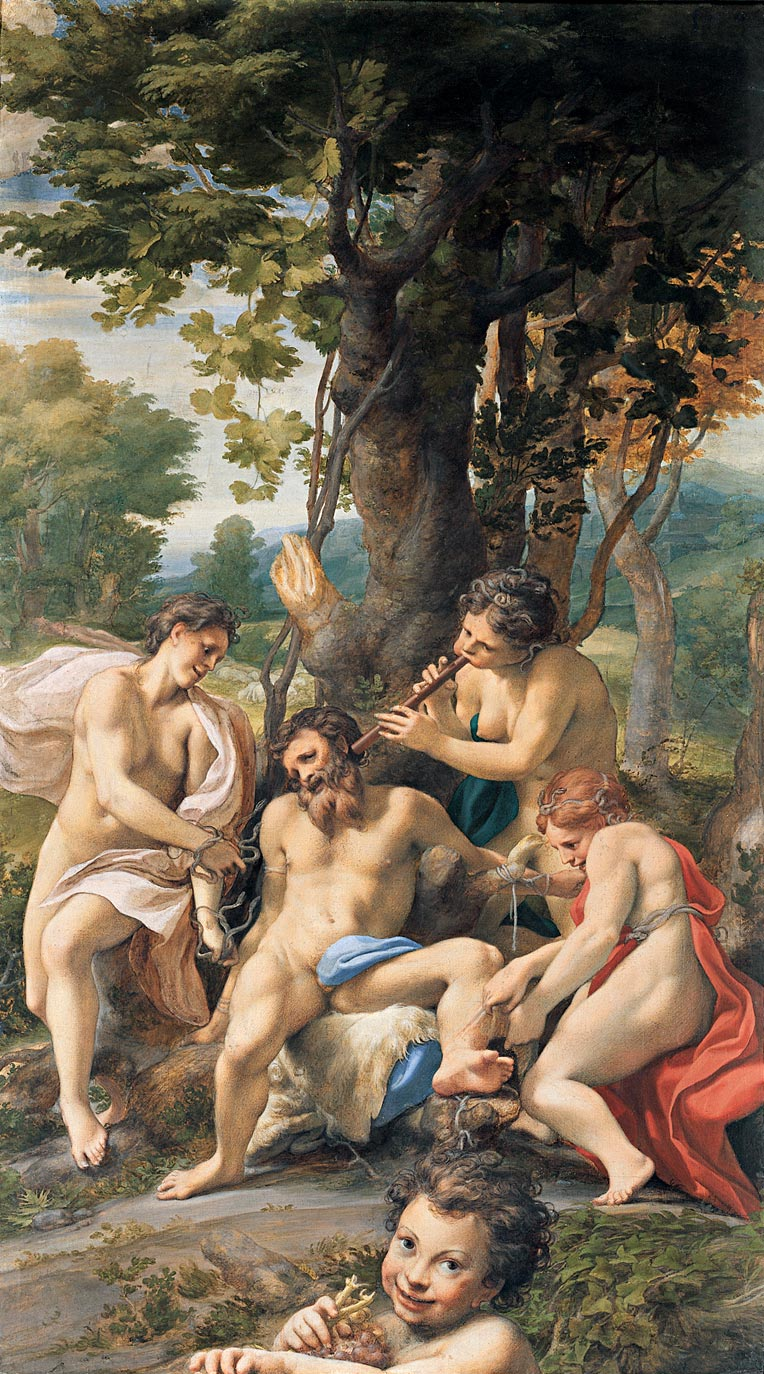
Alegoría de los vicios, de Correggio, ca. 1532.
Los embajadores, de Hans Holbein el Joven, 1533.
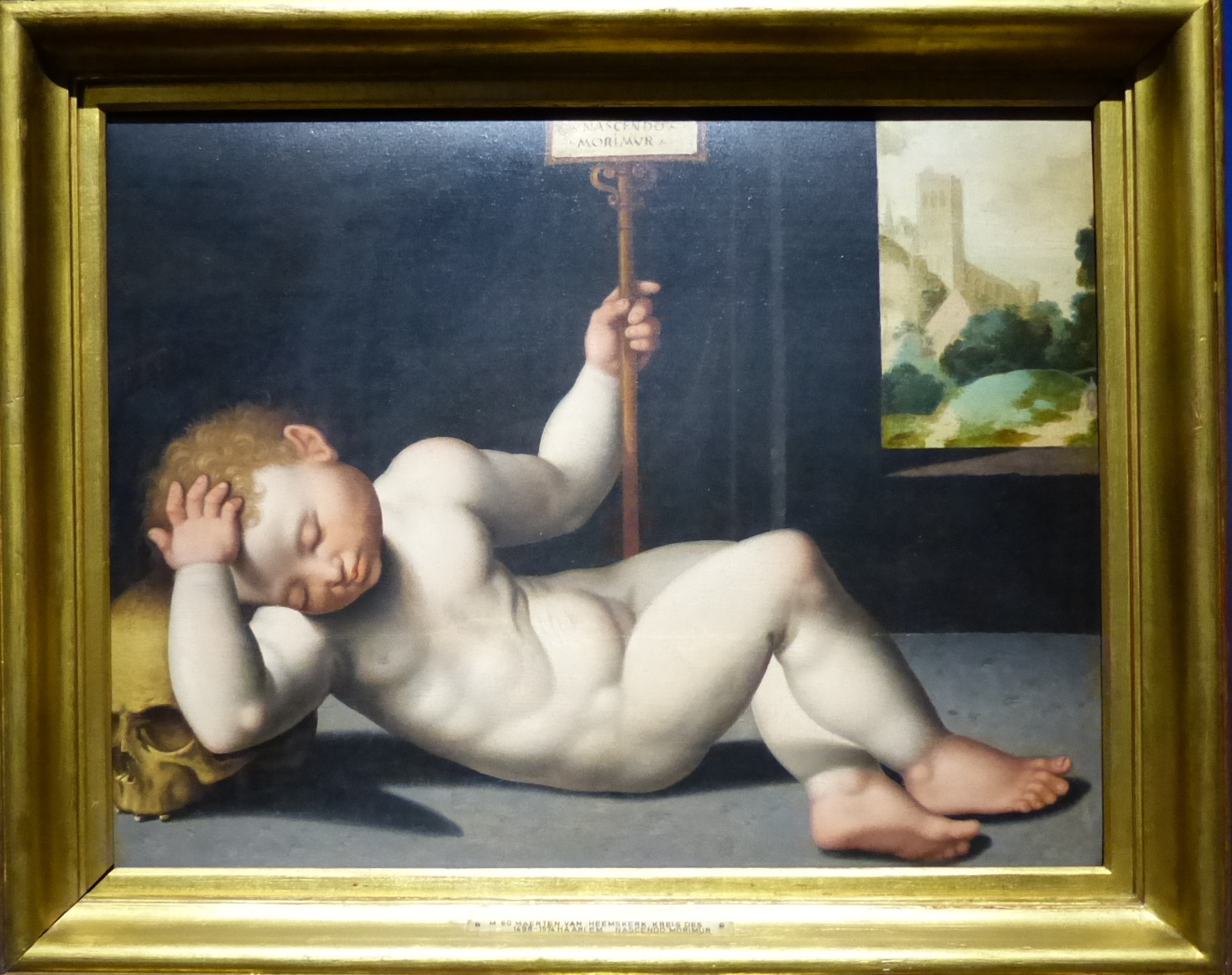
Nascendo morimur, de Martin van Heemskerck, 1540.
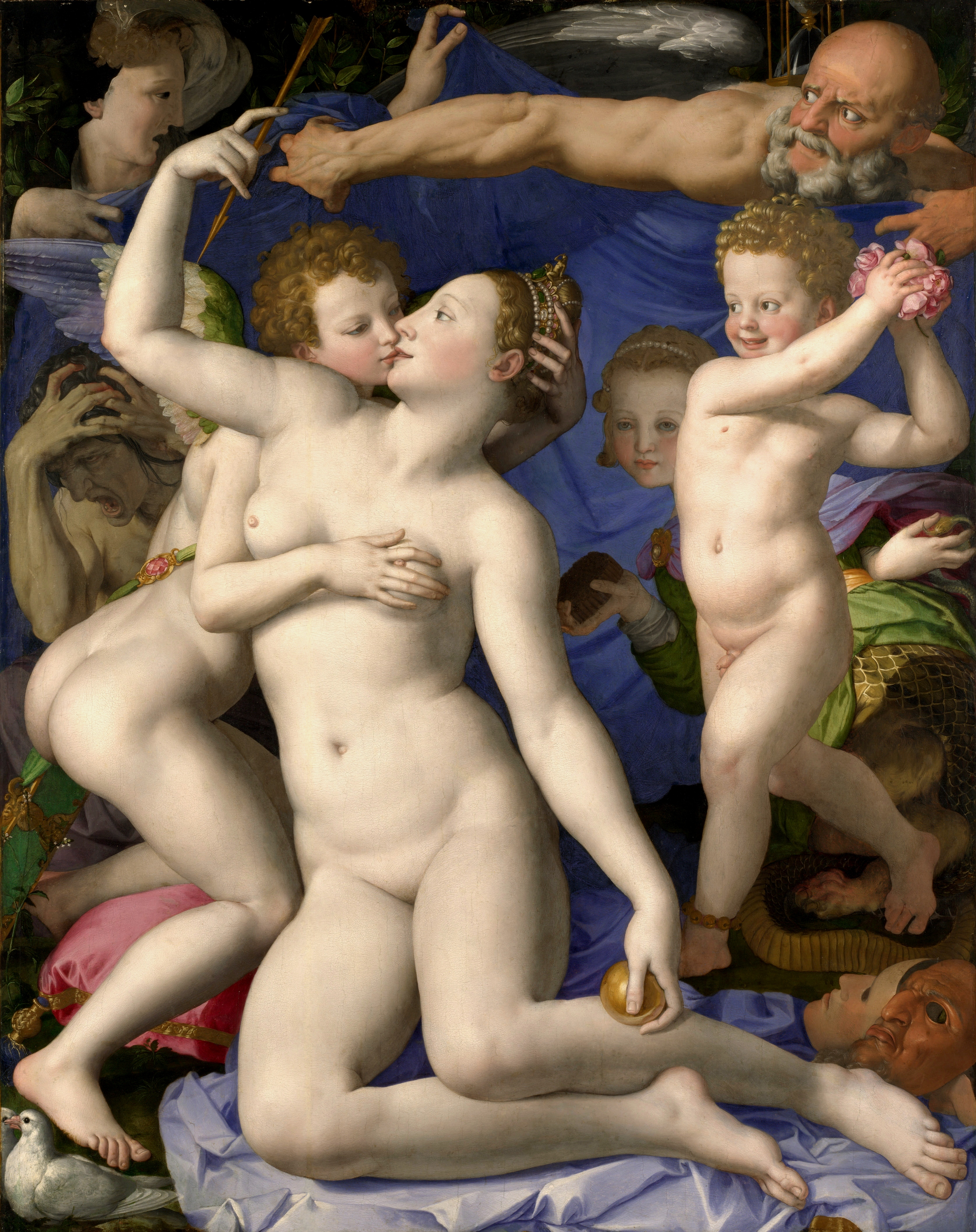
Alegoría del triunfo de Venus (1540-1550), de Bronzino.
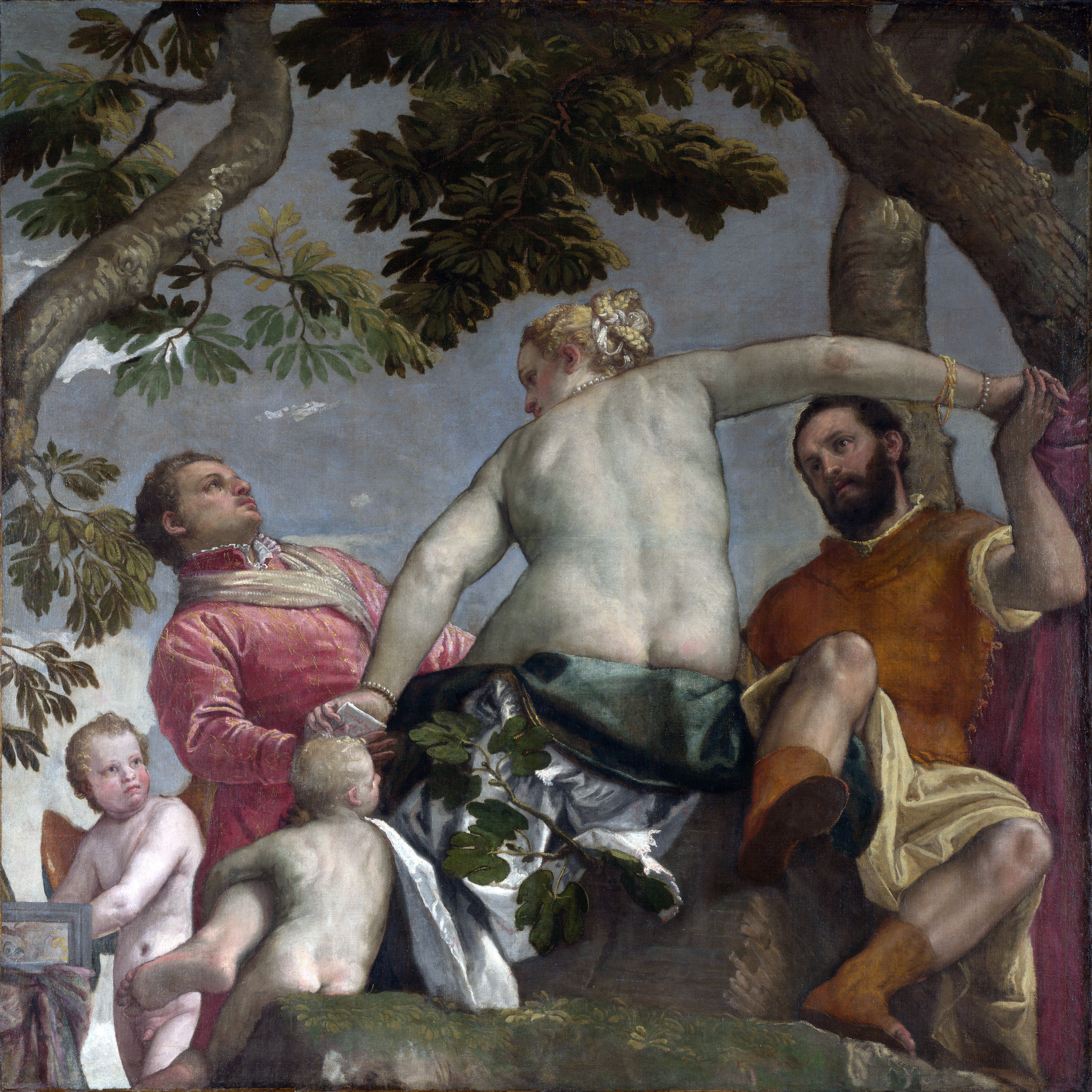
Alegoría del amor - Infidelidad, Veronés, ca. 1570.
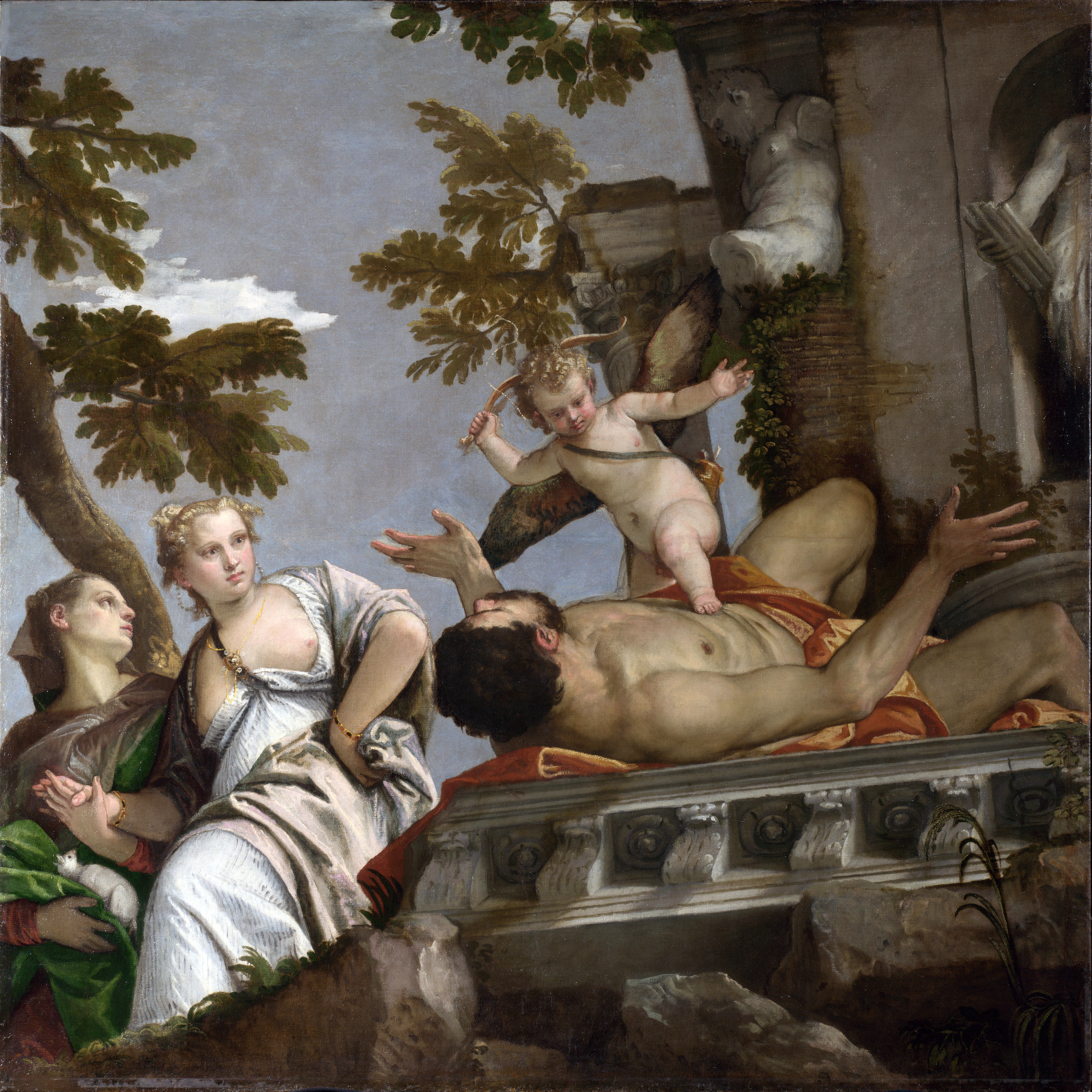
Ídem, Desdén.
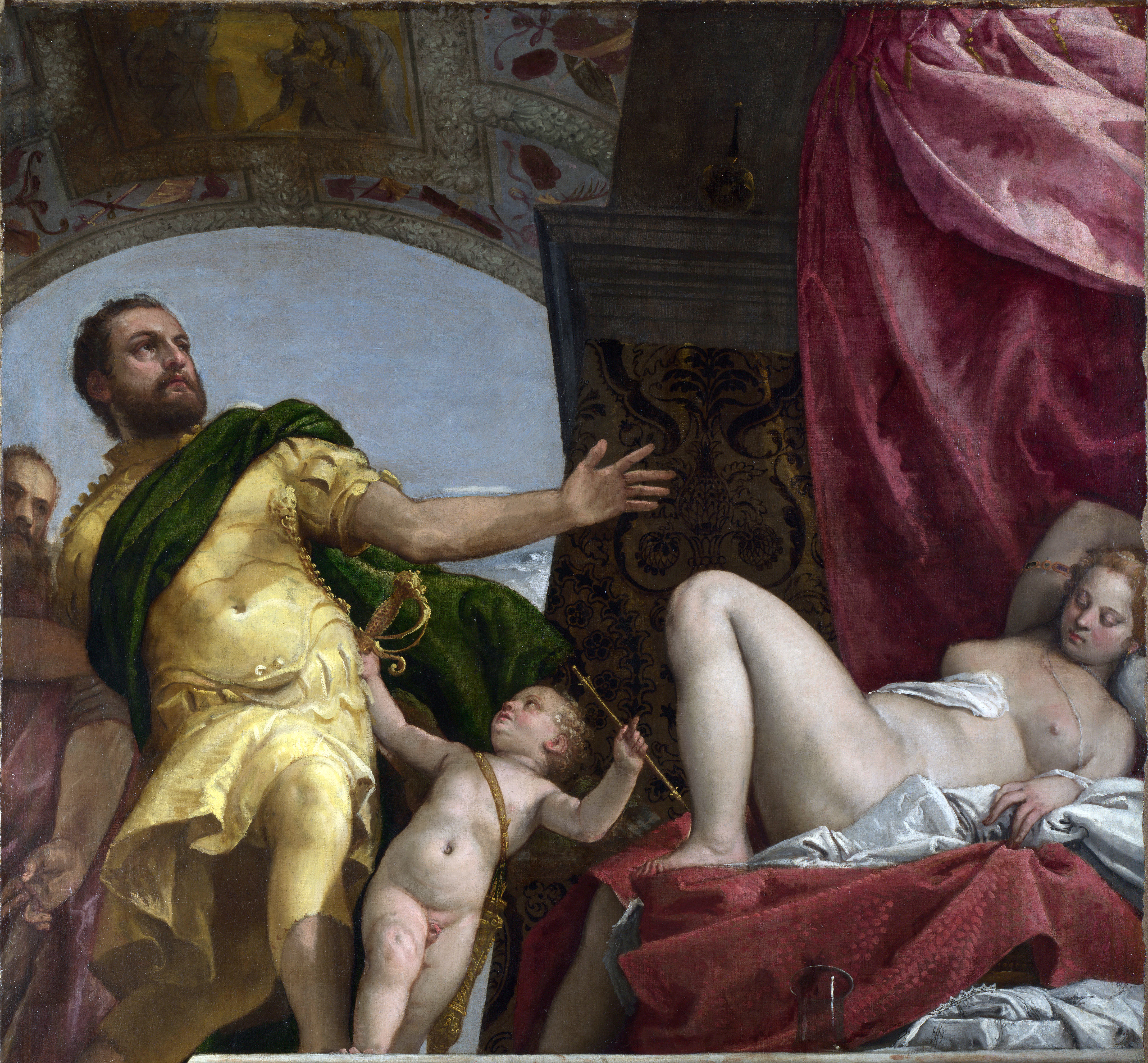
Ídem, Respeto